# RMS Titanic
El RMS Titanic fue un transatlántico británico diseñado por los ingenieros navales Alexander Carlisle y Thomas Andrews y construido en los astilleros de Harland & Wolff (Belfast) para la compañía naviera White Star Line. Fue el segundo de los tres navíos que constituían la clase Olympic, junto a sus buques gemelos, el RMS Olympic y el HMHS Britannic. Fue en su momento el barco más grande y lujoso del mundo, superando incluso al Olympic, y el más moderno del mundo, incluso se afirmaba que era insumergible, hasta su hundimiento en 1912. 
Entre sus pasajeros estaban algunas de las personas más ricas del mundo, además de cientos de emigrantes de nacionalidad irlandesa, británica y escandinava que iban en busca de una mejor vida en Norteamérica. El barco fue diseñado para ser lo último en lujo y comodidad, contaba con gimnasio, piscina cubierta, biblioteca, restaurantes de lujo y opulentos camarotes para los viajeros de primera clase, así como con una potente estación de telegrafía disponible para el uso de pasajeros y tripulación. Sumado a todo esto, el barco estaba equipado con algunas medidas de seguridad avanzadas para la época, como los mamparos de su casco y compuertas estancas activadas a distancia. Sin embargo estas medidas resultaron insuficientes, ya que solo portaba botes salvavidas para 1178 personas, poco más de la mitad de las que iban a bordo en su viaje inaugural y un tercio de su capacidad total de 3547 personas.
Tras zarpar de Southampton el 10 de abril de 1912, el Titanic recaló en Cherburgo (Francia) y en Queenstown (actual Cobh), en Irlanda, antes de poner rumbo al océano Atlántico. A las 23:40 del 14 de abril, cuatro días después de zarpar y a unos 600 km al sur de Terranova, el buque chocó contra un iceberg. La colisión abrió varias planchas del casco en el lado de estribor bajo la línea de flotación, a lo largo de cinco de sus dieciséis compartimentos estancos, que comenzaron a inundarse. Durante dos horas y media el barco se fue hundiendo gradualmente por su sección de proa mientras la popa se elevaba, durante ese tiempo varios cientos de pasajeros y tripulantes fueron evacuados en los botes salvavidas, de los cuales casi ninguno fue ocupado hasta su máxima capacidad.
Un número muy elevado de hombres perecieron debido al estricto protocolo de salvamento que se siguió en el proceso de evacuación, conocido como «Las mujeres y los niños primero». A las 2:17 del 15 de abril, el barco se partió en dos y se hundió con cientos de personas todavía a bordo. La mayoría de los que quedaron flotando en la superficie fallecieron de hipotermia, aunque algunos consiguieron ser rescatados por los botes salvavidas. 712 supervivientes fueron recogidos por el transatlántico RMS Carpathia a las 4:00.
El naufragio del Titanic conmocionó e indignó al mundo entero por el elevado número de víctimas mortales y por los errores cometidos antes y durante el accidente. Las investigaciones públicas realizadas en Reino Unido y los Estados Unidos llevaron a la aplicación de importantes mejoras en la seguridad marítima y a la creación en 1914 del Convenio Internacional para la Seguridad de la Vida Humana en el Mar (SOLAS, por sus siglas en inglés), que todavía hoy rige la seguridad marítima. Muchos de los supervivientes, que perdieron todo su patrimonio en la tragedia, fueron ayudados gracias a la caridad pública, pero otros, como el presidente de la White Star, J. Bruce Ismay, fueron acusados de cobardía por su prematuro abandono de la nave y condenados al ostracismo social.
El pecio del Titanic fue descubierto el 1 de septiembre de 1985 por el oceanógrafo estadounidense Robert Ballard en el fondo del Atlántico Norte a una profundidad de 3784 m. Los restos están muy dañados y sufren un progresivo deterioro pero, desde el descubrimiento, han sido recuperados miles de objetos del barco, a través de numerosas expediciones, y estos actualmente se encuentran exhibidos en numerosos museos del mundo.
El Titanic es quizá el barco más famoso de la historia y su memoria se mantiene muy viva gracias a los libros, canciones, películas, documentales, exposiciones, diversos trabajos de historiadores y monumentos conmemorativos que se hicieron en recuerdo a la tragedia.

## Antecedentes

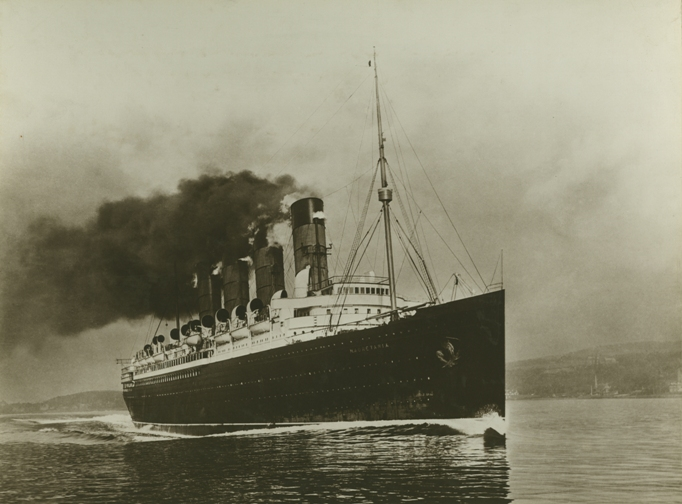
El realizando sus pruebas de navegabilidad, en octubre de 1907. El buque junto con su gemelo, el (ambos propiedad de la naviera Cunard Line y que era rival de la compañía White Star Line), eran los transatlánticos más grandes, lujosos y rápidos de la época. La White Star diseñó y construyó la Clase Olympic para hacerles frente.

En 1907, Joseph Bruce Ismay, presidente de la empresa naviera White Star Line, y lord William Pirrie, presidente de los astilleros de Harland & Wolff, decidieron construir un trío de grandes transatlánticos para competir con los nuevos barcos de la naviera rival Cunard Line. Estos barcos, bautizados como Lusitania y Mauretania, se habían convertido en los transatlánticos más grandes, lujosos y rápidos del mundo, ganando en determinados momentos de su carrera la Banda Azul, premio a la travesía más rápida. 
El trío de buques planeados por Pirrie e Ismay había sido diseñados para superar a los buques de Cunard, así como a sus rivales europeos, en el ámbito del tamaño, la seguridad y la elegancia, ya que ambos hombres coincidían que sería más prestigioso apostar por dichos campos en lugar de la velocidad. Tras decidir el diseño de los buques, se eligieron los nombres: Olympic, Titanic y Gigantic (este último cambiado a Britannic), en referencia a las tres razas de la mitología griega: los dioses olímpicos, los titanes y los gigantes.
El proyecto para construir las tres embarcaciones fue realizado en las oficinas de Harland & Wolff en Belfast (Irlanda del Norte). Los diseñadores fueron el propio Pirrie; su sobrino Thomas Andrews, gerente de construcción y jefe del departamento de diseño de Harland & Wolff, y su cuñado Alexander Carlisle, diseñador jefe y gerente general del astillero. Las responsabilidades de Carlisle incluían las decoraciones, los equipamientos, los dispositivos de seguridad y todos los arreglos generales, incluyendo la implementación de un sistema eficiente de pescantes para los botes salvavidas. No obstante, Carlisle abandonó el proyecto en 1910, mientras el Olympic y el Titanic aún estaban en construcción, cuando se hizo accionista en Welin Davit & Engineering Company Ltd. (la compañía que fabricaba los pescantes), y dejó a Andrews como el único responsable de los proyectos. Se especula que esto ocurrió debido a que la idea original del ingeniero consistía en colocar 66 botes salvavidas a bordo de los buques, pero sus ideas y reclamaciones fueron rechazadas tanto por Ismay como por Pirrie.
El proyecto de la construcción de los barcos fue aprobado por Ismay el 31 de julio de 1908, cuando se firmó una carta de acuerdo con los astilleros. Ningún contrato formal fue firmado porque la White Star y Harland & Wolff tenían una relación muy próxima y fuerte que venía de décadas antes. Pirrie vio la importancia de los navíos y encomendó al fotógrafo oficial del astillero, Robert Welch, tomar imágenes de las obras para dejar registrado el avance de estas.  
La calidad de los buques no fue descuidada y para su construcción se emplearon los mejores materiales disponibles en aquella época.

## Construcción
Los planos finales fueron concluidos en el otoño de 1908 y los materiales necesarios para la construcción fueron encomendados por Harland & Wolff. El Titanic fue construido junto a su gemelo, el Olympic. Se necesitó construir un nuevo pórtico de 256 m de largo por 52 m de altura para acomodar ambos buques, ya que ninguna otra estructura existente era lo bastante grande para el trabajo.
| Construcción de la quilla, 31 de marzo de 1909. |

| Levantamiento de la estructura de la cubierta C, hacia finales de 1909. |

| La roda del Olympic soportada por un mecanismo de lanzamiento hidráulico, alrededor de octubre de 1910. Este mecanismo sería empleado durante la botadura del Titanic, 7 meses más tarde. | El pórtico Arrol fotografiado el 20 de octubre de 1910. El casco del Olympic (der.), fotografiado instantes previos a su botadura. A su izquierda, el Titanic en un avance de un 30%. |

| Trabajadores de Harland and Wolff a la salida del astillero, hacia abril de 1911. A la izquierda, se observa el SS Nomadic, transbordador del Olympic y del Titanic, durante su acondicionamiento. Al fondo, se observa el pórtico Arrol, con la proa del Titanic perfectamente visible. | Instalación del eje de la hélice de estribor, hacia abril / mayo de 1911. |

El Titanic fue construido con el número de construcción 401. Su construcción fue financiada por el empresario estadounidense J. P. Morgan y su empresa International Mercantile Marine Company, y comenzó el 31 de marzo de 1909, con un coste total de 7,5 millones de dólares de la época (unos 172 millones de dólares al cambio actual).
Debido a que el Olympic fue el primero de los buques en ser construido, su casco fue pintado de color gris claro para su botadura, con el objetivo de permitir una mayor nitidez y detalle en las fotografías. En contraste con su hermano, el Titanic fue construido con su casco pintado de negro.
La construcción de su estructura progresó a un buen ritmo, y fue completada a principios de 1911. Su casco estaba formado por aproximadamente 2000 placas de acero que medían tres metros de largo por dos metros de ancho, con un grosor de entre 2,5 y 3,8 cm. Esas placas se mantenían unidas por más de 3 millones de remaches.
Hasta ese momento, el barco era solamente un enorme casco vacío sin ningún equipamiento o instalación interna. El casco del Titanic fue botado al mar a las 12:13 del 31 de mayo de 1911. Más de 100 000 personas estaban presentes para presenciar la botadura: funcionarios del astillero con sus familias, habitantes de Belfast, visitantes, periodistas y algunas personalidades importantes venidas directamente de Inglaterra. El barco se deslizó al agua desde su grada con la ayuda de 22 toneladas de sebo, aceite y jabón. El barco no fue bautizado de forma tradicional (rompiendo una botella de champán), pues nunca había sido una costumbre de Harland and Wolff, y además Pirrie opinaba que eso podría causar supersticiones entre los pasajeros y tripulantes.
Tras su botadura, el Titanic se paró con la ayuda de seis anclas. Tres amarras de acero, que pesaban ochenta toneladas cada una, fueron sujetadas al casco y fue remolcado a un dique seco con la ayuda de cinco remolcadores. Los periodistas e invitados especiales de la White Star fueron, después del evento, llevados a un almuerzo especial en el Grand Central Hotel. En el menú consistía en seis platos principales diferentes y cinco postres. Ismay dejó el almuerzo más temprano para poder embarcar en el Olympic y participar en sus pruebas de mar.
Después de la botadura, se inició el proceso de equipamiento del buque. Más de tres mil profesionales (mecánicos, electricistas, fontaneros, carpinteros, pintores, decoradores, etc.) trabajaron desde junio de 1911 hasta marzo de 1912 equipando el navío con las más recientes tecnologías e innovaciones navales e instalando sus suntuosos mobiliarios y elementos decorativos. Durante ese período, la White Star anunció el 18 de septiembre de 1911 que el Titanic realizaría su viaje inaugural el 20 de marzo de 1912.
Entretanto, el 20 de septiembre de ese mismo año, dos días después del anuncio de la fecha del viaje, el Olympic acabó colisionando con el barco de guerra HMS Hawke, por lo que tuvo que ser enviado a los astilleros de Belfast para ser reparados los daños. Como consecuencia, se tuvo que retirar al Titanic del dique seco para permitir que se efectuaran las reparaciones de su hermano. Parte de los trabajadores también fueron temporalmente transferidos al Olympic, atrasando significativamente el equipamiento del interior de su buque gemelo, así como también su entrega y entrada en servicio, por lo que la White Star se vio obligada a aplazar su viaje inaugural para el día 10 de abril de 1912. El Titanic regresó a su dique en noviembre, cuando las obras del Olympic fueron concluidas, y los trabajos continuaron al mismo ritmo que anteriormente.
Sus cuatro chimeneas fueron instaladas en enero de 1912; solo tres de ellas, con 18,9 m de altura, eran funcionales; la cuarta servía únicamente para la ventilación, y fue añadida para darle al barco una apariencia más impresionante. En el mes siguiente, sus tres hélices de bronce fueron colocadas en sus debidos lugares; las hélices laterales tenían más de 7 m de diámetro y pesaban 38 toneladas, mientras que la hélice central medía más de 5 m de diámetro y pesaba 22 toneladas.
El proceso de equipamiento finalizó en marzo de 1912 y el barco fue registrado el día 24 del mismo mes, teniendo a Liverpool como su puerto de origen, a pesar de no haber navegado nunca en sus aguas. Una vez terminada su construcción, el Titanic sucedió a su gemelo, el Olympic, como el barco más grande del mundo. Esto fue debido a que, a pesar de que ambos buques tenían las mismas dimensiones, el Titanic desplazaba 1004 toneladas más y el tamaño de un buque se mide por el tonelaje.

## Descripción del navío
Los camarotes estándar de primera clase fueron adornados con revestimientos de madera blancos, muebles costosos y otras decoraciones elegantes. Contaban solamente con baños compartidos que disponían de agua caliente y fría. Se contaba además con estufas eléctricas. En el caso de las cuatro suites más lujosas, se utilizaron en las salas de estar unas chimeneas con estufas eléctricas hermosamente empotradas. Como una relativa innovación en los barcos de la época, el Titanic poseía tres ascensores para la primera clase y uno para la segunda clase. Contaba con 370 camarotes de primera clase, 168 de segunda y 297 cabinas compartidas de tercera clase.
Cubierta de botes
Los botes salvavidas estaban ubicados en dos grupos, uno hacia la proa y otro hacia la popa. En la parte delantera se hallaban doce botes (seis a cada lado), y hacia popa se hallaban ocho botes (cuatro a cada lado), contando en total con 20 botes salvavidas de tres tipos diferentes:
- Botes 1 y 2: chinchorros de madera para emergencias, con capacidad para 40 personas.[37]
- Botes números 3 al 16: hechos de madera, con capacidad para 65 personas.[37]
- Botes A, B, C y D: botes plegables marca Englehardt con capacidad para 47 personas; estos botes tenían los costados de tela.[37]

Con todos los botes llenos hasta su máxima capacidad, se podía embarcar un total de 1178 personas.

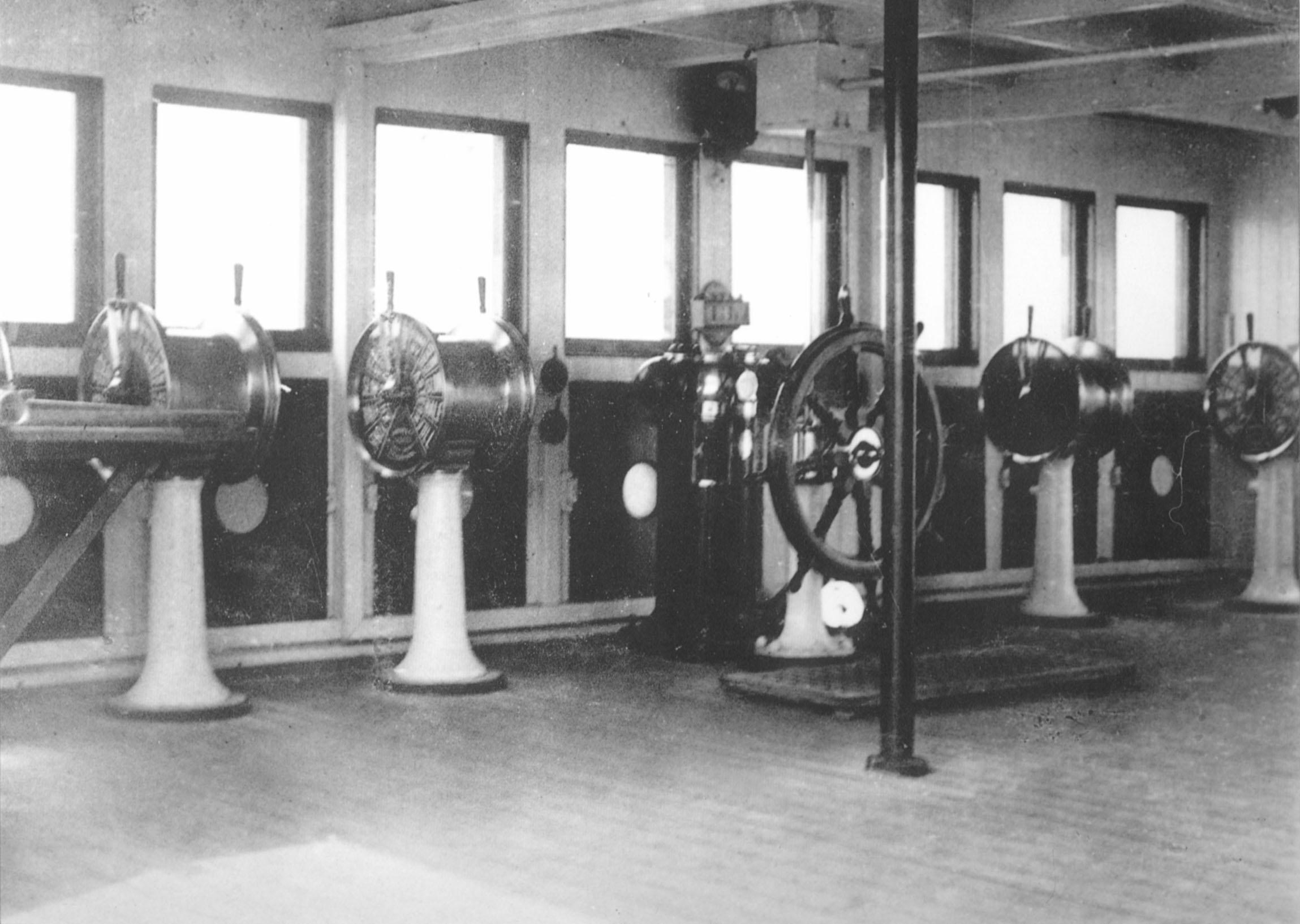
Puente de mando del Olympic, buque gemelo del Titanic. El diseño era prácticamente idéntico a bordo de ambos barcos.
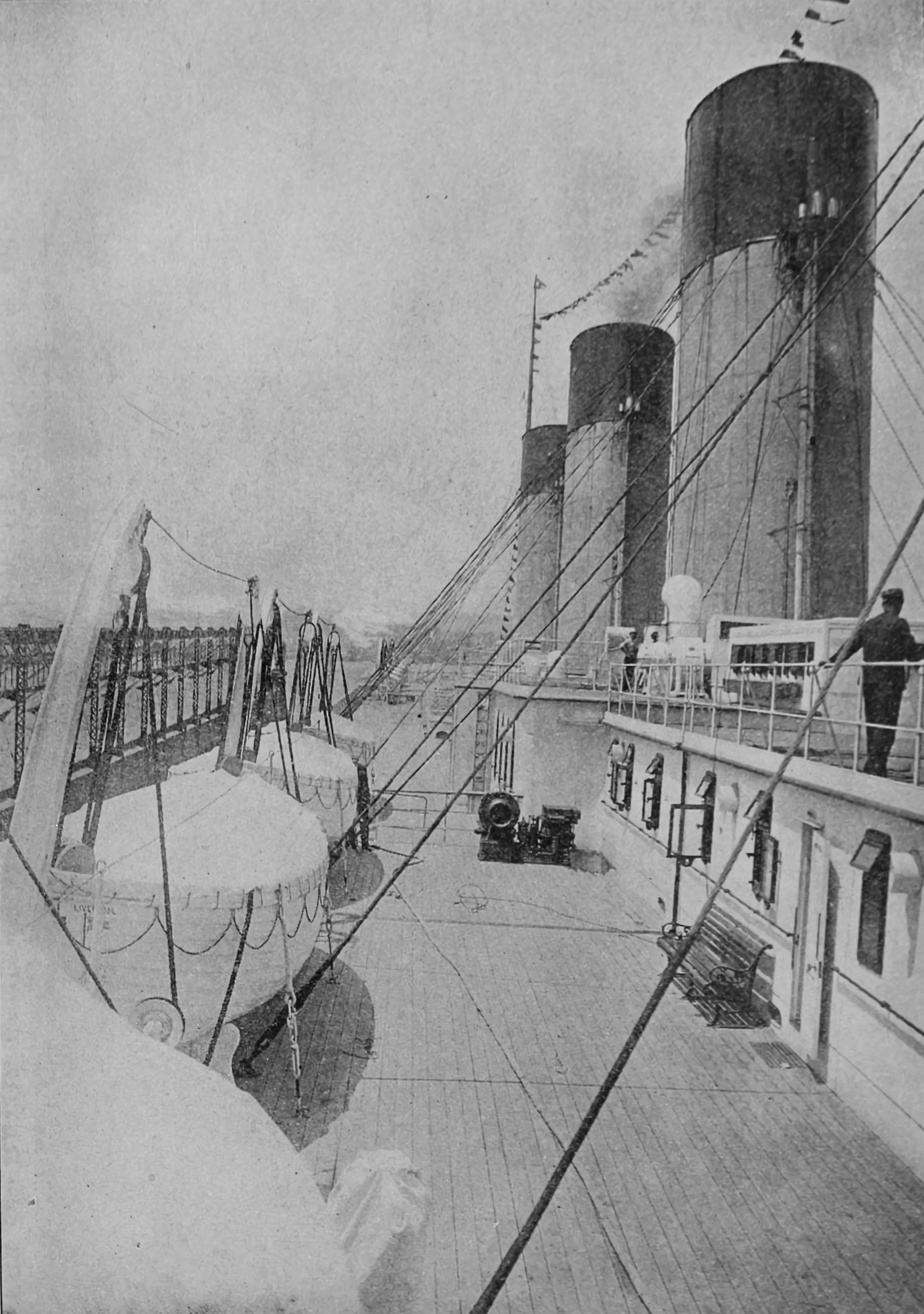
Cubierta de botes delantera a estribor en el Olympic, muy parecida al Titanic.
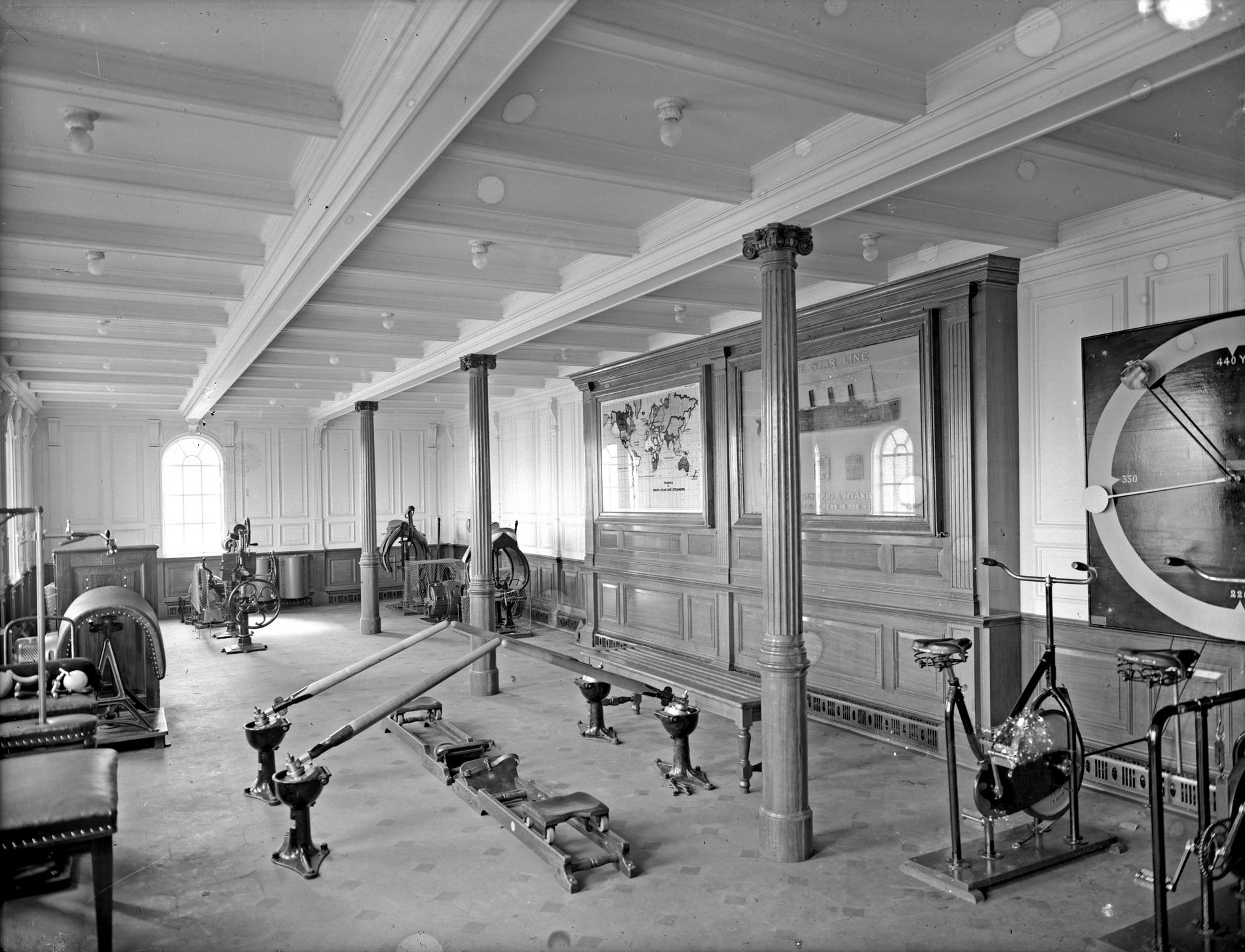
El gimnasio de primera clase a bordo del Titanic. Fue el tercer transatlántico del mundo en ofrecerlo
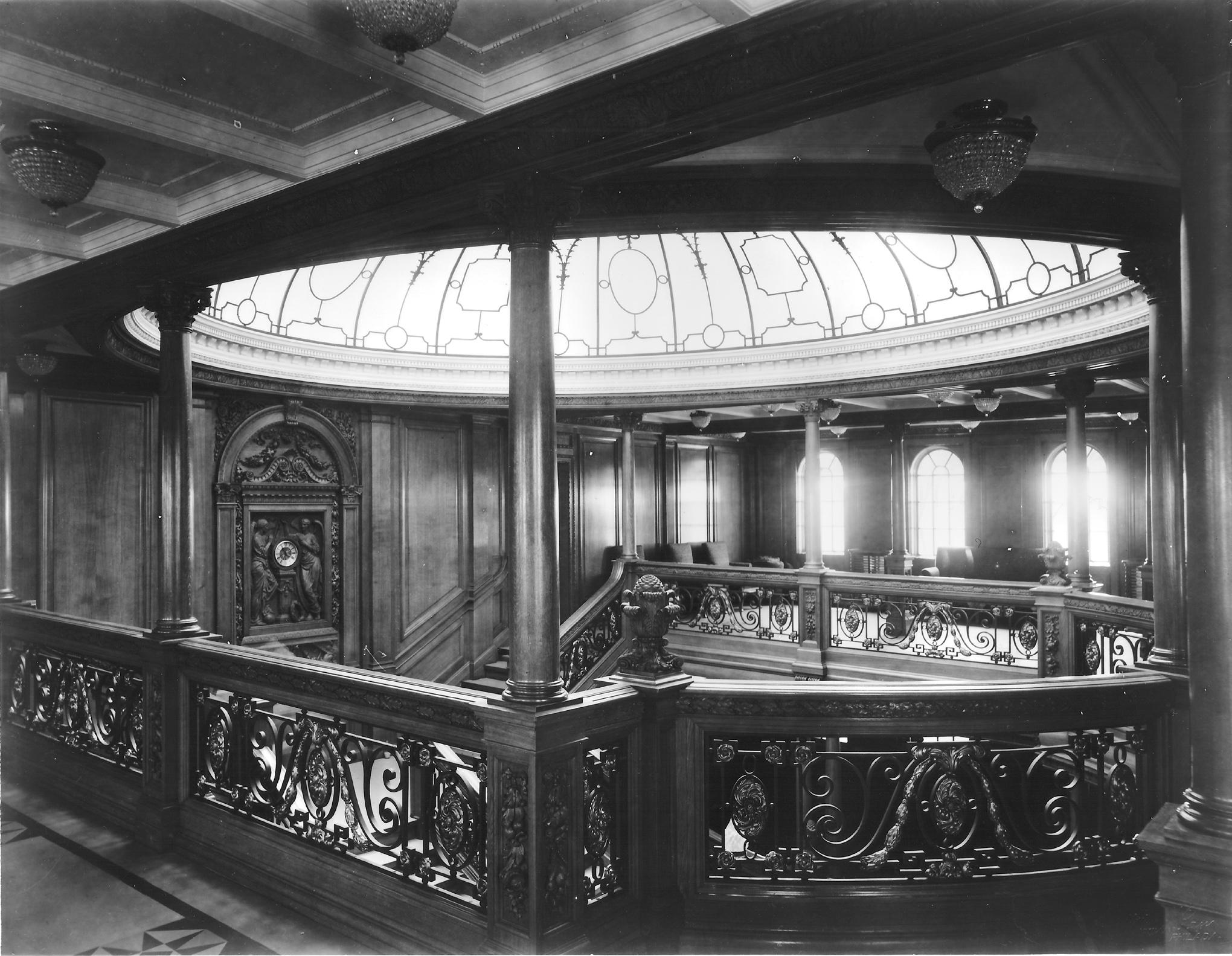
Nivel superior de la escalinata de primera clase del Olympic, afín a la del Titanic. Aquí se ubicaban el reloj tallado y la cúpula de cristal que brindaba luz natural a la estancia.
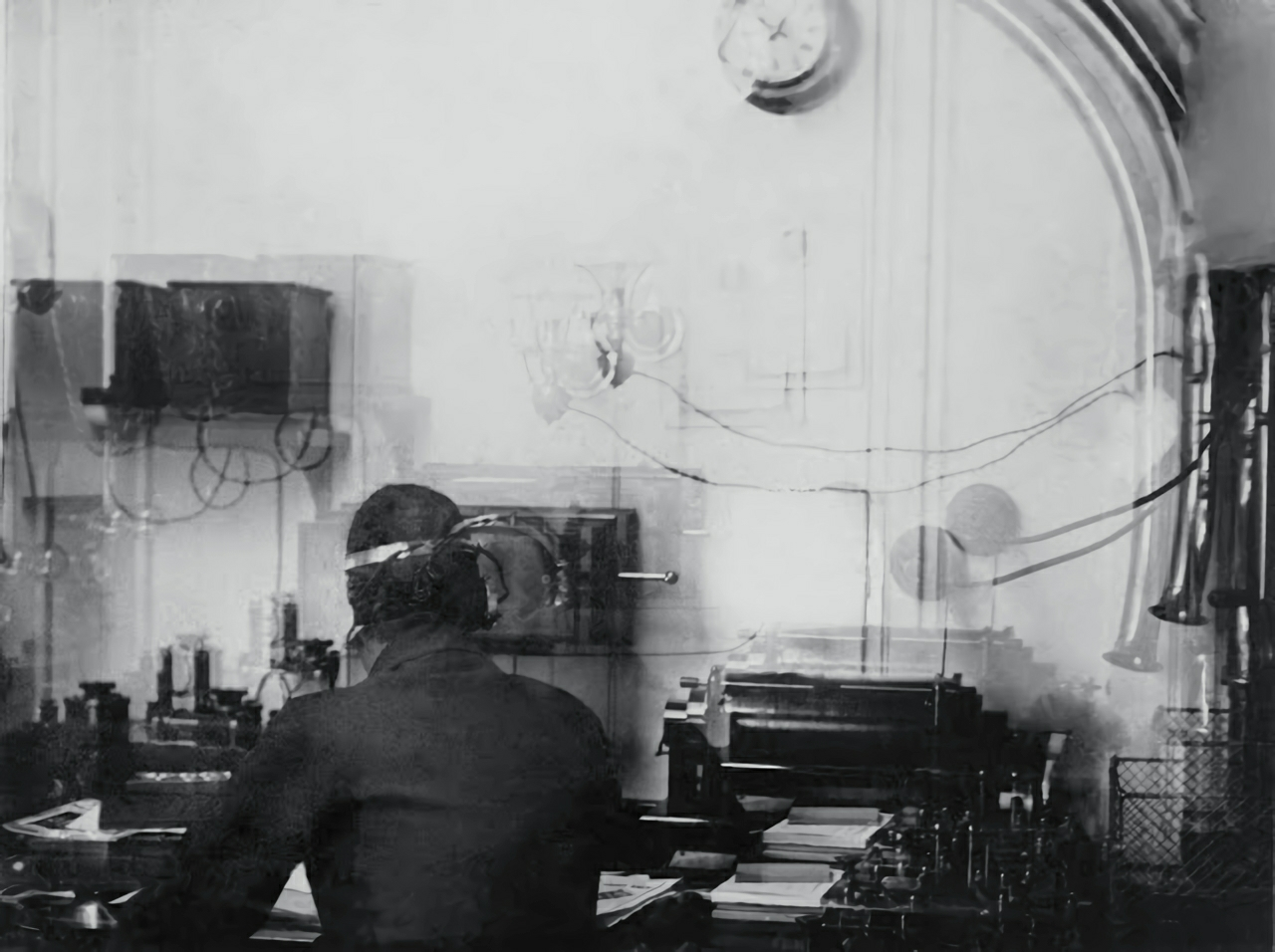
Sala de radiotelegrafía Marconi del Titanic. De espaldas, se observa al operador Harold Bride, quien sobrevivió a la tragedia.

Hacia proa, también se encontraba el puente de mando y el primer bloque, el cual comprendía las habitaciones de los oficiales, la sala de radiotelegrafía Marconi, las máquinas que movían los ascensores y seis habitaciones simples de primera clase. En las paredes de este bloque se hallaban ventanas circulares que iluminaban las habitaciones interiores de primera clase de la cubierta inferior.
El segundo bloque lo conformaban la Gran Escalera de primera clase y el gimnasio. La escalera recorría esta cubierta hasta la cubierta E; en el nivel superior se hallaba una cúpula de cristal que brindaba luz natural a la escalera a lo largo de sus niveles por medio de tragaluces a ambos lados de esta. El gimnasio estaba ubicado en el lado de estribor, al costado de la entrada de primera clase. El mismo estaba equipado con equipos que funcionaban eléctricamente, además de bicicletas estáticas y otras amenidades. El lugar estaba acondicionado para un mayor confort y tenía un panel de madera contra la pared del espacio de la chimenea donde se apreciaban dos figuras: un mapamundi y un corte transversal del barco.
Entre la segunda y tercera chimenea se encontraba el techo elevado del salón general y la sala de lectura de primera clase. Más allá de la tercera chimenea se encontraba un pequeño bloque destinado a los tanques de agua, la entrada de luz a la sala de máquinas y un espacio reservado con cubierta de paseo para los ingenieros. Al costado de este bloque se hallaba un tragaluz que cubría la cúpula que iba sobre la escalera trasera de primera clase. La cuarta chimenea no cumplía la función de expulsar humo de las calderas; por eso se le dio la función de dar ventilación a las cocinas inferiores y la segunda sala de máquinas donde se encontraba la turbina que movía la hélice central. A ambos lados de la cuarta chimenea se encontraba el techo elevado de la sala de fumadores de primera clase en la cubierta inferior. Al final de la cubierta se hallaban la entrada y escalera de segunda clase (la cual descendía hasta la cubierta F). Asimismo, los pasajeros contaban con su respectiva cubierta de paseo.
Cubierta A
Conocida también como la cubierta de paseo, este nivel albergaba los camarotes (hacia proa), la sala de lectura, el salón común, la sala de fumadores, los cafés Verandah (divididos por la mitad por el hueco de la escalera de segunda clase) y grandes espacios cerrados de paseo hacia ambos costados del buque de la primera clase. Su uso fue únicamente para primera clase, pues la escalinata de segunda no tenía salida a esta cubierta.

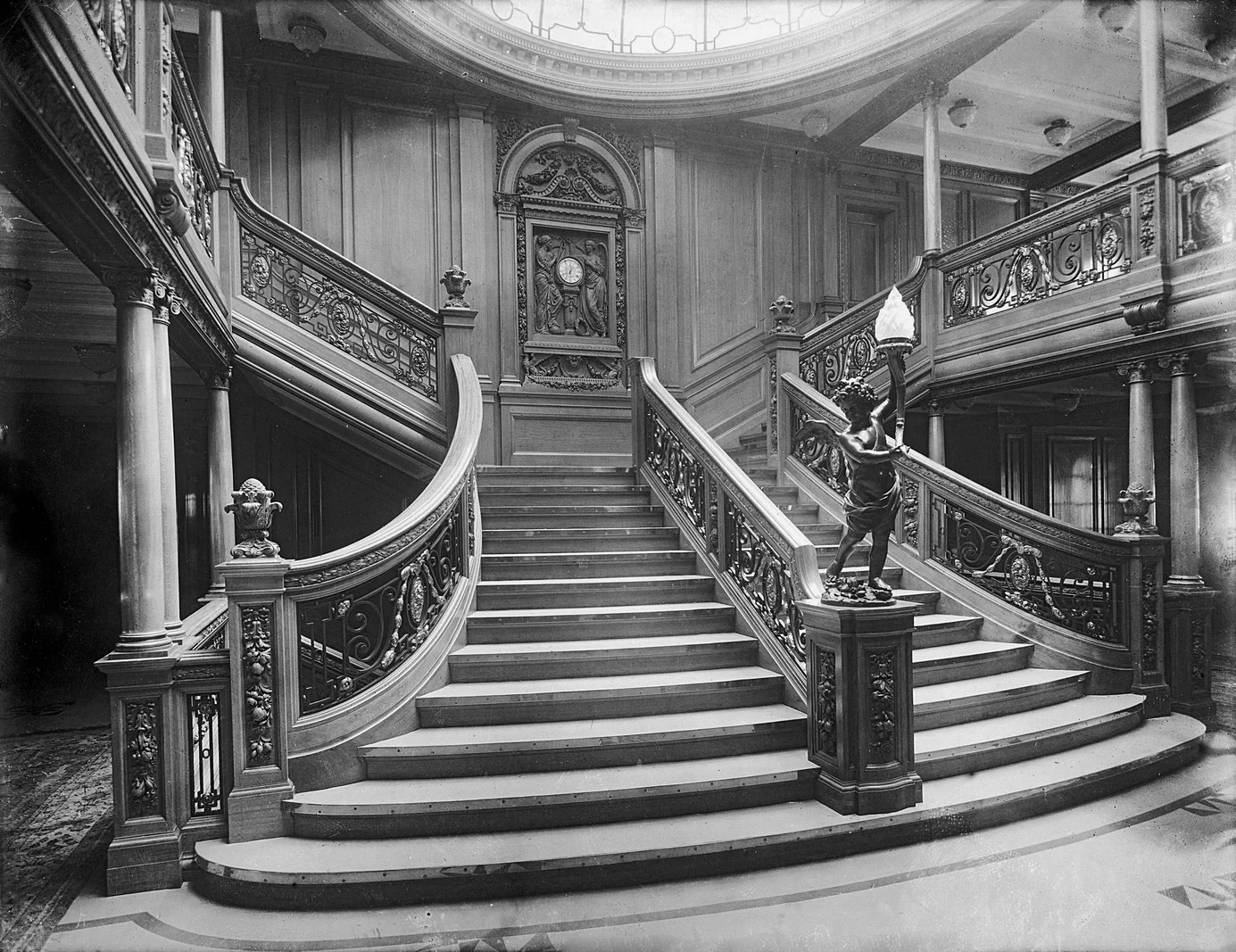
La Gran Escalera de primera clase del Olympic, cuyo diseño era similar a la del Titanic. No existen, sin embargo, fotografías auténticas de la escalera del Titanic.
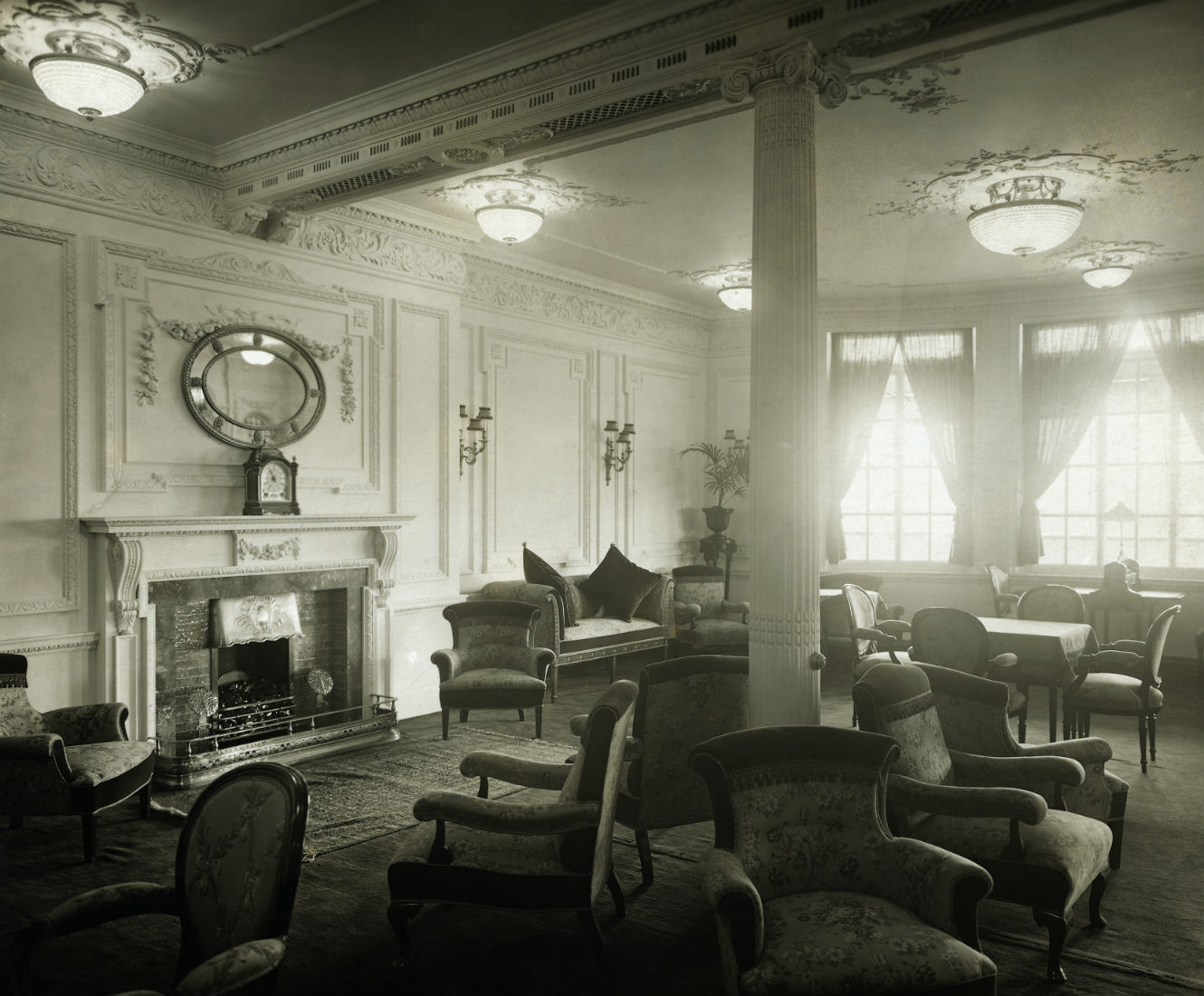
Sala de lectura y correspondencia del Olympic de primera clase, idéntica a la del Titanic, aunque, debido a que la mitad de la zona de paseo estaba acristalada, entraba menos luz natural.
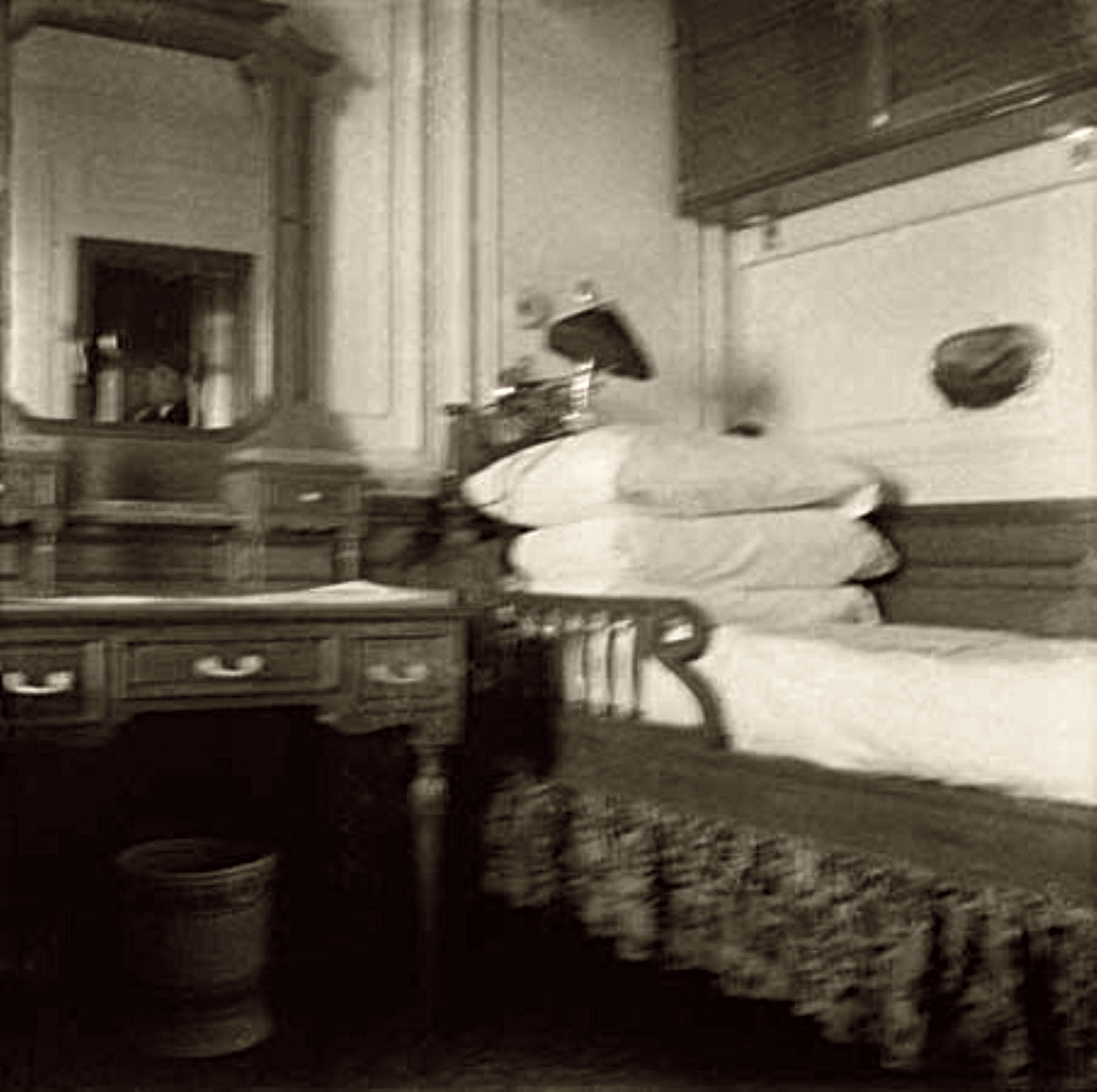
Cabina estándar A-37 de primera clase del Titanic, ocupada por el seminarista católico, que desembarcó en Queenstown.
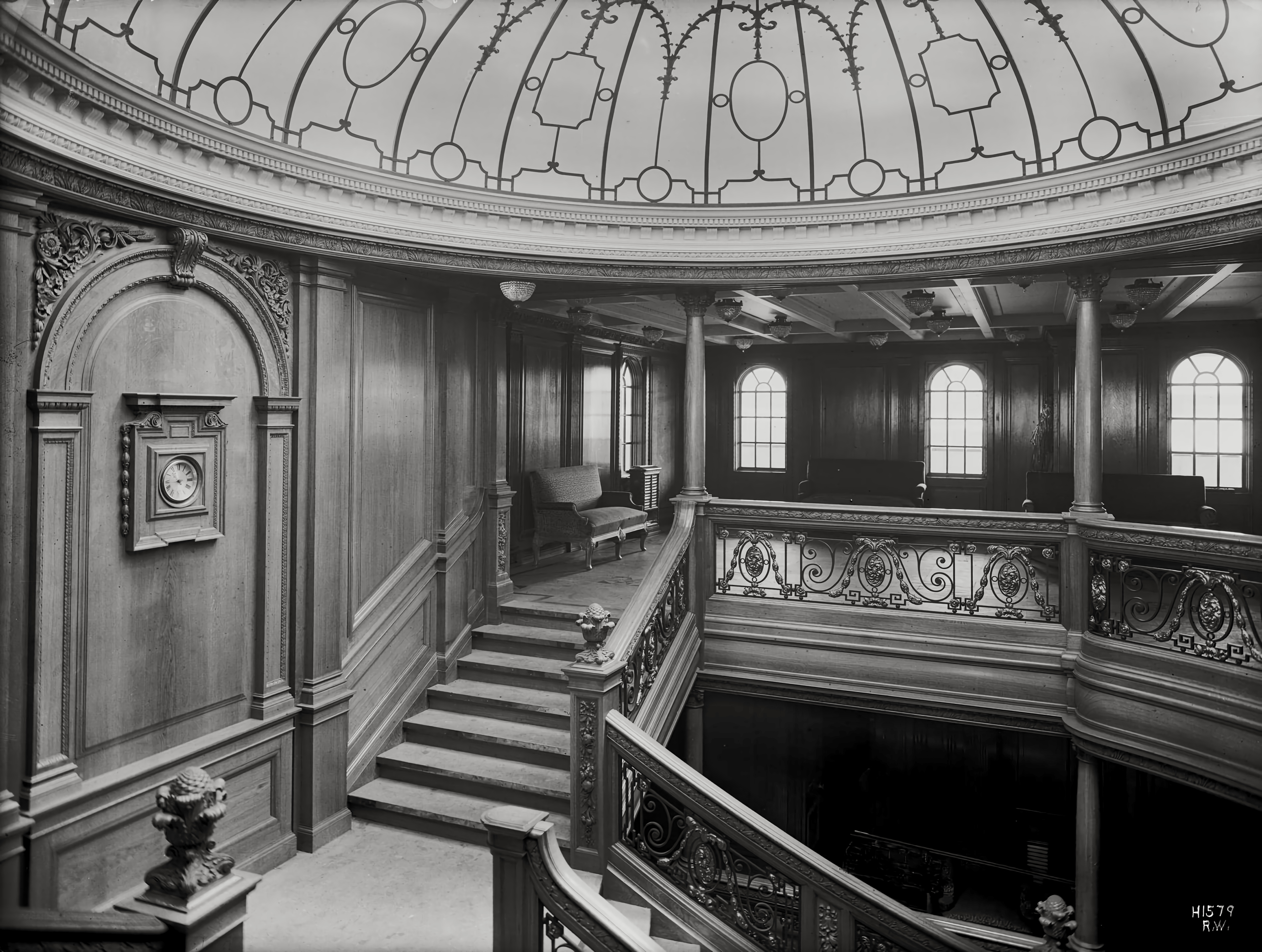
Vista de la escalinata de popa del Olympic de primera clase, similar a la de proa, aunque más pequeña y con un reloj más sencillo.
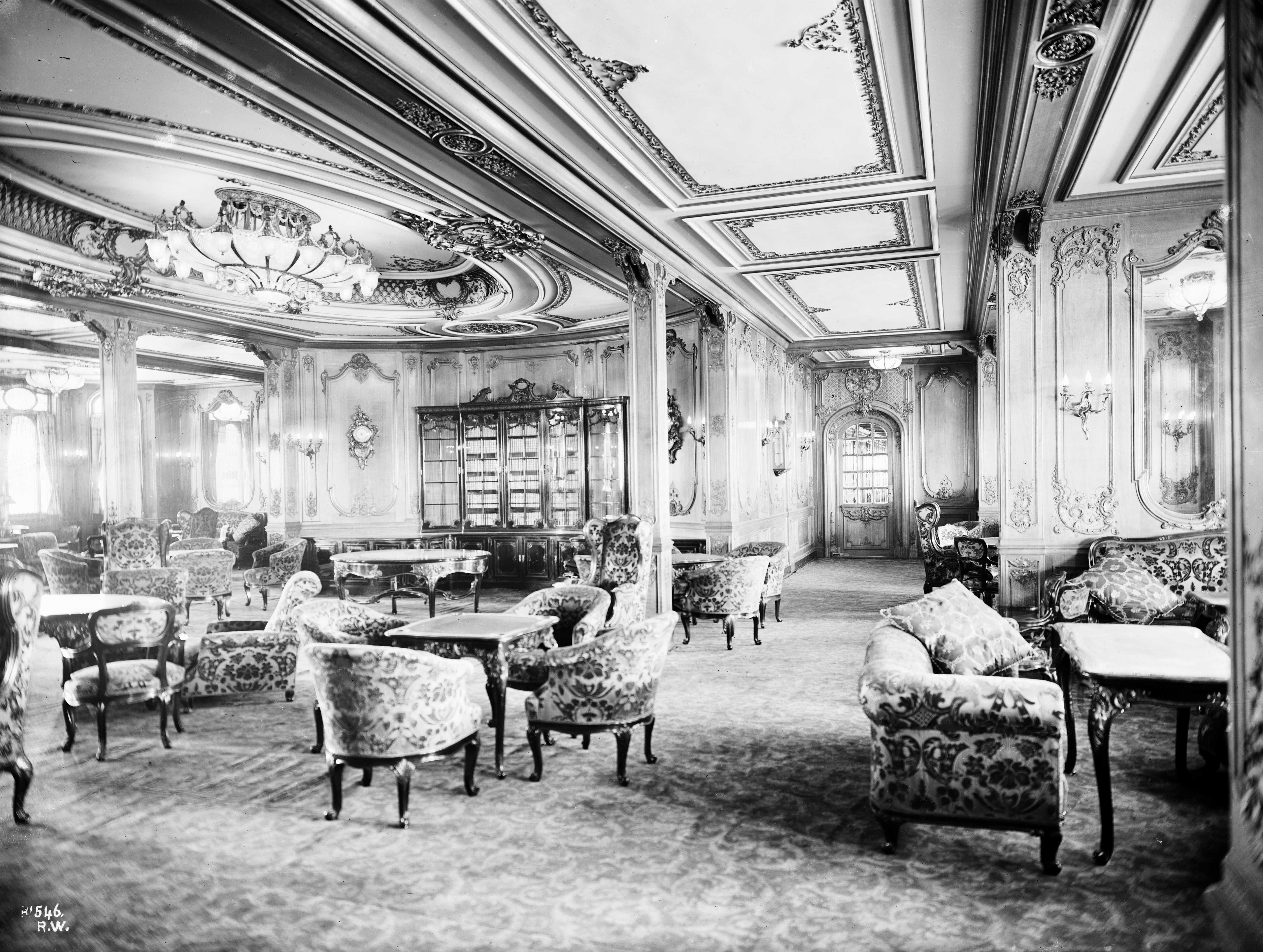
Salón principal de primera clase del Olympic, afín al del Titanic. Su decoración se inspiraba en el Palacio de Versalles.

Originalmente se planeó construirla con la parte media superior abierta como en el caso del Olympic, pero debido a un cambio en la distribución de las habitaciones de la cubierta B durante las últimas semanas de la construcción, se decidió cerrar con ventanas la cubierta de paseo delantera, de forma que la mitad de la cubierta fue cerrada hasta donde terminaba la sala de lectura y la otra mitad quedó abierta, desde el comienzo del salón común hasta el final. En la parte delantera, cerca de la primera chimenea, se ubicaban las habitaciones estándar de primera clase; decoradas con paneles de pino blancos, contaban con estufas eléctricas y con muebles de caoba lujosos de la época. Las habitaciones interiores en esta cubierta tenían la facilidad de recibir iluminación de la cubierta superior.
Detrás de la escalera y la entrada, se localizaban los tres ascensores para uso exclusivo de primera clase, los cuales transportaban a los pasajeros hasta la cubierta E, la gran escalinata hacia su primera parada justo antes de la segunda chimenea. Luego venía un pasadizo que estaba decorado en el mismo estilo que la entrada de primera clase y que contaba con una puerta giratoria. Este corredor llevaba a la sala de lectura y el salón común de primera clase. La sala de lectura era un ambiente decorado en estilo georgiano con paneles de madera blancos y con ventanales que se extendían hasta la cubierta de botes, lo que le daba una buena iluminación. Además tenía una chimenea eléctrica decorativa.
Paseo de primera clase del lado de babor en la cubierta de A del Titanic, visto desde un punto más cercano a la proa (izq) y a la popa (der).Al costado de la sala de lectura y en medio de la segunda y tercera chimeneas se encontraba el salón principal de primera clase, el cual estaba decorado en el estilo Luis XV, inspirado en el Palacio de Versalles. Estaba tapizado y contaba con paneles de madera bellamente tallada en las paredes. En la parte delantera, cerca de la puerta había una chimenea de adorno sobre la cual se encontraba una miniatura de Diana de Versalles, más conocida como Artemisa y sobre todo ello, un gran espejo. En la noche del hundimiento, este salón reunió a los pasajeros de primera clase antes de que se diera la orden de empezar la evacuación. Las ventanas se extendían, al igual que en la sala de lectura, hasta la cubierta de botes. Uno de sus mayores atractivos era su gran candelabro, el cual estaba ubicado en un pequeño domo con tallados. El salón estaba subdividido en pequeñas áreas privadas separadas por muros con espejos y apliques de bronce. Aquí se podían sacar libros gracias a un estante ubicado en la parte delantera de la tercera chimenea. A ambos lados del mismo se hallaban un reloj y un barómetro. En la parte trasera, del lado de babor, había un pasadizo que contaba con otra puerta giratoria y que conectaba al salón con la escalera trasera, muy parecida a la Gran Escalinata delantera, pero un poco más pequeña y con menos detalles.
Hacia popa, se accedía a la sala de fumadores, lugar predilecto de los hombres de primera clase después de las cenas. Estaba decorada en estilo georgiano pero con paneles de caoba oscura. En los mismos paneles había adornos de bronce, que le conferían cierta elegancia. Sus ventanas no eran traslúcidas sino vitrales. Además, contaba con unos vidrios tintados empotrados en las paredes.
El suelo era de linóleo, con un motivo que fue utilizado en otras áreas del navío. La altura del salón de fumadores de primera clase era mayor a la de la cubierta ya que su techo estaba elevado unos centímetros de más en la cubierta de botes. En dicha elevación, se hallaban unos pequeños vitrales que tenían la forma de la mitad de una elipse alargada. En el centro de su pared trasera, la sala contaba con una chimenea de mármol blanco que era la única utilizada en todo el barco para fines de calefacción, por ello contaba con dos cestos de carbón, uno a cada lado; sobre esta pieza blanca había una pintura titulada «El puerto de Plymouth». Tenía acceso a un bar que compartía con las cafeterías del final de cubierta. Se comunicaba con la de babor mediante una puerta giratoria. Los últimos espacios de primera clase en este nivel eran el bar y los dos Cafés Verandah. Su decoración se basó en las casas de campo inglesas y sus paredes estaban cubiertas por hiedras y espejos, los cuales le daban un efecto de amplitud. La iluminación natural provenía de las cuatro grandes ventanas de hierro que tenía cada cafetería, que sumadas a la cubierta abierta, permitían a los comensales tener una magnífica vista del océano. Aquí se servían aperitivos y comidas ligeras, pero no almuerzos. La cafetería de estribor se convirtió en una sala de juegos no oficial para los niños de primera clase durante el viaje. La escalera de segunda clase pasaba de largo este nivel, pues no tenía salida.
Cubierta B

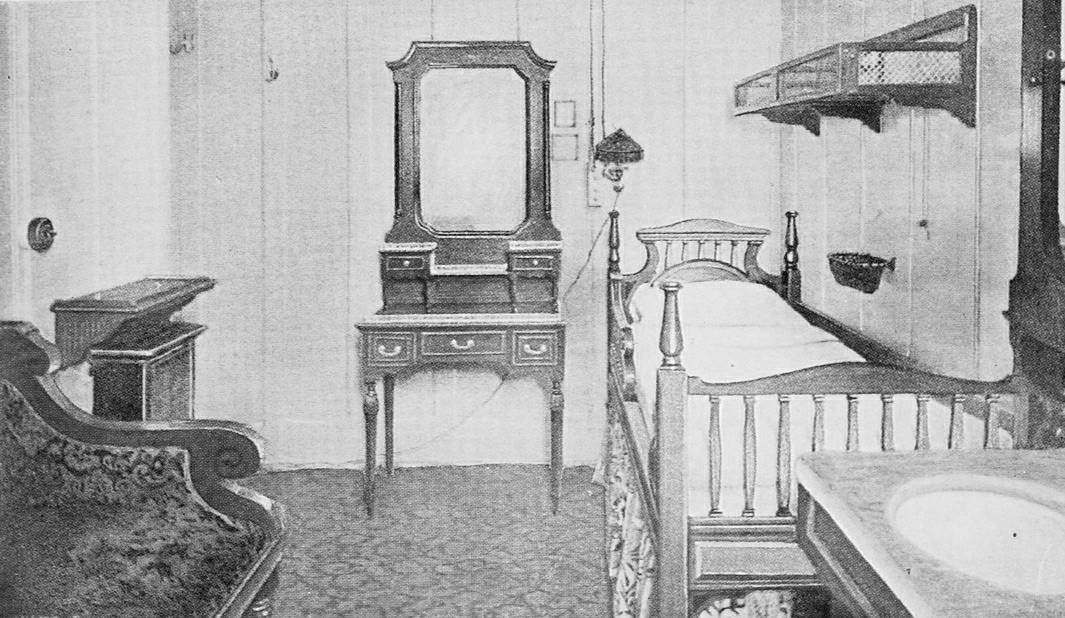
Dormitorio sencillo B-21 de primera clase a bordo del Olympic, de diseño similar a las cabinas baratas del Titanic.
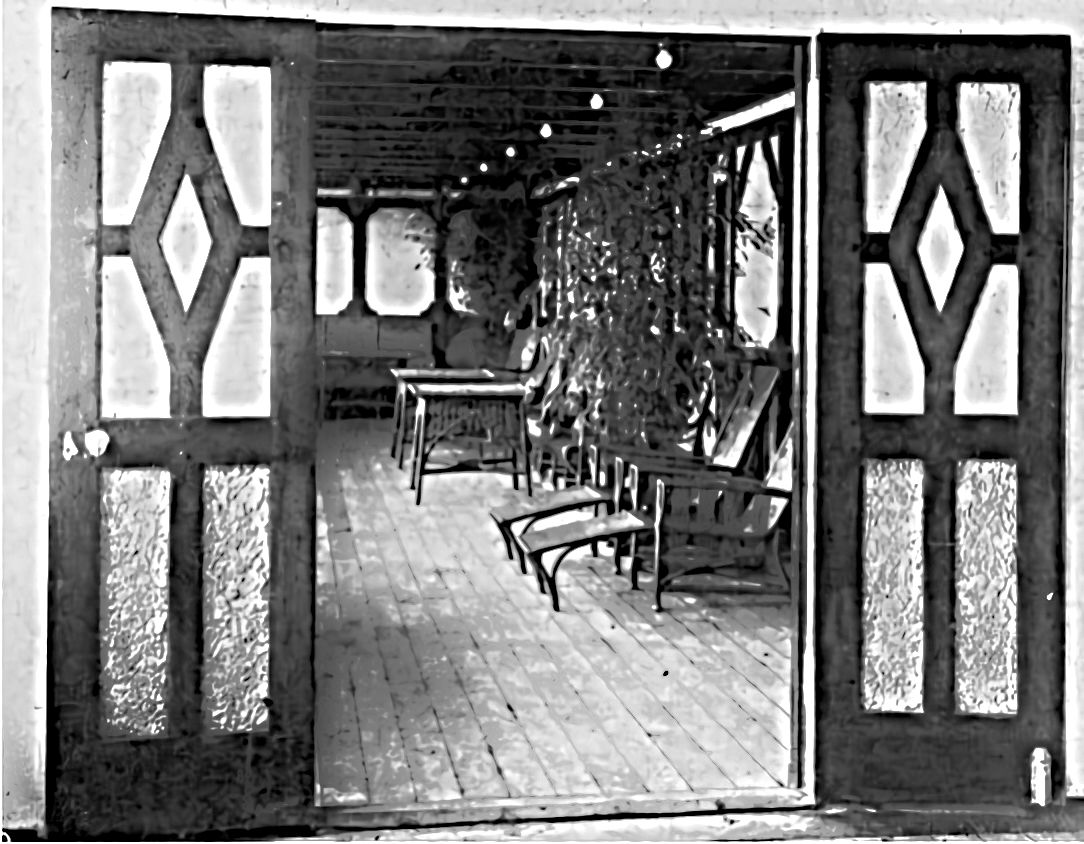
Cubierta privada de paseo de la Parlour Suite de primera clase B-51-53-55 del Titanic, embellecida al estilo Tudor. Habitada por Charlotte Martínez-Cardeza y su hijo Thomas Cardeza, los dos fueron rescatados del infortunio.
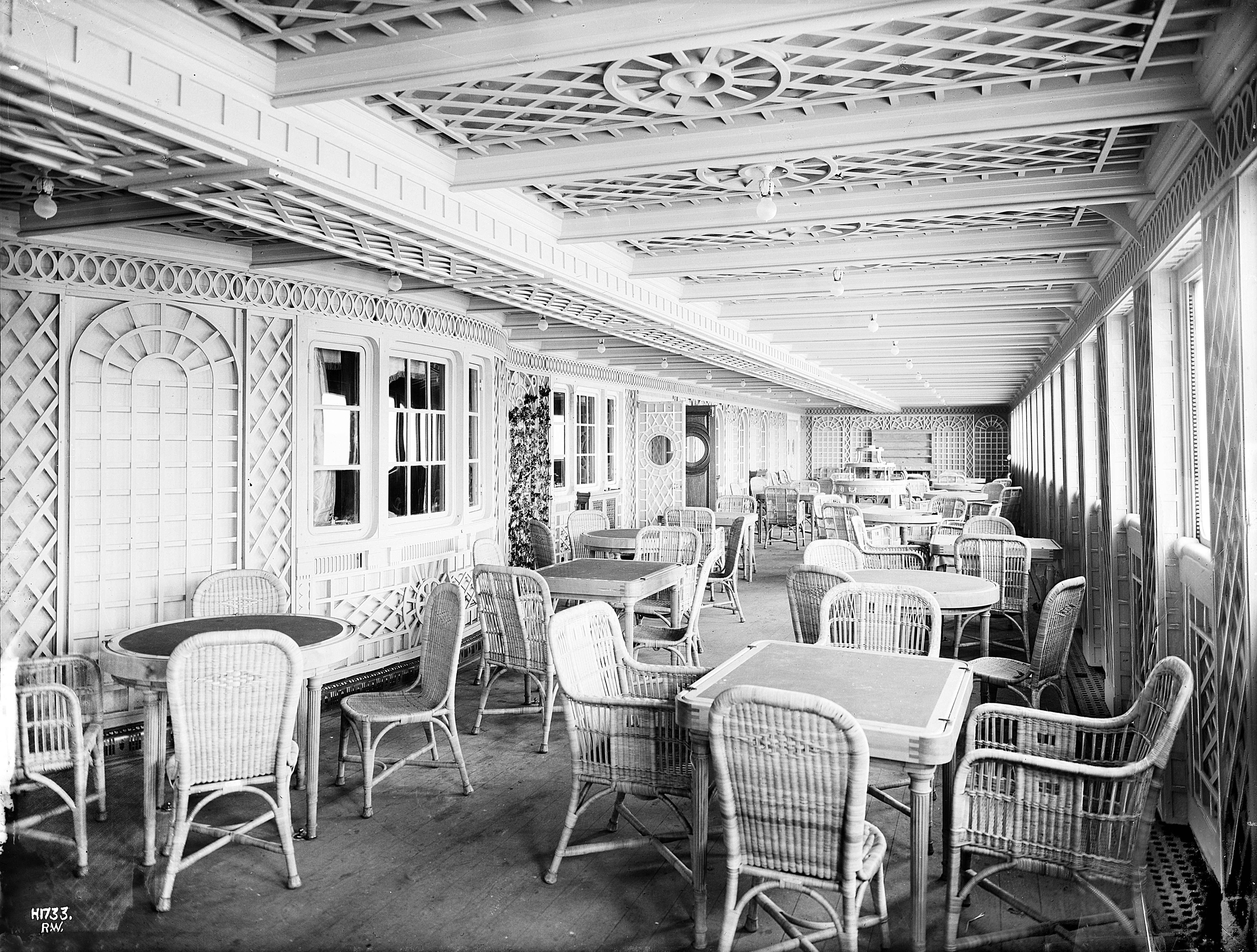
Café Parisien de primera clase en el Titanic.
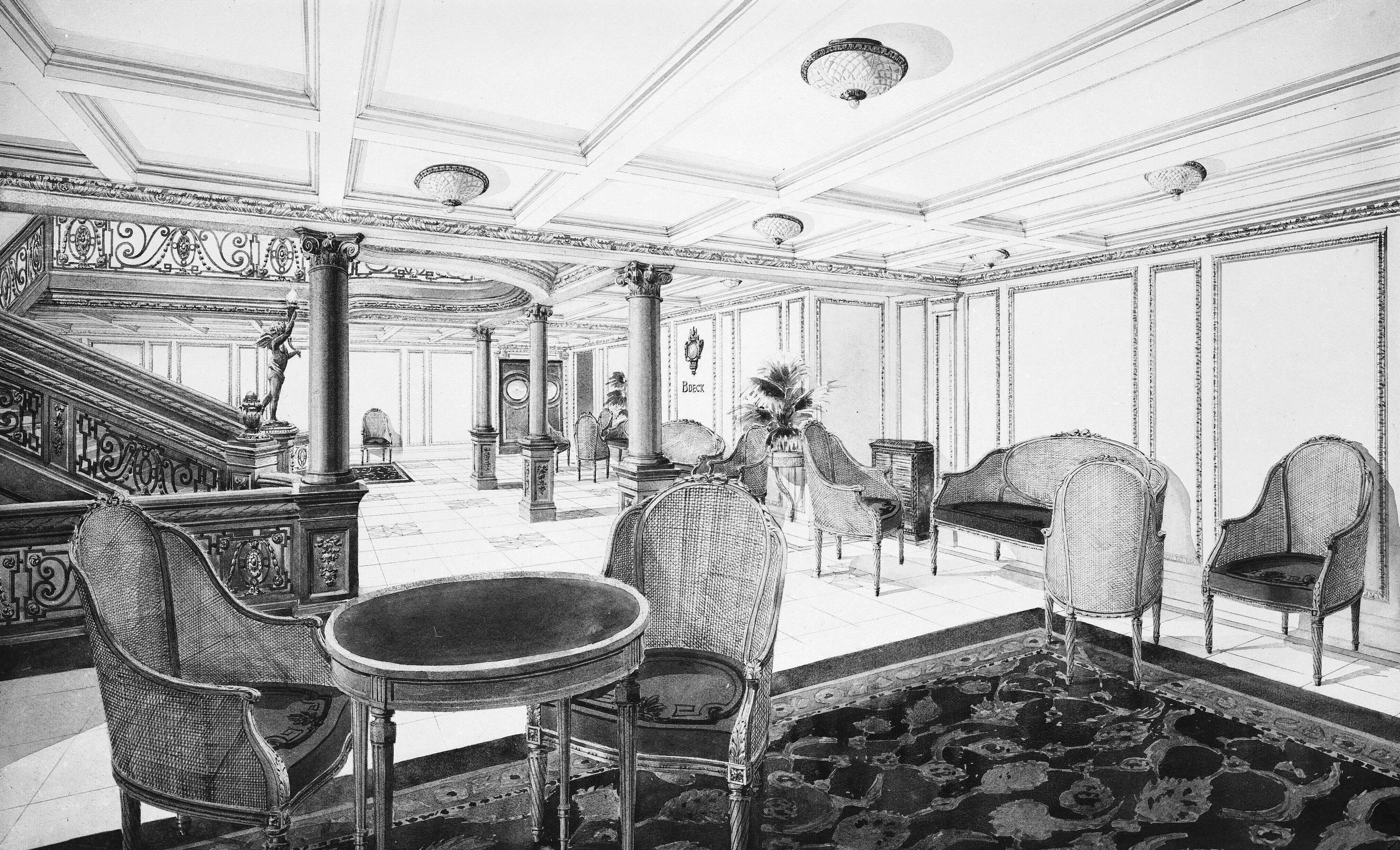
Ilustración de la sala de recepción del restaurante Á la Carte de primera clase.
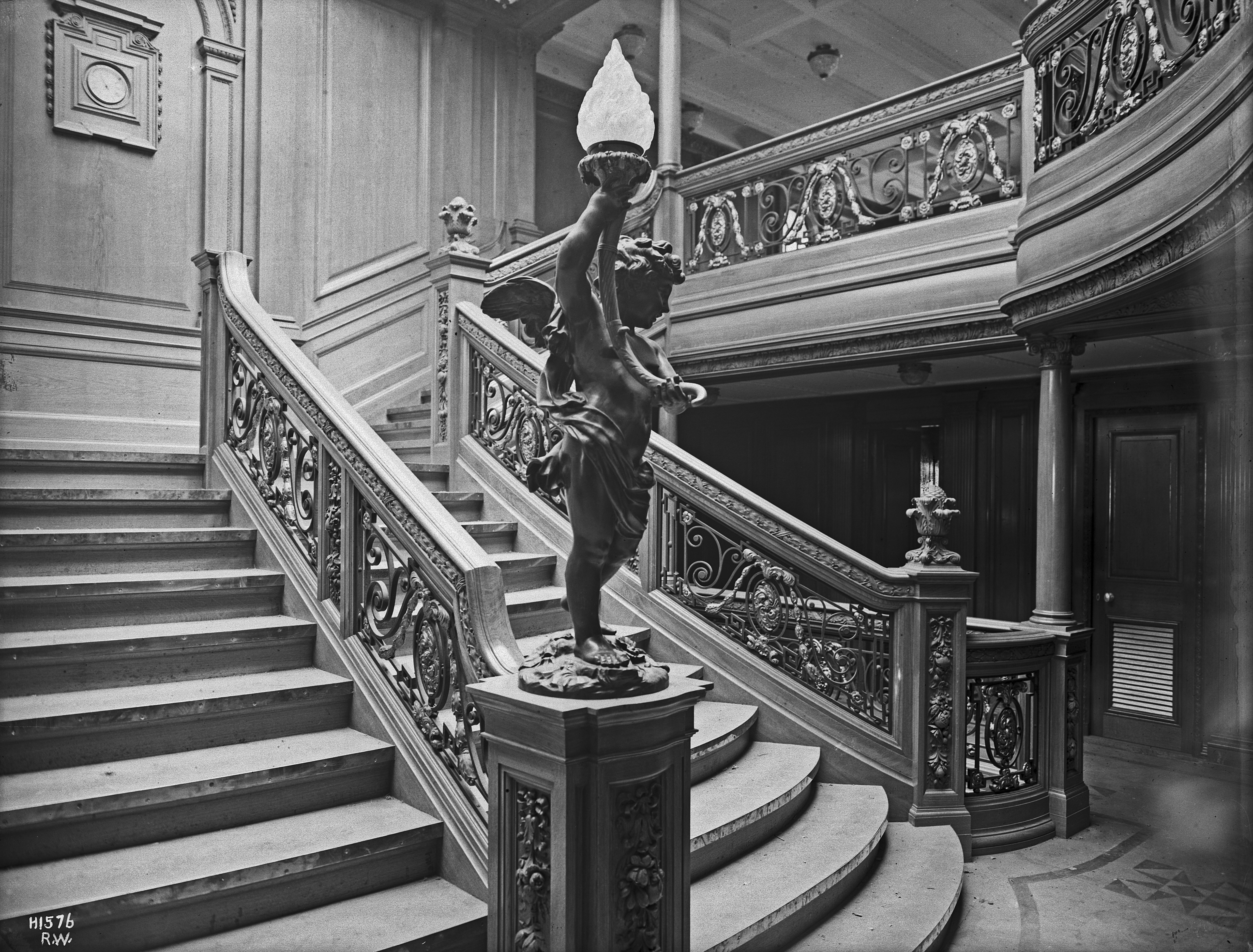
Escalera trasera de primera clase del Olympic, casi idéntica a la del Titanic (Véase el reloj que se aprecia en la esquina superior izquierda).

Nombrada también como la cubierta del puente, esta planta fue diseñada principalmente para alojar a los pasajeros de primera clase y tener una cubierta de paseo que se extendería desde su parte delantera hasta la trasera, dividida justo después de la escalinata trasera de primera clase para dar lugar a la cubierta de paseo de segunda clase. Al igual que en la cubierta superior, Ismay hizo observaciones en el viaje inaugural del Olympic y comprobó que este sector de paseo en la cubierta B no era tan popular como el del nivel superior.
Fue así que se decidió transformar completamente la cubierta B, añadiendo más cabinas en la parte delantera y haciendo algunas modificaciones en las partes media y posterior. Se les añadieron unas cubiertas de paseo privadas a las Parlor Suites, (camarotes de lujo, que se ubicaban una en cada lado justo después de la escalinata delantera). Las demás suites se transformaron, siendo extendidas hacia el casco del buque y cambiando la ubicación de sus baños privados.
El restaurante Á la Carte de primera clase fue remodelado: las dispensas ya no se hallarían cerca del ingreso por la escalinata, ese espacio sería solamente de ingreso; se amplió el espacio hacia el lado de babor y hacia estribor, se creó el popular Café Parisien, el cual resultó ser todo un éxito. El restaurante tenía espacio para 137 clientes. Las ventanas de la cubierta eran parecidas a las de la cubierta de paseo cerrada del nivel superior; pero, al hacerse los cambios, éstas fueron transformadas en ventanas angostas y solo se conservaron las ventanas originales en el embarque de primera clase, las cubiertas privadas y el café de estribor.
Esta era la primera cubierta que recorría toda la eslora del barco, a pesar de que estaba dividida en tres partes, el castillo de proa, la mitad del barco y la cubierta de popa. En el castillo de proa se hallaba el mástil de los vigías y la primera escotilla, la cual (a diferencia de las demás) funcionaba como tragaluz, debido a los pequeños ojos de buey sobre su cubierta. El sistema que movía las dos anclas de proa dejaba al descubierto las pesadas cadenas en este espacio; así mismo, la grúa que se ubicaba detrás del ancla servía para transportarla. Esta zona estaba reservada para la tripulación exclusivamente, por lo que los pasajeros de tercera clase no podían acceder desde el nivel inferior, aun habiendo escaleras. En cambio, en el otro extremo, el castillo de popa funcionaba como cubierta de paseo para la tercera clase.
La parte media de esta cubierta era la más larga. En la parte delantera se localizaban las cabinas estándar de primera clase, las cuales se extendían hasta la Gran Escalera. A ambos lados de esta se ubicaban las entradas de embarque de primera clase; lamentablemente, no existen fotografías de estas secciones en el Titanic. 
Hacia popa, se situaba el salón de fumadores de segunda clase junto con un paseo privado para la misma clase a ambos lados. El salón de fumadores estaba embellecido en el estilo Luis XVI, revestido con paneles de roble y el suelo con baldosas de linóleo. Las mesas estaban rodeadas por sillones de roble tapizados con cuero verde. Había un bar contiguo para que los camareros pudieran suministrar bebidas y puros; así como un aseo contiguo.
Delante de la entrada de primera clase se ubicaban las Parlor Suites, el conjunto más costoso en el barco. Cada una constaba de una sala de estar, dos dormitorios, dos vestidores, un baño y (lo que se añadió en la conversión) una cubierta de paseo privada. Había un conjunto en babor y otro en estribor. Las dos cubiertas de paseo estaban decoradas en estilo Tudor.

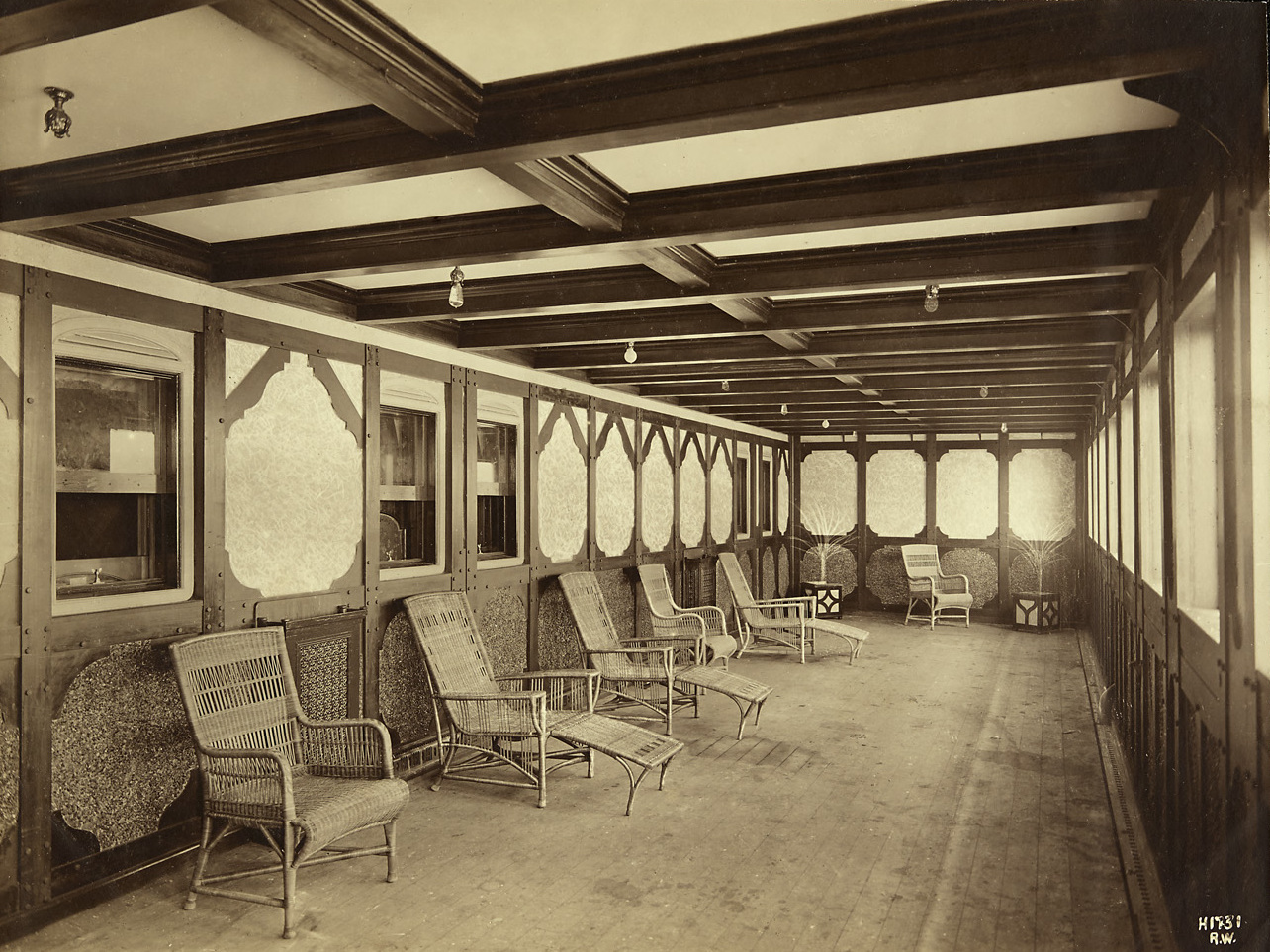
Cubierta privada de paseo de la Parlour Suite de primera clase B-52-54-56 del Titanic, embellecida al estilo Tudor. El presidente de la White Star y superviviente Joseph Ismay, habitó dicha suite.
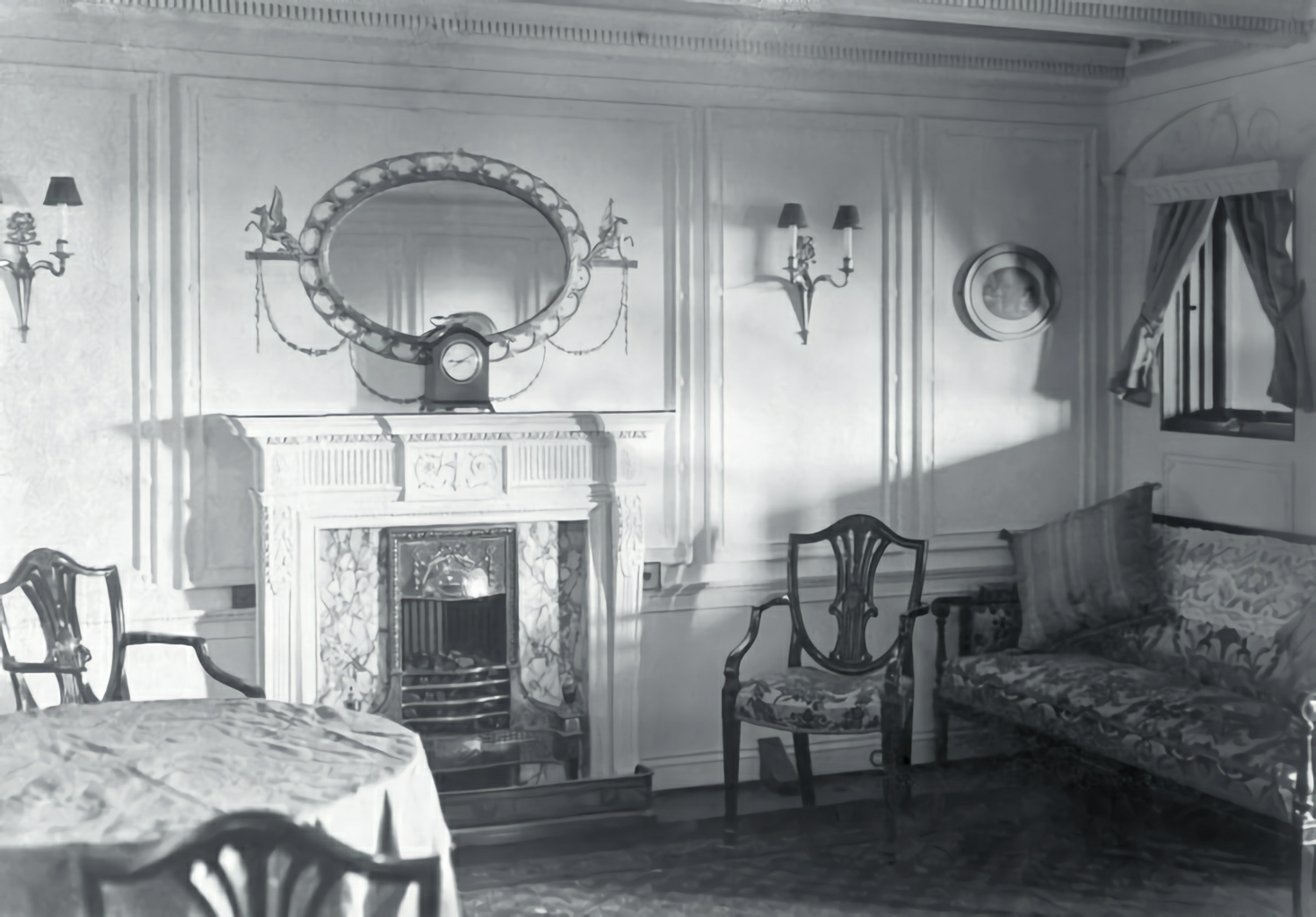
Sala de estar de la Parlour Suite de primera clase B-51-53-55 del Titanic, decorada en estilo Adam. Fue ocupada por Charlotte Martínez-Cardeza y su hijo Thomas, quienes se salvaron del siniestro.
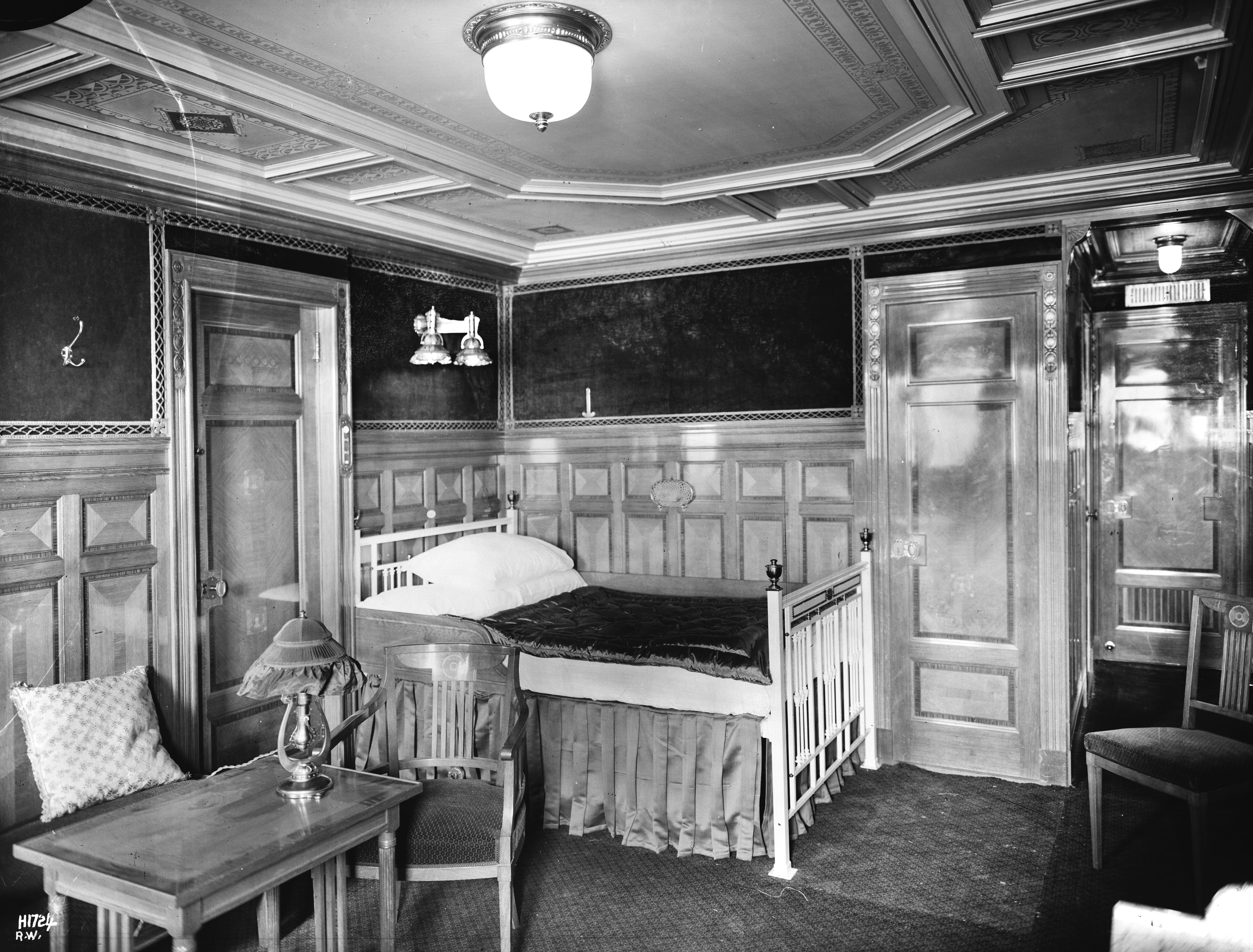
Suite B-57 de primera clase del Titanic. Aderezada al gusto del diseño neerlandés moderno.
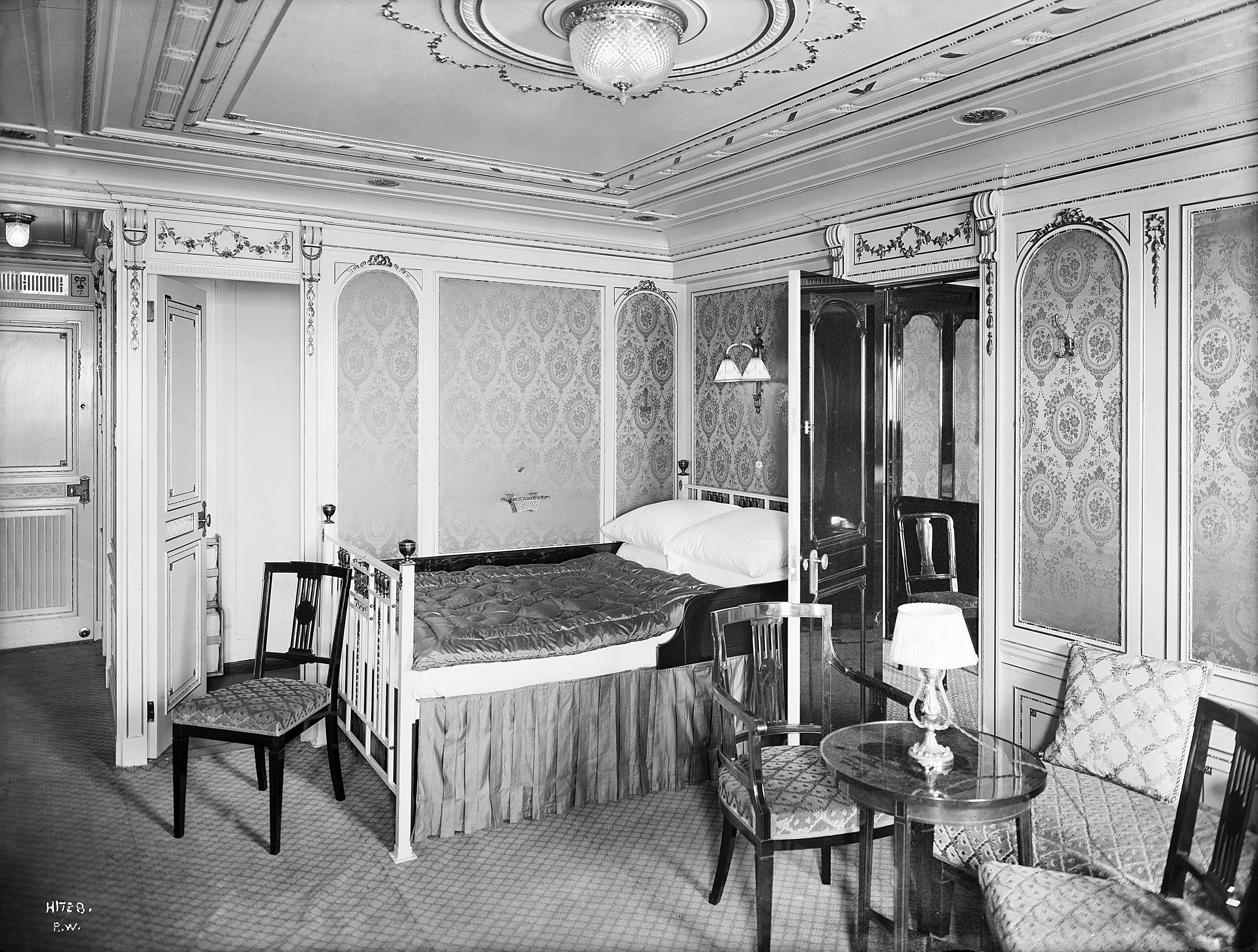
Suite B-58 de primera clase en el Titanic, engalanada en estilo Luis XVI. Quigg E. Baxter, que falleció en el naufragio, se hospedó en este camarote.
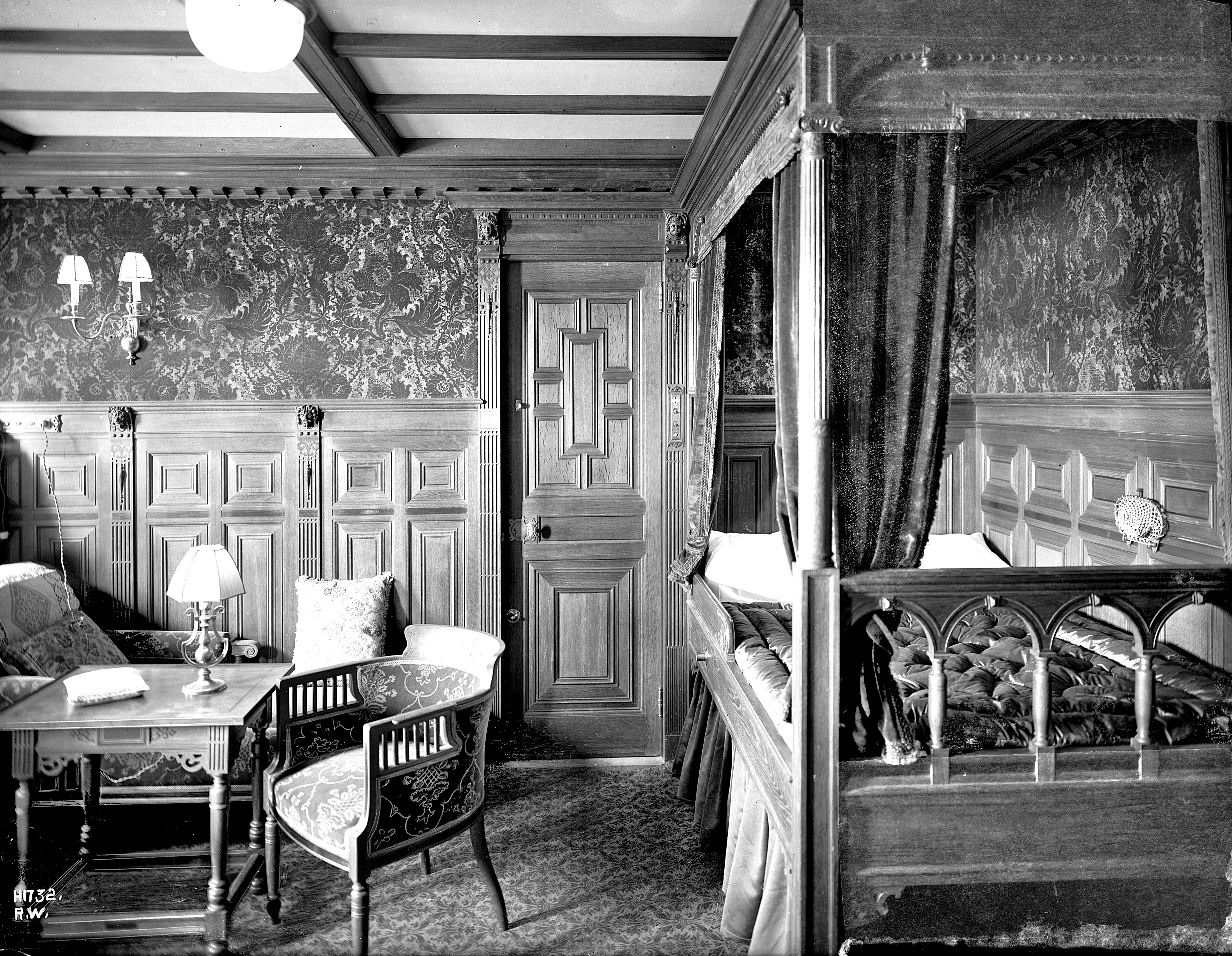
Suite B-59 de primera clase del Titanic, ornamentada en estilo neerlandés antiguo, con paneles de roble oscuro.

Cubierta C
Esta cubierta, designada de igual manera como la cubierta de refugio, estaba dedicada principalmente a los alojamientos de los pasajeros de primera clase y los espacios de la tripulación (los cuales quedaban confinados a la proa). Esta cubierta contaba con cuatro escotillas de carga, dos en la proa y dos en la popa. En esta planta finalizaba la escalinata de popa de primera clase. A popa, estaba el salón general de primera clase, a estribor, así como el de fumadores, a babor, con las escaleras también de tercera clase. 
Entre el centro y la popa se ubicaban la sala general de segunda clase o librería, a cuyos laterales disponía de dos áreas de paseo de interior para los pasajeros de segunda. Esta estancia estaba ornamentada bajo el estilo Adam. Sillas y mesas de caoba amueblaban la habitación, ofreciendo escritorios con lámparas junto a las ventanas, más una gran estantería que servía como biblioteca de préstamo. Este salón combinaba las funciones de biblioteca, sala de estar y sala de escritura.

En la parte delantera, bajo el castillo de proa, había dos camarotes (uno a cada lado del barco) para los hombres de cubierta. Asimismo, se ubicaban dos comedores para uso del personal; el primero, con capacidad para 35 personas, le pertenecía a los marineros y estaba ubicado a babor, después de un camarote y antes de la cocina de la tripulación. A estribor se ubicaba el comedor para los fogoneros de las calderas, con capacidad para 87 personas. A ambos lados de la estructura se hallaban escaleras que conducían a los camarotes de los fogoneros en la cubierta inferior. A proa, también se hallaba el mecanismo del ancla. Finalmente, junto al espacio abierto descendiendo por el castillo de proa, se encontraba el hospital de la tripulación. Esa cubierta abierta le pertenecía a tercera clase, por lo cual se instalaron escaleras de acceso (una a cada lado) desde su espacio cerrado de la cubierta D.

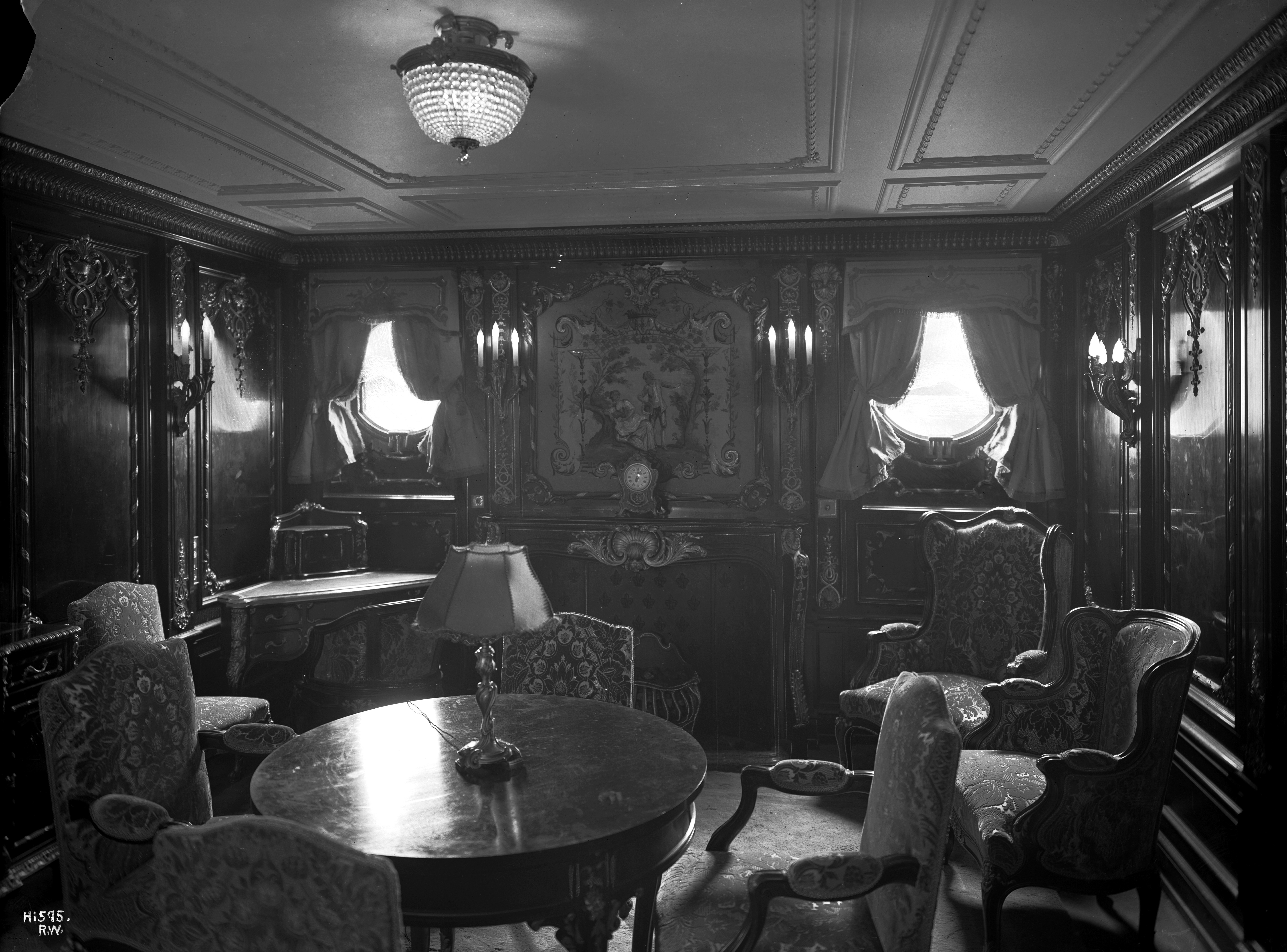
Sala de estar de la suite de primera clase C-57-59 del Olympic, diseñada al estilo regencia. En el Titanic equivalía a la C-55-57, donde se hospedaron el matrimonio de Isidor e Ida Straus, quienes perecieron en el desastre.
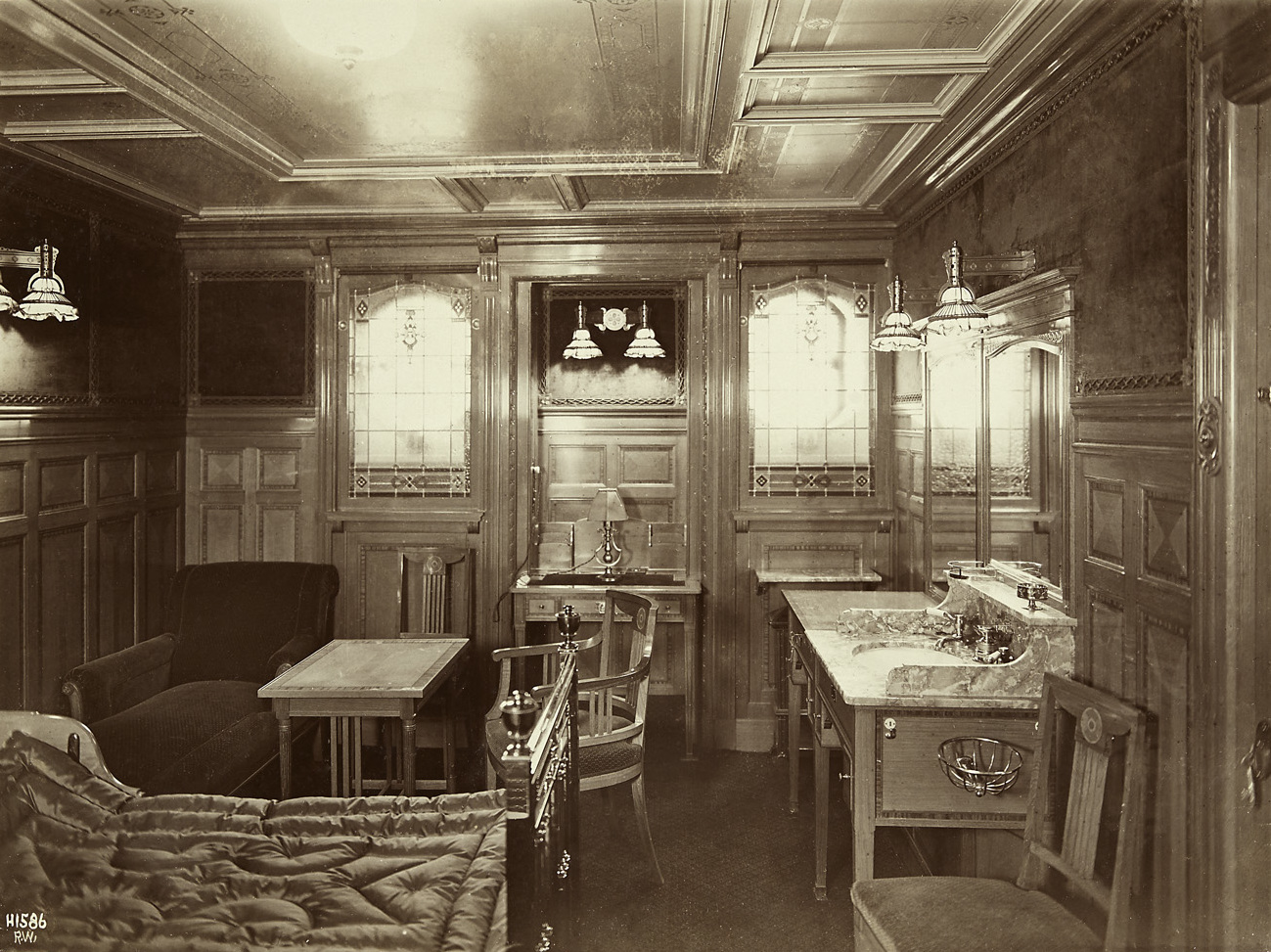
Suite C-64 del Olympic de primera clase, decorada en estilo neerlandés moderno.
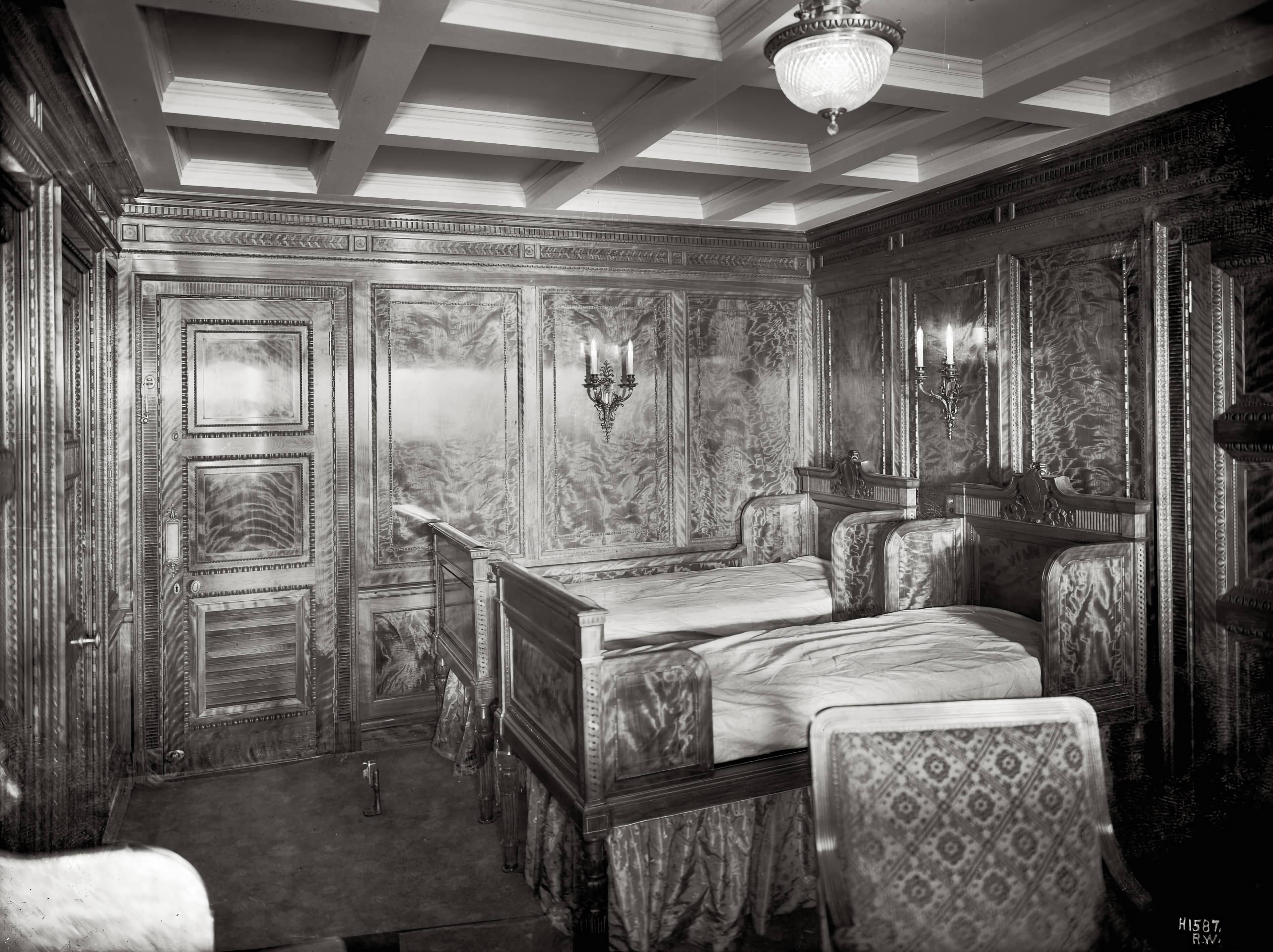
Suite C-76 de primera clase del Olympic, ornamentada con el estilo renacimiento italiano, con paneles de madera satinada.
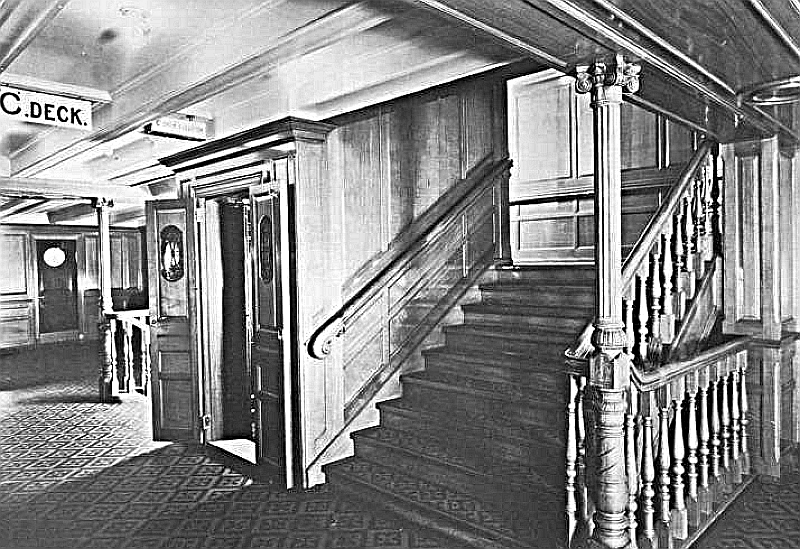
Elevador de segunda clase del Olympic a su paso por el vestíbulo de la cubierta C. El Titanic fue el segundo buque en el mundo en incorporar un ascensor fuera de la primera clase.
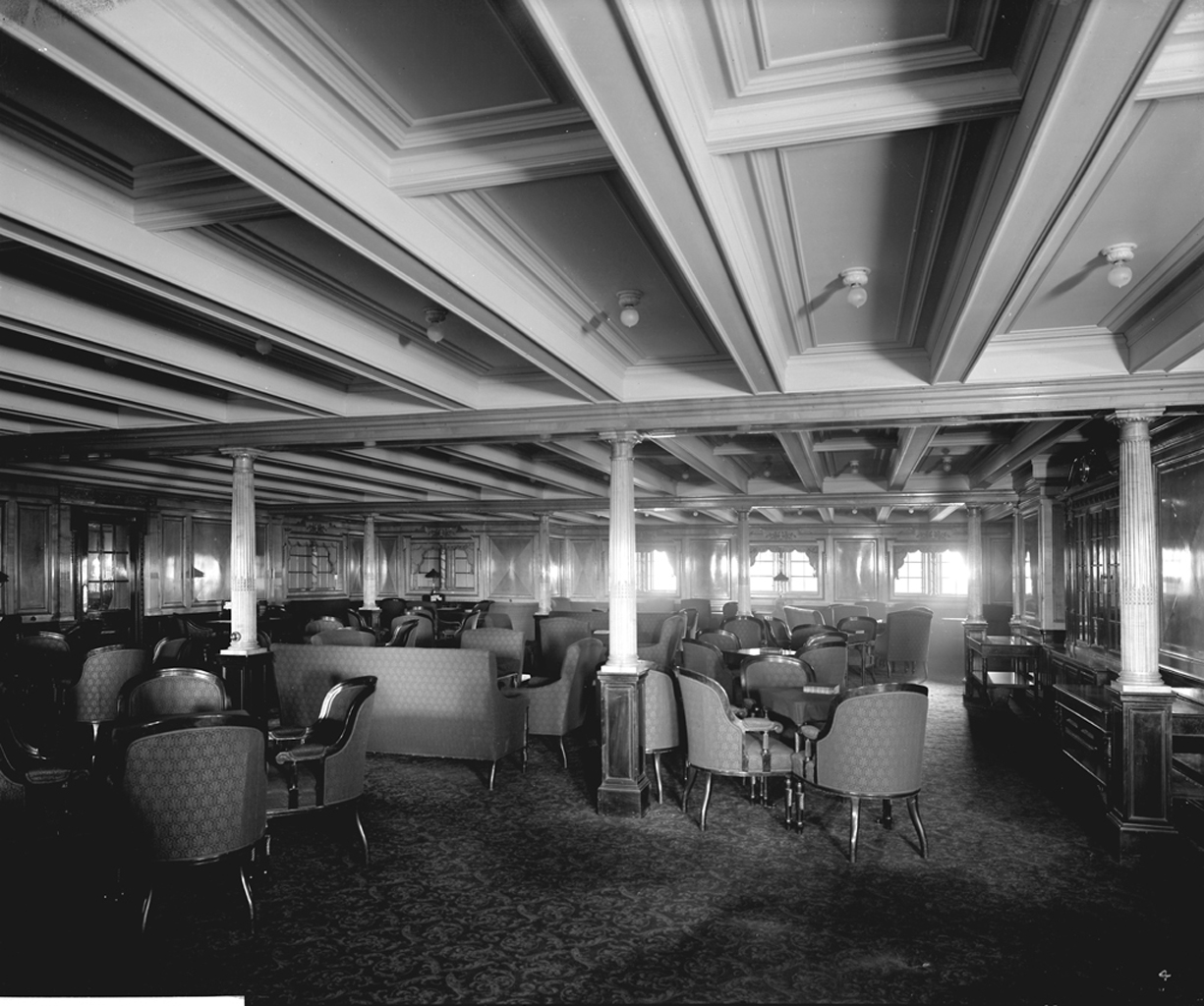
Librería / salón general de segunda clase del Olympic. Homóloga a la del Titanic.

Cubierta D
Referida de igual forma como la cubierta del salón, en la parte delantera de esta cubierta se encontraban las estancias de los maquinistas y una sala común de tercera clase. Luego de ser separados por un mamparo seguían las habitaciones de primera clase, las cuales estaban decoradas con paneles de madera blancos que se prolongaban hasta antes de los elevadores. El baño de caballeros se ubicaba hacia proa junto con cuatro bañeras compartidas y el baño de damas se ubicaba hacia popa con otras cuatro bañeras compartidas. En esta sección contaban con una pequeña despensa. Luego se hallaban las puertas de embarque de primera clase (dos a cada lado), las cuales se cerraban herméticamente adhiriéndose al casco; hacia dentro se cerraban con rejas dobles ornamentadas. La única iluminación de estas salas de embarque provenía de las dos ventanas rectangulares que tenía cada puerta y su decoración era de paneles blancos tallados con suelo de linóleo blanco; también contaban con una puerta doble del mismo diseño de las que conectaban al comedor (madera con hierro) y con un arco que conducía a los ascensores. Hacia popa, cada sala tenía una vitrina.
Al bajar por la escalinata, los pasajeros entraban en la sala de recepción, decorada con sillones y mesas de mimbre y con paneles de madera blancos, esta sala estaba adjunta, mediante puertas dobles al salón comedor de primera clase.
El comedor de primera clase era de estilo jacobino, en combinación de paneles blancos y muebles de caoba, con lámparas en todas las mesas y vitrales en profusión, que recibían la luz natural de una hilera doble de ojos de buey; hacia proa había un espacio para el piano, este era el salón más espacioso del barco, pues podía albergar a 554 comensales. Entre los platos de primera clase incluían consomé, cock-a-leekie, dumplings, langostinos, galantina de pollo filetes de rodaballo, chuletas de cordero a la parrilla, salmón con mayonesa, natillas de manzana, merengue, queso roquefort, camembert y cheddar.
El comedor de segunda clase estaba situado a popa, con paneles de madera de color natural y sillas del mismo material, este comedor era casi tan espacioso como el de primera clase y la comida servida en ese provenía de la misma cocina que la comida del comedor de primera. Podía acomodar a 394 personas. En el menú de segunda clase se servía copos de avena, panqueques con jarabe de arce, salchichas, riñones de buey a la plancha, jamón a la parrilla con huevos fritos, patatas fritas, té y café para desayunar; y consomé, pollo al curri, cordero con salsa de menta, pavo con salsa de arándanos, arroz blanco, fruta, helado, queso y galletas para cenar.
En esta cubierta también se encontraba el hospital del barco, que contaba con cinco cabinas privadas, cada una con una camilla y un botiquín de primeros auxilios muy completo, según relatos de los supervivientes. El hospital solo podía ser usado por pasajeros de primera y segunda clase. La galería de los pasajeros de segunda clase servía como punto de reunión de todos los pasajeros de dicha clase después de la cena.

Hacia popa se encontraban los camarotes de segunda clase, a popa del todo los alojamientos de tercera clase junto con dos cuartos de baño que contenían cada uno una bañera, las dos únicas disponibles para la tercera clase. A proa del todo estaba el sitio para los fogoneros y las escaleras para la tripulación.

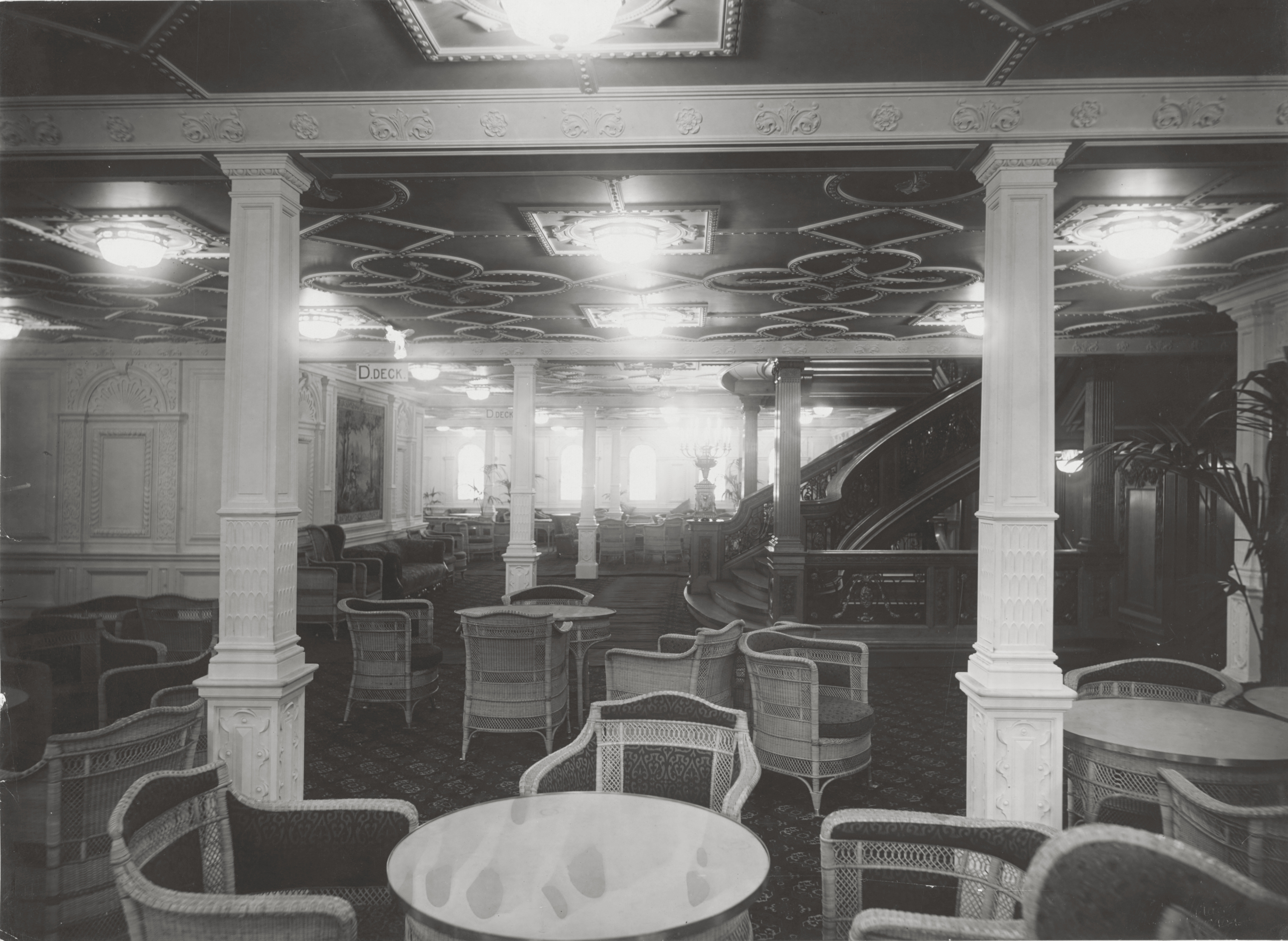
Vista de la sala de recepción de primera clase del Olympic, muy semejante a la del Titanic.
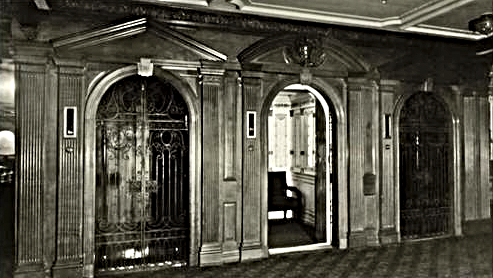
Ascensores de primera clase del Olympic al nivel de la cubierta D. Casi idénticos a los del Titanic, aunque el forjado ornamental de sus puertas era ligeramente distinto.
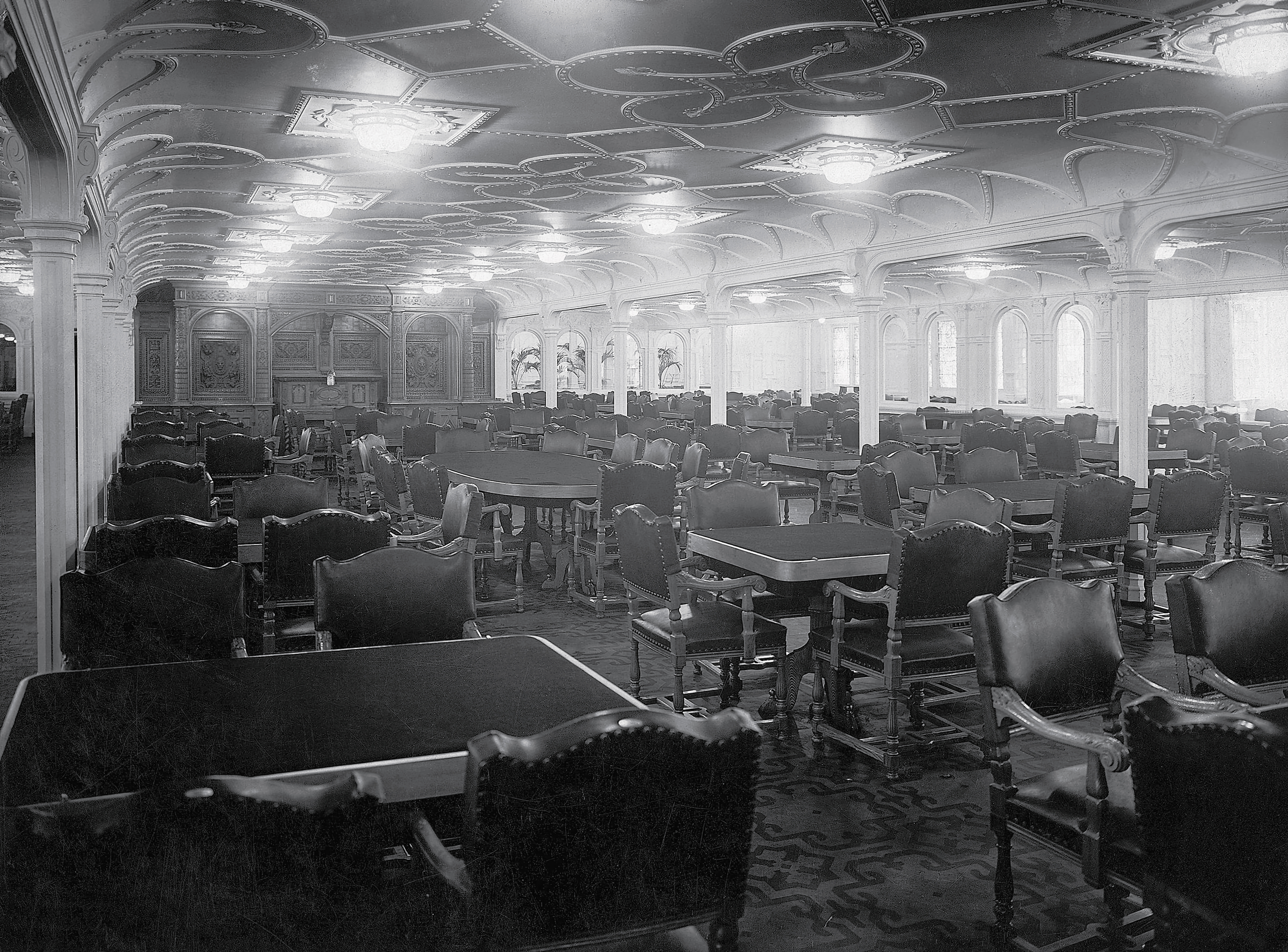
Salón comedor de primera clase del Olympic, idéntico al del Titanic.
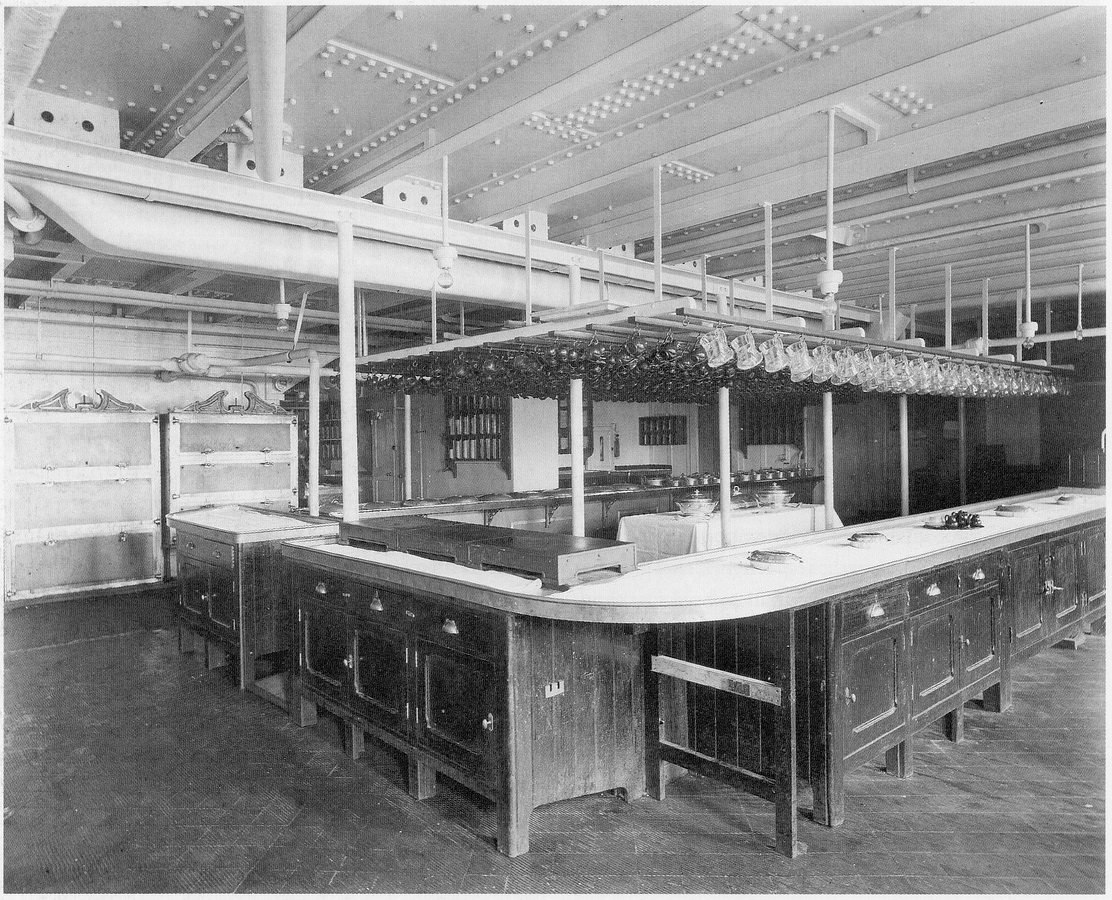
Despensa de la cocina para los comedores de la cubierta D del Olympic.
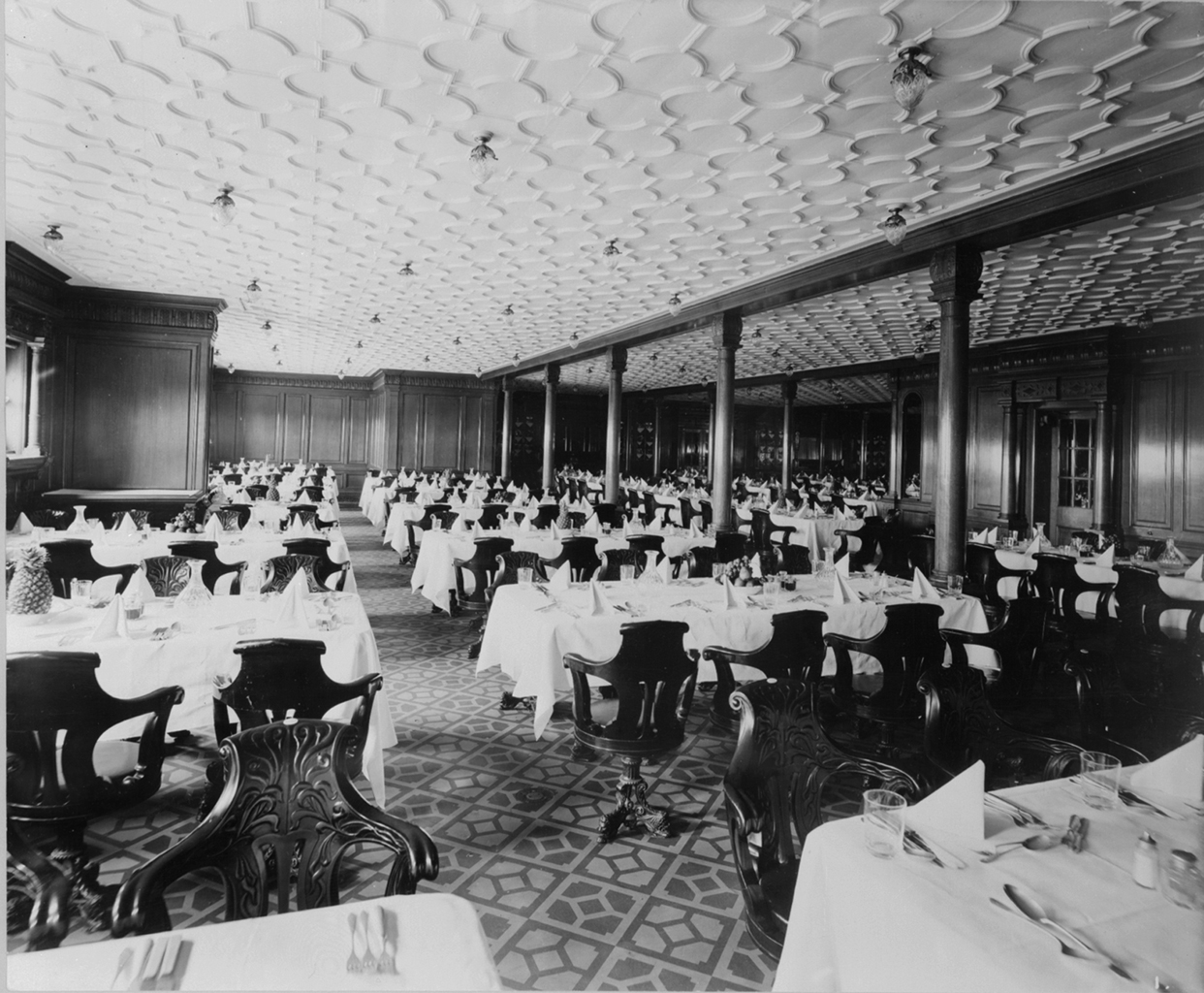
Salón comedor de segunda clase a bordo del Olympic, muy similar al de su buque hermano el Titanic.

Cubierta E
Esta cubierta denominada también como cubierta superior, alojaba sobre todo a las cabinas de la tripulación con su comedor correspondiente. A popa se hallaban los alojamientos de segunda clase con dos escaleras, una de ellas con un elevador, una barbería, una tienda, una habitación donde los músicos guardaban sus instrumentos y a popa del todo los camarotes de tercera clase junto a una escalera. En esta cubierta finalizaban la Gran Escalera de primera clase junto con sus tres ascensores, ambos daban acceso a los últimos camarotes de primera clase. 
Hacia proa, se ubicaban los alojamientos de tercera clase y para la tripulación, con tres pequeñas escaleras y también unas escaleras para uso exclusivo de la tripulación. Un largo pasillo, de más de 100 m de largo y denominado por los marineros como «Scotland Road», recorría gran parte de la superestructura comunicando principalmente la dependencias de la tripulación, siendo transitado tanto por estos últimos como por los pasajeros de entrepuente. En el medio, a través del mencionado corredor, existían unas escaleras que dirigían al comedor de tercera clase. Además, esta planta albergaba gran cantidad de baños públicos tanto para pasaje como tripulación.
Cubierta F
La tercera clase a bordo del Titanic era notablemente más cómoda que la que ofrecían muchos de sus competidores, aunque a los pasajeros de tercera clase se les concedía la menor proporción de espacio a bordo y muy pocas instalaciones. Todos los pasajeros eran alojados en cabinas privadas de no más de 10 personas. Había 84 cabinas de dos literas para la tercera clase, y en total se podían acomodar 1100 pasajeros de tercera clase.
Este nivel, nombrado asimismo como cubierta intermedia, era ocupado por el centro por el salón-comedor de tercera clase, junto a su cocina y despensa, con unas escaleras para ingresar a este desde el piso superior. Dicha sala era en realidad dos salones divididos por un mamparo estanco. Sus paredes estaban pintadas de esmalte blanco y decoradas con pósteres de la empresa matriz de la White Star Line, la International Mercantile Marine Company (IMM). Su capacidad era de 473 comensales. Pese a la condición económica de los pasajeros, se les servían desayunos, comidas, almuerzos y cenas, en los que incluían: Gruel, gachas, arenque ahumado, jamón, huevos, patatas cocidas, sopa de arroz, fiambre, pan, té, café, fruta, queso y galletas marinera.
Del centro a popa estaban los alojamientos para los mayordomos, los camarotes de segunda clase con dos escaleras y un ascensor y los alojamientos de tercera clase con una sola escalera. Del centro a proa estaban estancias solo para los pasajeros de primera clase como los baños turcos, los baños eléctricos, la piscina (la tercera en el mundo en ser instalada en un barco) y la tribuna para los espectadores de la sala de squash. A proa del todo estaban los camarotes de tercera clase con escaleras y unas escaleras para la tripulación. En esta cubierta acababa definitivamente la Gran Escalera delantera de primera clase, que permitía el acceso a los baños turcos, los baños eléctricos, las salas del champú y a la piscina. También terminaban las dos escaleras de segunda clase junto al ascensor de una de ellas.
Se desconoce la ubicación exacta de la perrera del barco. En el Olympic, se localizaba en la cubierta superior. En el Titanic es posible que también estuviera en la cubierta de botes, aunque igualmente se especula en que se situara en la cubierta F, cerca de la cocina de tercera clase. Véase Mascotas a bordo del RMS Titanic.

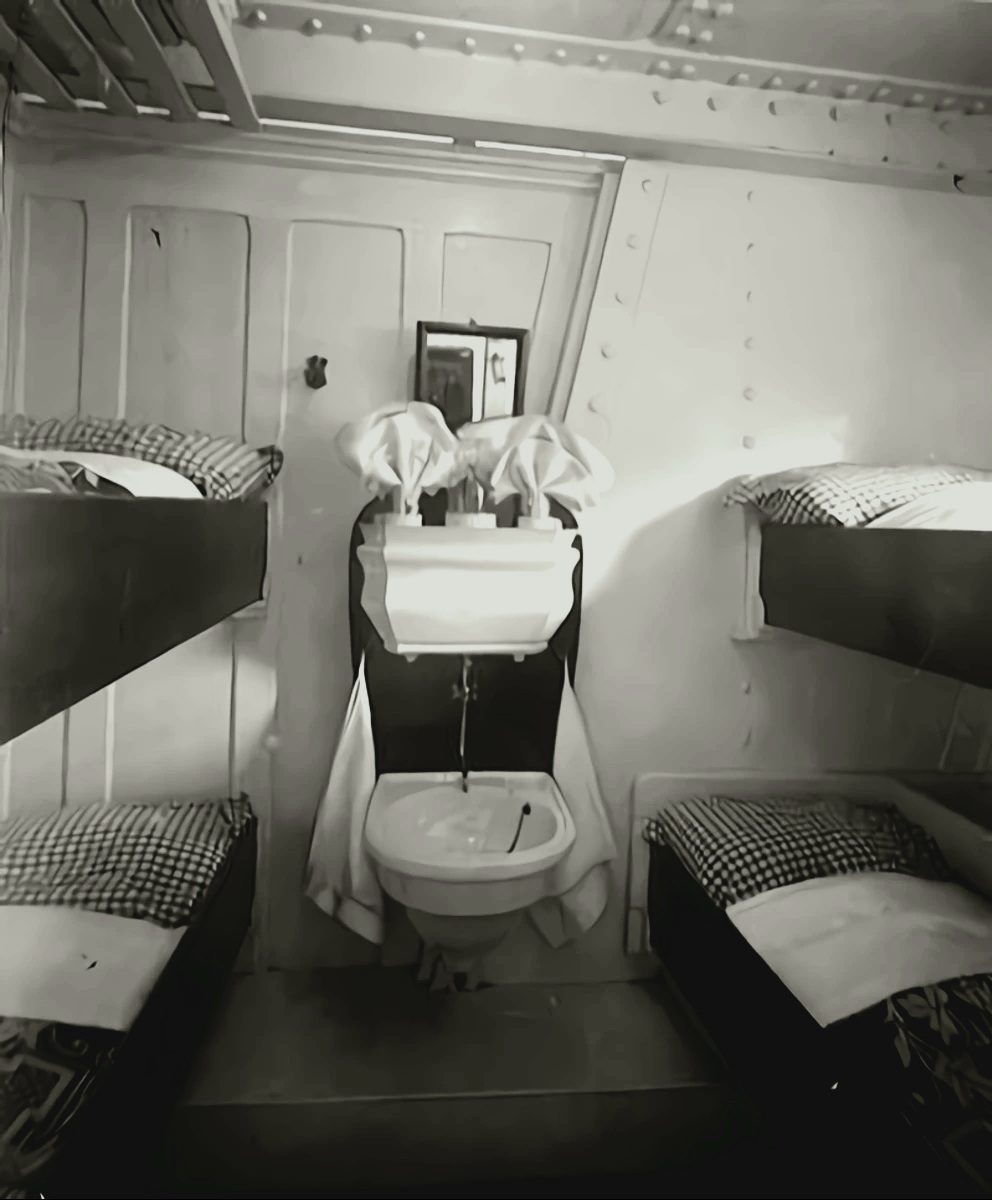
Cabina de tercera clase del Olympic.
Comedor de tercera clase del Olympic, análogo al del Titanic.
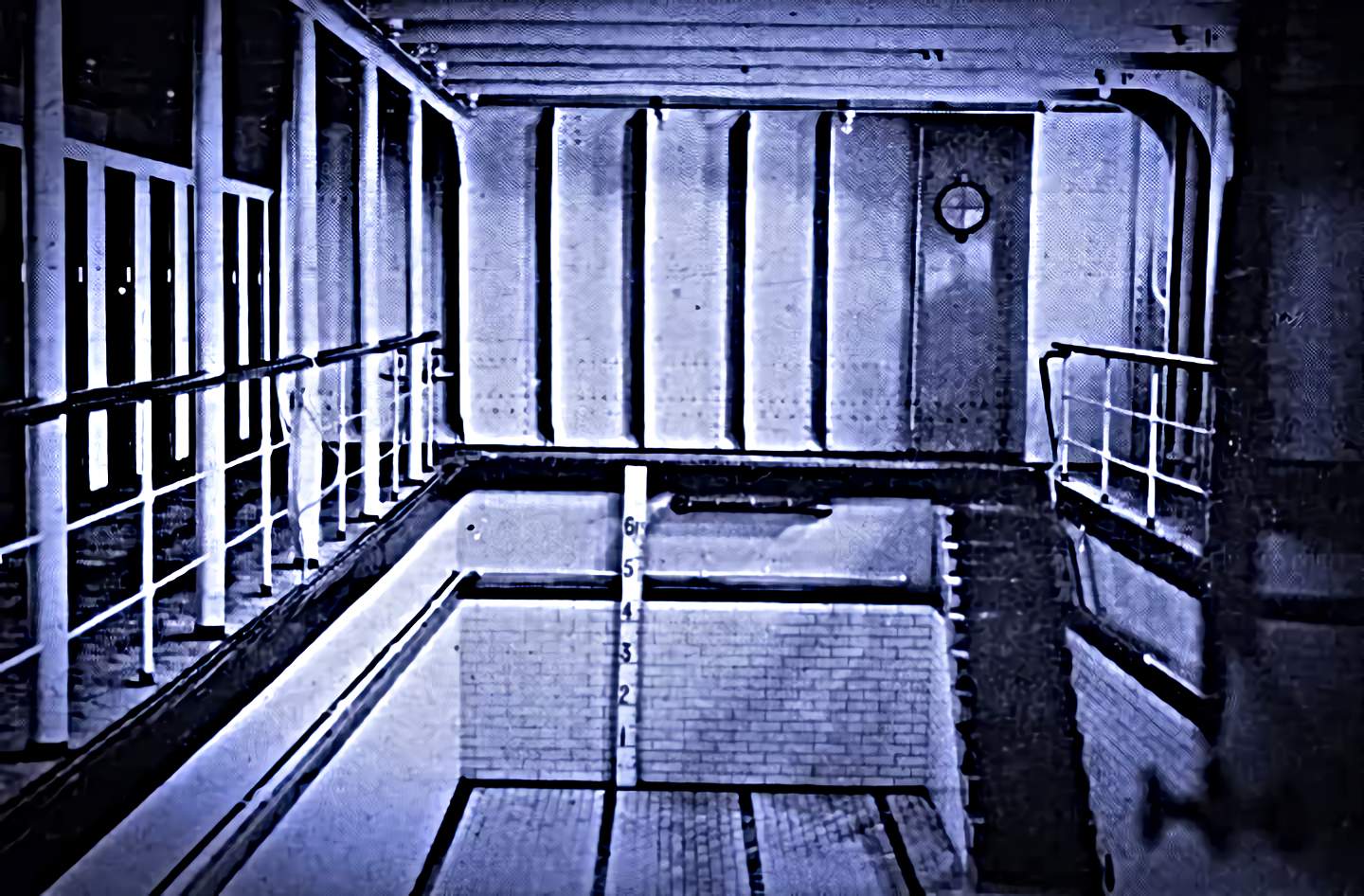
Piscina de primera clase del Titanic.
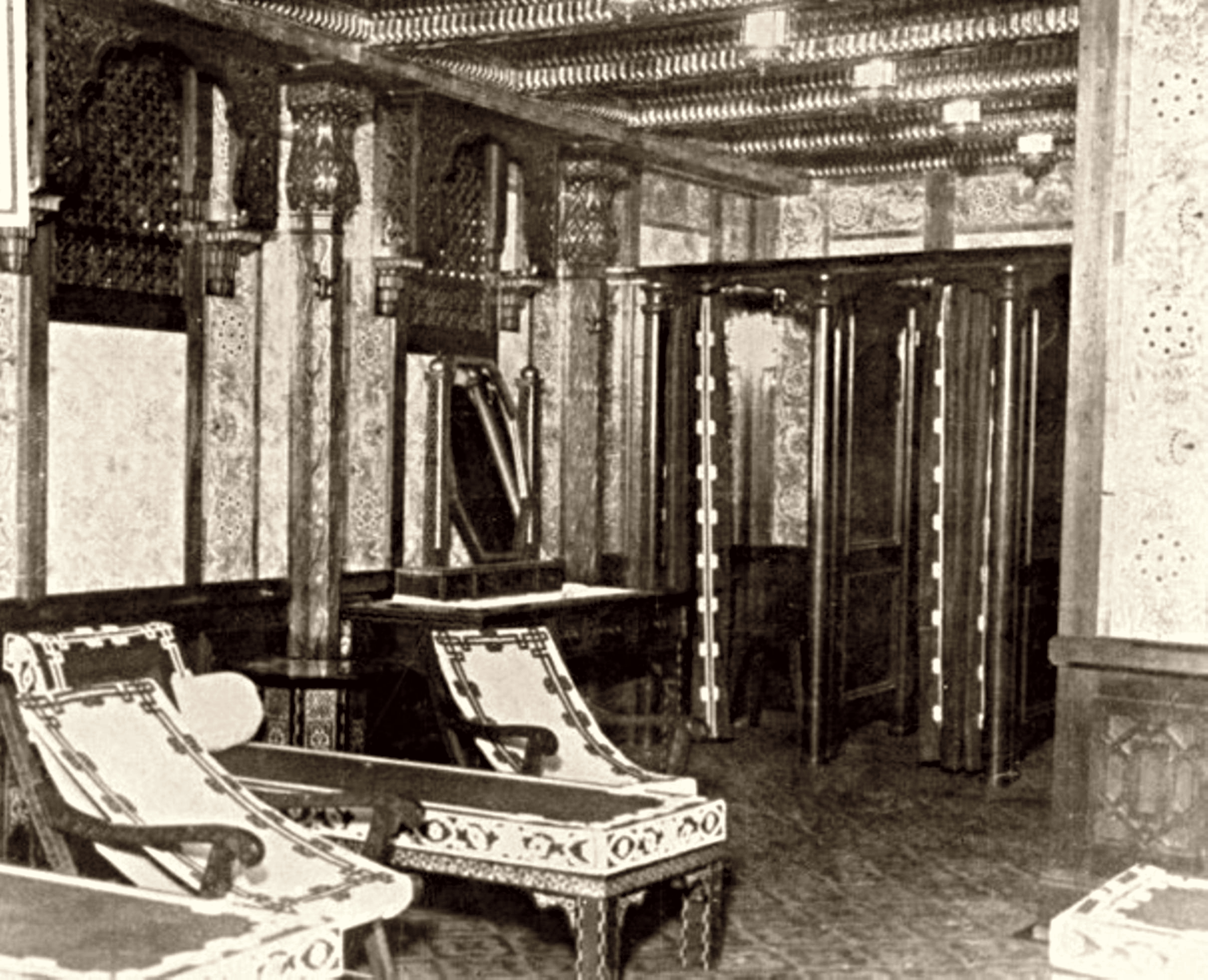
Sala de enfriamiento de los baños turcos de primera clase del Titanic.
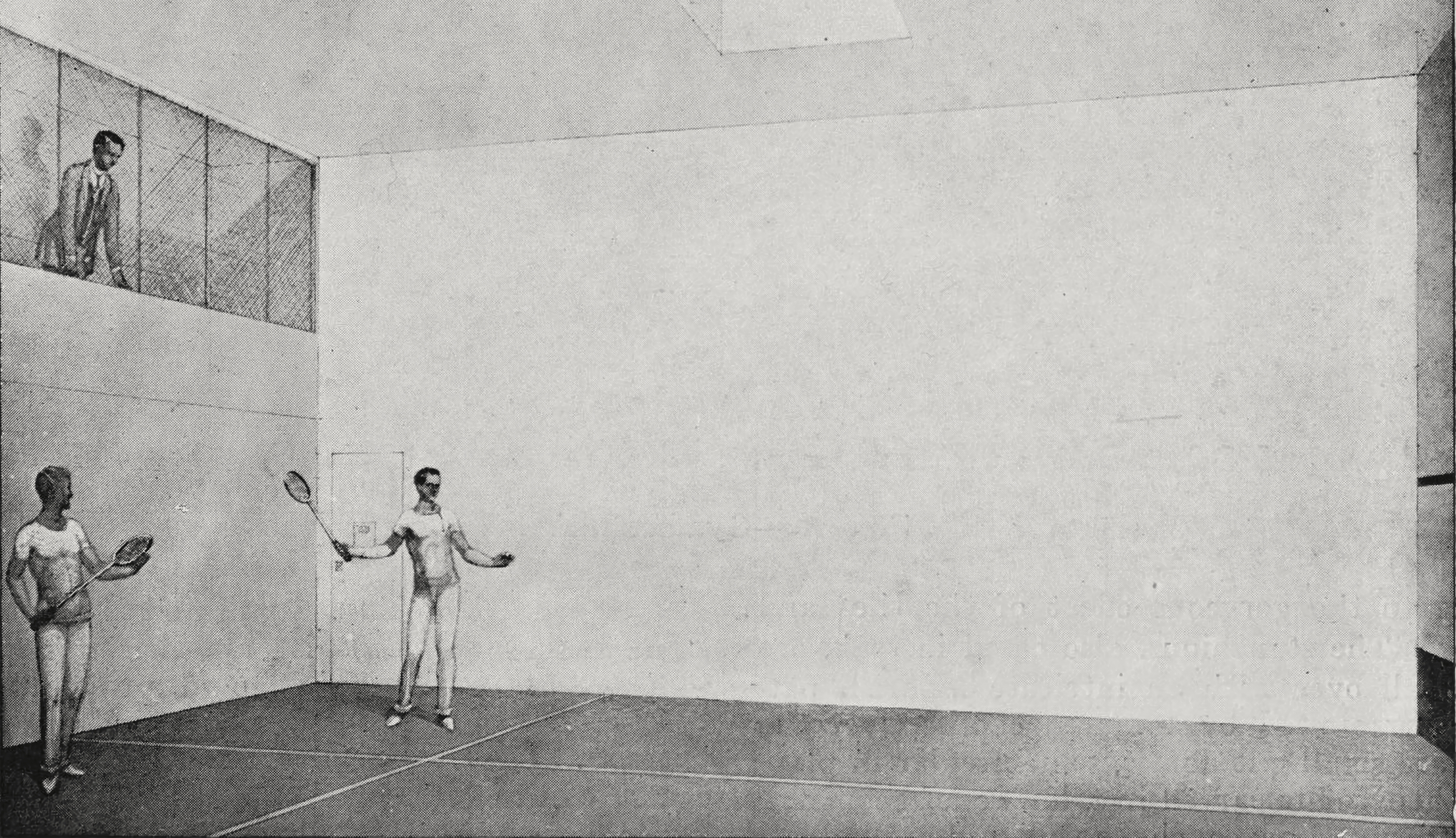
Ilustración de la cancha de squash del Olympic y del Titanic de primera clase, cuya pìsta se ubicaba en la cubierta G, mientras que la tribuna se situaba en la cubierta superior.

Cubierta G
También conocida como cubierta inferior, estaba dividida en dos partes; la de proa y la de popa. Puesto que por el medio se hallaban los huecos que alojaban los grandes motores y las calderas que subían desde la sala de máquinas, dos cubiertas más abajo.
Hacia popa, diversas despensas almacenaban algunos alimentos como los helados, la fruta, la verdura, los huevos, la leche, la panceta, la mantequilla o el pescado. Más a popa, algunos camarotes para tripulación, para tercera clase y los últimos para segunda clase a los que se podía acceder mediante dos escaleras sin ascensor. A proa, se encontraba la sala de squash y esgrima, para acceder a esta había que bajar por unas escaleras de la Cubierta D, tres cubiertas más arriba. A proa del todo, se ubicaba la sala de clasificación del correo junto a la bodega de equipaje para primera clase y a unos camarotes de la tripulación y de tercera clase contiguos a unas escaleras para la tripulación y otras para pasajeros de tercera clase.
Cubierta de calderas

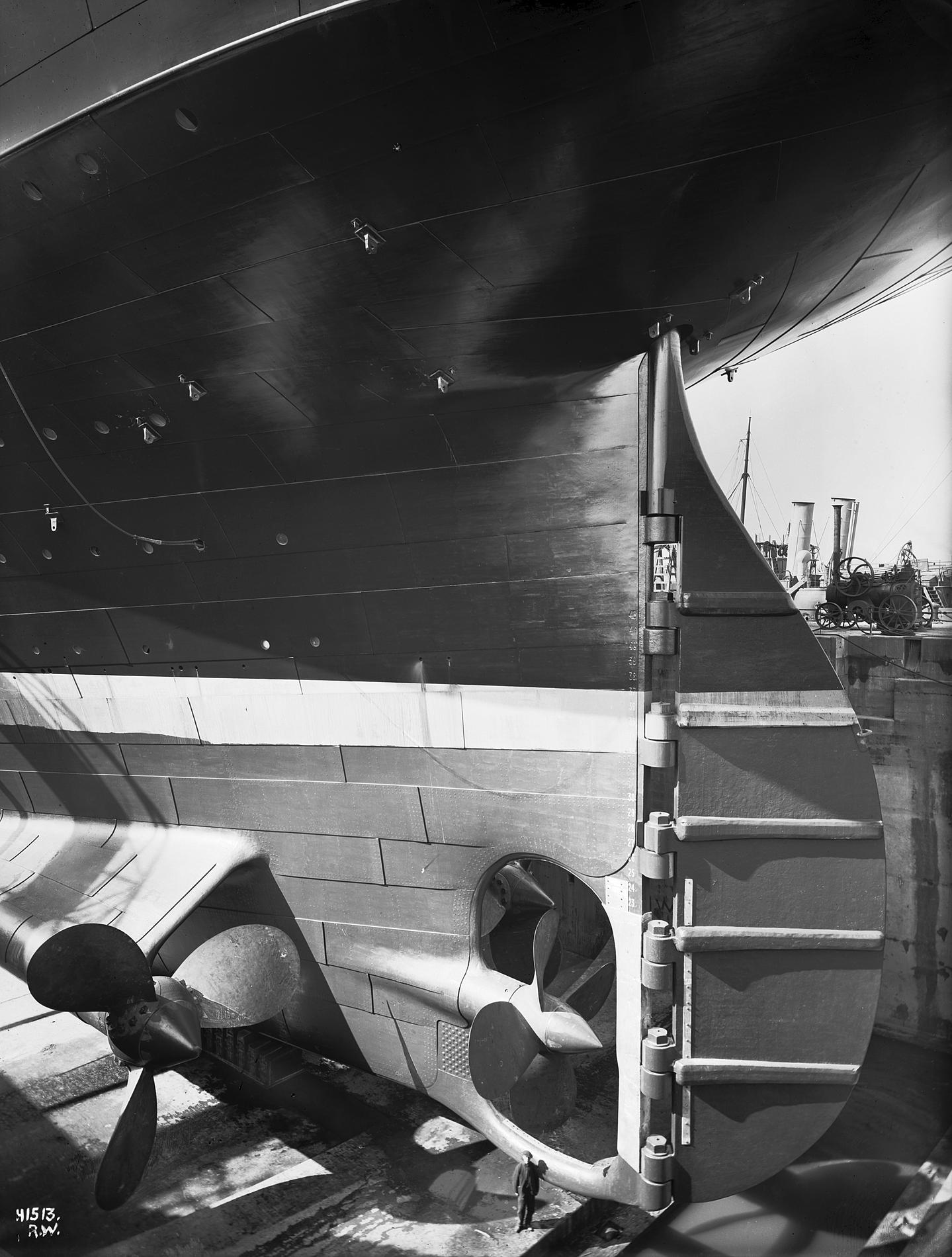
Hélices y timón del, análogos a los del Titanic, aunque se especula en la posibilidad de que este último tuviera una hélice central de tres palas en lugar de cuatro. En la parte inferior de la fotografía, un empleado del astillero posa junto a la hélice central, sirviendo de escala para apreciar el gran tamaño del barco.

Esta cubierta y la inferior eran conocidas como «las tripas del Titanic». Esta cubierta, se encontraba dividida en proa y popa al igual que la cubierta superior, la cubierta G. Por la mitad estaban los huecos de las carboneras (contenedores que llegaban desde la cubierta de más abajo y que guardaban el carbón) de las calderas y los pistones que subían desde la sala de máquinas. A proa se encontraba la zona de carga para la segunda y tercera clase, la primera planta de la sala de correspondencia y unas escaleras para uso de la tripulación. A popa, había almacenes que conservaban bebidas como el vino, el champán o el agua mineral y una zona de carga refrigerada.
Cubierta de máquinas
En esta última cubierta, antes del doble fondo, se ubicaban de popa a proa los engranajes, junto a la turbina Parsons de 16 000 CV de potencia, que impulsaba la hélice central del buque, y las cisternas de agua dulce. La hélice central rotaba por otro tipo de sistema de engranaje. Después se encontraban los motores de vapor, con unos pistones de cuatro pisos de alto; se trataba de dos motores de cuatro cilindros con una potencia de 30 000 CV que era obtenida de la gran turbina.
A continuación, las seis salas de calderas. Cada sala contenía cinco calderas excepto la más cercana a la proa, la sala de calderas número seis, con solo cuatro. Cada caldera, de casi 100 toneladas, enviaba cientos de litros de vapor por medio de tubos a la sala de máquinas principal, donde esta hacía mover los pistones. Entre sala y sala, en sus respectivos mamparos, doce puertas estancas podían ser cerradas automáticamente desde el puente de mando, ubicado nueve cubiertas más arriba. A proa, se ubicaban los últimos camarotes para los fogoneros. En esta planta había escaleras de hierro para el acceso a las máquinas de los trabajadores y fogoneros, además también se encontraban los condensadores y la sala eléctrica.

## Tripulación

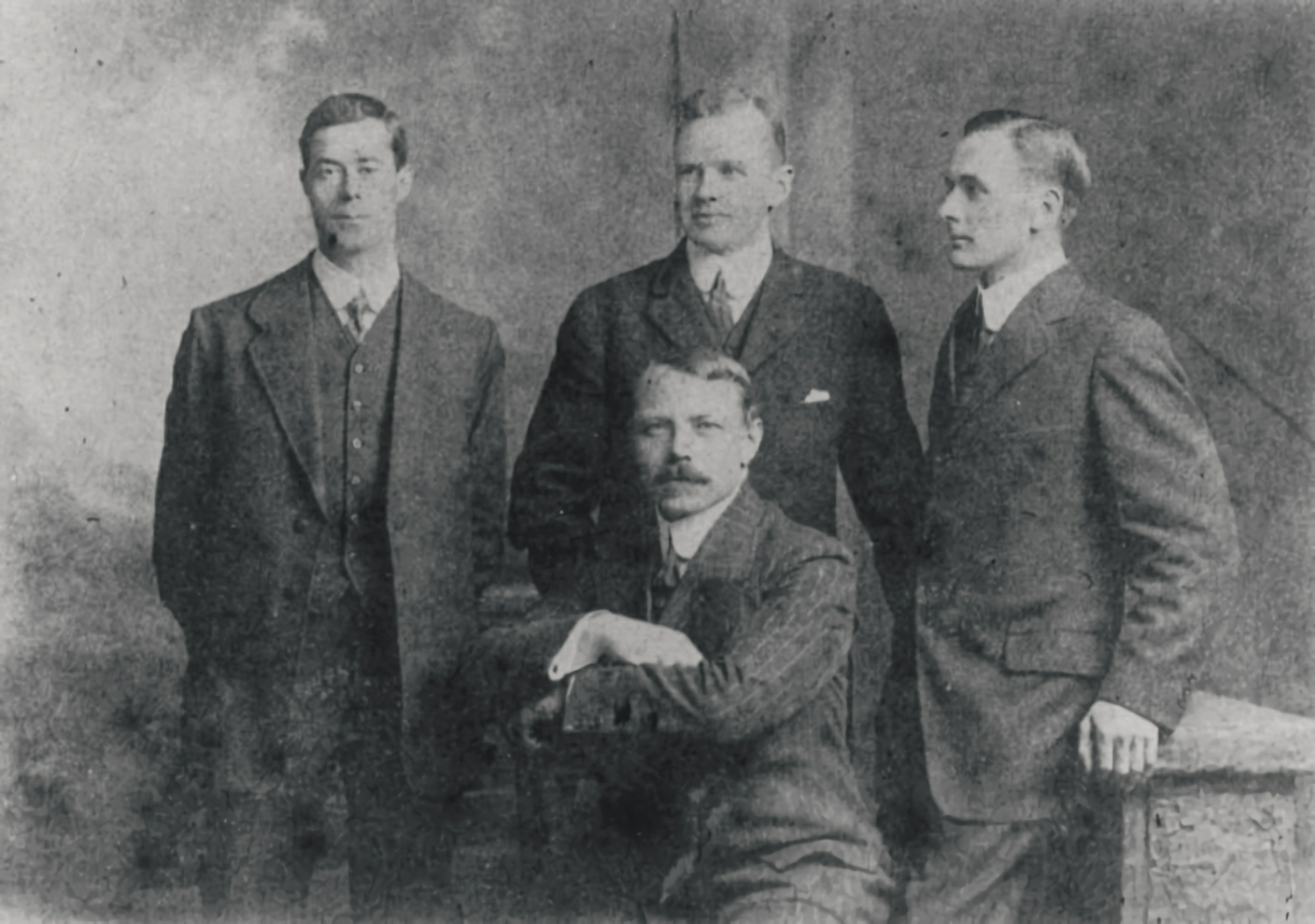
Los cuatro oficiales supervivientes del Titanic. En pie: quinto oficial Harold Lowe, segundo oficial Charles Lightoller y cuarto oficial Joseph Boxhall. Sentado: tercer oficial Herbert Pitman

De entre las casi 900 personas que formaban parte de la tripulación del Titanic, 66 pertenecían a la tripulación de cubierta (oficiales, marineros, vigías y contramaestres), 325 eran mecánicos (carboneros, fogoneros, engrasadores, electricistas, etc.), y finalmente 494 eran miembros del equipo de atención (sobrecargos, mayordomos, cocineros, operadores de radio, etc.). El comandante del buque era el capitán Edward Smith, el oficial más respetado de la White Star Line y un capitán extremamente popular entre los pasajeros de primera clase, habiendo comandando todos los mayores y más nuevos barcos de la compañía desde 1904. Henry Wilde llegó a última hora para ser el jefe de oficiales y el segundo al mando del Titanic, causando un cambio en la jerarquía de los oficiales. Eso hizo que los tres oficiales más graduados del Titanic fuesen los mismos que habían trabajado previamente en el Olympic (con el tercero, siendo el primer oficial William Murdoch, que originalmente iba a ser asignado como jefe de oficiales). Además de ellos, también estaban a bordo el segundo oficial Charles Lightoller, el tercer oficial Herbert Pitman, el cuarto oficial Joseph Boxhall, el quinto oficial Harold Lowe y el sexto oficial James Moody. Ellos eran los encargados de comandar la tripulación de cubierta y garantizar la marcha y buen funcionamiento de todo el barco. Eran ayudados por contramaestres que estaban a cargo de la rueda del timón, los vigías que trabajaban en la cofa y los marineros que estaban a cargo de la manutención de los diversos dispositivos a bordo.

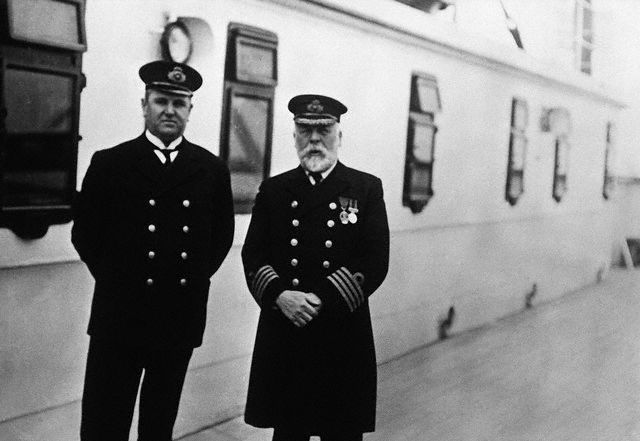
El sobrecargo jefe, Hugh McElroy, junto al capitán Edward Smith en la cubierta de botes de estribor delantera del Titanic.

El equipo de mecánicos trabajaba en las entrañas del barco. Bajo el mando del ingeniero jefe Joseph Bell, eran los responsables de la sala de máquinas y de mantener al Titanic en funcionamiento. Las 29 calderas eran alimentadas por trescientos fogoneros que actuaban en unas condiciones terribles. Muy pocos miembros del equipo de mecánicos sobrevivieron al naufragio.
Finalmente, el equipo de atención era bastante más diverso y era el que realizaba el trabajo más común. La mayoría eran sobrecargos acompañados por algunos recepcionistas, sin embargo también incluía a los cocineros, como Hendrik Bolhuis. Sus funciones eran cuidar los camarotes e instalaciones del buque, además de atender a los pasajeros. En la dirección de todos los tripulantes de atención estaba el sobrecargo jefe de a bordo Hugh McElroy, responsable también de atender cualquier queja que tuviesen los pasajeros. Los dos radiotelegrafistas, Jack Phillips y Harold Bride, también están incluidos como parte de esa tripulación.

## Grupo de garantía
De entre los trabajadores del astillero Harland and Wolff, la compañía seleccionó un grupo de garantía compuesto por trabajadores destacados en sus respectivos oficios para acompañar a Thomas Andrews en su viaje inaugural. Este selecto grupo tenía la misión de solucionar cualquier inconveniente menor que requiriera sus buenos oficios, para ellos era un orgullo pertenecer a este grupo y en los astilleros se competía para poder ser considerado. Estos obreros especializados ocupaban unos camarotes en primera y segunda clase y eran considerados como unos pasajeros más. El grupo de garantía del Titanic era de nueve personas:
- William Henry Campbell - Ayudante carpintero
- Roderick Robert Crispin Chisholm - Dibujante
- Alfred Fleming Cunningham - Ajustador
- Anthony Wood Frost - Ajustador
- Robert Knight - Ajustador
- Francis Parkes - Fontanero
- Henry William Marsh Parr - Electricista
- Ennis Hastings Watsons - Ayudante electricista
- John H. Hutchinson - Carpintero

## Orquesta de a bordo

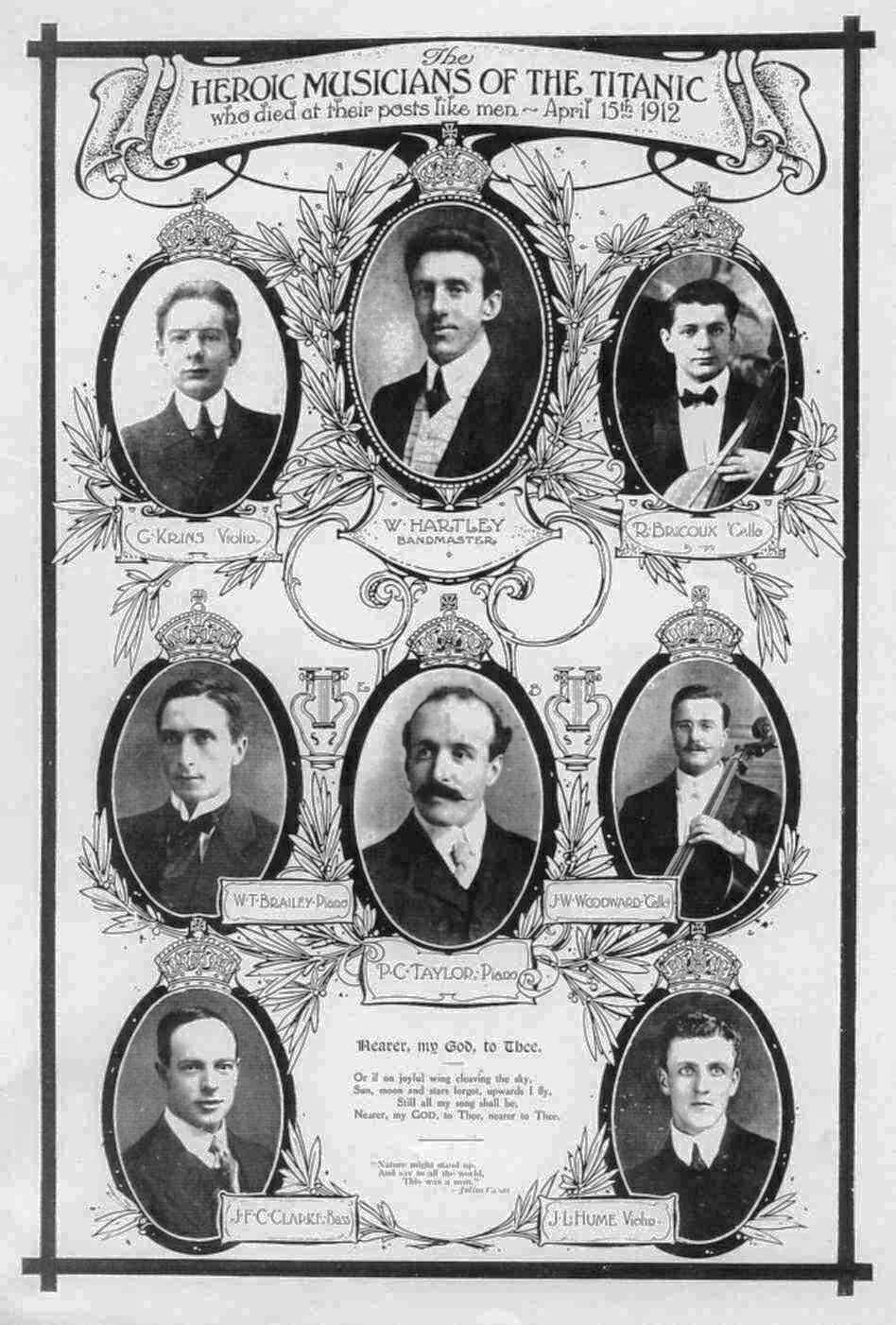
Componentes de la orquesta del Titanic: De izquierda a derecha y de arriba abajo: George Krins, Wallace Hartley, Roger Bricoux, Theodore Brailey, Percy Taylor, John Woodward, John Clarke y John Hume.

La orquesta del Titanic estaba compuesta por ocho músicos. Sin embargo, la banda actuaba en dos grupos distintos; uno era un quinteto liderado por el violinista Wallace Hartley, de 33 años, y el otro un trío musical que tocaba para los clientes del restaurante à la Carte. Cada conjunto disponía de su propio repertorio melódico. En circunstancias normales, no interpretaban melodías juntos, aunque Hartley ejercía supervisión directa sobre todos los músicos. Según algunos testimonios, tal vez la composición y el número de los dos conjuntos musicales no eran del todo fijos, siendo posible que hubiera algunas variaciones entre las distintas actuaciones que sonaran durante la travesía.
Los restantes integrantes de la banda eran los siguientes:
- Theodore Brailey, pianista, de 24 años.
- Roger Bricoux, chelista, de 20 años.
- John Clarke, bajista, de 28 años.
- John Jock Hume, violinista, de 21 años.
- George Krins, violinista. de 23 años.
- Percy Taylor, chelista, de 32 años.
- John Woodward, chelista, de 32 años.

Los músicos no habían sido contratados directamente por la White Star Line, sino que en realidad estaban empleados por la empresa C. W. & F. N. Black con sede en Liverpool, la agencia exclusiva para las grandes líneas navieras. Por otra parte, los concertistas eran afiliados de Amalgamated Musicians Union. Mientras viajaban a bordo del Titanic como trabajadores de los Blacks, se alojaron como pasajeros de segunda clase. Por tanto, no eran miembros de la tripulación.
El conjunto dirigido por Hartley (entre quienes se encontraban el violinista John «Jock» Hume y el chelista John Woodward) reproducían música diariamente en las áreas de primera y segunda clase del transatlántico. Su jornada de trabajo en primera clase abarcaba desde las 11:00 hasta el mediodía, actuando en la entrada de la cubierta de botes y en el salón de recepción de la cubierta D, amenizando primero entre las 16:00 hasta las 17:00, en la hora del té, y por último desde las 20:00-21:15, después de la cena. En segunda clase, se escuchaban sus acordes en el vestíbulo de entrada de popa de segunda clase de la cubierta C por la mañana de 10:00 a 11:00, por la tarde de 17:00 a 18:00 y por la noche entre 21:15-22:15.

## Viaje inaugural y hundimiento

### Preparativos previos al día de la partida
El Titanic arribó de madrugada al muelle número 44 del puerto de Southampton, poco después de las 01:15 del jueves 4 de abril de 1912, procedente de Belfast. Atracó con su banda de babor orientada hacia el embarcadero.
Su llegada no motivó ningún saludo formal ni recibió ningún tipo de ceremonia de bienvenida, todo lo contrario que su nave hermana, el Olympic, cuando entró por primera vez en la misma dársena en 1911. Durante aquel jueves, el navío luciría engalanado con una gran cantidad de banderas multicolores y estandartes.
Los preparativos se desarrollaron a lo largo de los 6 días de estadía en la ciudad portuaria: avituallamientos, alojamiento de la tripulación reclutada, habituación a sus obligaciones, cargamento y desembalaje del aprovisionamiento a bordo, labores de decoración, pintura de paredes, amueblado, alfombrado, etc. A causa de que el barco todavía no había sido completamente finalizado, no fue exhibido de forma pública durante su primera estancia en Southampton como era costumbre. En consecuencia, se continuó trabajando en sus interiores en faenas de acondicionamiento e instalaciones menores, si bien el buque partiría con algunas secciones inacabadas.
Después de que el transatlántico fuera amarrado, el por entonces segundo oficial David Blair le encomendó al vigía George Hogg que guardara en su camarote el juego de prismáticos que le había prestado, a fin de prevenir que se extraviaran mientras el barco estuviera en el muelle. Para ello, Blair entregó sus llaves a Hogg para que llevase los binoculares a su camarote y luego se las devolviera. Realizada la tarea, en su camino de vuelta para entregarle las llaves al segundo oficial, Hogg fue llamado para que hiciera otra labor, por lo que le dio las llaves al marinero William Weller para que se las retornara a Blair.
No obstante, una sustitución tardía en las filas del cuerpo de oficiales superiores determinó prescindir del segundo oficial Blair en la primera travesía del Titanic. En los días anteriores al 10 de abril, se decidió que el jefe de oficiales Henry Wilde ocuparía el puesto que originalmente ostentaba William Murdoch, degradándolo al cargo de primer oficial. Del mismo modo, el ahora ex primer oficial Charles Lightoller sería relegado al de segundo en su categoría, remplazando así a Blair. El 9 de abril, David Blair abandonó el barco llevándose accidentalmente la llave del armario de almacenamiento de la torreta de observación, dejando los prismáticos encerrados allí o en su cabina. Este error contribuiría a una gran confusión en su intento de localización durante el crucero.
En vísperas del día de la partida, Inglaterra acababa de padecer una feroz huelga en la minería del carbón, iniciada el 29 de febrero y finalizada el 6 de abril de ese año, que afectaba directamente al dinamismo comercial de las navieras, de igual manera que al resto de sectores económicos ya que dicho mineral era el combustible predominante para el funcionamiento de la industria, así como de la mayoría de medios de transporte de la época. Debido a esta situación, a medida que se reducía la producción de carbón, la actividad de muchos transatlánticos se paralizó, desencadenando miles de desempleos.

Con la situación crítica derivada de la huelga, se necesitaba reunir el suficiente carburante con el fin de que el Titanic pudiera emprender su viaje inaugural. Por esa razón, se cancelaron los viajes programados de varios buques de línea de la White Star Line y la IMM para trasladar sus reservas de carbón —incluyendo un poco del abastecimiento sobrante del Olympic— hacia el nuevo transatlántico, el cual había llegado desde Belfast con cerca de 1880 toneladas de combustible y a las cuales se agregaron unas 4427 mientras se hallaba en el atracadero. Habiendo consumido 415 toneladas durante su permanencia en la dársena, al momento de zarpar, el célebre vapor albergaba en sus carboneras unas 5892 toneladas de combustible.
Entre las embarcaciones estacionadas en las aproximaciones, destacaban el RMS Majestic y el RMS Oceanic —ambos pertenecientes a la misma compañía que el Titanic— así como el SS Philadelphia, St. Louis, y el SS New York. Algunos de los pasajeros del Titanic habían adquirido, originariamente, billetes de viaje en algunos de aquellos barcos. Sin embargo, al ser retirados del servicio debido a la huelga, fueron transferidos al flamante navío.
El 6 de abril, se firmaron la mayoría de contrataciones de la plantilla de a bordo. Alrededor de 250 tripulantes que habían desembarcado recientemente del Olympic se alistaron al personal del nuevo transoceánico.
El 8 de abril, empezó a embarcarse los alimentos frescos en las cámaras frigoríficas y despensas de la nave. De manera orientativa, entre algunos de los víveres almacenados había; 75 000 lb de carne, 11 000 lb de pescado, 2500 lb de salchichas, 40 toneladas de patatas, 250 toneles de harina, 40 000 huevos, 7000 cabezas de lechuga, 36 000 naranjas, 36 000 manzanas, 6000 lb de mantequilla, 1500 gal de leche, 1750 lb de helado, 2200 lb de café, 800 lb de té, 15 000 botellas de cerveza, 1000 botellas de vino, 850 botellas de licores y 1200 botellas de agua mineral.
El 9 de abril, Maurice Clarke, el oficial de emigración de la Junta de Comercio, accedió al buque con el cometido de verificar el cumplimiento de todas las normas de seguridad de la nombrada entidad y, si la comprobación fuese satisfactoria, autorizar la salida al día siguiente. Se examinó todo lo relativo al equipo de salvamento y, entre las pruebas ejecutadas, se probó la estabilidad de la nave. 
Por último, Clarke completó la mayor parte de su inspección aquel día y regresaría temprano a la mañana siguiente para terminar con sus revisiones.

### Primer día de travesía, 10 de abril

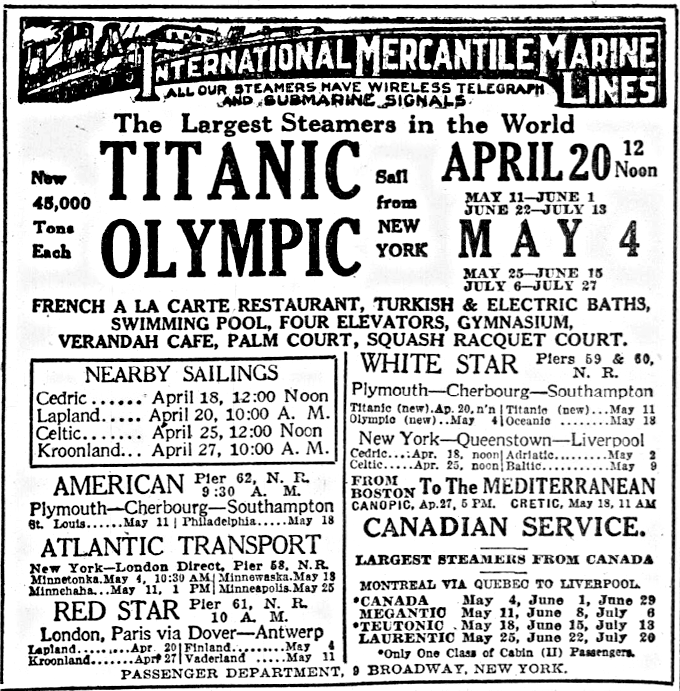
Anuncio de las travesías programadas para el Titanic y el Olympic en el New York Times, hacia comienzos de abril de 1912.

El miércoles 10 de abril, amaneció bastante nublado y con una temperatura de casi 9 °C, aunque de vez en cuando el sol asomaba brillantemente a través de las nubes. El diseñador del buque Thomas Andrews, de 39 años, embarcó a las 6:00 y empezó a inspeccionar el navío. A esa hora, muchos miembros de la tripulación comenzaron a reunirse a bordo. El capitán Edward Smith, de 62 años, abordó cerca de las 7:30.
Los tripulantes empezaron a conglomerarse para la reunión formal del inspector de la Junta de Comercio, Maurice Clarke, y del supervisor de la White Star Line, Benjamin Steele, alrededor de las 8:00. Debido al gran tamaño de la tripulación, se congregaron de forma separada por grupos afines —los fogoneros, mayordomos y marineros— en distintos lugares. Uno por uno, cada tripulante tuvo que reunirse y pasar en línea frente al capitán Smith, los oficiales y cirujanos del buque, los revisores Clarke y Steele y el facultativo de la Junta de Comercio. Se redactaron las hojas de registro, se pasó lista, se hizo un recuento de personas y se les sometió a un examen médico para comprobar que contaran con buena salud. Se tardó sobre una hora en completar el chequeo de la tripulación.
Después de la ya mencionada reunión, se practicó un simulacro de arriado de los botes salvavidas, siendo analizado por Clarke y Steele. El jefe de oficiales Henry Wilde, el primer oficial William Murdoch, el segundo oficial Charles Lightoller, el tercer oficial Herbert Pitman, el quinto oficial Harold Lowe y el sexto oficial James Moody se concentraron con el resto del equipo sobre las 9:00. Lowe y Moody fueron escogidos para el lanzamiento de dos lanchas —la número 11 y la número 13— elegidas para las pruebas, que durarían una media hora y fueron parcialmente canceladas por el viento.

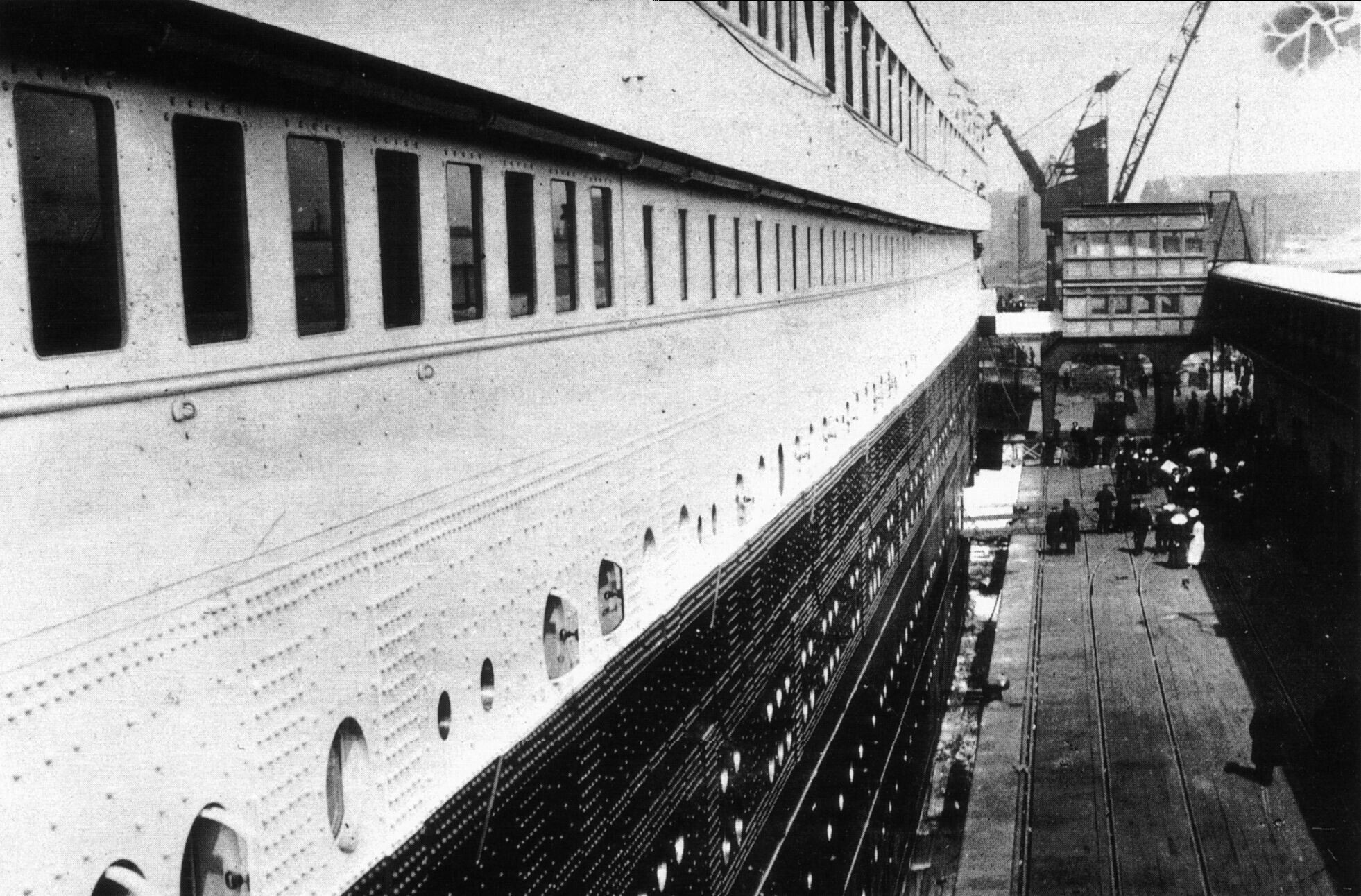
Costado de babor del Titanic en la mañana del miércoles 10 de abril de 1912. Al fondo, los pasajeros de segunda clase abordan el transatlántico a través del pórtico norte, que conectaba con la cubierta C del buque.
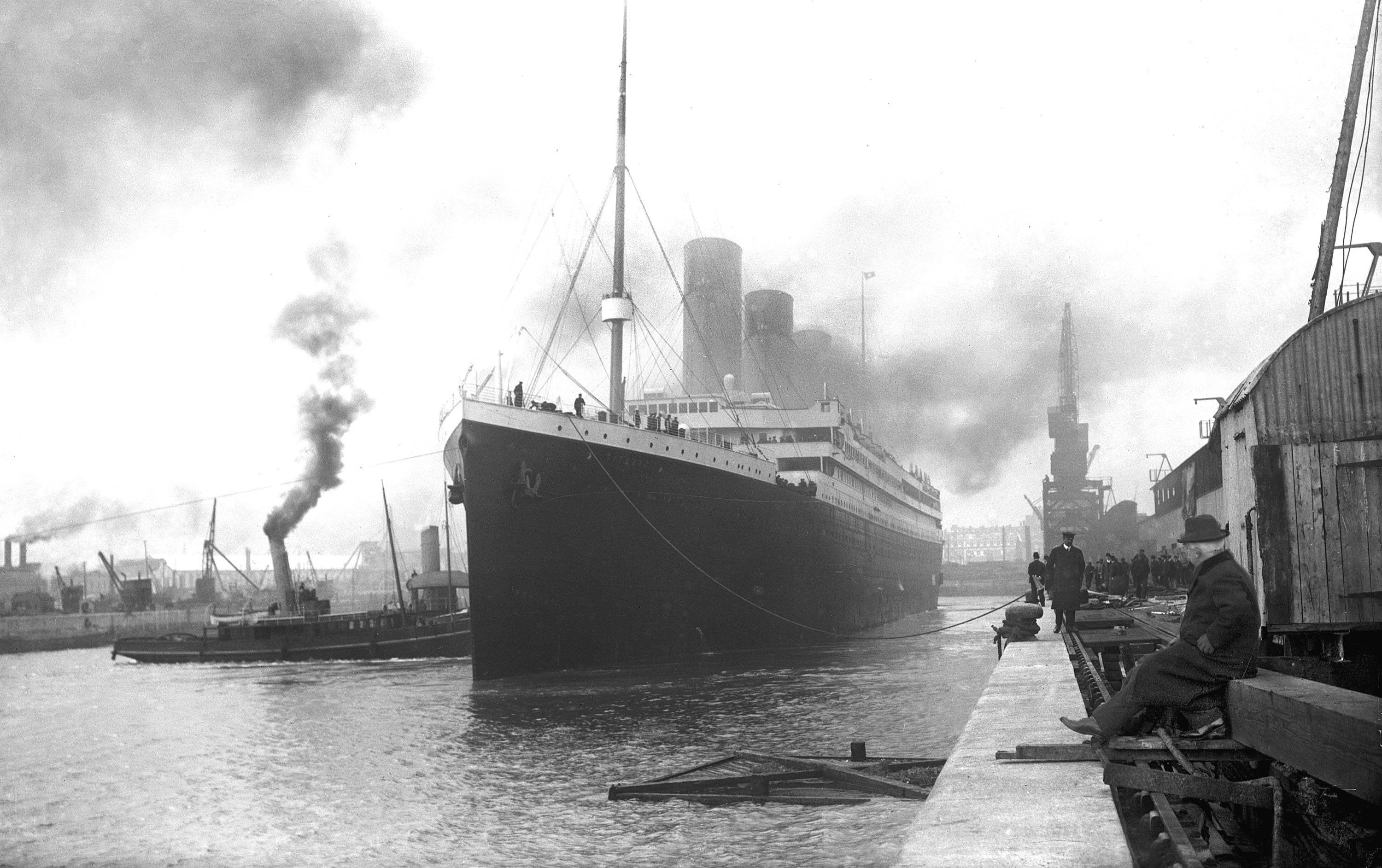
El Titanic siendo apartado del atracadero n.º 44 del puerto de Southampton, con la ayuda de seis remolcadores.
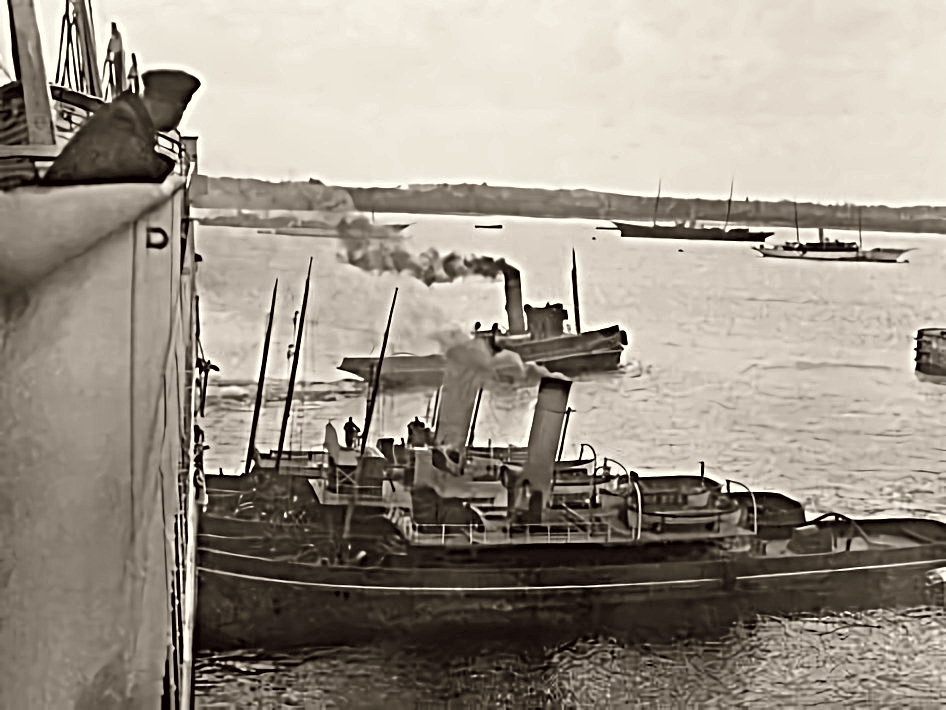
Varias embarcaciones tractoras asisten al vapor desde su banda de estribor.

A primera hora de la mañana, los pasajeros habían comenzado a concurrir en el puerto de Southampton. Muchos de ellos llegaron por medio de dos trenes especiales —uno para los viajeros de primera clase y otro para los de segunda y tercera clase— que partieron desde la estación de Waterloo de Londres, y que comunicaban directamente con las instalaciones del muelle número 44, en donde el Titanic permanecía amarrado. El tren de primera clase salió de Londres a las 8:00 y alcanzó Southampton hacia a las 11:30. Según la pasajera británica de segunda clase Ellen Walfcroft, de 36 años, el tren de segunda y tercera clase se marchó de la estación de Waterloo a las 8:30 y arribó al muelle de Southampton a las 10:15.
Los viajeros de tercera clase serían revisados sanitariamente, previamente a su entrada en el buque, para verificar que no traían infecciones. De forma parecida, el equipaje de los pasajeros fue clasificado en dos conjuntos antes de ser cargados a bordo; algunos reunían unas condiciones específicas para ser depositados en las bodegas del Titanic, mientras que otros estaban autorizados para ser guardados en los camarotes de los viajeros.
El edificio del pórtico sur acoplaba el puerto con el acceso para los pasajeros de primera clase, por medio de los portones delanteros de la cubierta B del Titanic. Igualmente era posible abordar a esta clase vía las puertas de la cubierta D del buque. Jacques y May Futrelle entrarían por una de esas dos entradas y, poco después de hacerlo, se cruzaron con unos conocidos; el matrimonio Harris. Los Futrelle se encantaron al averiguar que Henry y Renee Harris se hospedarían en el camarote C-83, que se localizaba prácticamente en frente del que ocuparían ellos. A partir de entonces, ambas parejas pasarían mucho tiempo juntas durante la travesía.
Adolphe Saalfeld pasó a primera clase con su sobrino como visitante, deambulando los dos a bordo por una hora. Saalfeld ensalzaría su dormitorio, el C-106: «Me gusta mucho mi cabina, es como una sala de estar con cama y bastante amplia. [...] Mi camarote es muy bonito, agua fría y caliente instalados, una estufa eléctrica que puedes encender y apagar, un lindo sofá con una mesa ovalada al frente y, por supuesto, todo es nuevo.»
El británico-irlandés Henry Forbes Julian, un metalúrgico de 50 años, acometía un viaje de negocios para Norteamérica. Abordó en primera clase poco después de las 10:10, advirtiendo que por entonces había pocas personas en el interior, y le descargaron sus baúles en su cabina E-60: «Acabo de pasar sobre el barco y he visto todas las salas de estar y estancias. Todo es de lo más lujoso... Las cubiertas son magníficas, y las cerradas están acondicionadas más como salones de fumadores. Mi camarote no es el que se muestra... en el plano del Olympic... Sin embargo, es más parecido a un pequeño dormitorio que a la cabina de un barco [...]».
La galería del pórtico norte del muelle servía para el ingreso a segunda clase, conexionando con las compuertas posteriores de la cubierta C del vapor. A través de esa entrada, el viajero Lawrence Beesley embarcó a las 10:00 acompañado de dos amigos que habían venido a despedirlo. Las barreras que separaban los espacios de primera y segunda clase del Titanic estaban abiertas en aquel momento, por lo que Beesley y sus amigos exploraron diversas cubiertas, comedores y bibliotecas. En la cubierta de botes, se adentraron en el gimnasio, en donde Beesley y su amiga se montaron en las dos bicicletas estáticas. En ese entonces, llegó el instructor de las instalaciones deportivas, Thomas W. McCawley, de unos 36 años, con un par de fotógrafos de un periódico londinense. Estos fotografiaron a Beesley y su amiga pedaleando en las bicicletas. Poco después, entraron más pasajeros, y el instructor les explicó el funcionamiento del camello y el caballo eléctricos, haciendo subir a dos pasajeros encima de dichos aparatos, los cuales se agitaban por la acción de un pequeño motor, imitando el galope de sendos animales.

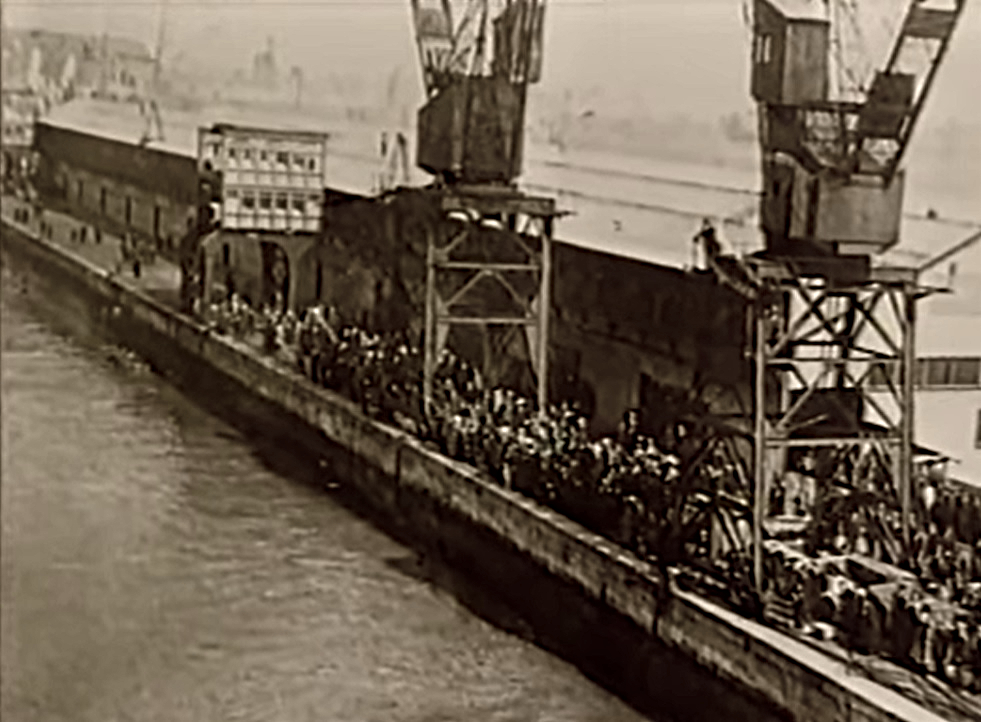
Fotografía tomada desde la cubierta de botes del Titanic: el muelle n.º 44 abarrotado de gente despidiéndose de los pasajeros a medida que el buque se apartaba.
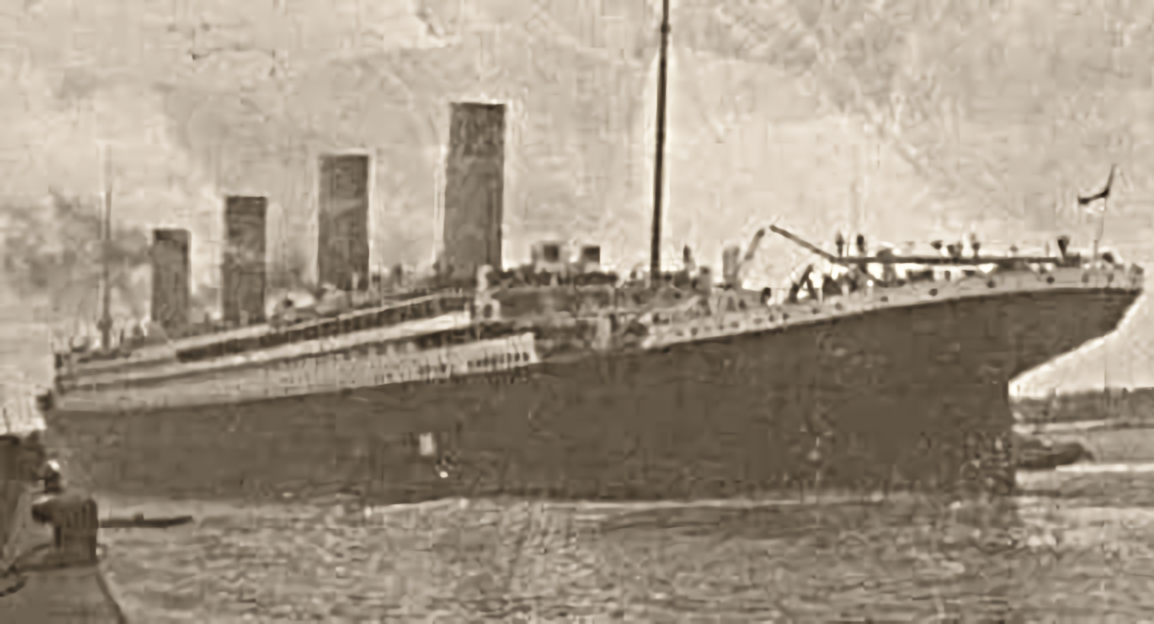
El Titanic alejándose del embarcadero n.º 44, poco después del mediodía del 10 de abril de 1912.
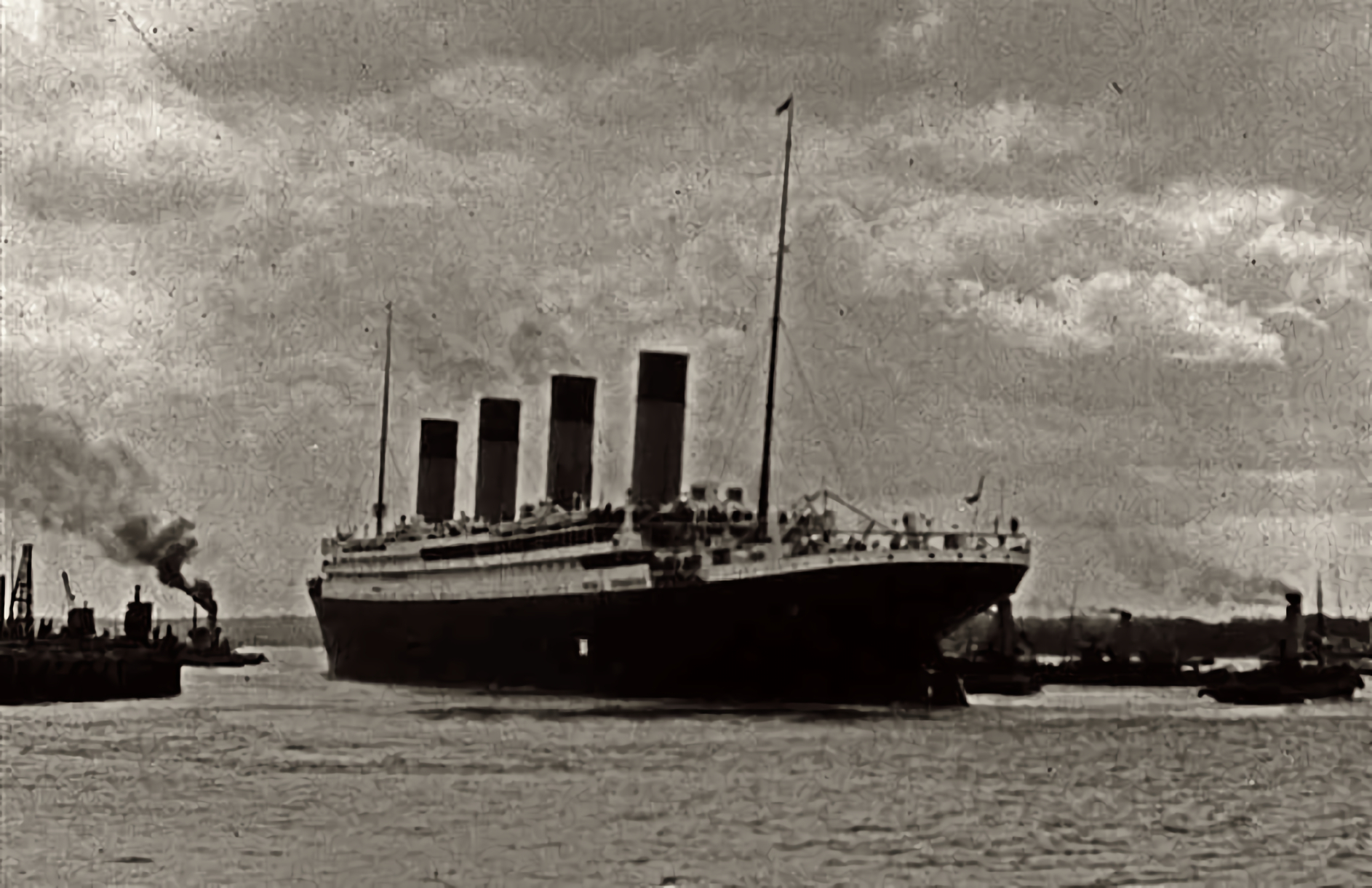
El buque introduciéndose en el río Test.
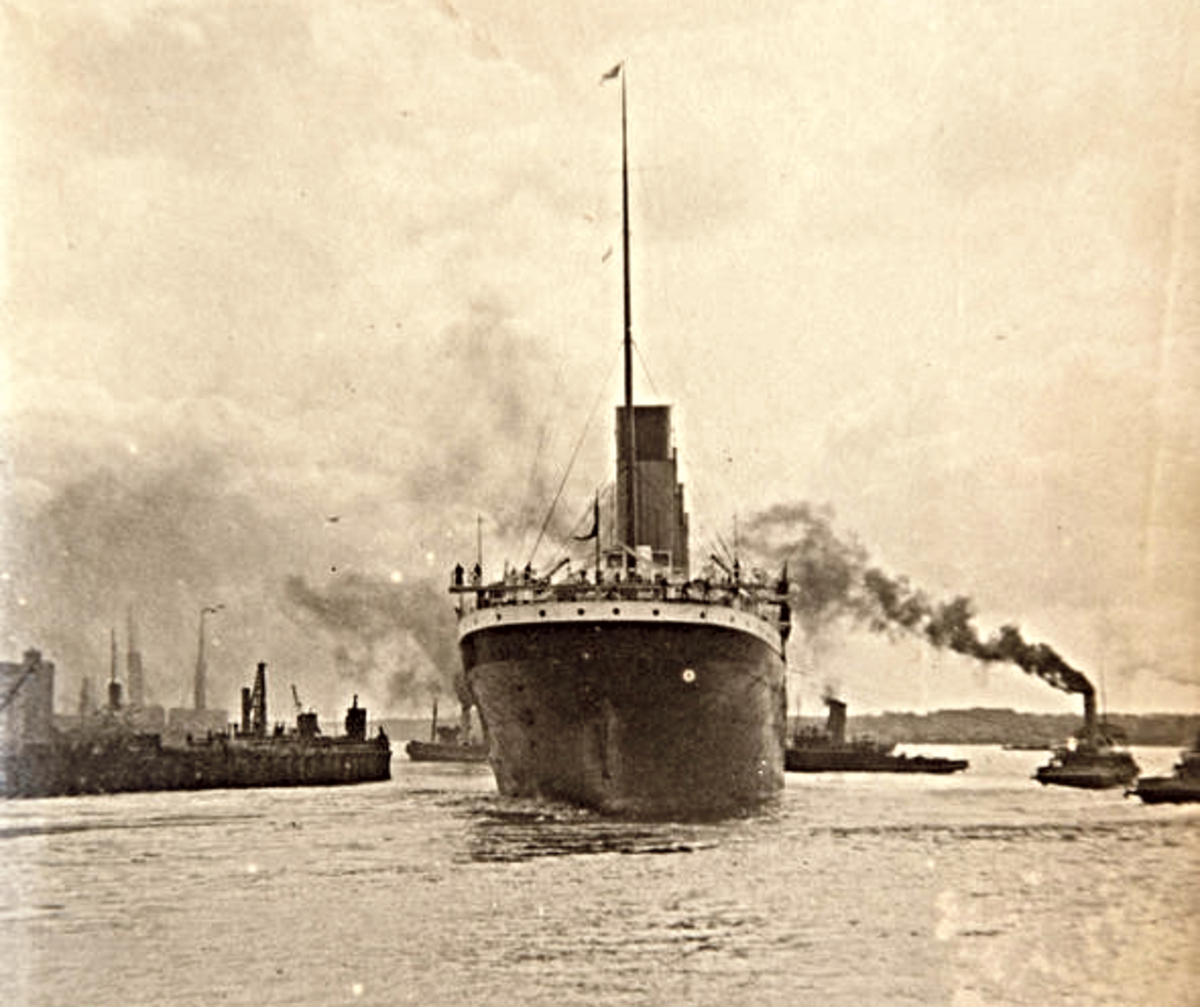
Vista de popa del navío ingresando en el río Test.
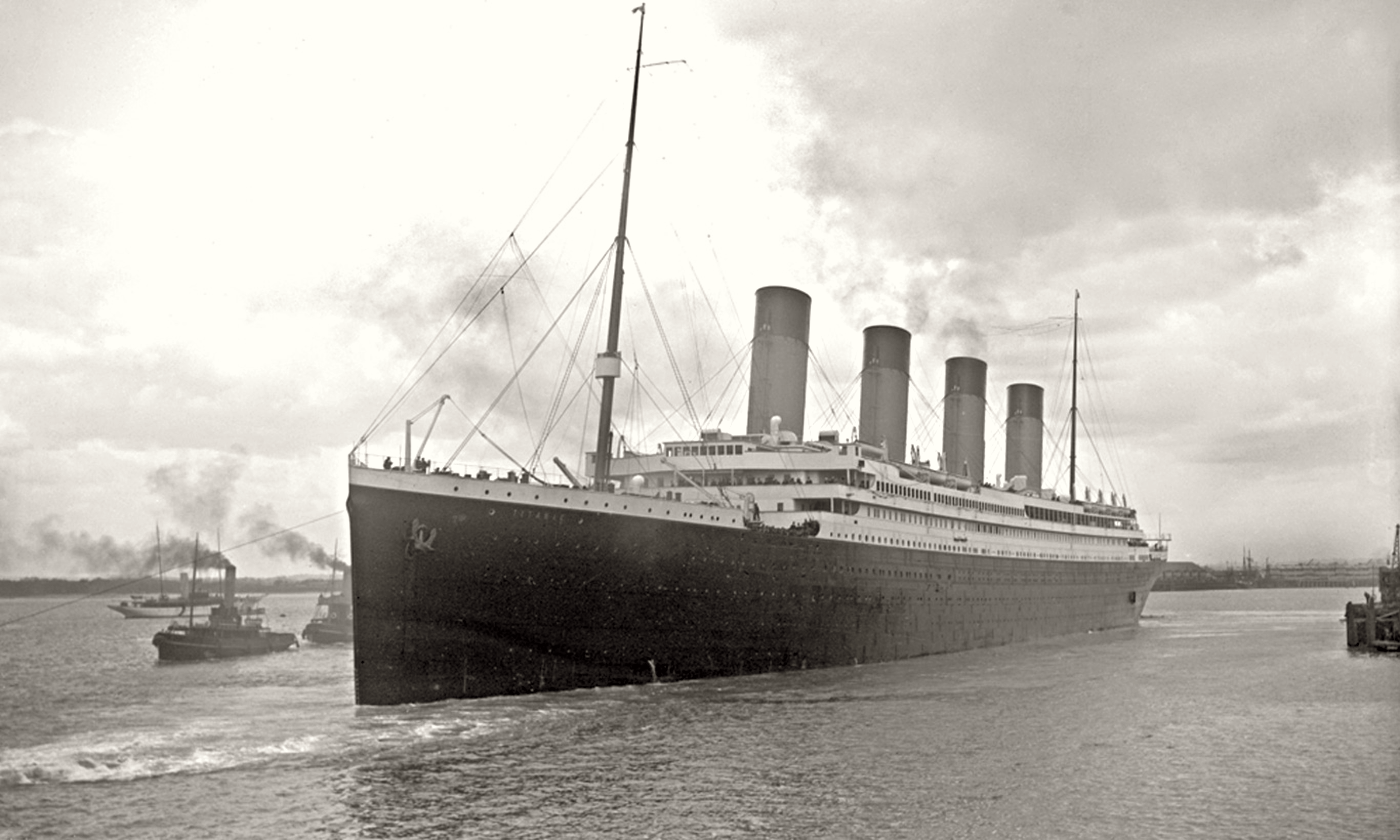
El vapor adentrándose en el río Test, en los minutos previos a su incidente con el SS New York.

Después de acceder a segunda clase, los Caldwell contemplaron a los tripulantes cargando a bordo los bultos. Sylvia Caldwell, le preguntó a uno de ellos: «¿Es realmente insumergible este barco?» El mozo le respondió: «Sí, señora. Ni Dios podría hundirlo».
Al contrario que muchos otros viajeros, Imanita Shelley, de 24 años y procedente de Deer Lodge, Montana, y su madre Lucinda «Lutie» Parrish, de 59 años y residente de Woodford County, Kentucky, se decepcionaron enormemente cuando entraron en su camarote de segunda clase. Madre e hija, las cuales regresaban a América tras una temporada en Inglaterra a fin de que Shelley convaleciera de una grave dolencia, se sintieron indignadas porque creyeron haber pagado por el más óptimo alojamiento disponible de su clase, pero en su lugar fueron escoltadas a una cabina muy pequeña y ubicada en una de las cubiertas inferiores. Consecutivamente, Imanita y Lutie enviaron a la camarera en búsqueda del sobrecargo jefe exigiendo un traslado a una habitación mejor que fuera acorde con el coste del boleto adquirido, obteniendo como respuesta la imposibilidad de tal reclamación hasta que el barco hubiera salido de Queenstown, momento en el que revisaría todos los tickets y pudiera detectar algún error.
En tercera clase abordaría Elizabeth Dowdell, una ama de llaves de 31 años y de Nueva Jersey, cruzando una de las plataformas que unían con una de las dos aberturas de la cubierta E del Titanic. Traía a su cargo una niña de seis años, Virginia Emanuel. La joven Virginia era hija de la cantante de ópera Estelle Emanuel, quien había firmado recientemente un contrato de seis meses en Inglaterra y había dejado a su hija al cuidado de Dowdell. La pequeña, acompañada de su niñera, estaba siendo enviada de regreso a Nueva York, donde sus abuelos se ocuparían de ella. Aquella mañana fue un poco estresante para Dowdell, en razón de que se retrasaron en tomar el ferrocarril específico que las trasladarían hasta el puerto donde estaba atracado el Titanic, subiendo a este muy apuradas de tiempo. Una vez a bordo del transatlántico, descubrieron que compartirían una cabina con la sirvienta británica Amy Stanley, de 24 años, quien se dirigía a Connecticut para trabajar como cuidadora de niños.
El sueco August Wennerström, de 27 años, tipógrafo y socialista de Malmö, fue otro de los viajeros que entraron en la clase más económica. Había sido procesado con anterioridad por insultar al rey Oscar II de Suecia. Después de su absolución, decidió marcharse a los Estados Unidos. Emprendió el trayecto para Southampton junto a dos compatriotas que igualmente accederían como pasajeros de tercera clase; Carl Olof Jansson, también socialista y carpintero de 21 años de Örebo con destino a Nebraska, y Gunnar Isidor Tenglin, de 25 años y de Estocolmo, pero que ya había vivido en Burlington, Iowa entre 1903 y 1908 y en donde deseaba restablecerse. Dentro de la embarcación, Tenglin y Wennerström se instalaron en la misma cabina.
A las 11:45, sonaron las campanas y se escucharon gritos de «¡Todos a tierra!» a lo largo y ancho del Titanic. De modo que los visitantes que habían entrado a bordo se despidieron de sus conocidos y descendieron por las pasarelas. Poco después, a las 11:50, embarcaría el marinero William Lucas, de 25 años. Aunque no sería el último en hacerlo, puesto que pocos minutos más tarde lo harían casi a deshora el fogonero líder Arthur Pugh, de 31 años y su hermano el mayordomo Alfred Pugh, de 20 años. Otro grupo rezagado de seis caldereros se apresuraron a pasar dentro del Titanic, pero sólo John Podesta, de 24 años, y William Nutbean, de 30 años, llegaron a tiempo de ser autorizados para ingresar a bordo.
El pasajero de segunda clase Lawrence Beesley miró — asomado desde las cubiertas superiores— el momento de cierta tensión que supuso el rechazo de admisión de algunos de esos trabajadores impuntuales, a través de la pasarela que estaba lista para ser retirada de la compuerta de popa de la cubierta E:

[...] Justo antes de que la última pasarela fuera retirada, un grupo de fogoneros corría por el muelle, con sus equipos colgado sobre sus hombros en paquetes, y se dirigían a la pasarela con la evidente intención de unirse al barco. Pero un suboficial [James Moody] que custodiaba el extremo de la orilla de la pasarela se negó firmemente a permitirles subir a bordo; ellos discutían, gesticulaban, aparentemente tratando de explicar las razones por las que llegaban tarde, pero él [suboficial] se mantuvo obstinado y les hizo un gesto con una mano decidida; la pasarela fue arrastrada hacia atrás en medio de sus protestas, quedando en vano sus decididos esfuerzos por unirse al Titanic.[...]

El Titanic inició su viaje inaugural con destino a Nueva York el miércoles 10 de abril de 1912, zarpando hacia las 12:15. Justo después del mediodía, las sirenas del buque silbaron tres veces de forma atronadora, anunciando la inminente salida de la nave. Los oficiales habían acudido a sus puntos estratégicos para emprender la partida del barco; el jefe de oficiales Wilde, de 39 años, se hallaba en el castillo de proa, controlando a la tripulación que se ocupaba de los amarres. Cerca de Wilde y bajo sus órdenes, trabajaba el segundo oficial Lightoller, de 38 años. El primer oficial Murdoch, de 39 años, se posicionaba en el castillo de popa encargándose de las sogas de amarre de allí. Lo asistía el tercer oficial Pitman, de 34 años, subido al puente de atraque trasero y al lado de su correspondiente teléfono y telégrafos. El cuarto oficial Boxhall, de 28 años, permanecía en el puente de mando dedicándose a ejecutar las órdenes por telégrafo y de rellenar el cuaderno de bitácora. El quinto oficial Lowe, de 29 años, atento a los teléfonos en la timonera. El sexto oficial Moody, de 24 años, se ubicaba en la última pasarela que enlazaba el Titanic con tierra firme, a popa en la cubierta E.
Una flotilla de seis remolcadores, denominados como Albert Edward, Hercules, Vulcan, Ajax, Hector y Neptune, se acercó al transatlántico para ayudarlo a separarse del muelle y guiarlo al canal principal. Estando ya apartadas las pasaderas de acceso aunque todavía abiertas las dos compuertas traseras de la cubierta E, se mandó desde el puente la orden de zarpar. Los hombres en el muelle desengancharon las amarras de los bolardos que seguidamente serían enrolladas a bordo por los tripulantes en los extremos de proa y popa. Los lanchones dirigieron lentamente el Titanic para que ingresara en el río Test. El viajero de segunda clase Lawrence Beesley observaría:

[...] El Titanic avanzó lentamente por el muelle, con el acompañamiento de los últimos mensajes y despedidas a gritos de los que estaban en el atracadero. No hubo vítores ni silbidos de la flota de barcos que bordeaban el muelle, como probablemente podría esperarse en la ocasión del mayor buque del mundo que se hacía a la mar en su viaje inaugural; toda la escena fue tranquila y bastante ordinaria, con poco de lo pintoresco e interés ceremonial que la imaginación pinta como de costumbre en estas circunstancias.

La camarera de los baños turcos Annie Caton, de 33 años, recordaría que la orquesta del buque interpretaba música ligera en cubierta mientras los pasajeros apoyados sobre las barandillas saludaban, a modo de despedida, a la muchedumbre agolpada en el amarradero. La camarera de primera clase, Violet Jessop, de 24 años, escribiría en sus memorias sobre la partida del Titanic: 

Poco a poco, el Titanic se desprendió del costado de la dársena y partimos en un suave día de abril. Deslizándose con gracia, lleno de grandes esperanzas, sobre el estruendo de las despedidas, ondeando banderas y pañuelos. Fuimos escoltados con orgullo por los remolcadores, resonando sus despedidas y [mensajes] de buena suerte, mientras desde el muelle los sonidos se debilitaban. Pocos miembros del personal tuvieron tiempo u oportunidad de presenciar nuestra partida.[...]

Incidente con el SS New York

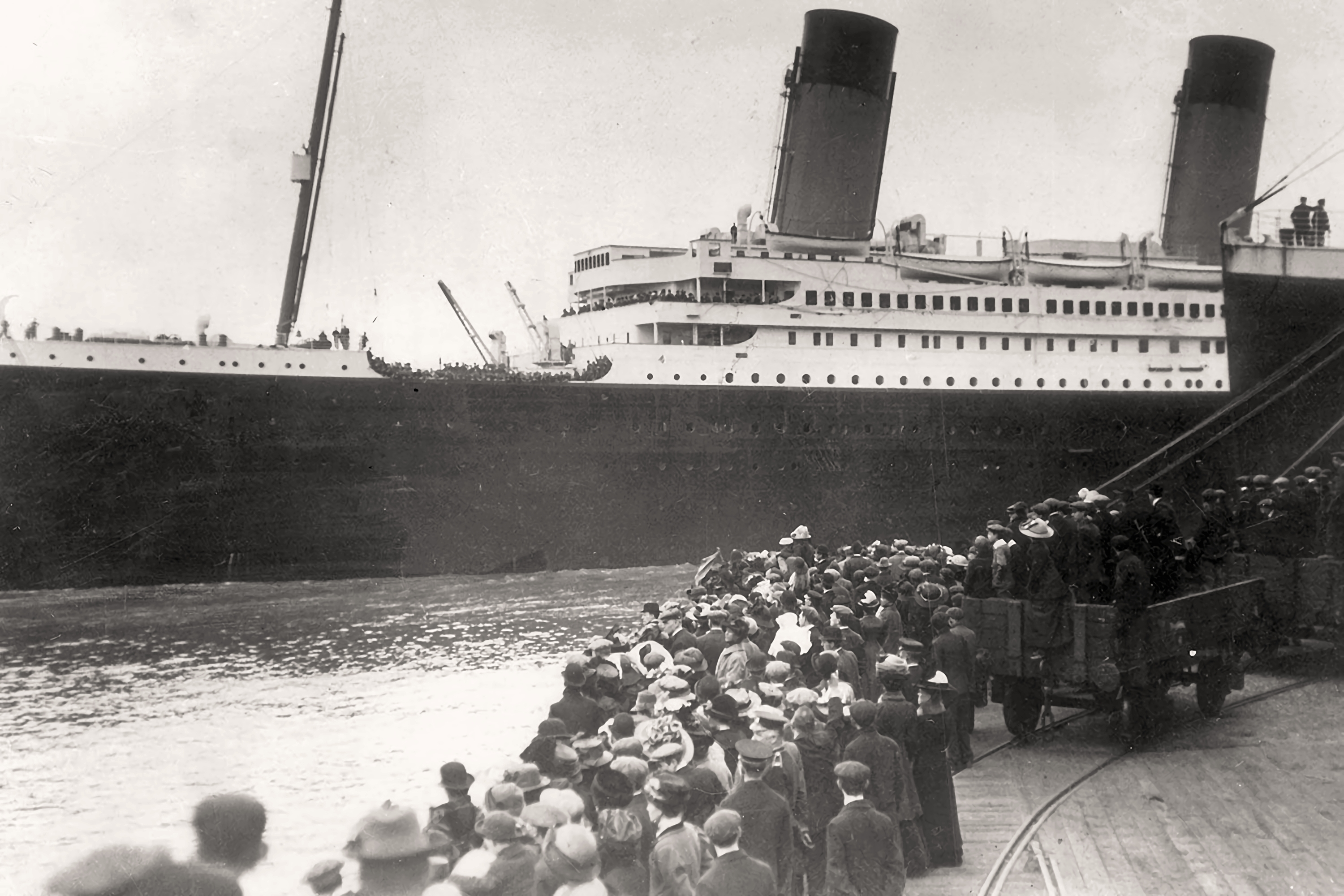
El Titanic prosiguiendo su camino a Cherburgo, poco después de evitar la colisión con el New York. La proa del Oceanic se visibiliza a la derecha.
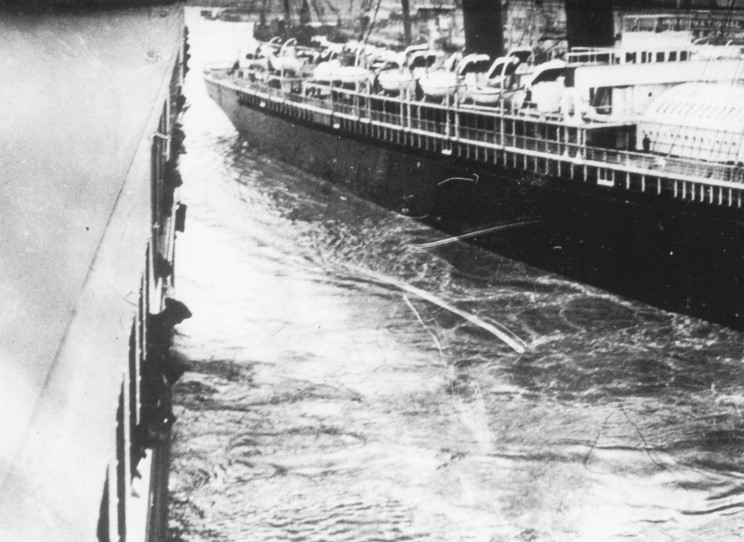
El New York (der) próximo a impactar con el costado de babor del Titanic (izq) mientras abandonaba el embarcadero de Southampton.
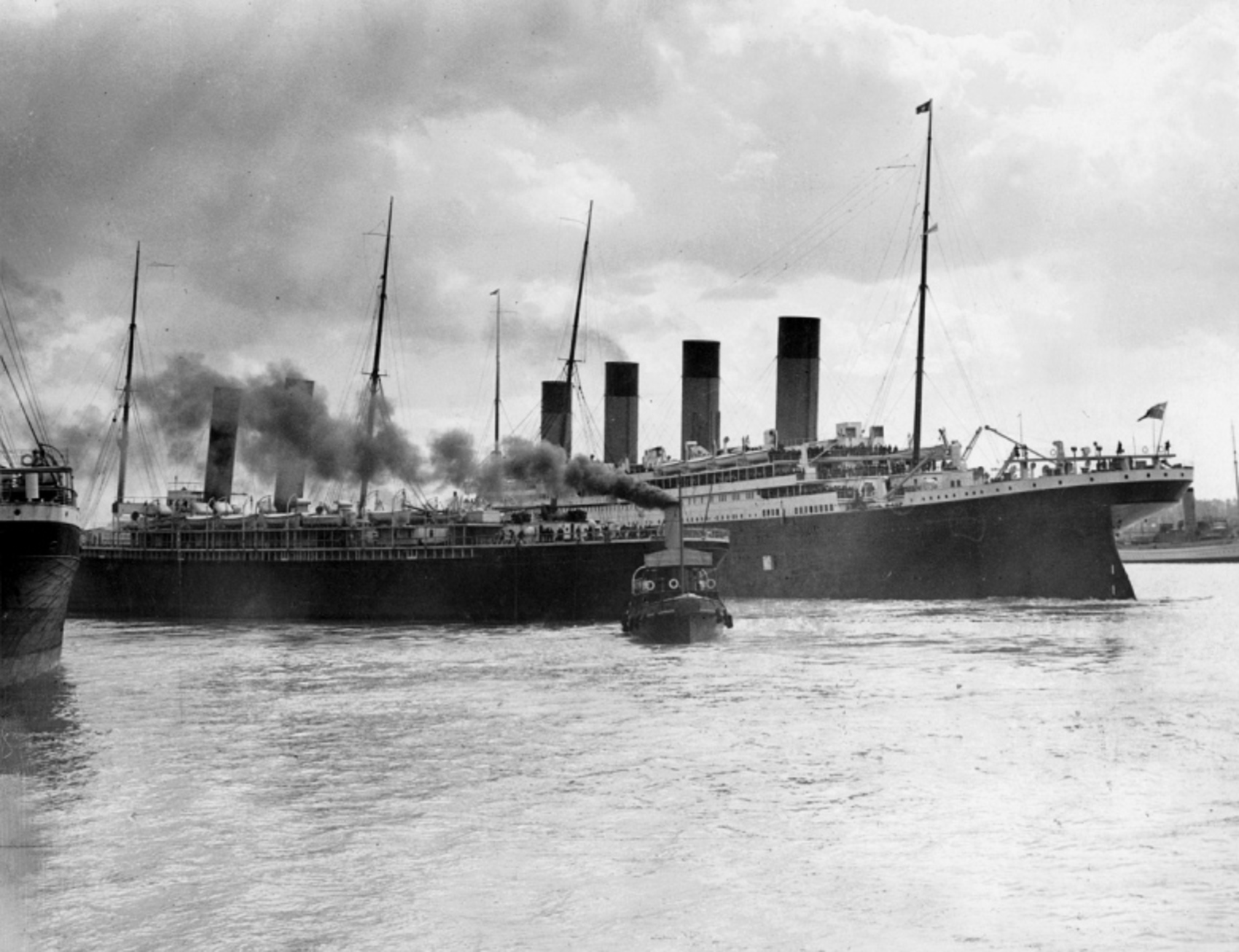
El Titanic (der) siendo ayudado por el lanchón Vulcan (centro) durante las maniobras para alejar al gran buque del New York (izq).
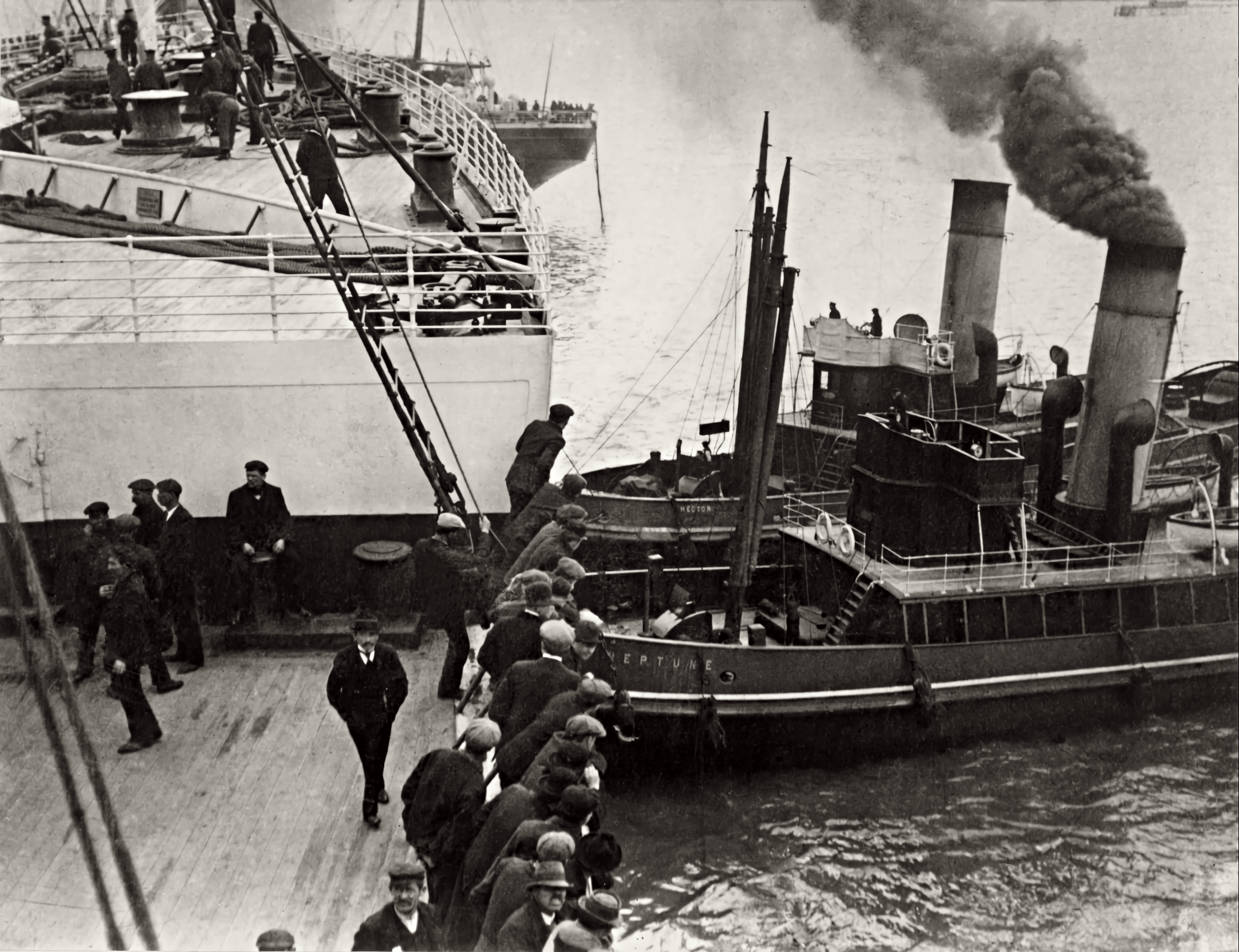
El Titanic (izq) moviéndose en marcha atrás, la popa del New York se balanceó en frente de la proa del primero. Los remolcadores Hector y Neptune (der) mantienen la orientación de la nave en el canal.
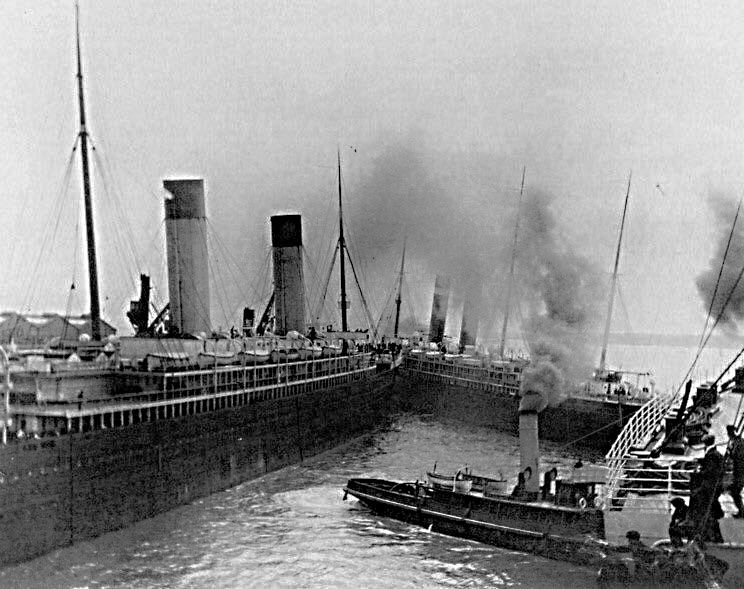
El gran buque retrocede mientras el New York (al fondo) es alejado hacia el río Hampshire; Itchen. El Oceanic se observa a la izquierda y parte del castillo de proa del Titanic se aprecia en el extremo derecho.

Conforme el Titanic avanzaba paulatinamente para incorporarse al río Test, se acercó para pasar paralelamente al nivel de los atracaderos números 38-44. El RMS Oceanic estaba sujeto directamente en el 38 y, a su lado, se encontraba abarloado en doble fila el SS New York. Mientras tanto, en cubierta, el coronel Archibald Gracie entablaba conversación con el empresario Isidor Straus, quien le informó, señalando al New York, que él había viajado en dicho buque en 1888, destacando el extraordinario progreso naval que se había producido desde entonces.
Para ese instante, algunos de los lanchones que asistían al Titanic se habían alejado de este, como fue el caso del Vulcan. En el puente de mando, el piloto Bowyer mandó la orden «lento hacia adelante» a la sala de máquinas. Por lo que el vapor de los motores del barco comenzó a inducir la rotación de las dos hélices exteriores. Sin embargo, la acción de estas últimas desarrollaron una poderosa y compleja serie de fuerzas de succión bajo las confinadas y profundas aguas del lado norte del canal. El oleaje resultante suscitó la rotura de los cabos que retenían al New York, propiciando que el Titanic lo absorbiera hacia él cuando este último se desplazó por su lado.
James A. Paintin, de 29 años y mayordomo del comandante Smith, relacionó el riesgoso acontecimiento con lo ocurrido con el Olympic:

[...] la mala suerte del Olympic parece habernos perseguido, pues al salir esta mañana del muelle pasamos bastante cerca del "Oceanic" y del "New York" que estaban amarrados en el antiguo amarradero del "Adriatic", y si fue succión o qué fue, no lo sé, pero las cuerdas del "New York" se rompieron como un trozo de algodón y [ese barco] se deslizó hacia nosotros. Hubo una gran expectación durante algún tiempo, pero no creo que se produjera ningún daño salvo que una o dos personas fueran derribadas por las cuerdas.

Arthur G. Peuchen, pasajero de primera clase de Toronto, Canadá, era un fabricante de productos químicos, de 52 años, que realizaba viajes transatlánticos con regularidad debido al alcance internacional de su negocio. Habitó la habitación C-104. Peuchen testificaría:

[Embarqué] Veinte minutos antes de zarpar, diría yo; media hora.

Aquel fue un buen día. Poco después de salir de nuestro muelle, nuestra estela o succión provocó algún problema en la cabecera del muelle que rodeábamos, en el que había dos o tres navíos de la misma compañía que nuestro barco. Hubo una gran agitación en esos buques debido a la rotura de sus amarras, pero no hubo ninguna conmoción en el nuestro, el Titanic. También hubo excitación en los muelles cuando el barco más grande [probablemente el Oceanic] comenzó a romper uno o dos de sus amarres. Pero no creo que hubiera habido ningún accidente.
El barco más pequeño, creo que era el New York, se alejó, sin sus motores encendidos y sin control de sí mismo. El resultado fue que no se podía hacer nada. Al principio, se desvió hacia nuestra popa, y a continuación se dejó llevar [a la deriva] poniéndose muy cerca de nuestra proa. 

Creo que detuvimos nuestro barco y simplemente nos quedamos quietos. Consiguieron uno o dos remolcadores para controlar al New York y lo sacaron de peligro. Creo que este problema nos retrasó probablemente tres cuartos de hora. Luego salimos del puerto.

Jacques y May Futrelle vieron el desarrollo del amago de colisión contra el SS New York desde una de las cubiertas de primera clase, May detallaría:

Debido a que este fue el viaje inaugural del Titanic, nuestra partida fue una gran ocasión. Los muelles y las cubiertas del Olympic [sic - Oceanic] y el New York, que estaban en el puerto, estaban abarrotados de gente que había venido a despedirnos. Ellos vitorearon y saludaron cuando zarpábamos: nuestra orquesta tocó [...]. Jacques y yo nos detuvimos junto a la barandilla más cercana al New York mientras avanzábamos. 
De repente vimos al New York temblar y moverse: entonces su cable más cercano a nosotros se quebró y el muñón volvió a caer sobre la cubierta, derribando a algunas personas. Lo vi comenzar a balancearse hacia nosotros. Jacques gritó: ¡Sujétate fuerte para el choque! Me aferré a la barandilla. El New York se acercó aún más, y parecía seguro que chocaríamos; pero justo cuando su barandilla estaba a punto de tocar la nuestra, cambió de dirección más allá de nuestra proa. 

Yo estaba un poco asustada. Jacques se rió y dijo: ¡Bueno, de todos modos tiene que salir de su sistema! Parecía que nadie a bordo tenía pensamientos supersticiosos por el pequeño incidente. Si hablábamos de eso, sólo bromeamos al respecto. Nunca sabemos cuando llega nuestra suerte. Hubiera sido mucho mejor si el New York nos hubiera hundido en el mismo puerto.

Lawrence Beesley fue otro testigo de aquel suceso: 

Mientras el Titanic avanzaba majestuosamente por el muelle, la multitud de amigos seguía nuestro paso a lo largo de la dársena, llegamos juntos al nivel del vapor New York amarrado al costado del muelle junto con el Oceanic, la multitud saludando con la mano a aquellos a bordo lo mejor que pudieron para la mayor parte de los dos barcos. Pero cuando la proa de nuestro buque llegó a la altura de la del New York, se oyeron una serie de estallidos como los de un revólver, y en el lado del muelle del New York, serpenteantes espirales de cuerda gruesa se lanzaron por el aire y cayeron hacia atrás entre la multitud, que se apartaron alarmados para escapar de los cabos voladores. Esperábamos que nadie resultara golpeado por las sogas, pero un marinero a mi lado estaba seguro de que vio a una mujer que se llevaban para recibir asistencia médica. Y entonces, para nuestro asombro, el New York se acercó a nosotros, lenta y sigilosamente, como atraído por una fuerza invisible que no podía resistir. [...] 

En el New York se oían gritos de órdenes, gente corriendo de un lado a otro, soltando cuerdas y colocando colchonetas en el lateral donde parecía probable que chocáramos; el remolcador que se había soltado unos momentos antes de la proa del Titanic, rodeó nuestra popa y pasó al lado del muelle de la del New York, se aferró a este y comenzó a arrastrarlo hacia atrás con toda la fuerza de la que eran capaces sus motores; pero no pareció que el remolcador impresionara demasiado al New York. [...]
Al principio, todas las apariencias indicaban que las popas de los dos barcos colisionarían; pero desde el puente de popa del Titanic, un oficial que dirigía las operaciones nos detuvo en seco, cesó la succión y el New York, con su remolcador detrás, se movió oblicuamente por el muelle, con su popa deslizándose por el costado de nuestro barco a unos pocos metros de distancia. [...] Pero toda la expectación aún no había terminado: el New York giró su proa hacia el interior, hacia el muelle, su popa se balanceó justo fuera y pasó frente a nuestra proa, y avanzó lentamente de frente hacia el Teutonic [sic - posiblemente el Oceanic], que se encontraba amarrado a su lado; [...] otro remolcador se acercó y se apoderó del New York por proa; y entre los dos lo arrastraron hasta la esquina del muelle, que justo aquí acababa en la orilla del río. [...] 

[...] Un joven fotógrafo cinematógrafo estadounidense [William H. Harbeck] que había seguido toda la escena junto a su esposa, con ojos ansiosos, girando la manivela de su cámara con el más evidente placer mientras registraba el inesperado incidente en sus películas. Obviamente, para él fue una gran ganancia haber estado a bordo en ese momento, pero ni la película ni quienes la expusieron llegaron al otro lado [del océano], y la filmación del accidente [...] nunca se ha proyectado en pantalla.

Desde el puente de mando, se telegrafió el comando de detener la marcha de la nave. No obstante, la popa del SS New York seguía desviándose a la deriva, aproximándose de manera peligrosa —en forma de arco— para la zona trasera de babor del Titanic. Uno de los dos oficiales emplazados en popa llamó, mediante megáfono, al dirigente del remolcador Vulcan, instándole a que acudiera al costado de babor posterior del gran buque. Entretanto, el propulsor lateral izquierdo del Titanic invirtió su movimiento para efectuar la marcha atrás. En el momento en que la pequeña embarcación auxiliar se movió temerosamente al lugar indicado, esta tomó una maroma procedente del New York que se partió de inmediato por la tensión. Pero rápidamente se aferró a una segunda línea con la que el Vulcan, impulsado a su máxima potencia, se dispuso a remolcar al descontrolado New York, con el fin de frenarlo para impedir que impactara contra el Titanic.
La agitación del agua provocada por el giro revertido de la hélice de babor, sumada a la maniobra de arrastre del Vulcan, consiguieron parar al menor de los dos vapores cuando la separación entre ambos cascos se había estrechado a poco más de 1 metro. Simultáneamente, el Titanic comenzó a retroceder por el canal, a la vez que los remolcadores intentaban evitar que se repitiera otra amenaza de abordaje ocasionada por la estela del flamante navío. La popa del New York se deslizó a lo largo de la banda de babor del Titanic, traspasando la proa de este último, y dos embarcaciones tractoras condujeron al descarriado y pequeño barco para ser ensogado temporalmente en el extremo sur del espigón del muelle. Al mismo tiempo, el RMS Oceanic fue anudado con más cables, con el objetivo de prevenir que fuera atraído por la enorme embarcación al reiniciar su curso.
Una vez dominada la situación, el Titanic prosiguió con su recorrido río abajo. Este percance fue valorado por algunos a bordo como un mal presagio, como así se refirió el pasajero de primera clase Norman C. Chambers, de 27 años o el de segunda Thomas Brown. En cambio, la viajera de segunda Charlotte Collyer afirmaría que nadie se asustó y que la embarcación había demostrado su poder. Antes de abandonar definitivamente el puerto, el Titanic hizo una pausa para que los tripulantes de reserva, que no habían desembarcado previamente, pudieran hacerlo por medio del Vulcan. Para ello el remolcador se situó en la compuerta de babor de la cubierta E del gran navío. Terminada esta tarea, el Titanic reanudó su navegación por segunda vez con una demora de aproximadamente una hora.
Travesía a través del canal de la Mancha
Poniendo rumbo a Cherburgo, su primera escala, el navío timoneó en dirección a Southampton Water, saliendo por la desembocadura del río Test y bordeando la isla de Wight por estribor, para adentrarse en el estrecho de Solent, mediante el cual encauzaría hacia el canal de la Mancha. Ya en alta mar, el Titanic desarrollaría una velocidad cercana a los 20,2 nudos.

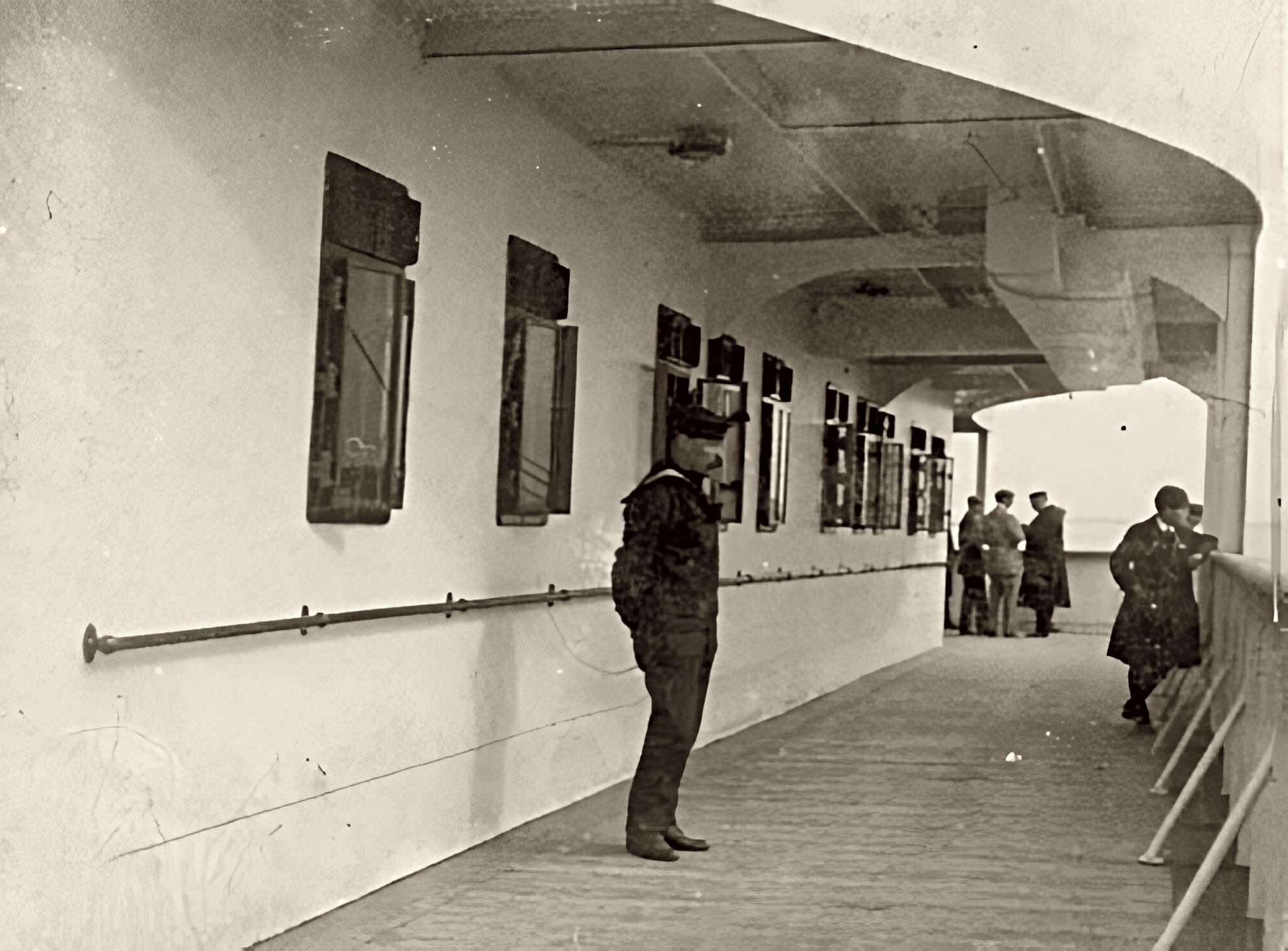
Cubierta A delantera de primera clase del Titanic. Sobre la barandilla, está el pasajero Jack Odell, que descendió en Queenstown. Al fondo, uno de los hombres fue identificado como Archibald Butt, quien murió en el desastre.
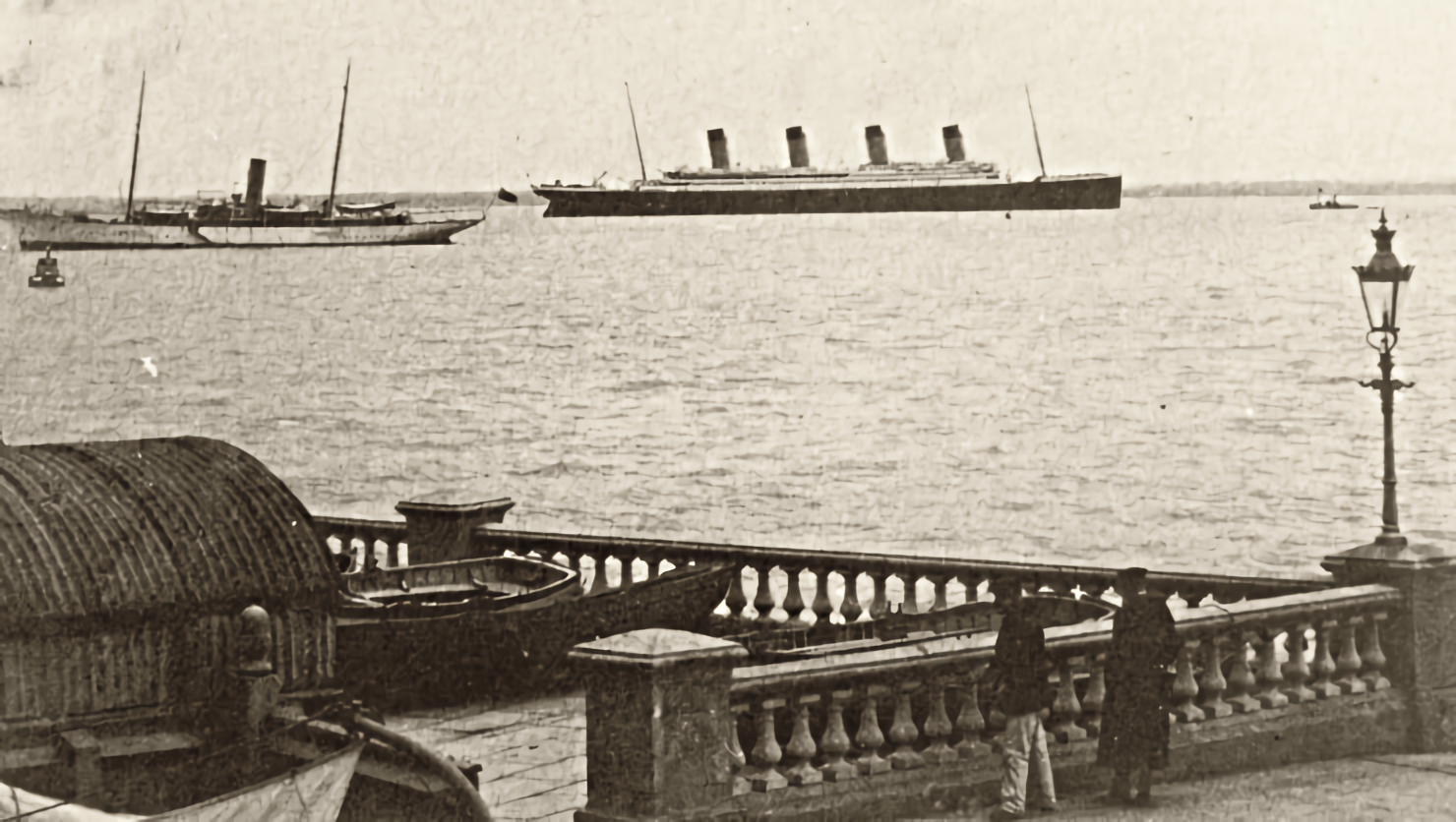
Vista del Titanic frente a Cowes, en la isla de Wight, atravesando el estrecho de Solent en dirección este.
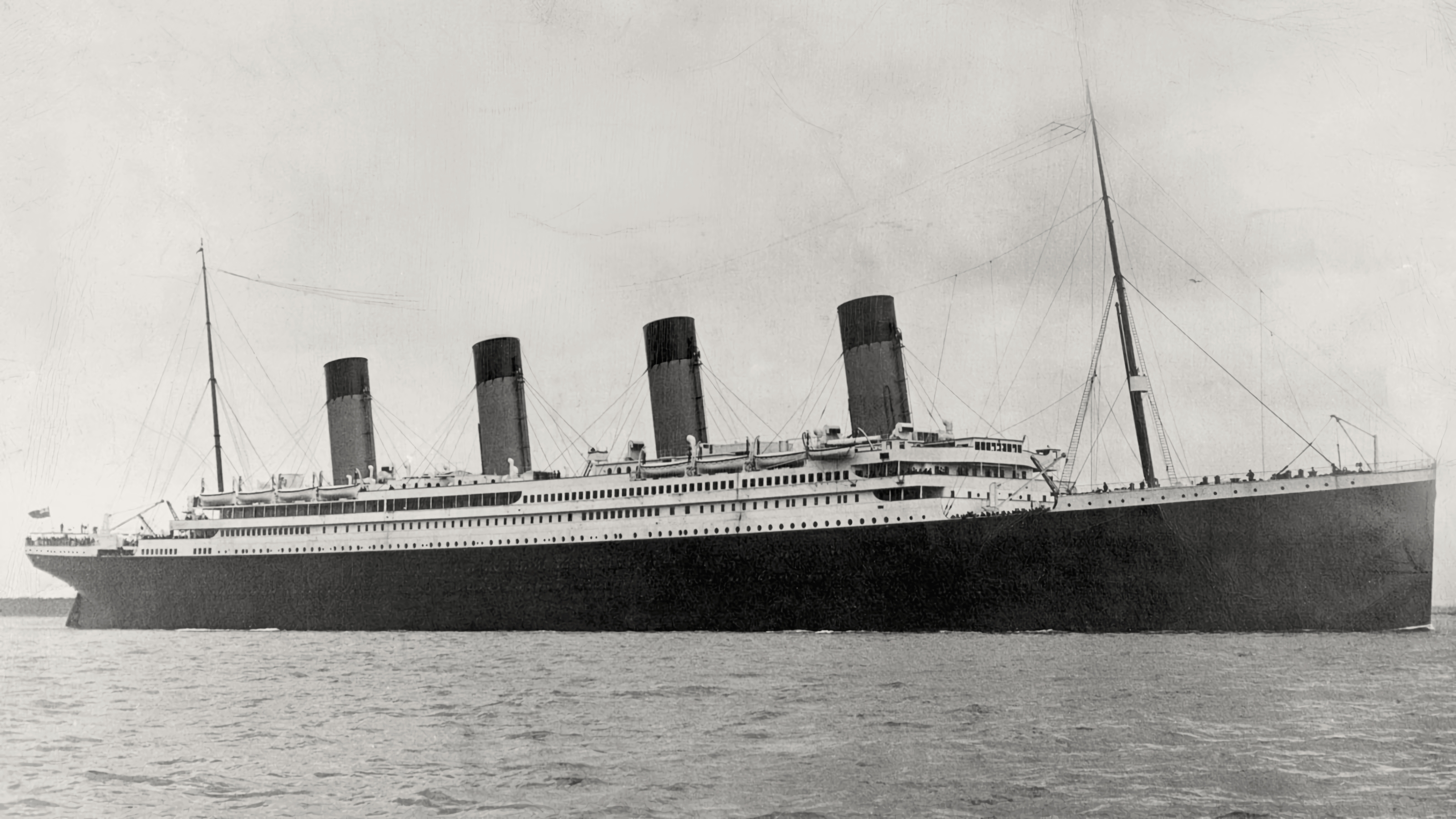
El Titanic en las cercanías de Cowes, de camino hacia el canal de la Mancha.

Inmediatamente después de que el buque saliera de Southampton, el ingeniero jefe Joseph Bell, de 51 años, ordenó al fogonero jefe Frederick Barrett, de 29 años, la tarea de extinguir un incendio en la carbonera de estribor situada en el extremo delantero de la sala de calderas número cinco, fruto de una combustión espontánea resultante del calor de los fogones. Se rumoreó que había surgido en Belfast, y se tenía previsto que el mamparo adyacente fuese examinado tras consumar la sofocación del fuego. Persiguiendo esa finalidad, se extraería del pañol afectado todo el carbón posible para localizar el foco de ignición y se regó con una manguera que se introdujo bajo el control de Barrett y unos 8 o 10 hombres. Sin embargo, aquella labor duraría 3 días.
Pronto se evidenció que los vigías no disponían de ningún par de prismáticos. En consiguiente, el vigía George Symons, de 24 años, se dirigió hasta el puente para consultar si podían proporcionárselos; el segundo oficial Lightoller hizo algunas averiguaciones, sin embargo, no halló ninguno reservado para los vigilantes de la cofa.
Lawrence Beesley rememoraría acerca de la salida definitiva del puerto hasta la llegada de la primera parada programada: 

Mientras navegábamos río abajo, la escena que acabábamos de presenciar [el intento de choque con el buque New York] era el tema de cada conversación: la comparación con la colisión Olympic-Hawke se hizo en cada pequeño grupo de pasajeros, y parecía haber un acuerdo general en que esto confirmaría la teoría de la succión [...].

Bajamos por Spithead, pasamos por las costas de la Isla de Wight que lucían magníficamente hermosas bajo el nuevo follaje de primavera, intercambiamos saludos con un remolcador de la White Star que esperaba a que uno de sus transatlánticos se dirigiera hacia adentro, y vimos en la distancia a varios buques de guerra con destructores negros acompañantes que custodiaban la entrada desde el mar. Con un tiempo de lo más tranquilo, alcanzamos Cherburgo justo cuando anochecía y partimos de nuevo alrededor de las 20.30 horas, después de subir a bordo pasajeros y correos.

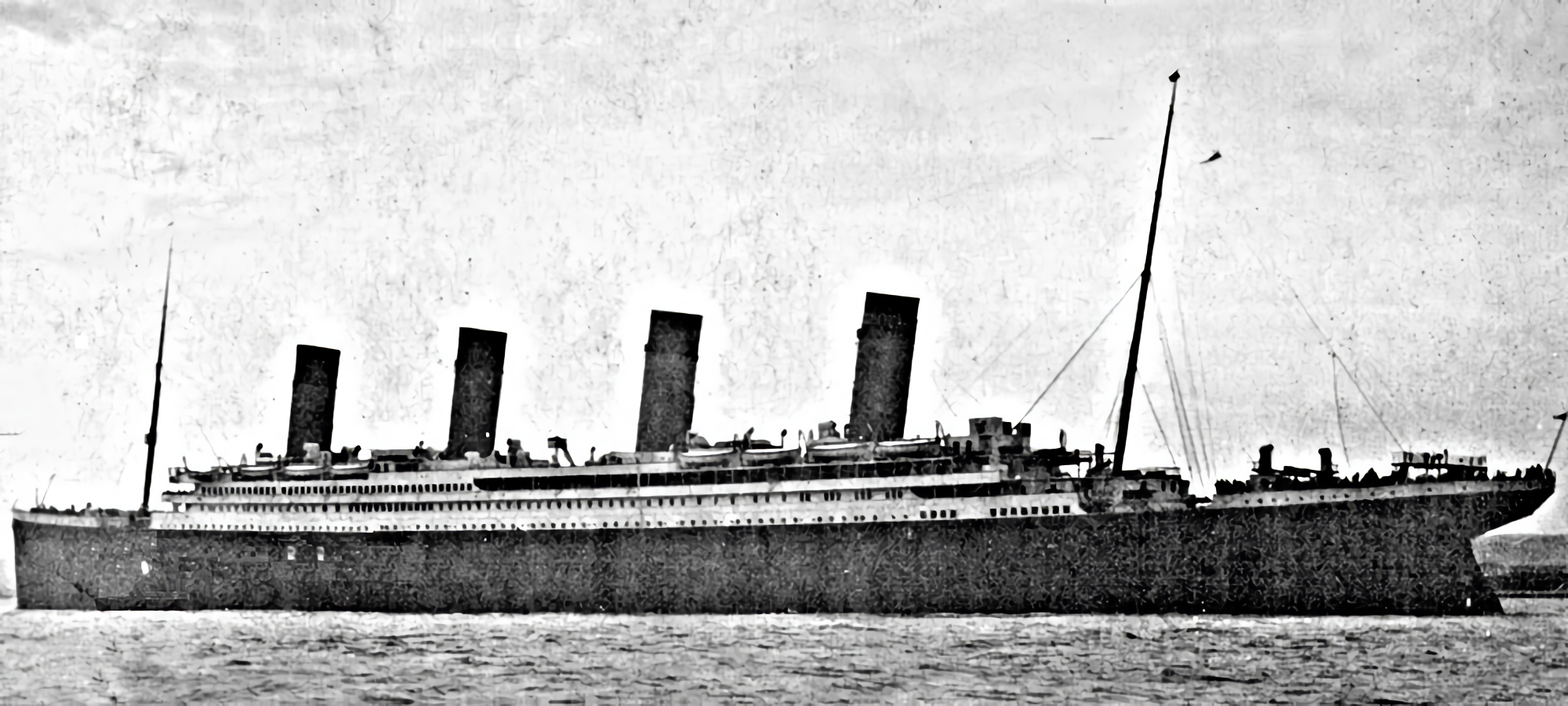
Vista de babor del Titanic aproximándose al puerto francés de Cherburgo, durante su primera escala.

La pasajera de primera clase Ida Straus escribió la siguiente misiva a una amiga tras salir de Southampton:

Querida Sra Burbidge,

No puede imaginarse lo complacida que me sentí al encontrar su exquisita canasta de flores en nuestra sala de estar [C-55] en el vapor. Las rosas y claveles son tan hermosos en color y tan frescos como si los acabaran de cortar. Muchas gracias por su dulce atención que ambos tanto apreciamos.
¡Pero qué barco [el Titanic]! Tan enorme y magníficamente decorado. Nuestras habitaciones están amuebladas con el mejor gusto y lujo, y son habitaciones de verdad, no cabinas. Pero el tamaño parece traer sus problemas: el Sr. Straus, que estaba en cubierta cuando zarpamos, dijo que faltó, por un momento, dolorosamente poco para que se repitiera la experiencia del Olympic en su primer [sic - sexto] viaje fuera del puerto, pero el peligro se evitó pronto y ahora estamos bien encaminados con nuestro rumbo a través del canal hacia Cherburgo. 
Una vez más, le agradezco a usted y al Sr. Burbidge por su encantadora atención y buenos deseos y por la agradable satisfacción de verlos con nosotros el próximo verano, les doy un cordial saludo con el que el Sr. Straus se une de todo corazón. 
Muy atentamente,
Ida R. Straus

A las 13:00, se sirvió el almuerzo para el pasaje. El perfumista de primera clase Adolphe Saalfeld degustó su primer manjar marítimo con mucha apetencia: «Tenía bastante apetito para el almuerzo —sopa, filete de solla, una chuleta de lomo con coliflor y patatas fritas, manzana Manhattan y queso Roquefort regado con una gran cerveza spaten helada, [...]».
En segunda clase, Kate Buss había tardado bastante en canjear su boleto por un ticket para el comedor. Tomó asiento en una mesa en donde, entre otros comensales, comían dos clérigos, Marion Wright, una inglesa de 26 años, y Ernest Moraweck, un doctor estadounidense de 54 años, a quien definió como «muy agradable». Posteriormente él le aplicaría sus conocimientos médicos al eliminarle a ella un poco de hollín que le había caído en un ojo. Más adelante, Buss se encontró en cubierta con Wright:

[...] Mientras estaba allí, dicha joven [Marion Wright] se ofreció a compartir su manta de viaje. Yo acepté. Nos hicimos preguntas la una a la otra. Ella va a Oregón, pero su prometido la está esperando para casarse con ella en Nueva York. [...]

Francis Browne, pasajero irlandés de primera clase y seminarista católico de 32 años, luego de haber documentado con su cámara fotográfica la dificultosa partida del buque, se alimentó rápido en el comedor, dado que quería estar en cubierta para cuando cruzaran cerca de la costa de Wight. 

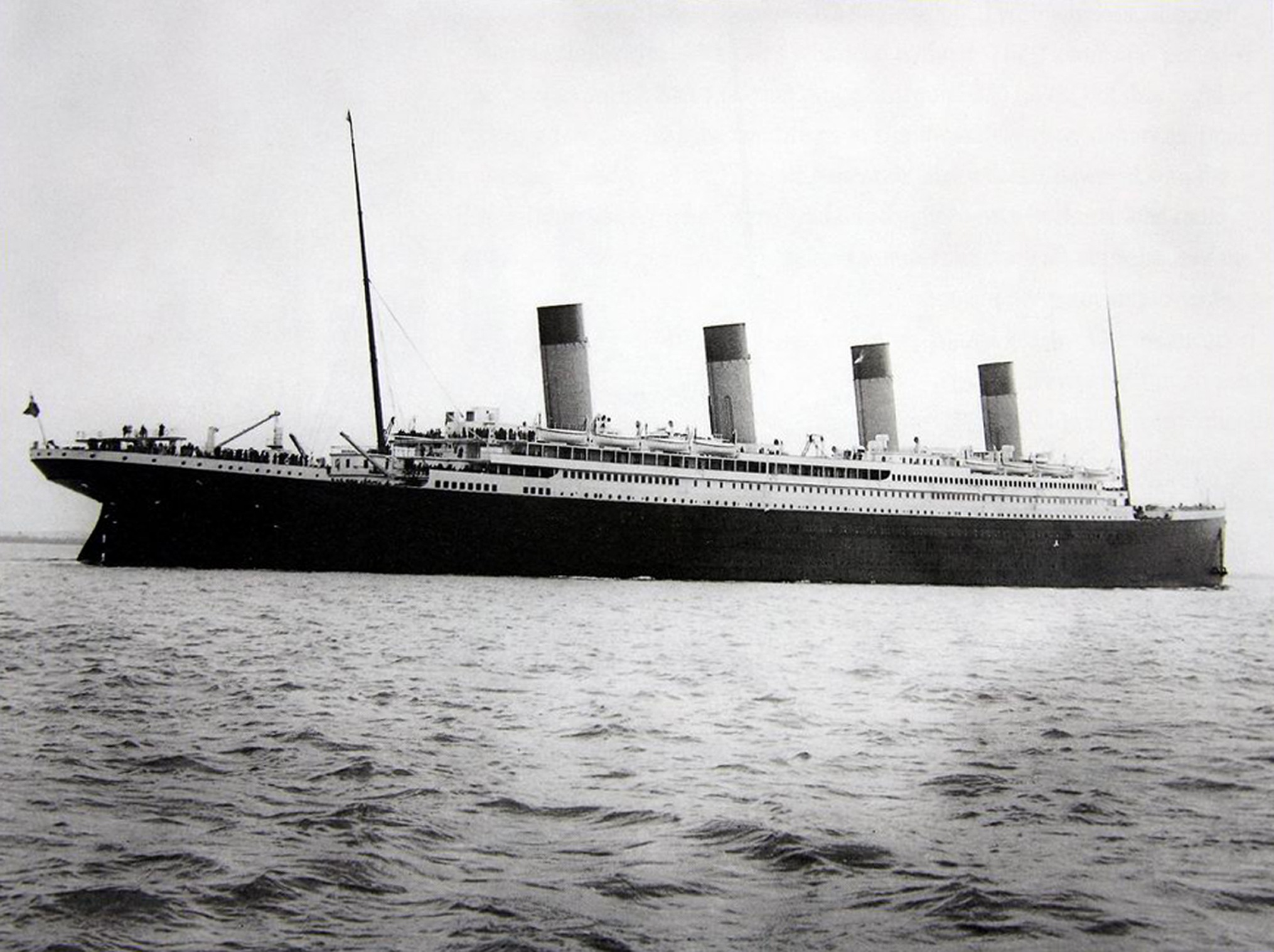
El Titanic cursando por el canal de Solent, previo a su ingreso en mar abierto.
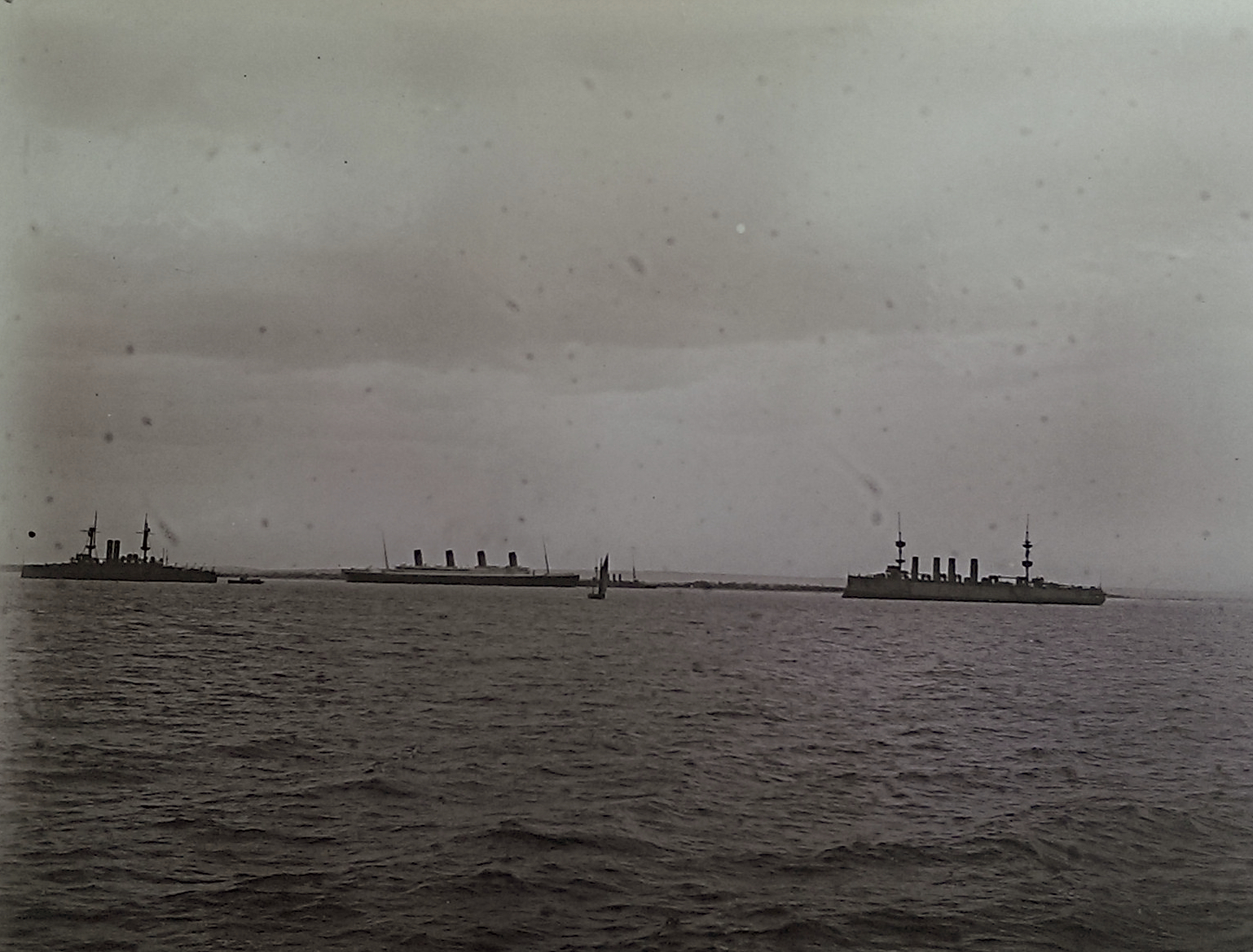
El Titanic (centro) moviéndose por el estrecho de Solent y rodeado de buques de guerra.
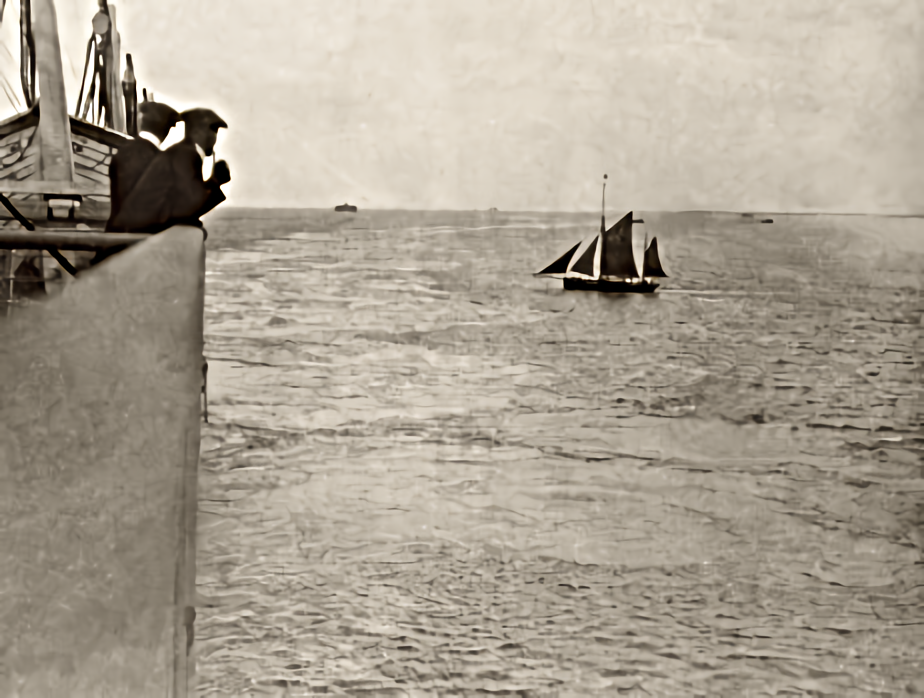
El transatlántico navegando cerca de Portsmouth, se visualiza el costado de babor mirando hacia popa.

Mientras tomaba sus instantáneas a la hora en que circunvalaban por las aguas del estrecho de Solent, un viajero estadounidense le interrumpió para preguntarle extrañado el porqué de la enorme cercanía de un litoral frente a otro. Browne le contestaría pacientemente, e incluso con humor, a sus insistentes dudas geográficas del lugar por donde transitaban, pero notó que el titubeante americano se desorientaba cada vez más con cada respuesta. Hasta que al fin, Browne comprendió el origen de la confusión de aquel hombre, quien suponía erróneamente que la orilla de Wight, visible al sur desde el barco, eran las costas francesas. 
Consecutivamente, el religioso le aclaró: «Ah, eso no es Francia, es la isla de Wight», a lo que el estadounidense le respondió, antes de marcharse: «Ya veo. Creí que era Francia». Browne volvería pronto a ver a aquel hombre en cubierta y en esa ocasión lo fotografío delante de la pared exterior del gimnasio.
El sacerdote de segunda clase Thomas Byles observaría durante el itinerario por medio del canal de la Mancha: 

[...] A las una almorzamos. Todavía estábamos en Southampton Water, pero cuando salimos del almuerzo nos encontrábamos entre Portsmouth y la isla de Wight. [...] El canal de la Mancha estaba decididamente embravecido a la vista, pero no lo sentimos más en la parte más dura que cuando estábamos en Southampton Water. No me gusta mucho la palpitación de las hélices, pero ese es el único movimiento que percibimos. He descubierto a otros dos sacerdotes entre los pasajeros de segunda clase: uno benedictino de Baviera [ Joseph Peruschitz ] y el otro secular de Lituania [Juozas Montvila]. [...]

El distribuidor de instrumentos musicales Henry P. Hodges, de Southampton y con unos 50 años, el cual se dirigía a Boston para ver a unos familiares, comentaría sobre su primera visión en segunda clase:

Lo hemos pasado muy bien hasta ahora. Usted no nota nada del movimiento de este barco, pero el tiempo es muy bueno. 

En la cubierta superior hay unos 20 muchachos, de 20 en adelante, dando vueltas y cantando. Otros juegan al dominó y a las cartas en los salones. Unos leen, otros escriben. [...]

A a la hora del té, hacia media tarde, los músicos actuaron en la recepción de primera clase. Entre quienes tomaban un refrigerio en aquella sala, se encontraba Elmer Taylor conversando con su amigo Fletcher Lambert-Williams, de 43 años. Los Taylor habían conocido aquella mañana —en el trayecto ferroviario entre Londres y Southampton— a Edward y Catherine Crosby y su hija Harriette, congeniando con ellos desde entonces. 
A causa de que Lambert-Williams viajaba solo, el señor Taylor se ofreció a presentarle a la familia Crosby, quienes estaban sentados cerca de ellos, aunque con especial interés en que conociera así a Harriette. Tras la introducción por parte de Taylor, los Crosby les sugirieron que se unieran a su mesa para beber el té, por lo que Elmer y Fletcher asintieron a la invitación. La conversación que se generó entre ellos debió de ser bastante amigable, en virtud de que más tarde le pedirían al sobrecargo que les concedieran una mesa con capacidad para 6 personas en el comedor, y así, pudieran proseguir con su interacción social durante el crucero.
En aquel atardecer, Adolphe Saalfeld anduvo un largo paseo y dormitó una hora hasta las 17:00. Más adelante, en el café Verandah saboreó un café con pan y mantequilla que pensó que debía de pagar, aunque descubrió que era gratuito.
Henry F. Julian exploró la nave, exceptuando los baños turcos y la piscina: «El café parisino es toda una novedad y parece muy real. [...] También visité el gimnasio, que está lleno de las máquinas más maravillosas, las cuales curan todos los dolores de los que la carne es heredera. Hay más de trescientos pasajeros de primera a bordo – una gran proporción de estadounidenses. El tiempo ha sido bueno, pero fresco y más o menos nublado».
Primera escala en Cherburgo

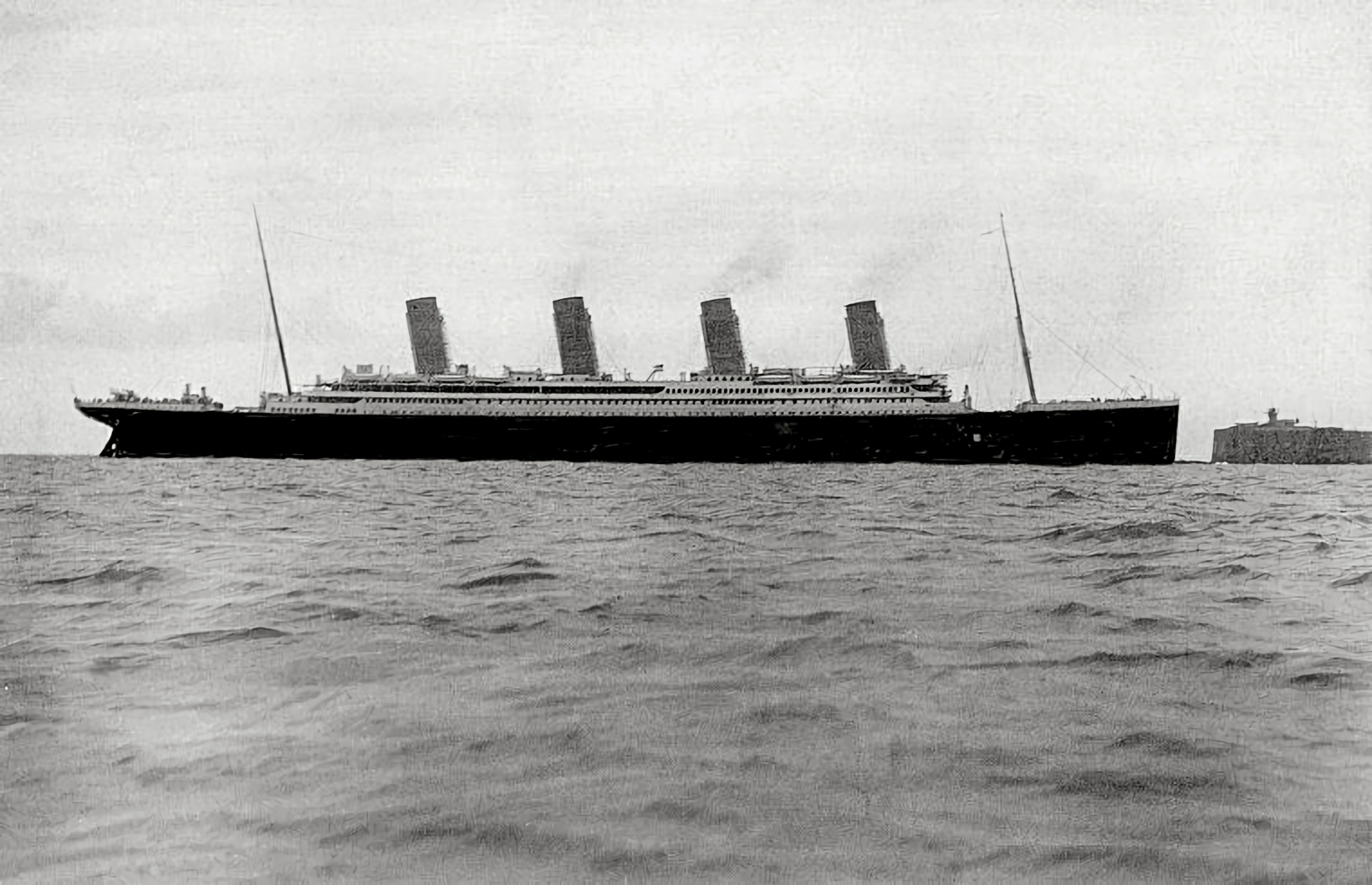
El Titanic entrando en el puerto de Cherburgo durante su primera escala, en la tarde del 10 de abril de 1912, proveniente de Southampton, Reino Unido.

Después de atravesar el canal de la Mancha, el Titanic cumplió con su primera parada en Cherburgo, Francia para recoger a más pasajeros. El transatlántico vino con retraso, hacia las 18:30 del 10 de abril, como consecuencia del contratiempo en Southampton con el SS New York mientras salía del puerto, y ancló dentro del rompeolas, con su costado de estribor orientado hacia la ciudad portuaria. El tren marítimo, que provenía de París, arribó a Cherburgo sobre las 16:00, trayendo consigo a una parte del pasaje que abordaría el vapor a través del embarcadero francés.
El trasbordador SS Nomadic estuvo listo para partir a las 17:30 con 142 pasajeros de primera clase y 30 de segunda que habían adquirido un billete en el Titanic, si bien este todavía no se divisaba en el horizonte. Los 102 viajeros de tercera clase serían transportados por el ferry SS Traffic. Este último se aproximó primero al lado de uno de los laterales del Titanic, por lo que los pasajeros de entrepuente accedieron a la nave, además de ser depositado el correo con destino a Irlanda o a EE. UU.
En Cherburgo, embarcarían notables personalidades que se alojarían en primera clase.
Mientras los viajeros aguardaban la llegada del flamente vapor dentro del Nomadic, Margaret Brown entabló conversación con su amiga Emma Bucknell, una adinerada viuda de 58 años, cuyo difunto marido había fundado la Universidad Bucknell de Filadelfia. Después de visitar a su hija en Italia, marchaba hacia Atlanta, Georgia, en donde vivía otro de sus hijos. La acompañaba su empleada Albina Bassani y ocuparía la cabina D-15. Bucknell le comentó a Margaret que presentía malos augurios de subir a bordo del nuevo transatlántico. La señora Brown se limitó a sonreír dirigiéndole palabras tranquilizadoras. Similares malos presentimientos relatarían posteriormente algunos pasajeros supervivientes, tales como Lucy Duff Gordon o Edith Rosenbaum.
Engelhart Østby, de 64 años, y su hija, Helen, de 22 años, residían en Providence, Rhode Island. Østby era un joyero viudo de procedencia noruega. Desde 1906, se llevaba a Helen con él en sus viajes regulares de negocios al viejo continente. En esta ocasión, padre e hija habían vacacionado en Egipto y el sur de Europa. Estando en Niza, determinaron volver a casa obteniendo reservas de primera clase para el Titanic; Engelhart ocuparía el camarote B-30 y la joven el B-36. Helen aludiría:

Fuimos a París y allí nos encontramos con dos conocidos, el Sr. y la Sra. Frank Warren de Portland, Oregón, a quienes habíamos conocido en Egipto y que también tenían reservas para el Titanic. El 10 de abril tomamos el tren de barco para Cherburgo. El Titanic permaneció en el puerto, iluminado y hermoso en la noche.

Cerca de las 19:00, poco después del ocaso, el Nomadic se arrimó a lo largo de uno de los costados del Titanic para transferir a los viajeros de primera y segunda clase hacia el gran buque. Ingresarían por medio de una pasarela que conectaba con la entrada de la cubierta D del Titanic. En este puerto galo se agregaron al pasaje 274 personas —142 viajeros de primera clase, 30 de segunda y 102 de entrepuente—. Unos quince pasajeros de primera clase —entre ellos los progenitores de la condesa de Rothes—, más unos nueve de segunda descendieron del navío en Cherburgo. Asimismo, se descargaron muchos artículos de correo, carga y equipaje para las embarcaciones auxiliares.
Margaret Brown, sería una de las viajeras que tuvo que atravesar la mencionada pasarela para entrar en el Titanic y después se fue para su cabina, la E-23:

Un tren de barco (tren de lujo) desde París alcanzó Cherburgo a las 17:00 del 10 de abril. Cuando llegamos, ningún barco se veía a la vista. El Titanic venía con retraso, ya que había tenido algunas dificultades a la hora de abandonar los muelles de Liverpool [sic - Southampton]. Todos abordamos el transbordador [SS Nomadic] que estaba esperando para trasladar a los centenares de pasajeros al mayor de los palacios del mar [el Titanic], que luego resultó ser la tumba de muchos de ellos.

Después de una hora o más de demora, en la fría atmósfera gris, las chimeneas del Titanic, la obra maestra más grande del mundo de los transatlánticos modernos, aparecieron al otro lado del rompeolas.
En unos minutos más, este maravilloso palacio flotante [el Titanic] apareció a la vista alrededor de la curva del dique y bajó el ancla. El transbordador [Nomadic] encendió sus motores, y tras media hora en un mar en movimiento estábamos junto a la quilla del Titanic. El movimiento de la pequeña embarcación [el Nomadic] en el mar agitado hizo que la mayoría de los pasajeros se sintieran incómodos y débiles. Todos estaban helados.

Al abordar el buque [el Titanic], un gran número de pasajeros acudió inmediatamente a sus camarotes. La corneta [que avisaba] para la cena sonó media hora después, pero no logró convocar a muchos a su magnífico comedor. La estufa eléctrica y la manta caliente [que ofrecían los camarotes] resultaban demasiado cómodas para ser abandonadas incluso para una cena de muchos platos, incluso en el ansia del hombre interior.[...]

Edith Rosenbaum relató el proceso de entrada relativamente peligroso hacia el Titanic, desde el Nomadic: 

[...] El trayecto en tren desde París a Cherburgo fue bastante agradable. [...]

Pero al llegar a Cherburgo sentí una muy desagradable premonición de problemas que vendrían más adelante. De hecho, era tan fuerte [la premonición] que telegrafié a mi secretaria en París, expresándole mis temores.[...]
Nos sentamos en el enorme transbordador [SS Nomadic], que había sido construido especialmente el año anterior para estas nuevas naves de la White Star, y durante tres horas estuvimos tiritando y esperando. Hacía frío, había estado lloviendo. Recuerdo estar sentada junto al coronel John Jacob Astor y su mujer, que estaban en su viaje de bodas, jugando con su perro grande [Kitty]. El coronel me dijo que la construcción del Titanic había costado diez millones de dólares y enfatizó que era insumergible, un milagro de la construcción naval moderna.
Finalmente un murmullo recorrió la embarcación auxiliar: ¡El Titanic está a la vista!.
Vi lo que parecía un enorme edificio de 11 plantas de altura, con hilera sobre hilera de brillantes luces eléctricas [los ojos de buey iluminados desde el interior], todos alineados. Era verdaderamente un espectáculo hermoso e impresionante. La gran embarcación auxiliar [Nomadic] se acercó al Titanic y se puso a su lado. Entonces sucedió algo inolvidable. Aunque el mar estaba perfectamente calmado, nuestra embarcación comenzó a balancearse de la manera más violenta imaginable, arrojando completamente a los pasajeros al suelo. Me volví hacia un caballero que más tarde descubrí que era Philip E. Mock, el pintor de miniaturas, y le dije: Bueno, un barco que producirá esta convulsión inusual en este mar me parece peligroso, y deseo no viajar con él. Estoy tan asustada.[...] Tal como estaban las cosas, no pude evitar sentirme extrañamente impresionada por la forma en que el transbordador se tambaleaba y agitaba, en este mar en calma, junto al gran barco [el Titanic]. La pasarela por la que subimos a bordo parecía estar en peligro de soltarse de sus fijaciones.
Odiaba la idea de cruzar esa pasarela, y apenas subí a bordo bajé las escaleras para averiguar si había alguna posibilidad de localizar mi equipaje, ya que deseaba regresar. Me dijeron que podía regresar si quería, pero que mi equipaje tendría que ir a Nueva York. Respondí riendo al encargado de equipaje: Mi equipaje vale más para mí que yo, así que es mejor que me quede con él. [...] Entonces, para tranquilizarme, el señor Martin dijo: Haré una concesión especial. Le daremos un camarote grande al lado de su propia habitación donde pondremos sus baúles y cajas, y luego se sentirá más a gusto y podrá echarles un vistazo.
Luego me hice a un lado y miré durante más de una hora, un regimiento de cocineros, panaderos y marineros tambaleándose bajo el peso de enormes cajas de madera que estaban transfiriendo desde el transbordador al Titanic. Le pregunté a uno de los comisarios que qué llevaban con todo esto y me dijo: Estas son conservas de verduras raras, paté de foie gras, caviar, frutas de todo tipo y otras cosas para comer ... provisiones para el viaje y la vuelta. Él añadió: Tenemos una buena multitud a bordo, pero no es nada comparado con lo que anticipamos que regrese. ¡Nunca vi tantas cajas en mi vida!
Más tarde tomé el ascensor hasta la cubierta A, donde estaba mi habitación [la A-11]. Siempre me había gustado conocer gente nueva y hablar con ellos, y recuerdo mi conversación con el joven que estaba manejando ese elevador. Estoy muy orgulloso, dijo, este es mi primer viaje en el mar y me han convertido en un ascensorista. Solo tengo trece años [sic], ya sabe. Es un honor. Fue su primer y último viaje [del joven ascensorista].
Descubrí que me habían asignado una cabina muy grande con baño [sic - su dormitorio no tenía cuarto de baño privado] y una ventana que miraba a la cubierta del paseo marítimo y, justo enfrente, el mismo tipo de cabina para mi equipaje. Las cabinas eran casi las más alejadas, al final de un pequeño pasillo. Prácticamente estaba aislada del resto de la nave.
Después del bullicio y la emoción habituales, levamos anclas alrededor de las 20.30 horas. Me refresqué un poco y bajé al comedor, donde me quedé atónita por su tamaño. No hay palabras adecuadas para describirlo. El barco con su extravagancia de esa época tuvo un efecto curioso en mí, como se puede intuir en una carta que le escribí a mi secretario en París, [...]

Era casi como si fuera demasiado hermoso. El tamaño en sí mismo era tan asombroso que al mirar hacia abajo por la escalera, viendo claramente cinco o seis descansos diferentes, uno se apoderaba de un ataque de vértigo. No era un barco; [más bien] una ciudad flotante sería una descripción más acertada.

La pasajera de primera clase Ella White, de 55 años, una acaudalada viuda de Nueva York, se accidentó torciéndose un tobillo y una muñeca cuando procedía a pasar adentro del Titanic, aparentemente en el transbordo desde el Nomadic, tal y como Edith Rosenbaum mencionase acerca de la inestabilidad de la plataforma de acceso que unía ambas embarcaciones. Fue trasladada al camarote C-32, de donde no salió hasta después del accidente con el témpano de hielo. Además de su criado Sante Righini y su doncella Nellie M. Bessette, Ella viajaba con su amiga Marie Young, de 36 años, una maestra de piano que había enseñado lecciones de música a los hijos del presidente Theodore Roosevelt. White y Young regresaban a su país después de vacacionar en Italia. Entre sus pertenencias, transportaban dos gallos y gallinas franceses que fueron colocados cerca de la cocina de la cubierta D.
Eleanor Cassebeer, de 36 años, había recibido la noticia de que su marido se hallaba en un delicado estado de salud y, combinado con la afección de su madre, decidió volver a Nueva York tras una visita a su hermano que vivía en Francia. Durante las operaciones del embarque, observó a la condesa de Rothes despedirse de sus padres, quienes bajaron del Titanic en el muelle francés. Al acceder Cassebeer a primera clase, se asombraría por como «La entrada del barco se abrió a un gran y hermoso salón —el salón de recepción de la cubierta D— donde decenas de mayordomos daban la bienvenida a los nuevos pasajeros a bordo.» 
Poco después, Cassebeer ascendió a la oficina del sobrecargo de la cubierta C, al colocarse en fila, casi chocó con el viajero de su misma clase Benjamin Foreman, de 30 años, quien amablemente le permitió ir adelante. Justo delante de ella había uno que ella supuso que era un hombre judío que tardaba mucho tiempo para que le asignaran la mesa del comedor que él deseaba. Cassebeer se giró hacia Foreman y comentó: «Espero no acercarme a ese judío». Él sonrió sin alegar nada. Cassebeer requirió un camarote mejor y fue instalada en el D-31. Bromeando, ella le preguntó al sobrecargo Hugh McElroy, de 37 años, si podía sentarse con el capitán Smith en su mesa del comedor. Él le respondió: «Lo haré mejor que eso», y le adjudicaría un lugar en su propia mesa, con capacidad para más de 8 comensales.
El viajero uruguayo Ramón Artagaveytia, un empresario de 71 años, retornaba a América tras visitar a su sobrino en Berlín. Tras entrar en primera clase:

[...] En la entrada había como 50 mayordomos, uno de ellos agarró mi equipaje y por medio del ascensor (había 3) subimos a mi planta B. [...] 

La habitación [su camarote] está muy bien, con una estufa eléctrica, la cual tuve encendida toda la noche porque hacía frío. [...]

El comedor es como para 500 y algo personas. [...] La comida [servida a bordo] es muy buena con una gran cantidad de platos. [...] [En su mesa] nosotros éramos un mexicano, congresista y Doctor amigo de Díaz [ Manuel Uruchurtu Ramírez ], todavía joven, un español [ probablemente Servando Oviés] y una señora y señorita de origen inglés que estaban muy serias. [...]

La camarera de primera clase Violet Jessop tuvo la ocasión de ver por primera vez en persona a Madeleine Astor. Sin embargo, las altas expectativas que Jessop esperaba de tan distinguida dama se desvanecieron, causándole una sensación más bien contraria: «vi a una joven apagada, callada, pálida, de cara triste, que llegaba apáticamente tomada del brazo de su marido y parecía indiferente a todo lo que la rodeaba».
Richard Norris Williams se impresionó por las dimensiones y la variedad de estancias de su clase justo después de abordar: «[...] Tenemos una hermosa habitación casi tan grande como mi sala de trabajo en Ginebra. Por supuesto, hay habitaciones de toda clase para fumar, para leer, salones de té, la sala palmeras; puedes figurarte que hay muchas otras salas, pero como solo llevamos diez minutos a bordo, realmente no más, aún no hemos podido verlo todo [...]».
Lucy Duff-Gordon y su esposo Sir Cosmo, accedieron al buque con identidades falsas en la lista de pasajeros de primera clase, referidos como «señor y señora Morgan». Se hospedaron en las cabinas de babor A-20 y A-16 respectivamente, situadas una en frente de la otra. La secretaria personal de Lucy, Laura «Mabel» Francatelli, se alojó en el cuarto E-26.
Pese a las iniciales reticencias de Lucy de cruzar el Atlántico en un buque recién estrenado, se maravilló al adentrarse en el acogedor y opulento Titanic, más aún por la amabilidad del personal a bordo y por las comodidades de su aposento. Rememoraría con gran aprecio a su camarera irlandesa —posiblemente Mary Sloan—, que, de manera cariñosa, la regañó por ocupar mucho espacio con todas sus maletas y cajas de viaje. Todo lo anterior la calmaría casi por completo: 

[...] El barco era una absoluta maravilla. [...] El Titanic fue sin duda el barco más hermoso en que jamás haya navegado. Pensar que todo ese encanto es ahora un infierno submarino. Es increíble. Nuestros camarotes, divididos por un pequeño pasillo, eran pequeños pero verdaderamente lindos. Mi cabina era toda de rosa con una colcha de encaje y cortinas y pantallas de lámparas de seda a juego, una joya delicada al lugar, y con todas mis fotografías y arreglos florales, que nuestra camarera realizó tan bien, se convirtió en mi propio pequeño refugio marítimo. Llevaba tantas cosas conmigo como podían caber fácilmente en la habitación, pero esta querida camarera, que era una mujer irlandesa llena de alegría, me informó lo contrario [...]
[...] Mi preciosa pequeña cabina [la A-20], con su estufa eléctrica y cortinas rosas, me encantó, por lo que fue un placer irme a la cama. 
Todo a bordo de este encantador barco me tranquilizó desde el capitán, con su rostro bondadoso y barbudo y modales afables, y sus 25 años [sic - 38 años] de experiencia como comandante de la White Star, hasta mi alegre doncella irlandesa, con su suave acento e historias de las tímidas damas que ella había asistido durante cientos de travesías atlánticas. Y, sin embargo, a pesar de las burlas, nada pudo persuadirme de desnudarme por completo por la noche, y mi bata y mi chal estaban siempre listos a mano, y mi joyero, con algunas de mis posesiones más preciadas, se colocó en una mesa conveniente al alcance. 

Nunca he sido una mujer psíquica, y en toda mi vida nunca he asistido a una sesión de espiritismo ni he incursionado en el ocultismo, así que incluso ahora soy reacia a llamar a este sentimiento de miedo agudo cuando experimenté una premonición, pero el hecho es que, aunque he cruzado el Atlántico muchas veces antes y después, nunca lo he tenido en ninguna otra ocasión. Algo me advirtió, algún instinto profundo, que no todo iba bien. [...]

El diseñador del barco, Thomas Andrews, vio a los dos transbordadores cargando a los viajeros. Andrews escribió una carta dirigida a su mujer:

Llegamos aquí [Cherburgo] en buen tiempo y embarcamos a un buen número de pasajeros. Las dos pequeñas embarcaciones auxiliares [Nomadic y Traffic] se veían bien, recordarás que las construimos hace aproximadamente un año. Esperamos arribar a Queenstown cerca de las 10:30 mañana. Hace buen tiempo y todo está preparando para un buen viaje. Tengo un asiento en la mesa [del comedor] del médico.

A las 19:00, mientras iban pasando a bordo las 274 personas, se ofreció la cena para los viajeros. El pasajero de primera Adolphe Saalfeld cenó una media hora después, su primer día de viaje acabó con esta misiva destinada a su mujer:  

[...] tengo una mesa pequeña para dos para mi solo [en el comedor]. Cené muy bien y para terminar me fumé dos puros en el salón de fumadores y ahora me iré a la cama porque estoy cansado. Si no fuera por una ligera vibración, no sabrías que estás en el mar. [...] Hasta ahora, aparte de comentarios ocasionales, no he hablado con nadie. Quiero estar en silencio y tener un descanso completo. Como no sé si llegaré a tiempo para el correo en Queenstown. Estoy enviando esta carta esta noche. [...]

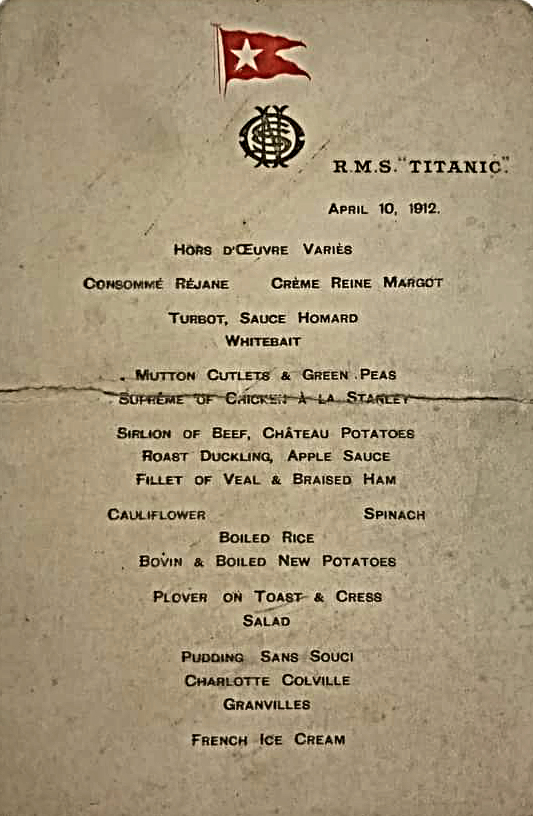
Menú de primera clase ofrecido el 10 de abril. El mayordomo de dicha clase Charles Casswell, quien pereció en el naufragio, lo remitió por correo a su mujer en Queenstown.

La buena sintonía reinaba en la mesa del comedor de los Taylor y los Crosby, Elmer evocaría:

Era un grupo agradable. Los Crosby habían estado viajando por Europa, haciendo de Londres su última parada. [...] Teníamos mucho en común, y no me decepcionó saber que él [el capitán Edward Crosby] no era John D., como pensé, cuando lo vi por primera vez. Le interesaban los motores Diesel, la mecánica y los negocios. La joven dama [Harriette] había estado en el extranjero para terminar su educación musical: una modelo perfecta para la portada de una revista, atractiva, vivaz, con una buena voz modulada. La madre [Catherine] era más bien un «sombrero de copa», pensé, una de esas turistas que hacen alarde de su posición social.

Desde la mesa de Francis Browne y su gente, pudieron ojear, por medio de las ventanas interiores que miraban para la recepción, el tráfico de los recién embarcados pasajeros procedentes del Nomadic. Oyendo de igual forma: «el ajetreo de los empleados que introducían los equipajes y el correo».
Joseph Laroche, y su mujer Juliette, junto a sus dos hijas menores, pasarían una apacible primera noche a bordo. Entraron, mediante el SS Nomadic, a las 19:00. Previamente, durante el recorrido desde París, los Laroche habían coincidido con los francocanadienses Albert Mallet, de unos 45 años, su esposa Antonine, de 24 años, más su hijo André, de 22 meses. Los Mallet viajaban con término a Montreal, acompañados por un amigo de la familia: Emile Richard, de 23 años. Juliette comentaría de esa familia francoparlante: «[...] [Eran] un señor y su dama, y su niño pequeño, que tiene la misma edad que Louise. Creo que son los únicos franceses en el barco, así que nos sentamos en la misma mesa para poder charlar juntos.» Y ella se deleitó por las dependencias de segunda clase:

[...] Tenemos dos literas en nuestra cabina, y las dos niñas Simonne y Louise  duermen en un sofá que se convierte en cama. Una está en la cabecera, la otra en la parte inferior. Un tablero puesto delante de ellas evitan que se caigan. Están tan bien, si no mejor, que en sus camas. El barco zarpó cuando estábamos comiendo y no podíamos creer que se movía: somos menos agitados que en un tren. Solo sentimos una ligera inquietud. Las chicas comieron bien [...] Sólo durmieron una siesta en toda la noche [...]

La pasajera de segunda clase Marie Jerwan, se deslumbró con las dimensiones del transatlántico al verlo aparecer: 

[...] Serían alrededor de las 6:00 de la tarde, del miércoles 10 de abril, cuando el pequeño remolcador [SS Nomadic] nos tomó a bordo. Nunca olvidaré la majestuosa entrada del buque [el Titanic] a Cherburgo. Cada uno de nosotros experimentamos una cierta sensación. Nuestro pequeño remolcador parecía nada en comparación con el soberbio navío.

El mar estaba tranquilo y hermoso. Todo parecía sonreírnos y decirnos Buen viaje.
[Ya dentro del Titanic] No conseguí la cabina que había solicitado, aunque en su lugar me ofrecieron una que era muy cómoda en la cubierta superior [sic - la cubierta D de segunda clase], la cual compartí con la señora Balls [Ada. E. Walls]. De esta manera, estábamos muy bien acomodadas.

Ese mismo anochecer me fui a la cama temprano, y no fue hasta la siguiente mañana que conocí a mi compañera de habitación. [...]

Alrededor de una hora y media de permanencia en el citado muelle francés, sobre las 20:10, el Titanic levó anclas y prosiguió su viaje con destino al puerto irlandés de Queenstown, donde recalaría por última vez, antes de poner rumbo definitivo a Nueva York. Durante aquella noche, los motores del buque incrementaron su potencia, pasando de las 68 rpm en el trayecto a Cherburgo hasta 70 rpm, que se traduce en una velocidad final de unos 20,7 nudos. Obtenida sólo con el vapor de 20 calderas encendidas de las 29 que poseía el barco.
El viajero inglés de segunda clase Samuel J. Hocking, de 36 años, emigraba con término a Middletown, Connecticut. Había trabado amistad con un matrimonio británico, John y Sarah Chapman. Hocking se fue a dormir a las 22:00, sin embargo, las oscilaciones que agitaban el transatlántico le impidieron conciliar el sueño, a causa del traqueteo de las botellas de agua, vasos y otros objetos de su cabina.
Kate Buss tuvo una experiencia similar, se acostó en su dormitorio de la cubierta D hacia las 22:30, pero al principio le costó dormirse debido a las vibraciones.
Sobre las 22:36, el mayordomo de salón de primera clase Ewart S. Burr, de 28 años, se hallaba redactando una carta-tarjeta para su esposa luego de haber concluido su jornada laboral. Su primer día de trabajo le satisfizo gratamente; había servido en la mesa de la condesa de Rothes, y sus compañeros de profesión de la sala que él atendía les parecieron muy afables.
Para entonces, el camarero John «Jack» Stagg, de 38 años, no había hecho «otra cosa que trabajar», a pesar de que, con solo «trescientos diecisiete pasajeros de primera» embarcados, puede que al final sólo tuviera que ocuparse, como mucho, de una o dos mesas a partir del día siguiente. «Aun así, no hay que quejarse porque ya hay mucho que hacer sin ninguna» y a las 4:30 de la madrugada debía de levantarse para desarrollar sus quehaceres.

### Segundo día de travesía, 11 de abril
A las 7:00 de cada mañana, el mayordomo de habitaciones Henry S. Etches, de 40 años, se presentaba en el camarote de Thomas Andrews, el A-36, soliéndole llevar algo de fruta y té. Dentro de su cabina: «Tenía gráficos enrollados al lado de su cama, y tenía papeles de todo tipo en su mesa durante el día». Durante la travesía, Etches siempre lo encontró bastante atareado, tomando constantemente notas sobre cualquier mejora o atendiendo a los trabajadores.
Entre las 8:00 y las 10:00, se dispuso el desayuno para los pasajeros. En segunda clase, las hermanas Simonne y Louise Laroche fueron despertadas por el sonido de la campana que anunciaba la primera comida del día. Louise se rio mucho del campaneo.

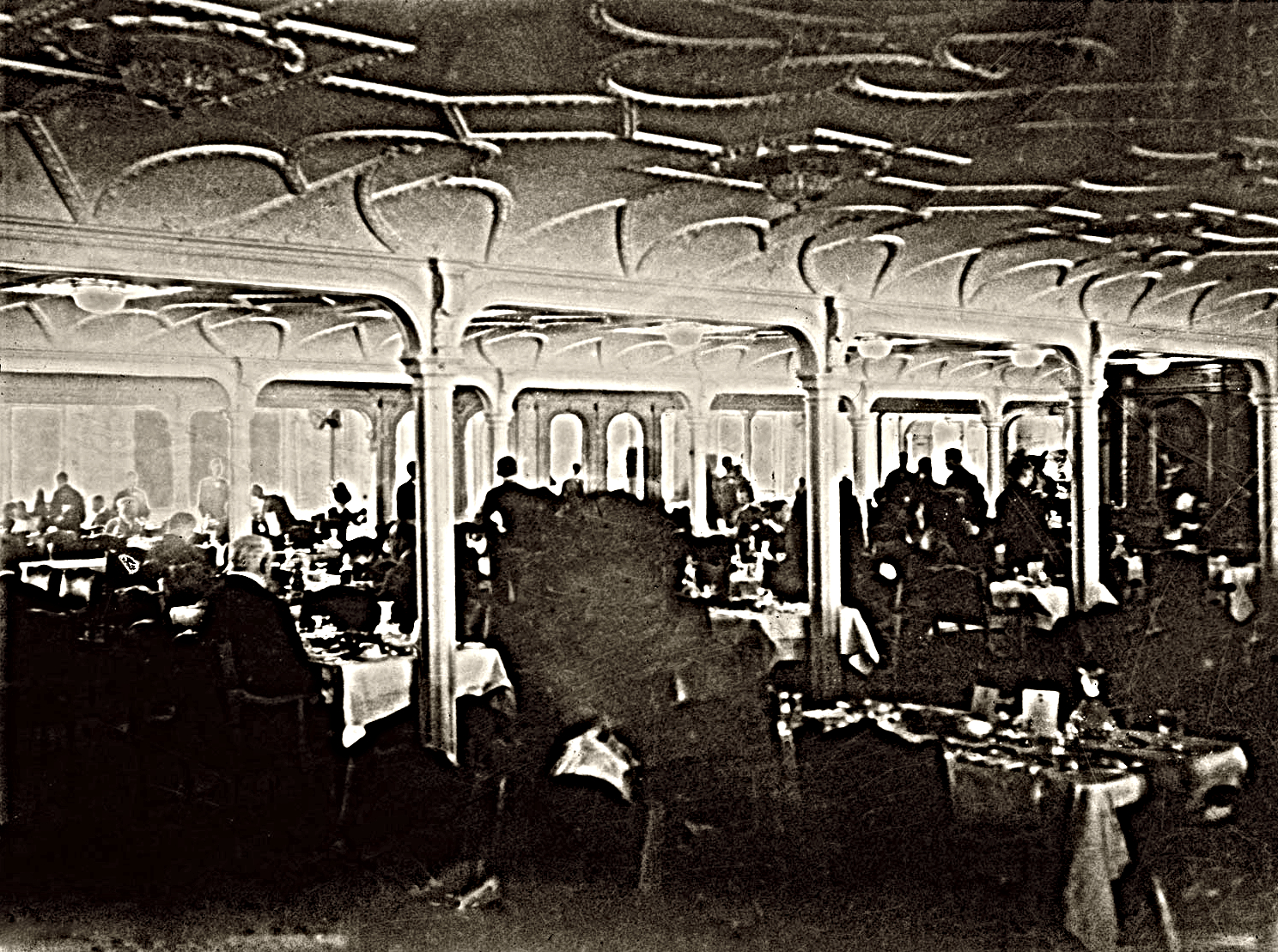
Salón comedor de primera clase del Titanic, probablemente durante el desayuno del 11 de abril.
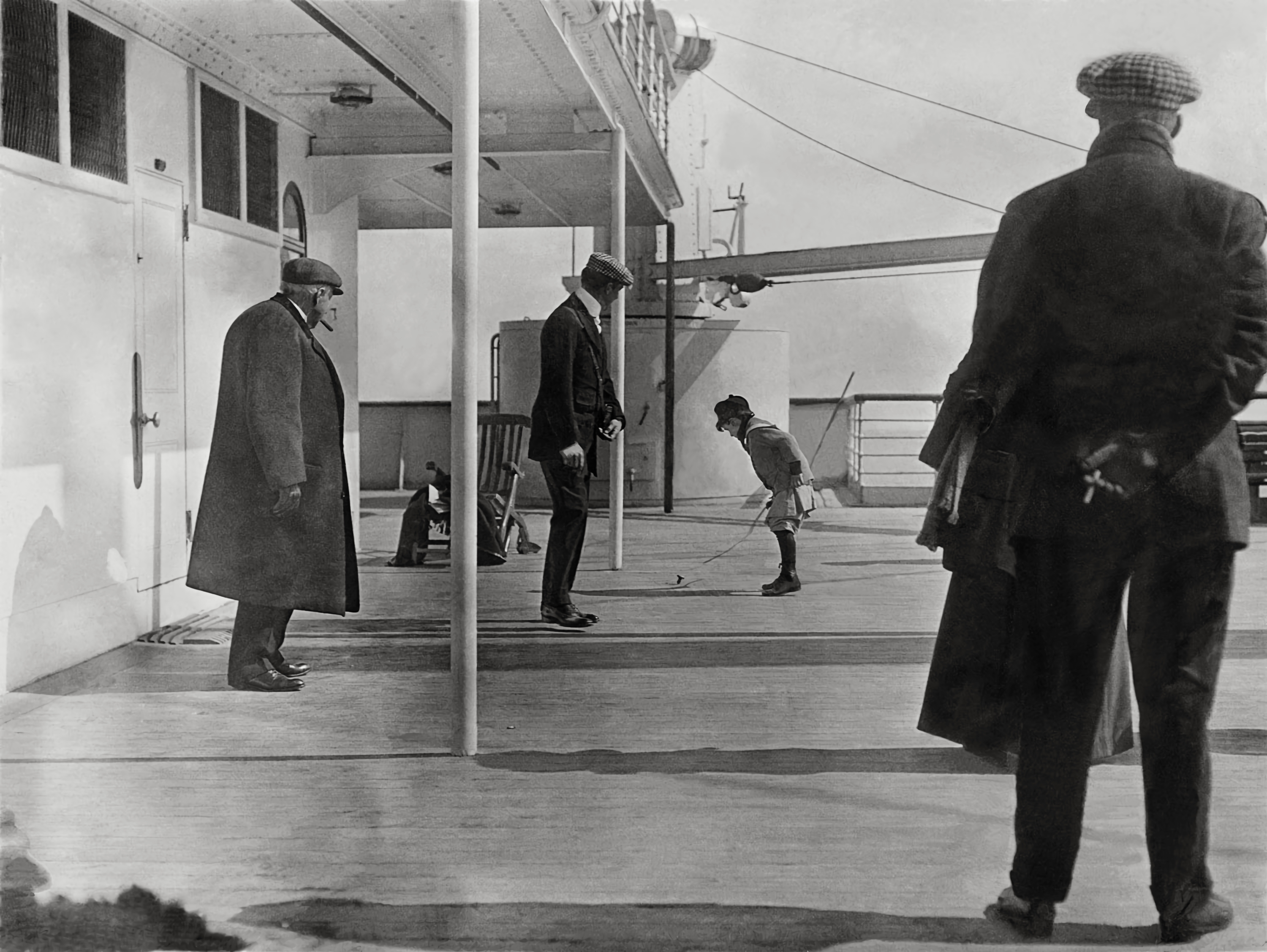
Los pasajeros de primera clase Robert D. Spedden (niño) junto a su padre Frederic (a su izquierda), en la cubierta trasera de paseo A, en la mañana del jueves 11 de abril. Ambos fueron rescatados de la catástrofe.
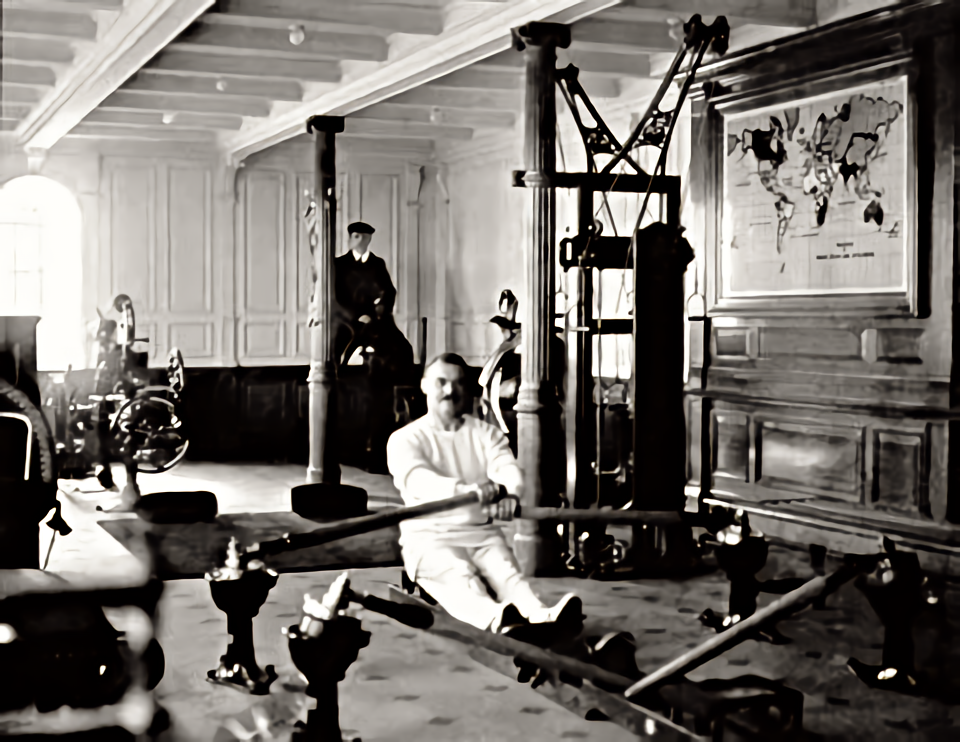
El instructor Thomas W. McCawley manejando la máquina de remos. Detrás de él, el electricista del grupo de garantía William H. Parr testando otro de los equipos del gimnasio, en la mañana del 11 de abril. McCawley y Parr fallecieron en la tragedia.

En primera clase, Lucy Duff-Gordon remarcaría:

[...] Los primeros días de la travesía transcurrieron sin incidentes. Como todos los demás, estaba fascinada con la belleza del transatlántico. Nunca había soñado con viajar con tanto lujo. Recuerdo que me alegré infantilmente al encontrar fresas en mi mesa del desayuno.

Fantásticas fresas en abril y en mitad del océano. Todo esto es positivamente extraño. Seguí diciéndole a mi esposo. Porqué pensarías que estás en el Ritz.

Alrededor de las 10:30, el capitán Smith recorría todas las cubiertas para realizar su ronda diaria de supervisión del buque, que incluía los salones, comedores, cocinas, almacenes, etc. hasta descender a la sala de máquinas, donde el ingeniero jefe lo recibía. Al finalizar, Smith reaparecía en el puente de mando donde, entre otras actividades, discutía con los oficiales acerca de sus observaciones de su batida, comprobaba el progreso del barco, consultaba las cartas y leía los telegramas recibidos procedentes de la sala de radiotelegrafía Marconi.
Los oficiales superiores también comenzaron a adaptarse a sus guardias rutinarias. El jefe de oficiales Wilde la desempeñaba de 2:00 a 6:00 todas las mañanas y tardes, el segundo oficial Lightoller le sucedía de 6:00 a 10:00 por las mañanas y noches. El primer oficial Murdoch obraba de 10:00 a 2:00 cada mediodía y noche. De la misma manera,  los seis vigías se dividieron en tres equipos de dos hombres, y cada grupo cumplió cuatro guardias de dos horas en la atalaya.
Aquella mañana, se ejecutó un simulacro de emergencia para probar las alarmas y el cierre de las compuertas de acero que sellaban los 16 compartimentos herméticos del navío. El asistente electricista Albert G. Ervine, de 18 años, lo describiría así: «Esta mañana tuvimos un ensayo completo de una emergencia. Todas las campanas de alarma sonaron durante diez segundos, luego unas 50 puertas, todas de acero, se deslizaron gradualmente hacia abajo en sus posiciones, para que el agua no pudiera escapar de ninguna sección a la siguiente.»
El mayordomo de tercera clase John. E Hart, de 31 años, colaboró en la revisión general de las mamparas. Vio al jefe de oficiales Henry Wilde y a Thomas Andrews juntos, comprobando que la tripulación pudiera cerrar las puertas estancas manualmente. Se le ordenó a Hart que lo hiciera: «las cerré a mano con una llave inglesa grande».
Margaret Brown describiría sus primeras impresiones de la vida cotidiana en primera clase:

El segundo día arrancó más claro y menos fresco, y a las doce y media la mayoría de los pasajeros se hallaban paseando por cubierta o tomando el sol en el exterior del jardín de las palmeras [sic - café Verandah].  Había bancos largos en la proa del barco para aquellos que encontraban incómodas las tumbonas con respaldo abatible.

La última media hora transcurrida entre la primera y segunda campanada, cuando todos tomaban su ejercicio antes de descender al comedor, la mayoría de los pasajeros se encuentran caminando envueltos en gruesos abrigos. Las mujeres vestían lujosas pieles, y los hombres con abrigos pesados abrochados estrechamente alrededor de sus cuellos y parcialmente ocultos con gorras de viaje. Moviéndose de un sitio para otro, descubrieron a bordo a viejos amigos y algunos hicieron [otros] nuevos. Pequeños grupos estaban parados aquí y allá, hablando del barco y de sus maravillas, sus posibilidades de velocidad y todas sus excelentes ventajas sobre cualquier cosa de su clase hasta ahora puesta a flote. Todos y cada uno parecían haber consultado la publicación diaria relativa a la distancia recorrida ese día y de los sucesivos. Allí se registraban diariamente, al mediodía, el número de nudos recorridos, y era el tema de conversación en cubierta y en la mesa a la hora del almuerzo. 

Después de la comida, o alrededor de las dos y media, el lugar favorito y popular era la sala de lectura, donde los pasajeros se acomodaban confortablemente con algún libro elegido de la bien equipada biblioteca del buque. Otros tomaban una tranquila siesta en cubierta, envueltos en pesadas mantas de viaje. Pocos permanecieron en sus camarotes, porque el mar estaba en perfecta calma y no se sentían vibraciones. En consecuencia: había poco o ningún mal de mar.

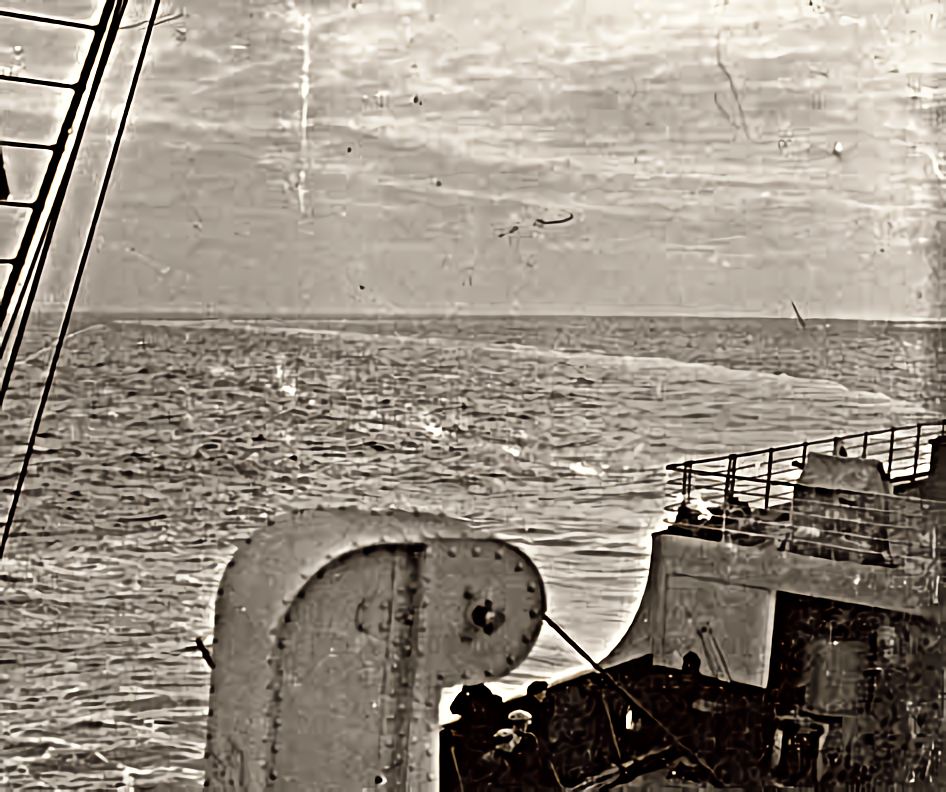
El Titanic transitando por los alrededores de Last's End. Se deduce por la estela en forma de S que ha tomado un curso serpenteante.
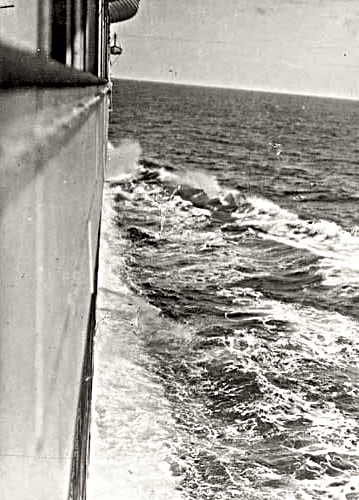
Francis Browne tomó esta fotografía sobre la barandilla de la cubierta A de estribor. El buque avanza en ruta para Queenstown dejando por su paso su estela.

Adolphe Saalfeld, después de una buena noche de descanso y un excelente desayuno, disfrutó de una caminata bajo un tiempo espléndido: «El viento es fresco y el mar 'moderado' pero en este gran barco casi no se nota ningún movimiento».
Henry J. Julian había descubierto que más de la mitad de los oficiales y mayordomos les eran rostros familiares, ya que los había conocido anteriormente en el Adriatic y Oceanic. Dos tripulantes de cubierta se acordaron bastante de él, hasta tal punto que le designaron un asiento en una parte selecta de la cubierta.
El artista Francis Davis Millet alabó sin ambages la fastuosidad y dimensiones de las permanencias de primera clase:

[...] Tiene de todo menos taxis y teatros.  Restaurante de mesa a la carta, gimnasio, baño turco, pista de squash, sala de palmeras, [...] [me siento] como si no estuviera en el mar. No puedes hacerte a la idea de la amplitud de este barco y la extensión y tamaño de las cubiertas. [...].

En cuanto a las habitaciones, son más grandes que la habitación normal de un hotel y mucho más lujosas con camas de madera, tocadores, agua fría y caliente, etc. etc, ventiladores eléctricos, calentador eléctrico y todo. Las suites con sus tapices de damasco y muebles de caoba y roble son realmente muy suntuosas y de buen gusto.

[Su camarote] Es el mejor camarote que he tenido nunca, y no es de los mejores. Un gran pasillo largo para colgar la ropa y, junto a una gran lámpara, una ventana cuadrada tan grande como la del estudio [de Russell House]. Incontables muebles, armarios, ropero, cómoda, sofá, etc. [...]

Por el contrario, Millet sentía un desdén hacia una parte de los pasajeros de su clase, con especial inquina contra determinado tipo de mujeres: 

[...] [Existe] una sala de fumadores para las damas y otra para los caballeros, supongo que para mantener a las mujeres fuera de la sala de fumadores para hombres, que ellas infestan en los barcos alemanes y franceses. [...]

[Hay] Un montón de gente rara en este barco. Al consultar la lista [de pasajeros], solo encuentro a tres o cuatro conocidos, pero hay muchos de «los nuestros», me parece y un número de mujeres americanas ostentosas y odiosas, el azote de cualquiera de los lugares que infestan, y mucho peores a bordo de un barco que en cualquier otro sitio. 

Muchas van con perritos y guían a sus maridos como si fueran ovejas domesticadas. Te aseguro que cuando se ponen a hacer algo, las mujeres americanas son unas tiarronas. Habría que meterlas en un harén y no dejarlas salir. [...]

Marie Jerwan por fin conoció esa mañana a su acompañante de habitación, Ada E. Balls, de 36 años, quien navegaba con su cuñado, el reverendo Robert J. Bateman, de 52 años, ambos británicos en ruta para Florida. Al lado de Balls y Bateman, Jerwan pasaría gran parte del crucero, principalmente paseando los tres por cubierta. En el salón comedor de segunda, Jerwan compartiría mesa —entre otras personas—, con un francés, Jean-Noël Malachard, de 25 años, cuyo camarote estaba cerca del de Jerwan y Balls en la cubierta D. Jerwan se comunicaba en inglés para hablar con Balls y Bateman, mientras que con Malachard lo haría en francés.
Uno de los eventos que deleitaron a Kate Buss fue la audición de los conciertos musicales:

El violonchelista [ John Woodward, de 32 años] es uno de mis favoritos, cada vez que termina una composición me mira y sonreímos. [...] Todo el mundo parece estar tan feliz [...].

A Stuart Collett, un religioso inglés de 25 años en ruta a Port Byron, Nueva York, le habían encomendado el cargo de protector de Marion Wright durante el trayecto oceánico. Collett extendería su responsabilidad sobre Kate Buss, y ella rememoraría de él: «trata de enseñarnos a todos religión».
Algunos pasajeros dedicaron aquel día a inspeccionar el transatlántico. Elmer Taylor lo haría con su socio Fletcher Lambert-Williams. Los Futrelle también exploraron los espacios reservados a su clase, siendo así como May Futrelle vio a algunos trabajadores del café parisino instalando unas puertas.
La pasajera de segunda clase Edwina Troutt tomaba sus comidas en una mesa conjuntamente con cuatro hombres, entre ellos el danés Jacob Milling, y el anglo-argentino Edgard Andrew, más otras dos mujeres. Simpatizó con sus camaradas en el comedor, especialmente con Milling, un inspector de máquinas, de 48 años, que transitaba a Estados Unidos para estudiar maquinaria y tecnología, así como factorías relacionadas con los ferrocarriles. En Queenstown, Milling le expresó a Troutt que sentía como si la conociera desde hacía años, y que le había escrito a su esposa hablándole de ella.
Al tiempo en que el navío se avecinaba a su definitiva detención en Irlanda, Juliette Laroche le cartearía a su padre: 

Me acaban de decir que vamos a parar en un momento, así que aprovecho para escribirle unas líneas y hablarles de nosotros. [...] 

Si pudieras ver a este monstruo, nuestra embarcación auxiliar [ SS Nomadic ] parecía una mosca comparada con él [buque]. En este momento, [sus hijas Simonne y Louise están paseando por la cubierta cerrada con Joseph, Louise está en su cochecito y Simonne la empuja. Simonne estaba tan divertida hace un momento, estaba jugando con una jovencita inglesa que le había prestado su muñeca. Mi Simonne estaba teniendo una gran conversación con ella, pero la niña no entendía ni una sola palabra. La gente a bordo es muy agradable. [...] 
Esta mañana traté de contar a todos los niños en la embarcación. Sólo en segunda clase, estoy segura de que hay más de veinte. Hay una pequeña familia con cuatro hijos, me recuerdan a los de mi tío. [...] 
Estoy escribiendo desde la sala de lectura: hay un concierto aquí, cerca de mí, un violín, dos violonchelos, un piano. 

Hasta ahora no me he sentido mareada. Espero que siga de esta manera. El mar está muy tranquilo, el clima es magnífico. ¡Si pudieras ver lo grande que es este barco!  Difícilmente se puede encontrar el camino de regreso a la cabina de uno debido a la cantidad de corredores. [...]

Última escala en Queenstown
Sobre las 11:30, el Titanic finalmente arribó a Queenstown y descendió el ancla. No obstante, el buque se detuvo a unas dos millas de distancia de la costa irlandesa en aquel entonces. Desde el muelle de Cobh, las dos barcazas, Ireland y America, habían iniciado su corto viaje para encontrarse con el Titanic. Mientras tanto el gran navío frenaba hasta detenerse a la vez que la embarcación auxiliar America se estaba acercando al transatlántico por el costado de estribor. La puerta delantera de acceso de estribor de la cubierta E había sido abierta para proceder con el ingreso del pasaje y del correo, al igual que otra en el lateral de babor.
El America se amarró a lo largo del costado de babor del buque, mientras que el Ireland se posicionó a estribor. Desde los transbordadores se cargaron sacas de correo con destino a los Estados Unidos, y un gran número de viajeros abordarían el Titanic desde Irlanda: tres pasajeros de primera clase, siete de segunda clase y 113 inmigrantes que viajaban en tercera clase. 
Entre las misivas que se mandaron desde Queenstown, se encontraba la carta que el jefe de oficiales Henry Wilde le había escrito a su hermana, que decía: «No termina de gustarme este barco... me da una impresión extraña». Igualmente Edith Rosenbaum remitiría por correspondencia a su secretario de París: «[...] Ahora estamos frente a Queenstown. Odio tener que irme de París y estaré encantada de volver. Voy a descansar en este barco, ya que estoy agotada pero le puedo decir que no puedo superar mi sensación de depresión y premonición de problemas. Desearía que se terminara». El mayordomo del capitán James A. Paintin le cartearía a sus progenitores:

Mi resfriado todavía es bastante malo, pero nada como la semana pasada. [...] qué buen barco es este, mucho mejor que el Olympic en lo que respecta a los pasajeros, pero mi habitación no es tan agradable, no hay luz del día, luz eléctrica encendida todo el día, pero supongo que no sirve de nada quejarse. [...]

Para el editor William Thomas Stead el buque consagraba un buen lugar para su trabajo, puesto que le escribiría a su secretaria este mensaje: «[...] El barco es firme como una roca y el mar está como una balsa de aceite. Si sigue así, podré trabajar mejor que en casa, porque no hay teléfonos que me molesten, y tampoco visitas [...]». El pasajero de segunda clase Harvey Collyer le comunicaría a sus padres: 

[...] hasta ahora estamos teniendo un viaje encantador, el tiempo es hermoso y el barco magnífico. No podemos describir las mesas, es como una ciudad flotante. [...] No te imaginarías que estás en un barco. Apenas hay movimiento, es tan grande que aún no nos hemos sentido mareados [...]. Tuvimos una buena despedida desde Southampton y la Sra. S y los muchachos con otros nos despidieron.

En la tarjeta postal que el pasajero noruego de tercera clase Henry Olsen, de 28 años, le despachó a su mujer parece denotar de que ya se había extendido el rumor de que el advenimiento a Nueva York podría ser el martes 16 de abril: «[...] De camino a Nueva York. Un barco muy bonito para viajar, te lo puedes imaginar, no se siente nada el mar. Lo más probable es que arribe a Nueva York el próximo martes [...]». Algo también confirmado por el viajante de tercera clase Thomas J. Everett, un gruista inglés, de 39 años, en búsqueda de trabajo en Troy, Nueva York, informándole por correspondencia a su esposa: «[...] Fred [Frederick B. Shellard] y yo estamos en un camarote con cuatro jóvenes, dos de Bristol y dos de Southampton, todos ingleses. Esperamos llegar a Nueva York el próximo martes por la noche. [...]».

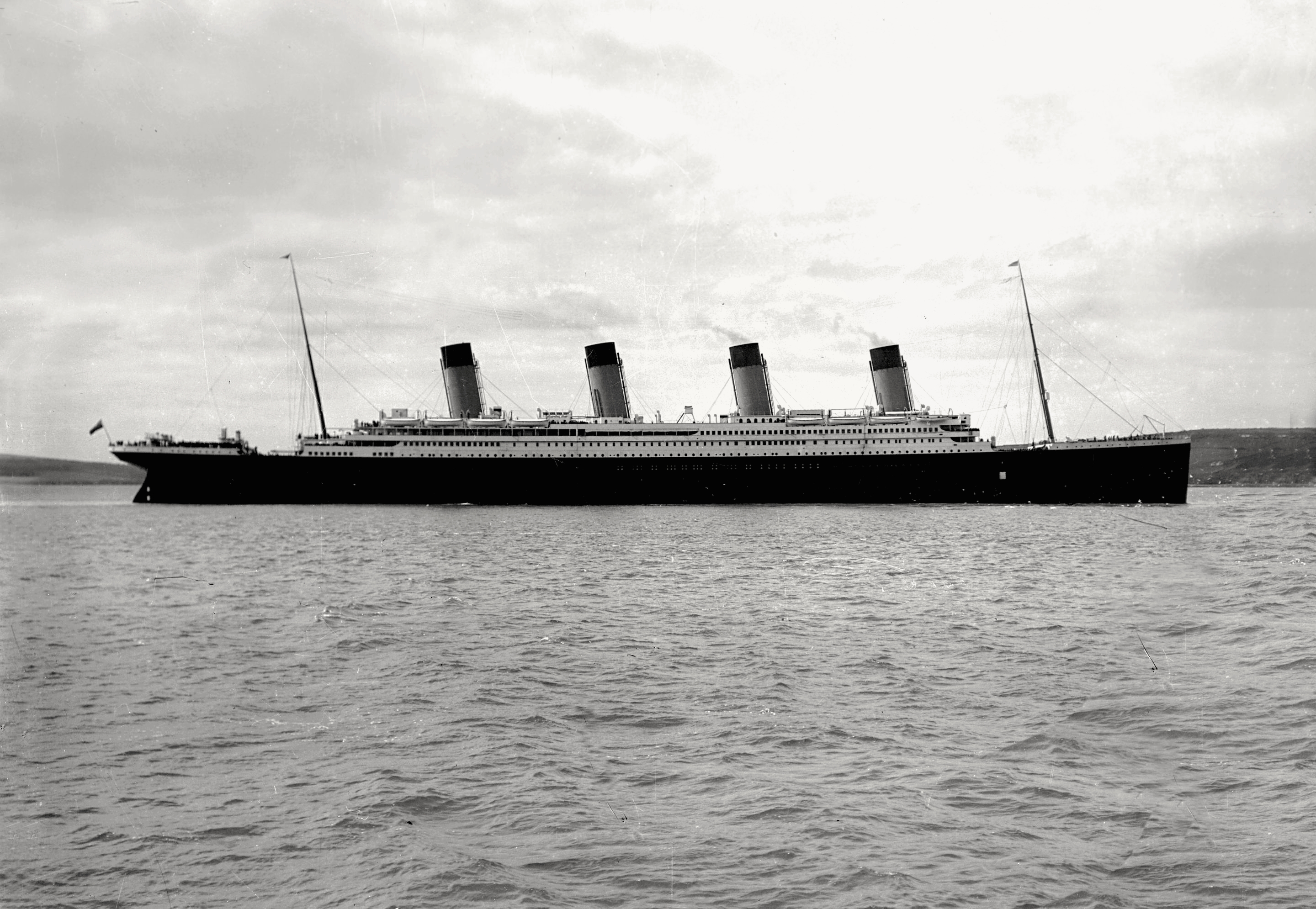
El Titanic a su llegada al puerto irlandés de Queenstown en la mañana del 11 de abril de 1912.
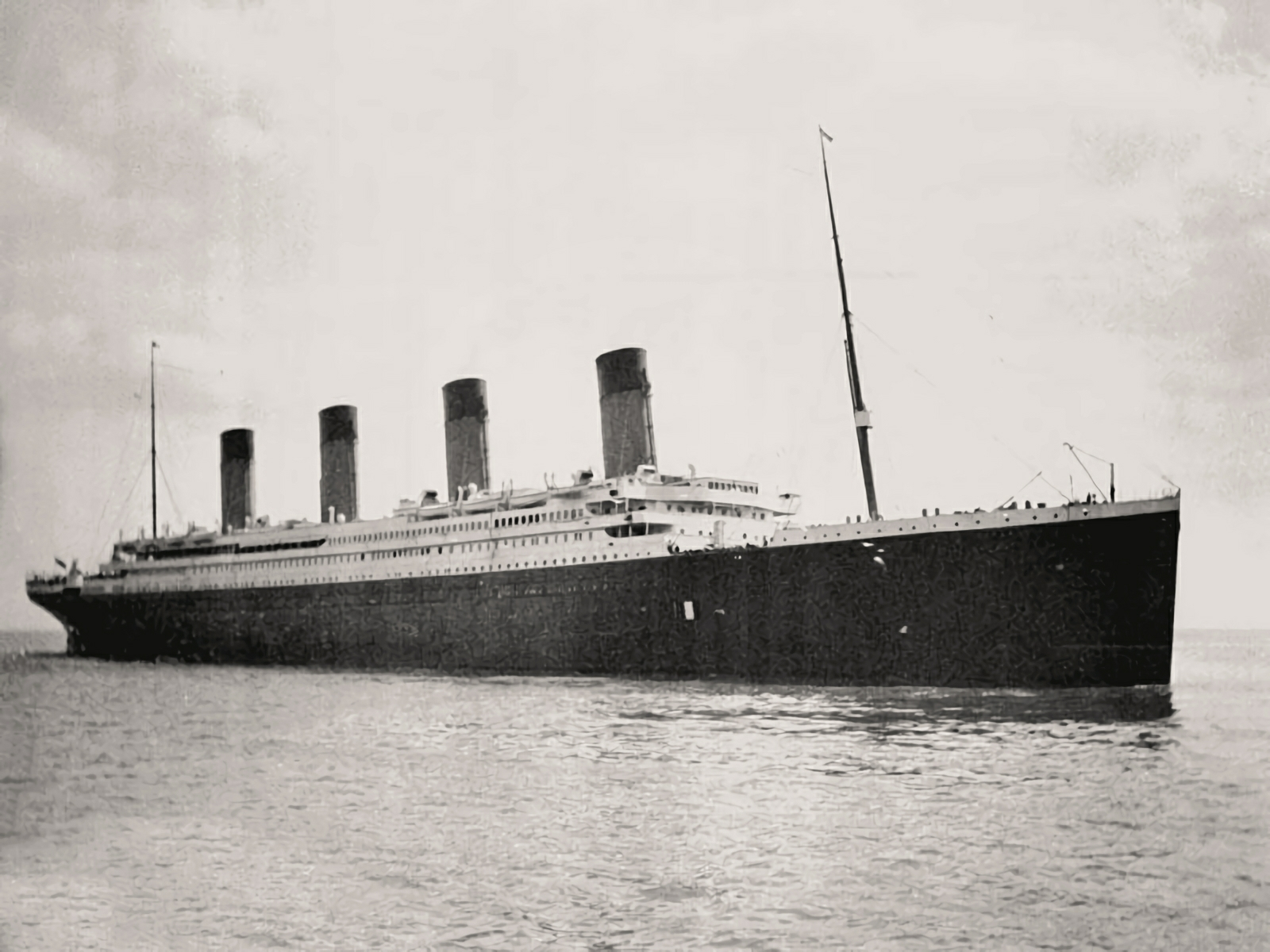
El Titanic estacionado en las cercanías de Queenstown, durante su última escala.
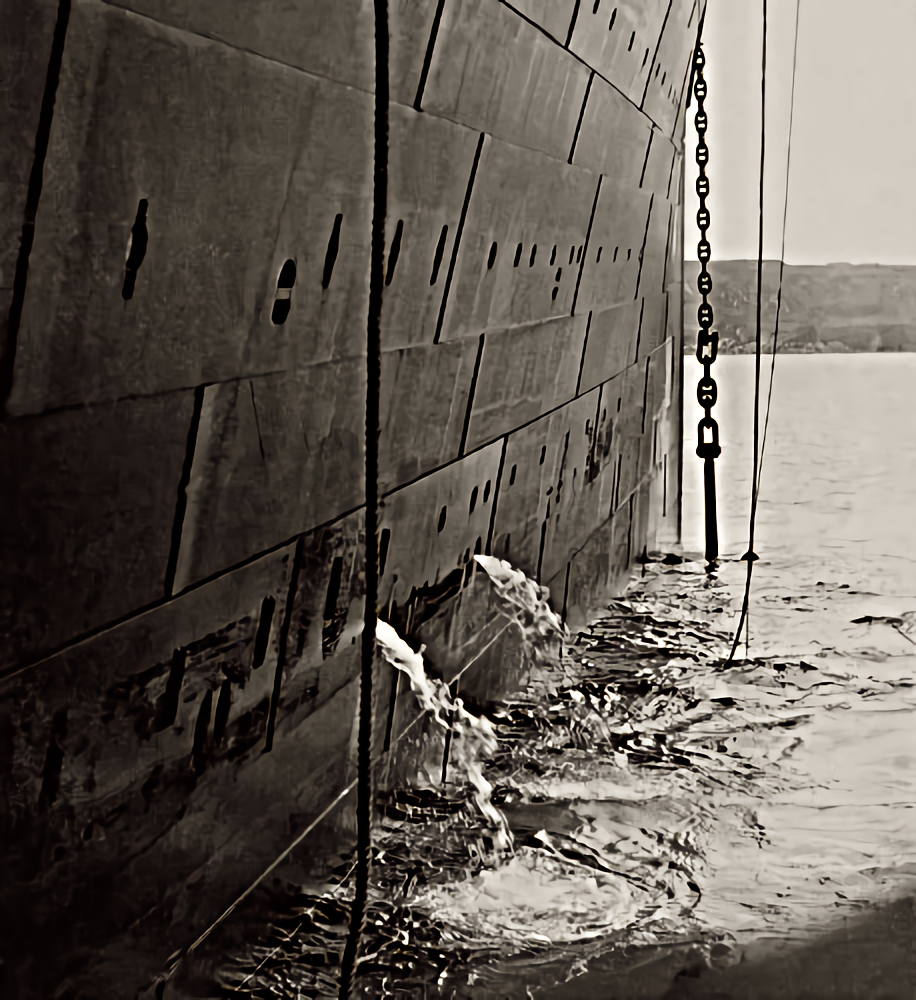
Elevación del ancla de estribor. Instantánea captada por Francis Browne mientras desembarcaba en el transbordador Ireland.
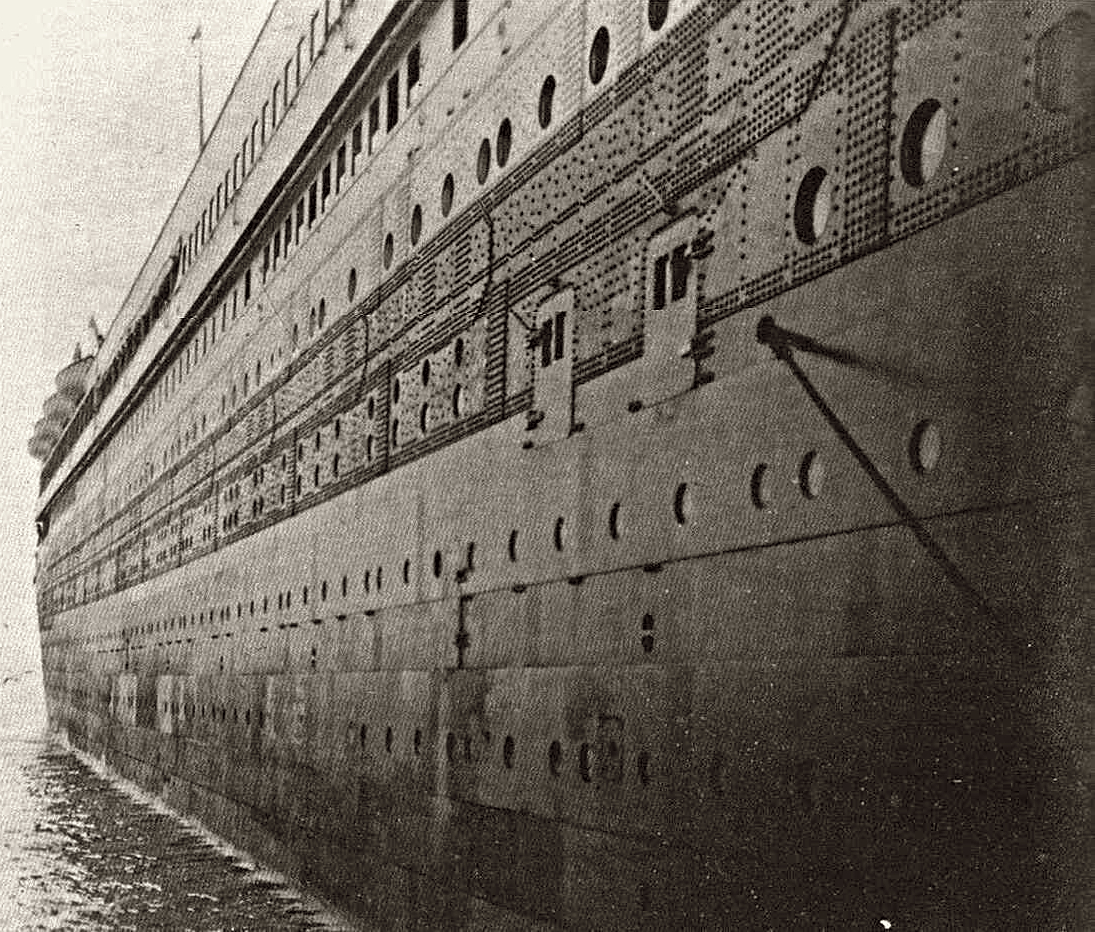
Los Odell terminaron su viaje en Irlanda. Desde la embarcación auxiliar, Kate fotografió el costado de estribor del Titanic.
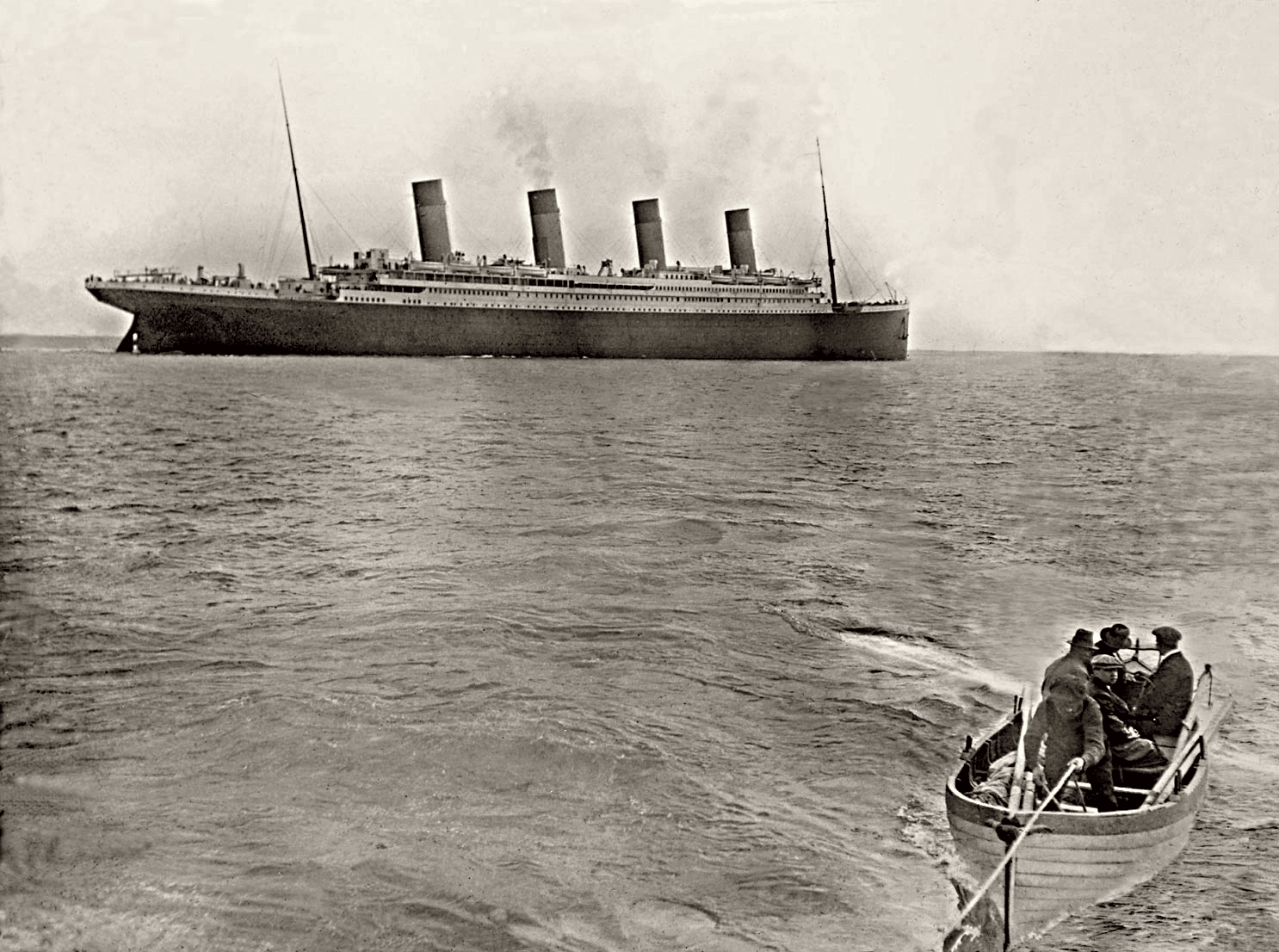
La nave retoma su trayecto para Norteamérica tras completar su escala final.

Varias pequeñas embarcaciones de vendedores de lino, encajes y otros productos irlandeses se unieron a los transbordadores. Algunos pasajeros se acercaron para ver que género vendían, entre ellos, el pasajero de primera clase Spencer V. Silverthorne, un comprador de 35 años de los grandes almacenes Nugents de San Luis, vería a John Jacob Astor regateando con una mujer para comprar una chaqueta de encaje para Madeleine.
Entretanto, Lawrence Beesley se asomó desde su cubierta de segunda clase y miró el movimiento de pasaje y bagajes que se estaban introduciendo, cubiertas abajo, desde las dos embarcaciones auxiliares hacia el buque:

[...] Llegamos a Queenstown alrededor de las 12 del mediodía del jueves [11 de abril de 1912], después de un viaje muy agradable a través del canal [de la Mancha], aunque el viento era casi demasiado frío para permitirnos sentarnos en cubierta el jueves por la mañana. La costa de Irlanda se veía muy hermosa cuando nos acercábamos al puerto de Queenstown, el sol brillante de la mañana asomaba por las verdes laderas y se distinguían grupos de viviendas salpicadas aquí y allá sobre los escarpados acantilados grises que bordeaban la costa. [...] 
Me había parecido que el buque se detuvo de repente, y en mi ignorancia sobre la profundidad de la entrada del puerto, que quizá el sondeo había revelado una menor profundidad. Se pensó que era seguro para el gran tamaño del Titanic, esto pareció confirmarse al ver la arena batida desde el fondo [del mar], pero esto es una mera suposición. 
Pasajeros y correos fueron ingresados a bordo desde los dos transbordadores [el America e Ireland], y nada podría habernos dado una mejor idea de la enorme longitud y volumen del Titanic que estar lo más lejos posible y mirar por el costado desde la cubierta superior, hacia adelante y hacia abajo, hacia donde los transbordadores se movían [cerca de] en su proa [del Titanic], la más mínima concha de berberecho junto al majestuoso barco [el Titanic] que se elevaba cubierta tras cubierta por encima de ellos.  ¡Verdaderamente era un barco magnífico!

Había algo tan elegante en su movimiento mientras se balanceaba arriba y abajo en el leve oleaje del puerto, un lento y majestuoso descenso y subida, solo perceptible al observar sus proas en comparación con algún punto de referencia en la costa en la distancia cercana;  las dos pequeñas embarcaciones que se movían hacia arriba y hacia abajo como corchos junto al Titanic ilustraban vívidamente el avance hecho en la comodidad de tener estabilidad a bordo [en el Titanic] desde la época del pequeño buque de vapor. [...]

Hilda Slayter lo desconocía todo del Titanic hasta que lo vio al abordar el ferry que la llevaría para entrar en el buque —anclado frente a la costa del muelle de Cobh—. Slayter se sorprendería al mirarlo por vez primera: «Parecía prodigioso a medida que nos acercábamos [desde la embarcación auxiliar hacia el Titanic]. Fue colosal. Brillaba desde lo alto del mástil hacia abajo. Algo de lo que presumir».
Una vez embarcada en segunda clase, Slayter tuvo problemas para localizar su cabina en la cubierta D. Ni siquiera al mayordomo a quien ella le interrogó la pudo ayudar, quien le contestaría a la mujer recién llegada: «Señora, usted sabe tanto sobre este barco como yo. Yo subí a bordo ayer». Después, llevaron a Hilda a un camarote, pero la pintura de éste aún no se había secado, por lo que el camarero le preguntó si no le importaría alojarse en un camarote compartido, en la cubierta E, con Florence Kelly, una viuda de 48 años de Southampton que viajaba para visitar a su hijo en Nueva York.
Ella aceptó, aunque detectó a su compañera de cabina bastante alterada, ya que el día anterior Kelly había sido testigo de la casi colisión del Titanic contra el New York, cuando el barco zarpaba desde Southampton. Slayter le preguntó si podía hacer algo para calmar sus nervios, a lo que Kelly le replicaría: «No, no, no puedes hacer nada. Pero yo sé que este barco se va a ir a pique. Un viaje que comienza de mala manera siempre termina en desastre». El comportamiento de Kelly inquietaría de alguna forma a Slayter, pese a que ella no era supersticiosa. Asimismo, Hilda se quejaría de las vibraciones que sacudían el Titanic al navegar.
Una conducta bastante semejante experimentaría Edwina Troutt con Nora Keane, su nueva acompañante de habitación, la cual se incorporó al buque en Irlanda y con derrotero para Pensilvania. Keane le confesaría a Troutt que presagiaba que el transatlántico no arribaría a Nueva York, en vista de que a Nora se le cayeron fortuitamente al mar su rosario y libro de oraciones mientras embarcaba a bordo. Por otro lado, la otra inquilina del E-101, Susan Webber dedicaría mucho de su tiempo a conversar con una o varias personas que viajaban en el entrepuente, hablando con ellos a través de una verja que separaba los espacios de segunda y tercera clase. Supuestamente se trataban de unos vecinos de Webber.
Mientras la nave fondeaba en aguas irlandesas, el ingeniero jefe Joseph Bell acudió a la suite B-52-54-56, habitada por Joseph Bruce Ismay, director de la White Star Line. Ismay deseaba saber la cantidad de carbón a bordo, a razón de la reciente huelga del mismo. Bruce estableció que no era posible que el Titanic alcanzara Nueva York el martes y que no tenía inconveniente en forzarlo. Pretendiendo economizar carburante, afirmó, el barco arribaría a las 5:00 de la madrugada del miércoles. Ismay le dijo a Bell que, si la climatología les fuera completamente favorable, quizás podría haber una oportunidad de potenciar las máquinas a toda velocidad el lunes o el martes.
Se tardaron cerca de dos horas en el desembarco y embarque de viajeros, equipajes y correo. Siete pasajeros de primera clase y un tripulante desembarcaron en Queenstown, entre ellos el padre Francis Browne, los hermanos May y la familia Odell. Browne y los Odell, durante su corta travesía a bordo, fotografiaron algunas estancias interiores y cubiertas de paseo del Titanic. Algo más tarde de las 13:30, el Titanic levantó sus anclas, reanudando su rumbo final para Nueva York. De nuevo, los motores alternativos del buque volvieron a desarrollar las 70 rpm (ca. 20.7 nudos).
A medida que el buque retomaba su marcha con destino a América del Norte, Eugene Daly, vestido con un kilt y su atuendo completo, subió a la cubierta de paseo de tercera clase y con su gaita irlandesa tocó «A Nation Once Again» y «Erin's Lament».
El navío prosiguió bordeando la costa sur de la isla hasta que pasó por Fastnet Light,  sobre las 16:30. En ese punto, el Titanic ingresó en el océano Atlántico abierto. Lawrence Beesley recordaría:

Toda la tarde navegamos a lo largo de la costa de Irlanda, con acantilados grises que protegen las costas, y colinas elevándose demacradas y estériles por detrás; a medida que caía el crepúsculo, el litoral se alejaba de nosotros hacia el noroeste, y lo último que vimos de Europa fueron las montañas irlandesas, tenues y débiles en la creciente oscuridad. 

Con la idea de que habíamos visto lo último de la tierra hasta que pisáramos las costas de América, me retiré a la biblioteca a escribir cartas, sin saber que muchas cosas nos pasarían a todos —muchas experiencias repentinas, vívidas e impresionantes que experimentar, muchos peligros que enfrentar, muchas personas buenas y verdaderas por las que deberíamos llorar— antes de que volviéramos a ver tierra de nuevo.

Aquella tarde, el pequeño Frankie Goldsmith y su madre Emily contemplaron, desde cerca de la barandilla de popa, como la costa irlandesa desaparecía lentamente de su vista. Frankie reseñaría: «con el corazón desbocado, grité: "¡mamá, por fin estamos en el 'lántico' [sic - Atlántico]!"».
El Titanic transportaba un total de 1317 pasajeros: 324 de primera clase, 284 de segunda y 709 de tercera, quienes los de primera disfrutaron de un hermoso palacio flotante, con lujosos comedores, piscina interior, bibliotecas, gimnasio, baños turcos y alumbrado a todas horas. Estaban atendidos directa o indirectamente por los 891 miembros de la tripulación, de modo que 2208 personas viajaban en su malograda travesía inaugural.
En segunda clase, Esther Hart parecía sentirse más aliviada conforme transcurría el viaje, aun así: «[...] cada noche simplemente descansaba en mi litera, completamente vestida y completamente preparada. Dios sabe por qué, para lo peor. [...] Habíamos hecho un progreso espléndido, y aunque todavía estaba lejos de estar tranquila en mi mente. Estaba tan contenta como podía estar en tierra. Sabía que íbamos a una velocidad tremenda, y era el discurso general, [...]». Los Hart compartieron mesa con el matrimonio entre Thomas y Elizabeth Brown más su hija Edith, con René Pernot —chófer de Benjamin Guggenheim—, y Mary Mack. Los ocho disfrutarían de una agradable camaradería durante las comidas, hablando del futuro e ilusionados por una nueva vida que planificaban en su destino, en América del Norte. Benjamin Hart y Thomas Brown hicieron buena amistad pese a tener caracteres totalmente diferentes. Ambos paseaban juntos por cubierta al igual que fumaban sus pipas.
Una vez que dejaron atrás el atracadero irlandés, la pasajera de segunda clase Lutie Parrish haría 11 viajes al contador jefe Hugh McElroy requiriendo el cambio de camarote que ella y su hija Imanita Shelley les habían suplicado desde el día anterior, pero sus repetitivas quejas tardarían algo más en ser parcialmente resueltas. Ambas mujeres continuaban defraudadas con las insatisfactorias provisiones de su dormitorio, además de padecer frío en él. La señora Shelley lo descalificaría así: 

[...] [Era] una pequeña cabina [situada] muchas cubiertas abajo en el barco, que era tan pequeña que solo podía llamarse celda. Imposible abrir un baúl de viaje reglamentario en dicho camarote. Era imposible que una tercera persona entrara en la citada habitación a menos que previamente ambos ocupantes se introdujeran en sus literas.

Para las 21:00, ningún empleado había contactado con estas viajeras para cumplir con el realojamiento de cabina prometido, con lo cual la señora Shelley escribió una nota destinada al sobrecargo jefe, advirtiéndole con apelar al capitán Smith si su demanda siguiera ignorada, y hasta lo amenazó con interpelar una indemnización por daños y perjuicios en cuanto pisaran América. El efecto de esa carta fue la llegada de cuatro mayordomos para mudarlas a otra habitación, quienes se disculparon reiteradamente. En su nuevo alojamiento, Shelley recibiría la visita del doctor Simpson unas tres o cuatro veces diarias para controlar que su ataque de amigdalitis no se convirtiera en diftéreo y le ordenó que permaneciera en su cabina.
Pese a estas mejoras, madre e hija no acabaron del todo satisfechas por las siguientes razones; el estrenado dormitorio, si bien era espacioso, estaba poco amueblado en comparación con el de otros busques y también hacía frío. En consecuencia, pidieron al mayordomo que encendieran la calefacción pero les explicó que no era posible. El servicio de comidas a su camarote resultó bastante lento y desesperante ya que la camarera traía los platos, sin portalos en una bandeja, en uno a uno. Asimismo, se quejarían de que el cuarto de baño de señoras tenía instalado únicamente una parte de los accesorios.
La primera noche en Cherburgo se había prescindido llevar ropa de etiqueta para cenar en primera clase, pero en adelante se impuso la norma de vestir siempre de gala, tal y como estipuló Archibald Gracie:

En estas ocasiones, la vestimenta de gala siempre estaba en regla; y fue un tema tanto de observación como de admiración el hecho de que hubiera tantas mujeres hermosas —entonces especialmente evidentes— a bordo del barco.

El sobrecargo Hugh McElroy le había ofrecido a Eleanor Cassebeer un lugar en su larga mesa del comedor, la cual podía acomodar a unas 10 o 12 personas. En dicha mesa, se sentaban el cirujano del buque William O’Loughlin y su asistente John Simpson, el corredor de bolsa Harry Anderson, Thomas Andrews, Frederick y Jane Hoyt, y Albert y Vera Dick. Mientras hablaban durante la cena, ella y Harry Anderson armonizaron rápidamente, describiéndolo como «elegante y discreto».
Siendo Cassebeer una jugadora de cartas, a menudo se unía a Anderson en el salón con Virginia Clark. Un día, Thomas Andrews le informó que el Titanic no estaba finalizado para el día de la partida. En efecto, Eleanor advirtió que en su cabina había en una pared un marco vacío sin ningún letrero impreso, que indicase dónde hallar su chaleco salvavidas.

### El desastre, 14 de abril

La ruta del viaje inaugural

El Titanic tuvo un viaje placentero. Los días transcurrieron sin novedad, pero el 13 de abril empezaron a llegar los primeros informes de avistamiento de bloques de hielo en la ruta; al menos una docena de mensajes pudieron ser recibidos antes de que el telégrafo Marconi fallara por un periodo de 10 horas. Restablecida la comunicación en la cabina de radio, los radiotelegrafistas empezaron a recibir avisos de peligro de icebergs, los cuales fueron ignorados o no tomados muy en cuenta por la oficialidad reemplazante.
La temperatura fue descendiendo a medida que el buque se acercaba a Terranova, por lo que el capitán ordenó trazar un rumbo más al sur antes de virar hacia el oeste con el fin de sortear los sectores de icebergs. No obstante, mantuvo la velocidad de crucero del barco, unos 22 nudos, lo que era una práctica común en la época. Aunque el Titanic no estaba tratando de batir ningún récord de velocidad, los horarios eran una prioridad para la compañía, y según las normas imperantes de entonces los barcos navegaban cerca de su velocidad máxima en tales condiciones. Los avisos por hielo e icebergs eran contemplados como meros avisos, confiándose en los vigías y en la guardia mantenida en el puente. Se creía generalmente que el hielo no era un peligro muy preocupante para grandes barcos. No era infrecuente el paso de barcos muy cerca del hielo, e incluso algunas colisiones frontales no habían sido desastrosas. En 1907, por ejemplo, el navío alemán Kronprinz Wilhelm había chocado con un iceberg pero aun así había logrado mantenerse a flote y completar su viaje; el propio capitán Smith había declarado en otra ocasión que «no podía imaginarse ninguna condición que causara el naufragio de un barco. La construcción moderna de buques ha ido más allá de eso».
El último atardecer del domingo 14 de abril sorprendió al Titanic navegando en aguas muy tranquilas, aunque la temperatura continuó bajando a medida que caía la oscuridad. La ausencia de oleaje dificultaba la localización de los icebergs, cuya presencia normalmente delataba la línea blanca de las olas al romper contra su base. Seguramente por ser consciente del peligro, Smith ordenó reforzar la guardia.
23:40, el impacto

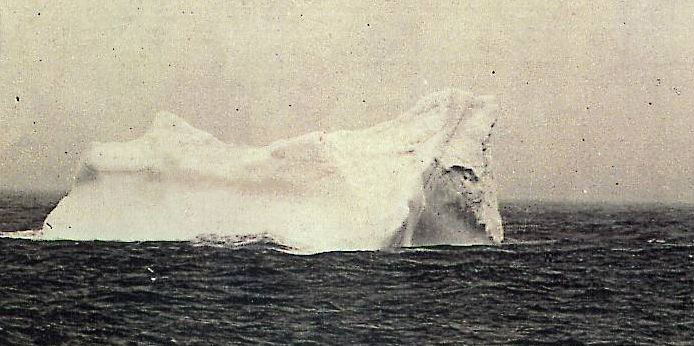
Posible iceberg que colisionó con el Titanic. Fue fotografiado 5 días después del naufragio por el marinero Stephan Rehorek, quien lo fotografió por la línea roja de la base.

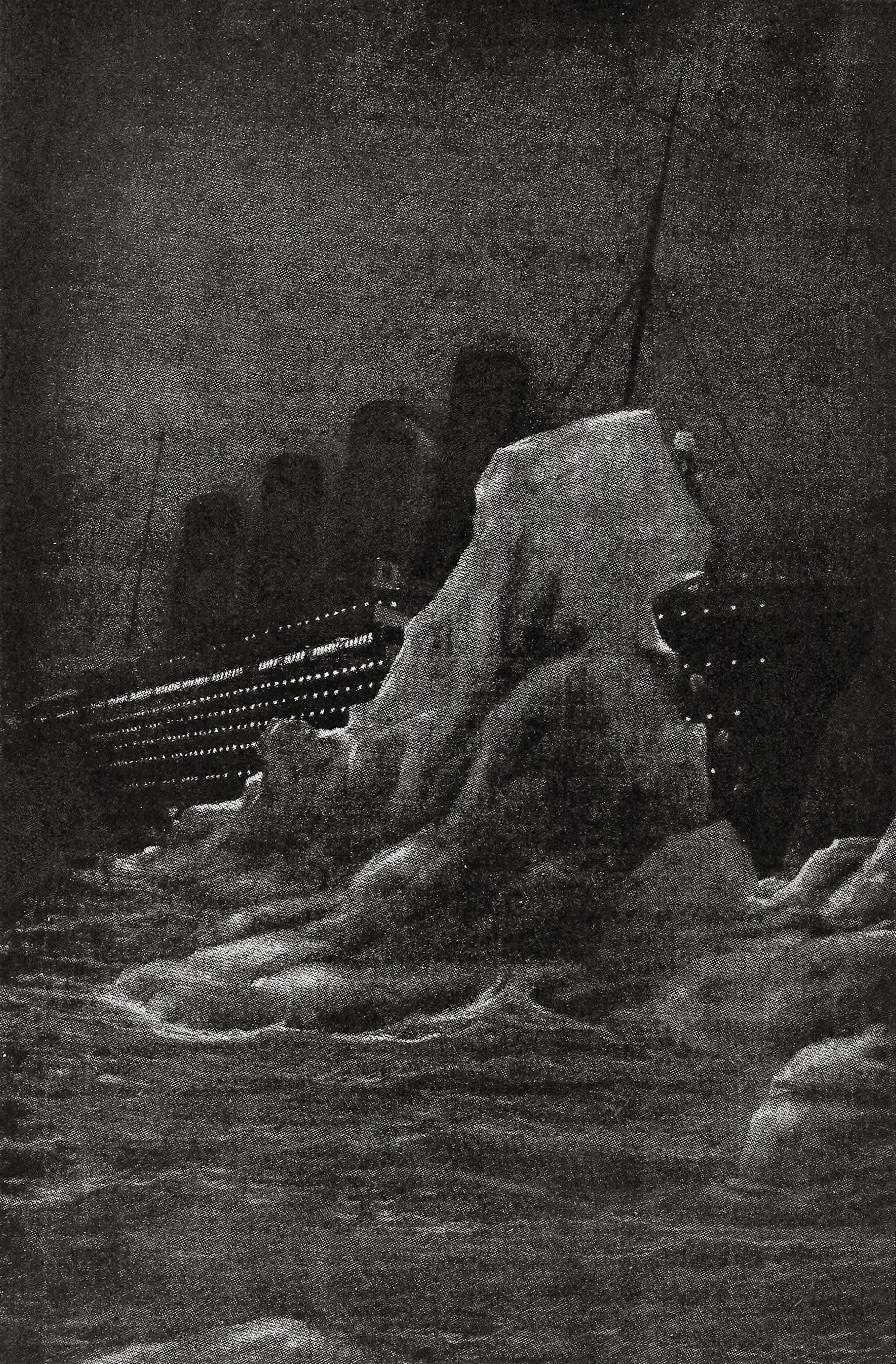
Ilustración de la colisión del Titanic por Sir James Henry Potts (1914).

Sobre las 22:30 del 14 de abril de 1912, con una noche estrellada y un mar excepcionalmente tranquilo, al no haber novedad, el capitán Smith se retiró a su camarote, siendo relevado por el primer oficial William Murdoch. Mientras, el telegrafista Harold Bride en la cabina Marconi trataba de convencer a un malhumorado Jack Phillips de que descansara en el camastro y el oficial jefe Henry Wilde se disponía a inspeccionar la situación en proa (donde habían reforzado los serviolas) antes de irse a dormir.

William Murdoch, de guardia en el puente, estaba acompañado del sexto oficial James Paul Moody. Un poco antes Murdoch había ordenado al señalero Samuel Hemming que cerrara todas las aberturas del castillo de proa para no entorpecer la visión de los vigías. A las 23:40 de la medianoche, mientras el Titanic navegaba a 22,5 nudos (41,7 km/h), el vigía Frederick Fleet avistó justo por proa una zona de sombra contra el cielo estrellado que no podía corresponder más que a un iceberg. Fleet hizo sonar la campana tres veces y mediante el teléfono dio la alarma al puente de mando. El sexto oficial Moody avisó a Murdoch.
                     Recorrido de la proa
Murdoch, quien posiblemente ya había avistado el iceberg de forma independiente desde el puente, ordenó al timonel Robert Hichens girar todo el timón a estribor (lo que en términos náuticos de aquella época se traducía en el viraje del buque a babor) e instantes después ordenó parar a la sala de máquinas (esta operación quita algo de maniobrabilidad al viraje, reduciendo la presión a dicho viraje, pero permite disminuir la velocidad del impacto). Posteriormente, tras rebasar el iceberg ordenaría al timonel girar todo a babor (lo que se traducía en el viraje del buque a estribor) para evitar que este pudiera dañar la parte trasera. Ha de tenerse en cuenta que esta era la maniobra correcta. Sin embargo, ninguna de estas maniobras logró que el buque salvara el obstáculo, ya que aunque no llegó a producirse el choque frontal, no pudo evitar el roce del casco con la parte sumergida del iceberg. La fricción del hielo con aquella masa de más de 46 000 toneladas lanzada a gran velocidad, generó la energía suficiente como para desgarrar las planchas de acero del costado de estribor del buque, a unos 5 m por debajo de la línea de flotación. Aunque la anchura de las roturas no superaban los 5 cm, al afectar a cinco compartimentos de la cubierta inferior, produjo al barco un daño mortal.
00:00, evaluación de daños y repercusión en el barco
Smith, salió del camarote cuando ya el témpano estaba alejado y se informó de lo ocurrido. Ordenó detener de inmediato el barco e hizo llamar a Thomas Andrews y a John H. Hutchinson, el carpintero, para que bajasen a comprobar los daños. En ese momento, Wilde, en inspección del sector proel, fue informado por el señalero Hemmings y por el contramaestre Haines de que en el compartimento del pique de proa se escuchaba un silbido inusual, señal de que el agua desplazaba el aire contenido en su interior.
Pocos minutos después de la colisión, el cuarto oficial Joseph Boxhall inició el primero de sus dos viajes en dirección a la sección de proa para averiguar si se habían producido desperfectos. Justo después de que Boxhall se marchara, el Capitán mandó al cabo Alfred Olliver para que buscase al carpintero, posiblemente John H. Hutchinson, y le instruyó «tomar el calado del agua». 
Tras haber bajado hasta la cubierta F sin hallar nada inusual, Boxhall regresó al puente de mando, probablemente hacia las 23:50, y le informó al capitán Smith no haber visto ningún daño. Aparentemente Olliver no había retornado todavía, y el capitán le pidió al cuarto oficial que contactara con el carpintero para que sondeara el buque. Conforme Boxhall abandonaba el puente de mando, se topó con el carpintero, subiendo por la escalera desde la cubierta A, comunicándole que el Titanic estaba haciendo agua. Habiéndole dicho que subiera para que se lo transmitiera directamente al capitán, Boxhall descendió cubiertas abajo, encontrándose con el empleado postal John Richard Smith subiendo. Éste le comentó al cuarto oficial que «la sala de correos está llena» o «se está llenando rápidamente». Boxhall envió a John R. Smith al puente de mando para llevarle la noticia al capitán, y continuó bajando hasta la cubierta G, con destino a la sala de clasificación del correo, con el fin de ver la inundación por sí mismo. Allí descubrió al resto de los trabajadores postales moviendo las sacas de correos para evitar que se mojasen, con el agua sólo a unos 60 cm de donde él estaba. Finalmente el cuarto oficial se marchó para darle parte al capitán Smith.
Hay testimonios como el del cabo Alfred Olliver o el del pasajero Lawrence Beesley que afirman que el Titanic volvió a ponerse en marcha durante unos pocos minutos (Olliver testificó ante el Senado estadounidense haber visto a Smith telegrafiar la orden correspondiente a la sala de máquinas). Autores como David G. Brown afirman que esto agravó la situación dado que la marcha hacia adelante supuestamente hizo aumentar la presión del agua entrante contra el mamparo que separaba las salas de calderas 5 y 6, y quizá dicha presión también agrandó las fisuras ya existentes en el casco. 
Andrews informó al capitán en presencia de Bruce Ismay de que cinco de los compartimentos estancos delanteros de estribor se habían combado hacia dentro, saltando los remaches e inundándose. Al principio el daño no pareció fatal; sin embargo, el diseñador, Thomas Andrews, después de repasar el barco con el carpintero Huchtkins, confirmó que el tiempo estimado que el buque podría permanecer a flote no sería superior a unas dos horas.
Smith instruyó a sus oficiales para desalojar el barco, intentando no difundir el pánico. Impactado y en estado de conmoción creciente, Smith sabía por simple aritmética que muchos pasajeros morirían por el escaso número de botes salvavidas. Cuando recibió el aviso de que solo el RMS Carpathia había respondido y acudía al rescate y que tardaría cuatro horas en llegar, Smith se tornó, según algunos de sus críticos, progresivamente inseguro, errático y fue enajenándose de la situación.
00:10, preparación para abandonar el barco y llamadas de socorro
A las 00:05, el capitán dio orden de preparar los botes salvavidas y diez minutos después los operadores de radio empiezan a lanzar las primeras llamadas de socorro. La primera será: «CQD CQD CQD CQD CQD CQD de MGY MGY MGY MGY MGY posición 41.44 N 50.24 W». Además, en otras llamadas utilizará las siglas SOS, siendo uno de los primeros (y no el primero como se suele afirmar) en emplear este mensaje. El Titanic había colisionado a unos 600 km de la isla de Terranova. Varios barcos recibieron el SOS, entre ellos el Mount Temple, el Frankfurt, el Birma, el Baltic, el Virginia y el Carpathia. El Carpathia se encontraba a 58 millas (93 km) de distancia, y tras recibir el SOS cambió de rumbo y se dirigió a toda velocidad hacia la posición del Titanic, a pesar del riesgo de encontrar otros icebergs. Las llamadas de socorro del Titanic, también fueron escuchadas por su hermano gemelo, el Olympic, el cual se encontraba realizando una travesía de regreso a Inglaterra desde Nueva York; sin embargo, se encontraba a 500 millas (926 km) de distancia de la posición del Titanic, por lo que era imposible llegar a tiempo.
No obstante, varias horas después del naufragio, el Olympic se ocuparía de anunciar la pérdida de su buque gemelo a las oficinas de la White Star Line, así como del rescate de los supervivientes por parte del Carpathia.
Según algunas versiones, el Titanic tenía una emisora tan potente que al transmitir, interrumpía las comunicaciones de todos los buques cercanos. El 12 de abril por la noche se estropea la estación de radio. Esto obliga a sus operadores, Phillips y Bride, a localizar y reparar los fallos. El día 14 consiguen repararla, para entonces, tienen pendientes de transmitir 225 telegramas, y al transmitirlos uno detrás de otro continuaron interrumpiendo permanentemente a los demás barcos, cuyos operadores, sin obligación de permanecer «en escucha» aguardando su lugar para transmitir, optan incluso por apagar sus radios e intentarlo al día siguiente. Esto provocaría que unas horas después, cuando comience el naufragio, otras naves no contesten. En los momentos finales del hundimiento, y aunque el capitán Smith les indicaba que ya habían cumplido con su deber, que dejaran sus puestos e intentaran salvarse, Phillips se negaba a abandonar la estación y continuaba operando. Finalmente, ya sin electricidad, Bride se dirigió hacia proa y Phillips a popa, donde subiría a un bote salvavidas, pero éste volcaría y caería a las heladas aguas del Atlántico, no logrando sobrevivir. Bride, en otro bote, fue rescatado por el Carpathia.
0:20-2:20, abandono del barco, conflictos y hundimiento

Durante este tiempo, la tripulación hizo embarcar a los pasajeros en los botes salvavidas, empezando por los de las clases superiores. Los primeros botes se ocuparon con pocos pasajeros. Será luego cuando los sucesivos botes se llenen por completo al apreciarse la gravedad de la situación. En la banda de estribor, Murdoch organizó los turnos de embarque dando preferencia a mujeres y niños, solo cuando no quedaba ninguno de ellos, dejó embarcar a los hombres. En la banda de babor Lightoller interpretó restrictivamente las órdenes y no dejó embarcar a ningún hombre.

Animación que representa el avance del hundimiento desde la colisión con el iceberg. En rojo, se muestran los mamparos estancos del buque.

A la 1:30 la proa estaba casi sumergida y a las 2:05 el agua alcanzaba la cubierta A; se desató el pánico entre los que quedaban y hubo disparos y confusión. En el bote plegable C embarcó Ismay en el último momento, gesto que sería juzgado muy severamente por la opinión pública americana y británica. Entre las 2:10 y las 2:15, la cubierta del barco se sumergió bajo el agua rápidamente y el agua entró a raudales a través de escotillas y rejillas abiertas inundando todo lo que había a su paso. Cuando su popa salió del agua, exponiendo las hélices, el barco no podía soportar el la enorme fuerza que esta ejercía y se partió  en dos pedazos principales entre la tercera y cuarta chimenea. Se estima que al menos 500 personas perdieron la vida en esta caótica fase del hundimiento. Con la proa bajo el agua y el aire atrapado en la popa, la popa permaneció a flote y flotando durante unos minutos más, elevándose a un ángulo casi vertical con cientos de personas todavía aferradas a ella, antes de hundirse a las 2:20 dejando en torno a varios cientos de pasajeros en el agua letalmente fría con una temperatura de -2 °C sin esperanza de salvarse.
El hundimiento se saldó con 1496 (es decir el ≈68 % del total de personas que iban a bordo del barco), por ahogamiento o hipotermia la mayoría. Según la investigación del Senado de los EE. UU., aunque el buque cumplía las medidas de salvamento exigidas por la legislación entonces vigente, la capacidad de los botes salvavidas no era suficiente para el número de personas a bordo, entre el pasaje y la tripulación. Hubo también evidentes errores durante la evacuación de la nave, ya que se embarcaron 711 personas de un total de 1178 plazas disponibles en los botes, habiéndose dado preferencia a la primera y segunda clase, mujeres y niños principalmente, mientras que el 75 % del pasaje de tercera clase no pudo salvarse. Fue uno de los peores desastres marítimos en tiempos de paz de la historia y sin duda el más famoso. La White Star alquiló cuatro barcos para recuperar los cuerpos del desastre: el Mackay-Bennett, el Minia, el Montmagny y el Algerine. Los cuatro barcos lograron recuperar un total de 328 cuerpos, de los cuales 119 fueron devueltos al mar debido a su avanzado estado de descomposición y solo 54 fueron entregados a sus familias.

### Rescate de los pasajeros

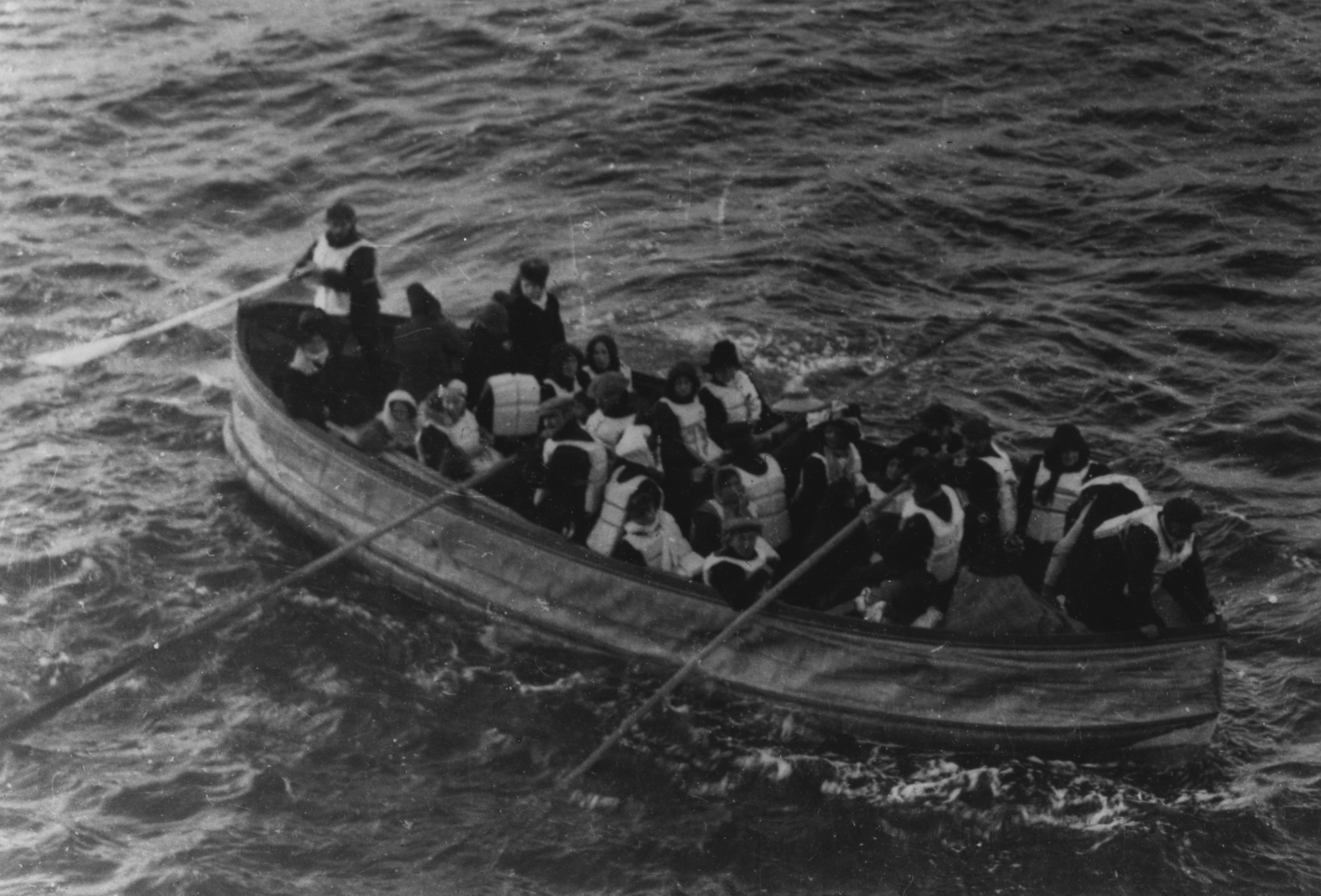
El plegable D, uno de los botes con supervivientes del Titanic, a punto de ser rescatado por el.

El RMS Carpathia era un transatlántico menor de 13 555 toneladas de la Cunard Line que venía desde Nueva York en ruta hacia Fiume (Imperio austrohúngaro); lo comandaba el veterano capitán Arthur Rostron. Alrededor de las 00:26 del 15 de abril de 1912, recibió la increíble noticia de que el Titanic se hundía tras impactar con un iceberg. El mensaje CQD enviado era tan angustiante que Rostron no tuvo dudas de ello y cambió de rumbo, forzando las máquinas del barco hasta llegar a hacer 17,5 nudos. El Carpathia estaba en ruta paralela y en rumbo encontrado, a unas 58 millas de distancia hacia el sur de la posición del Titanic, casi en línea recta. Avisó al Titanic de que llegaría al lugar en el intervalo de 4 horas.

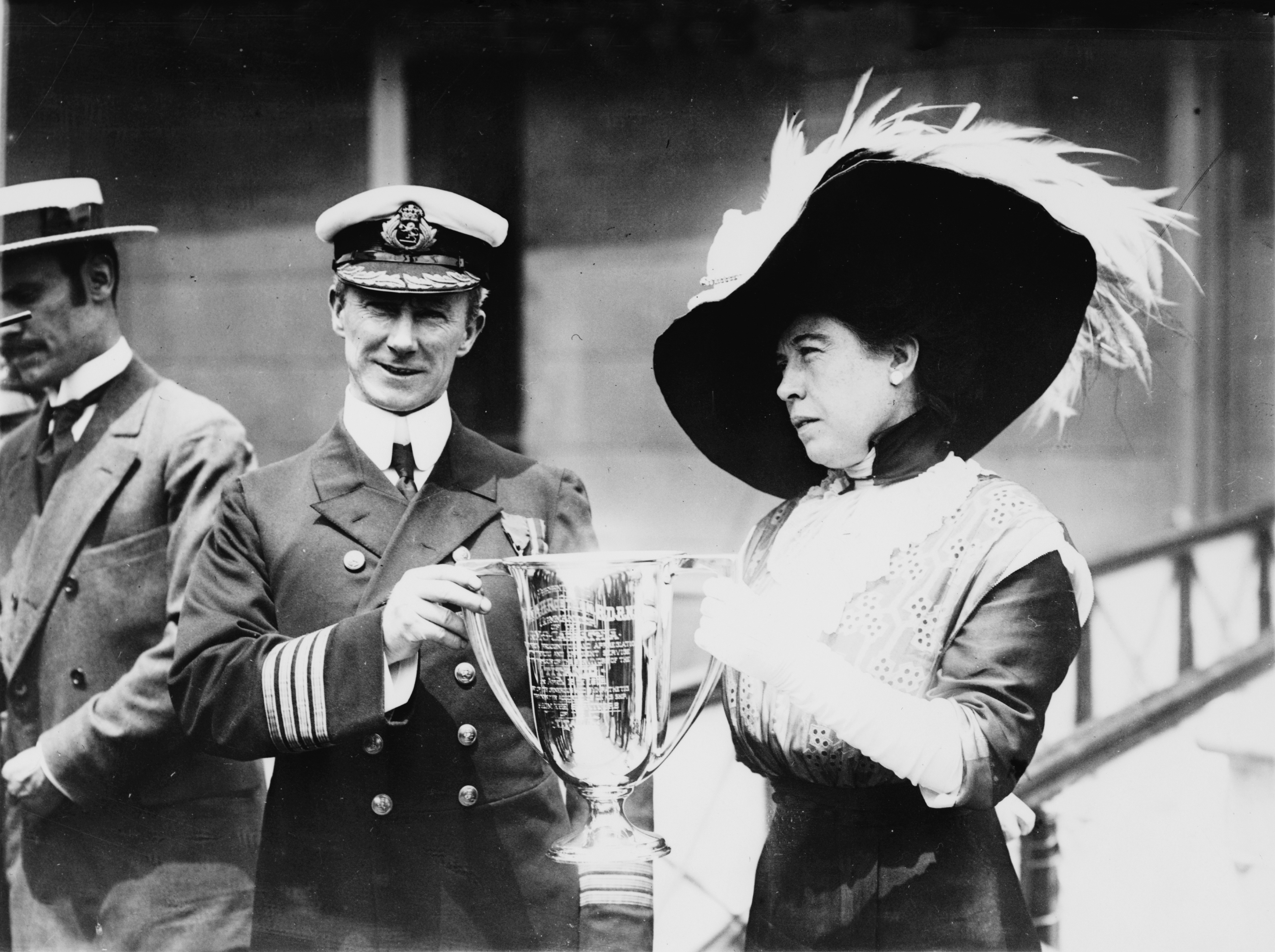
El capitán Arthur Rostron junto a Margaret Brown, exhibiendo el premio concedido por su participación en el rescate de los supervivientes del Titanic.

El Carpathia no era el barco más cercano: el SS Californian, un buque de transporte mixto al mando del capitán Stanley Lord, estaba a 20 millas de distancia y tenía al Titanic a la vista, pero por haber desconectado el telégrafo inalámbrico debido entre otras razones al pésimo trato dado por el telegrafista Jack Philips del Titanic 10 minutos antes del choque y su capitán, Stanley Lord, haber desestimado las muchas señales visuales luminosas enviadas por el barco condenado, no tomó parte en el rescate. Las controvertidas y contradictorias declaraciones posteriores de Lord ante la Comisión británica acabaron con su reputación y fue desvinculado de la Leyland Line.
El Carpathia llegó aproximadamente a las 4 de la mañana al sector y al amanecer descubrió los botes salvavidas del infortunado transatlántico en medio de los témpanos. Logró rescatar a 706 pasajeros (uno fallecido) y además subió a bordo 13 botes del extinto buque, y se retiró del lugar a las 8:50, momento en el que el Californian apareció en el horizonte acudiendo al rescate tardíamente y Rostron le encargó barrer la zona en búsqueda de supervivientes. Puso rumbo de vuelta a Nueva York y durante la travesía albergó a los pasajeros según su clase y mantuvo silencio telegráfico hasta llegar a Nueva York, donde desembarcó a los pasajeros y los botes del Titanic en medio de la mayor expectación periodística.

## Secuelas y consecuencias

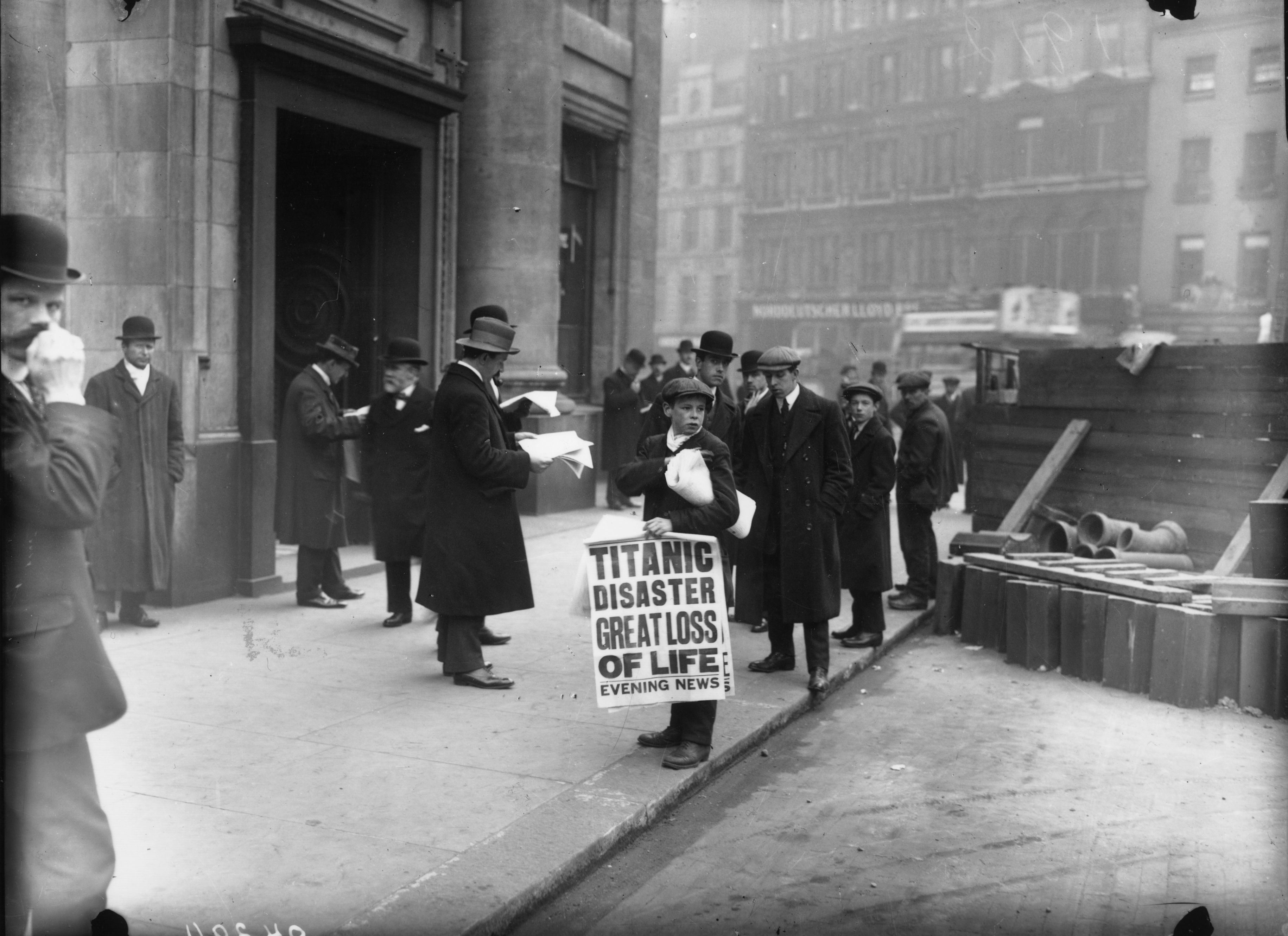
Un joven vendedor de periódicos de Londres, Ned Parfett, con la noticia del desastre.

A raíz de este accidente, se hizo cargo el afamado jurisconsulto Lord Mersey y se convocó en 1913 en Londres la primera Convención sobre Seguridad de la vida en el mar, que adoptó en 1914 el primer Convenio internacional para la protección de la vida humana en el mar (SOLAS, por sus siglas en inglés), una serie de medidas para evitar la serie de fallos que habían motivado y agravado tal catástrofe, entre ellos la habilitación de una ruta mucho más al sur en tiempos de deshielo y una patrulla marítima que advirtiera periódicamente de icebergs en ruta.
Tras el desastre, uno de los sobrevivientes más vilipendiados y vituperados por la prensa estadounidense y británica fue Bruce Ismay, por abandonar el barco cuando aún quedaban muchas mujeres y niños en él. La sociedad de Londres lo acusó y lo etiquetó como uno de los mayores cobardes de la historia. El 30 de junio de 1913, Ismay dimitió de la presidencia de la International Mercantile Marine Company y de la presidencia de la White Star Line, siendo sustituido por Harold Sanderson.
Otro de los perjudicados fue el capitán del Californian, Stanley Lord, a quien se le trató de cobarde y negligente al ser sindicado como el barco que estaba más cerca del Titanic (10-13 millas) y no haber hecho nada por intentar reconocer la procedencia de las bengalas blancas vistas por el vigía.
En cambio, la figura del capitán Smith fue exaltada en el sentir popular, erigiéndosele una estatua en su pueblo natal, en calidad de héroe. No cabía duda de que el capitán dio honor a su mando y protocolo de salvamento de la época al dar prioridad a sus pasajeros. La fidelidad a su trabajo hizo popular una frase que fue respetada por muchas décadas a partir de la tragedia: «the captain goes down with the ship» o «el capitán se hunde con el barco».
La leyenda del Titanic sería nuevamente recordada, aunque en circunstancias diferentes, con el hundimiento del RMS Lusitania en las aguas de Irlanda el 7 de mayo de 1915, durante la Primera Guerra Mundial. El Lusitania fue el inspirador del lujo para la White Star Line. La tragedia perduró en la memoria colectiva a través del tiempo siendo revivida en el celuloide en varias oportunidades y gracias a la literatura acerca del tema. El Carpathia también se hundió víctima del ataque de los submarinos alemanes, pocos meses antes del fin de la guerra, en 1918.

## Reacciones consecuentes al siniestro
En 1898, 14 años antes del naufragio, se publicó El naufragio del Titan de Morgan Robertson. El libro narraba la historia del Titan, un barco que se creía inhundible y cuyos pasajeros eran gente rica y despreocupada. Lamentablemente para éstos, el barco choca en una fría noche de abril contra algo similar a un témpano de hielo. Además de hundirse en el mismo mes del año que el Titanic, el Titan tiene casi el mismo peso, longitud y capacidad de pasajeros que este. Unos creen que se trata de una casualidad, pero otros creen que el autor escribió el libro como una predicción de lo que sucedería años después.
Filmaciones y cosas del barco
- Algunos pasajeros, como la familia Odell o el sacerdote católico Frank Browne, que desembarcaron en Queenstown (Irlanda), han aportado las pocas docenas de fotografías verdaderas del Titanic terminado que se conservan.[31]

Casi todas las fotografías de exteriores e interiores que se muestran publicadas en nombre del Titanic en medios como páginas web, revistas, periódicos, documentales, reportajes televisivos, exposiciones o libros, en realidad pertenecen a su buque hermano, el Olympic. El motivo principal de dicha acción es el mencionado escaso número de fotografías originales tomadas del Titanic.
Esto es debido a su efímera vida. Los interesados en fotografiar tanto el interior como el exterior del Titanic dispusieron de tan solo unas pocas semanas (desde que el buque estuvo totalmente equipado) en poder hacerlo, en contraste con los 24 años de existencia que estuvo de servicio su gemelo, el Olympic.
- En la misma línea con el anterior punto, únicamente existe un vídeo filmado del aspecto exterior casi acabado del Titanic en Belfast (Irlanda del Norte).[206]

- Se puede observar en la citada grabación muda;

- El casco aún no había sido terminado de pintar.
- La mitad delantera de la cubierta A aún no había sido cerrada por un grupo de 42 ventanas.
- El nombre «TITANIC» pintado justo por debajo del castillo de proa (min 0:13).

- El resto de grabaciones visuales auténticas, al igual que de fotografías recientes, corresponden a las filmaciones submarinas de los restos del naufragio desde 1985.

- Tampoco se tiene constancia de grabaciones sonoras con sonidos propios del transatlántico. Como por ejemplo, el estruendoso silbido de las sirenas, la ruidosa evacuación del vapor de las calderas por las chimeneas, o el ruido del agua y del viento que eran desplazados cuando el barco avanzaba sobre el mar.

Pasajeros

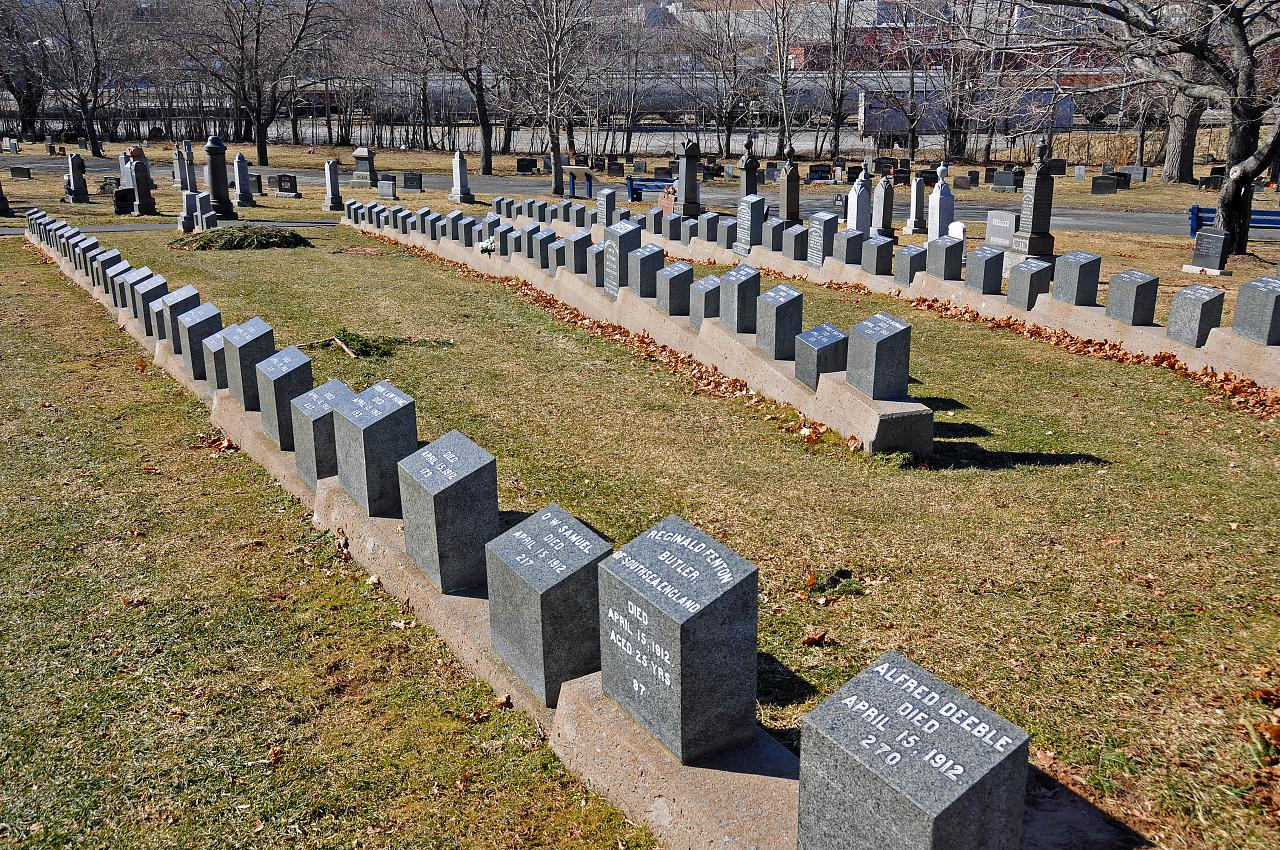
Lápidas de víctimas del Titanic en el cementerio Fairview de Halifax.

- Paradójicamente, casi ningún superviviente de los momentos finales del naufragio recordó haber observado el desmembramiento del buque en dos. La explicación más lógica, puede ser, la evidente oscuridad de la noche que se acentuó tras apagarse las luces del barco.

- Las cenizas de los restos mortales cremados de los supervivientes Joseph Boxhall (1884-1967), Frank Goldsmith (1902-1982), y Ruth Elizabeth Becker (1899-1990) fueron derramadas en la posición oceánica donde el Titanic había desaparecido décadas atrás.

- La superviviente anglo-argentina Violet Jessop (1887-1971), destacó por haber sobrevivido a los desastres marinos de los tres buques de la clase Olympic. Se encontraba a bordo cuando;

- En 1911, el Olympic colisionó lateralmente contra el buque de guerra HMS Hawke.
- Naufragó el Titanic.
- En 1916, el tercer barco del trío, el Britannic, se fue al fondo marino en aguas griegas a consecuencia aparente del choque contra una mina submarina.

- Al superviviente japonés Masabumi Hosono (1870-1939) se le reprochó en su país su salvación por avergonzar a su nación ante la mirada de Occidente, llegando incluso a perder su empleo en el gobierno.[207]

## Descubrimiento del pecio

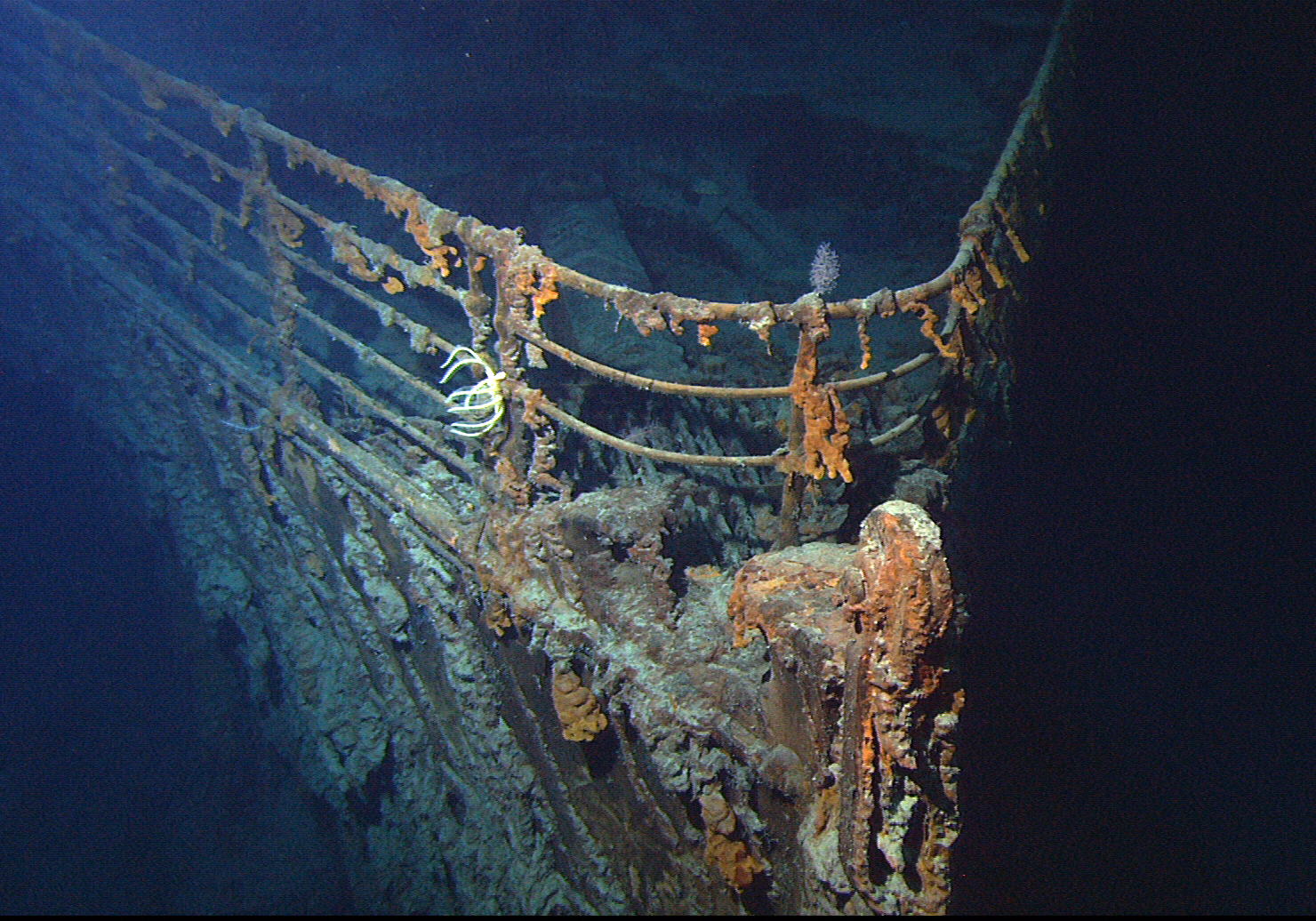
La proa del pecio del Titanic, fotografiada en junio de 2004.

El pecio del Titanic fue localizado el 1 de septiembre de 1985 a la 1:05 por una expedición franco americana dirigida por Jean-Louis Michel del IFREMER y por el Dr. Robert Bob Ballard de la Institución Oceanográfica de Woods Hole. Los restos fueron localizados a una profundidad de 3821 m, a 625 km al sudeste de Terranova. Se utilizó el equipo sumergible ARGO que iba provisto de cámaras sensibles a la oscuridad.
Una vez explorado preliminarmente se descubrió que el barco no estaba entero, sino que estaba partido en dos, lo que sugirió que se partió en el momento de hundirse. Curiosamente, la mayoría de los supervivientes, a excepción de Jack Thayer o Eva Hart, no recordaba este suceso; según los propios dibujos de la época, aparecidos en la prensa, el barco se hundió aparentemente de una pieza y con la popa al aire. Una visión fantasmal surgió desde el fondo pudiendo verse la sección de proa del famoso buque llena de carámbanos de óxido y en relativo estado general, en todo caso peor de lo que se imaginaron muchos interesados en el tema, que esperaban ver un barco casi entero y en buen estado en el fondo.
El descubrimiento de los restos realizado por el equipo de Ballard y Michel hizo que volviera al presente el interés por el Titanic, realizándose desde ese momento numerosas exposiciones de objetos rescatados del pecio y apareciendo sociedades históricas y culturales que difunden e investigan todo lo relacionado al transatlántico.

### Otras misiones

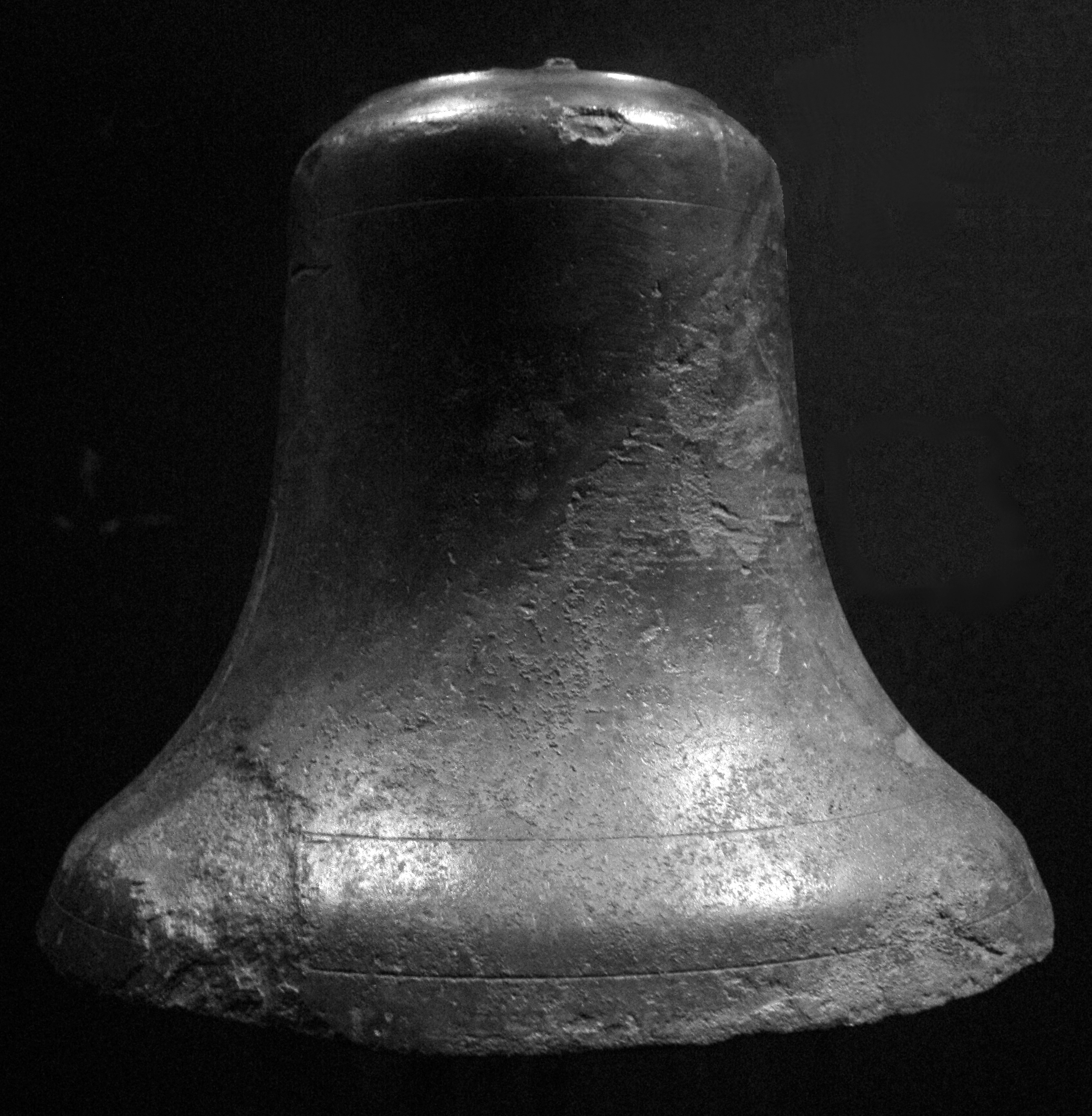
Campana del Titanic.

Un año más tarde de su descubrimiento, en 1986, otra misión, esta vez tripulada por tres personas a bordo del vehículo de inmersión profunda Alvin de la Institución Oceanográfica de Woods Hole, llegó hasta el lugar del naufragio del Titanic. En 1987, una expedición francesa llegó al lugar con el objetivo de rescatar objetos del fondo marino. Surgió la controversia de si es más valioso dejar los restos en su lugar histórico o rescatar los objetos para exhibirlos en museos o muestras itinerantes.
En 1994, la compañía RMS Titanic, Inc. (una filial de Premier Exhibitions Inc.) fue reconocida como la organización con los derechos para recuperar y preservar los artefactos del Titanic. La orden dictada por una corte de los Estados Unidos fue reconfirmada en 1996. Durante las siete expediciones realizadas en 1987, 1993, 1994, 1996, 1998, 2000 y 2004, RMS Titanic, Inc. recuperó 5500 objetos, desde parte del casco hasta pequeñas piezas. Más de 15 millones de personas de todo el mundo han visto los artefactos que se exhiben en una muestra itinerante. En 1998, una expedición recuperó una pieza del casco del barco de 20 toneladas, para ser exhibida.
El  domingo 18 de junio de 2023, un artefacto autónomo sumergible, no normalizado,  llamado Titan —fabricado como una olla de presión en titanio y fibra de carbono—, que transportaba a cinco personas, desapareció durante su misión de documentación de los restos del trasatlántico. Los tripulantes habían pagado una suma de $250 000 USD por el tour que los conduciría para ver los restos del naufragio. Sin embargo, al cabo de 1 hora y 45 minutos de haberse sumergido (2000 m de profundidad aprox.), se perdió toda comunicación con el barco desde el cual se realizaban las exploraciones. Habiendo ocurrido el incidente, se efectuó una búsqueda intensiva de la nave y sus cinco tripulantes por parte de las guardia costeras desde el propio barco, que intentaba recuperar algún contacto con el submarino por control remoto y los equipos de rescate de Estados Unidos y Canadá. El oxígeno disponible para los exploradores dentro del submarino alcanzaba apenas para 96 horas, por lo que la tarea de intentar encontrarlos con vida se volvió una carrera contrarreloj. No obstante, en la tarde del jueves 22 de junio, la empresa OceanGate a la que pertenecía la nave desaparecida, confirmó a la prensa la muerte de los cinco viajeros, por una implosión sucedida por la fuerza de la presión del agua. Los pasajeros murieron pulverizados, sin tiempo de darse cuenta, en menos 30 milisegundos de implosión. Solo se hallaron vestigios.

### Estado actual del casco

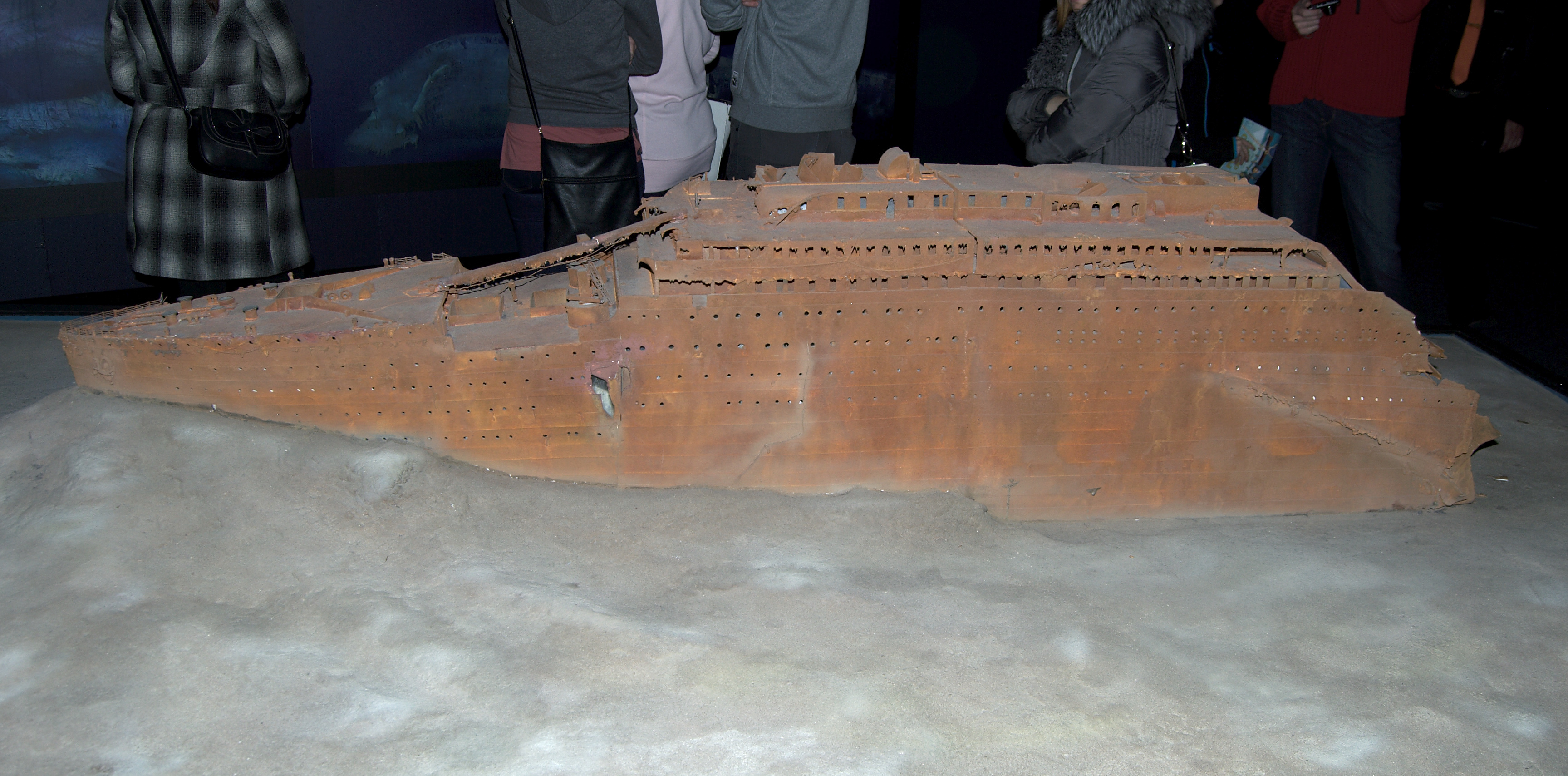
Modelo que representa el estado actual de la sección de proa.

Los restos del Titanic se encuentran partidos en dos secciones, de proa y popa, que están separadas entre sí por 600 m: la corrosión marina ha hecho sus efectos llenando de carámbanos de óxido cada espacio del buque y la tumba que es en sí el barco está muy oxidada y degradada, algunos perfiles son apenas reconocibles, la cubierta de madera y todos los objetos exteriores de ese material han desaparecido y solo está presente la base de hierro cubierta en parte por los restos del fango (la parte inferior) y otras concreciones marinas.

### Degradación de los restos
Después de su descubrimiento por el Dr. Ballard, los restos del Titanic han sido sistemáticamente saqueados, extrayéndose cientos de artefactos, tales como porcelanas, botellas, maletas, etc. El estado general del pecio ha preocupado últimamente a la comunidad científica, pues se ha verificado un aumento de la velocidad de corrosión pese a la escasa proporción de oxígeno en las frías aguas. Esto es debido a las fuertes corrientes imperantes, como la de Loreley que recorre todo el fondo marino del sector.

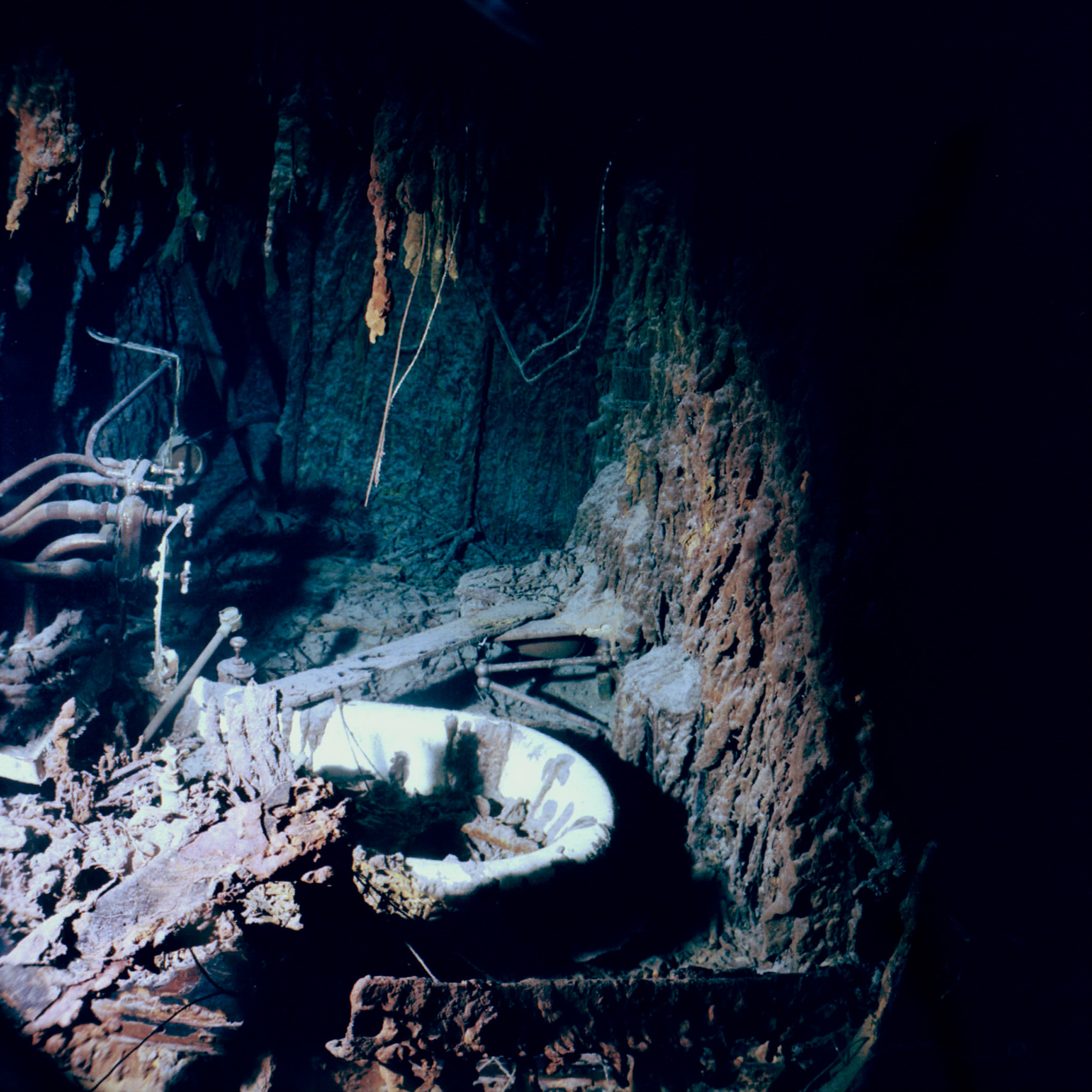
Bañera del capitán Smith, oculta bajo los escombros desde 2019.

En 2010, un equipo de investigadores descubrió la bacteria Halomonas titanicae en los restos, y se sospecha que esta bacteria sea la responsable de acelerar el deterioro de la estructura. En 2012, y con el centenario del naufragio, el pecio del Titanic entró en la declaratoria de la UNESCO que protege los naufragios, estando ya el naufragio con su área de escombros protegidos. Aunado a esto se tiene por vez primera un mapa detallado del área de escombros cartografiando la extensión total del naufragio.
Desde el descubrimiento de la tumba marina del Titanic en 1985, el pecio ha sido visitado intrusivamente, bien sea por motivos de investigación, saqueos de objetos personales, o simplemente por codicia y publicidad. Las visitas a los restos han sido tan relativamente frecuentes que, hasta hace poco, ha sido difícil evaluar los perjuicios adicionales causados por las exploraciones submarinas con respecto a la degradación natural del buque. El descubridor del pecio, el Dr. Ballard, culpó en 2004 duramente del deterioro progresivo del navío a la curiosidad humana. Sin embargo, parece ser que aún no existe consenso general entre los científicos y expertos en la citada acusación.
Nuevas inmersiones en 2019 han encontrado un mayor deterioro de los restos, incluida la pérdida de la bañera del capitán. Entre el 29 de julio y el 4 de agosto de 2019, un vehículo sumergible para dos personas que realizaba una investigación y filmaba un documental se estrelló contra el pecio. EYOS Expeditions ejecutó las inmersiones secundarias. Informó que las fuertes corrientes empujaron al submarino hacia los restos, dejando una «mancha de óxido roja en el costado del submarino». El informe no mencionó si el Titanic sufrió algún daño.

#### Principales desintegraciones
En la sección de proa, concretamente en el castillo de proa, la cofa, situada en el mástil que yace desplomado hacia el lado de babor de la cubierta superior, desapareció en 1987, probablemente disuelta por la corrosión marina o arrancada tras el impacto de avance de algún submarino, cayendo así por una de las escotillas hacia el interior del pecio. En 2005, se observó que el mástil caído se había curvado hacia abajo.
La cubierta de botes finalizaba nivelada hasta la posición del gimnasio en 1985. A partir de ahí, se inclinaba hacia abajo hasta alcanzar la zona de la rotura. Actualmente, toda la parte posterior a las cabinas de primera clase, incluyendo el derruido vestíbulo de la escalinata de proa, más el desintegrado gimnasio, se ha derrumbado sobre la cubierta inferior. Los primeros indicios del citado colapso se remontan a 2005, cuando se detectó que el vestíbulo de la escalinata empezaba a colapsar aún más. Además, hacia 1994, el techo del gimnasio ya se había desplomado.
En el sector que rodea la desaparecida caseta que alojaba el puente de mando, en 2001, las barandillas de baluarte de los alerones habían cedido, al igual que las paredes externas de estribor y babor de los camarotes de los oficiales, la pared delantera derrumbada de la caseta de gobernación y el techo de la cabina del capitán. El erguido fragmento resquebrajado de la chimenea número 1 ya no estaba en 2001. En la cubierta A varios agujeros se han abierto por encima y por debajo de las ventanas exteriores del área de paseo. y en la cubierta D, en el costado de babor, uno de los portalones de acceso de primera clase permanecía con la puerta abierta hacia afuera en 1985. Esa puerta, ya no cuelga de sus bisagras.
En julio de 2019 los restos del Titanic fueron golpeados por un pequeño submarino privado construido por la empresa «Triton Submarines» y que pertenecía a la compañía de aventuras británica «EYOS Expeditions». Según el líder de la expedición, las corrientes intensas y altamente impredecibles causaron que el piloto perdiera el control del submarino provocando la colisión con el pecio. Según documentos legales vistos por el diario The Telegraph, las autoridades estadounidenses mantuvieron este accidente en secreto. Dichos documentos fueron emitidos por un tribunal competente. Cabe mencionar que esta es la primera colisión con los restos del Titanic de la que se tiene constancia desde su descubrimiento en 1985.
RMS Titanic Inc., una compañía de exhibición y salvamento que posee el exclusivo derecho de rescatar elementos del barco hundido, quiere recuperar la radio de la firma Marconi, que se encuentra en los compartimentos de la cubierta superior. Para ello pidió los permisos necesarios en un tribunal federal de Virginia. RMS Titanic Inc. ha declarado que quiere hacerlo antes que el Titanic se derrumbe y entierre todo lo que hay. Otras instituciones prefieren que se dejen los restos en paz, en memoria de los fallecidos en el accidente.

## Pasajeros
Millvina Dean fue la última fallecida de los pasajeros que sobrevivieron al hundimiento del Titanic. Murió el 31 de mayo de 2009 en Inglaterra. Sin embargo, la última que aún podía recordar el hundimiento era Lillian Asplund, ya que cuando ocurrió tenía cinco años, pero falleció el 6 de mayo de 2006 en Massachusetts, Estados Unidos. Además, al igual que su madre, siempre se negó a dar su testimonio del desastre. Barbara West, que tenía 10 meses y 22 días al momento del hundimiento, también falleció en octubre de 2007, por tanto, Millvina Dean (Elizabeth Gladys Dean), con 10 semanas en el momento del desastre, fue la persona más joven de todas las que embarcaron y la última fallecida de los sobrevivientes.

## Mitos y leyendas

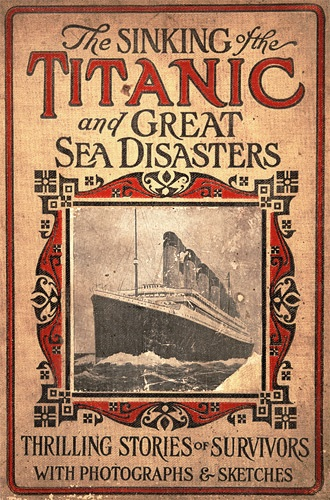
Portada del libro de Logan Marshall The Sinking of the Titanic, uno de los primeros publicados en 1912 tras la catástrofe, y que ha sido criticado su sensacionalismo e inexactitud.

Existen multitud de mitos y leyendas acerca del naufragio del Titanic. Desde su consideración de buque insumergible, hasta la polémica acerca de la última canción interpretada por la orquesta del barco en los momentos finales. Muchos de estos mitos surgieron inmediatamente tras el hundimiento. La primera oleada de libros fue publicada poco después de la tragedia, y muchos de ellos seguían un patrón establecido que se había empleado para otros desastres como el huracán de Galveston de 1900 y el terremoto de San Francisco de 1906. Los editores prepararon a toda prisa libros instantáneos o «dollar books» que eran publicados en gran número en papel barato a un precio de un dólar.
Resumían la cobertura de la prensa, suplementada por extractos de los relatos de supervivientes y elogios sentimentales hacia las víctimas. El libro de Logan Marshall The Sinking of the Titanic and Great Sea Disasters (también publicado como On Board the Titanic: The Complete Story With Eyewitness Accounts) era un típico ejemplo de dicho género. Muchos de estos «libros instantáneos», como el de Marshall Everett Story of the Wreck of the Titanic, the Ocean's Greatest Disaster: 1912 Memorial Edition, eran publicados como «memoriales» o ediciones «oficiales» en un intento de garantizar una falsa pátina de autenticidad. Así como también el cine ha creado distintos mitos de este hundimiento como «La muerte del capitán Smith o el empresario malvado», existe otro mito que es muy famoso y que hace cuestionar si realmente fue un Iceberg o un incendio.
Una leyenda urbana popular entre grupos religiosos es la de que el diseñador del barco, Thomas Andrews, al preguntarle un periodista antes del zarpamiento qué tan seguro era el Titanic, él habría respondido: «Ni Dios puede hundir este barco», lo cual ocasionaría la tragedia en la que se vio envuelta la embarcación.

## Cultura popular
Películas

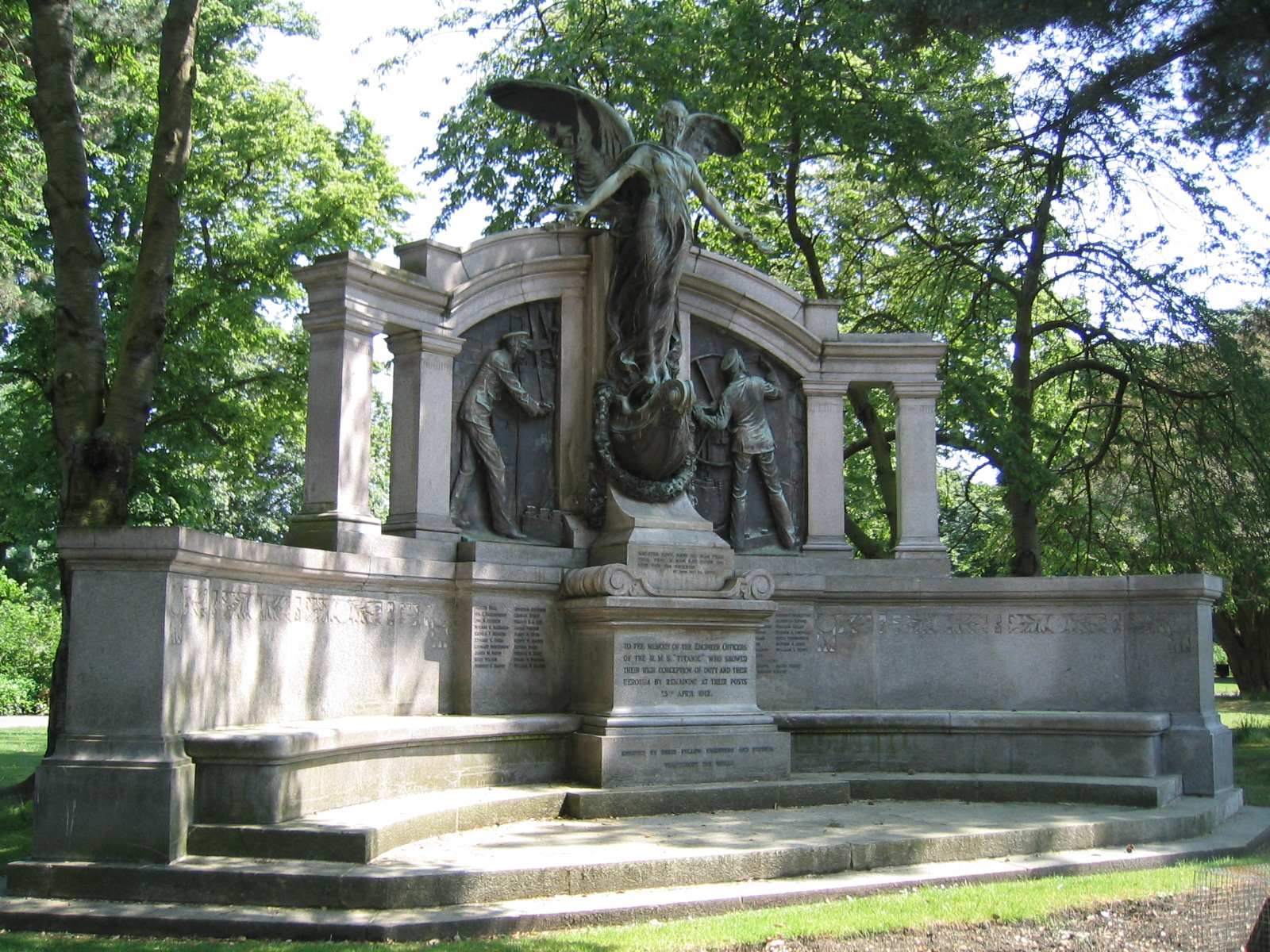
Monumento a los ingenieros del Titanic en Southampton.

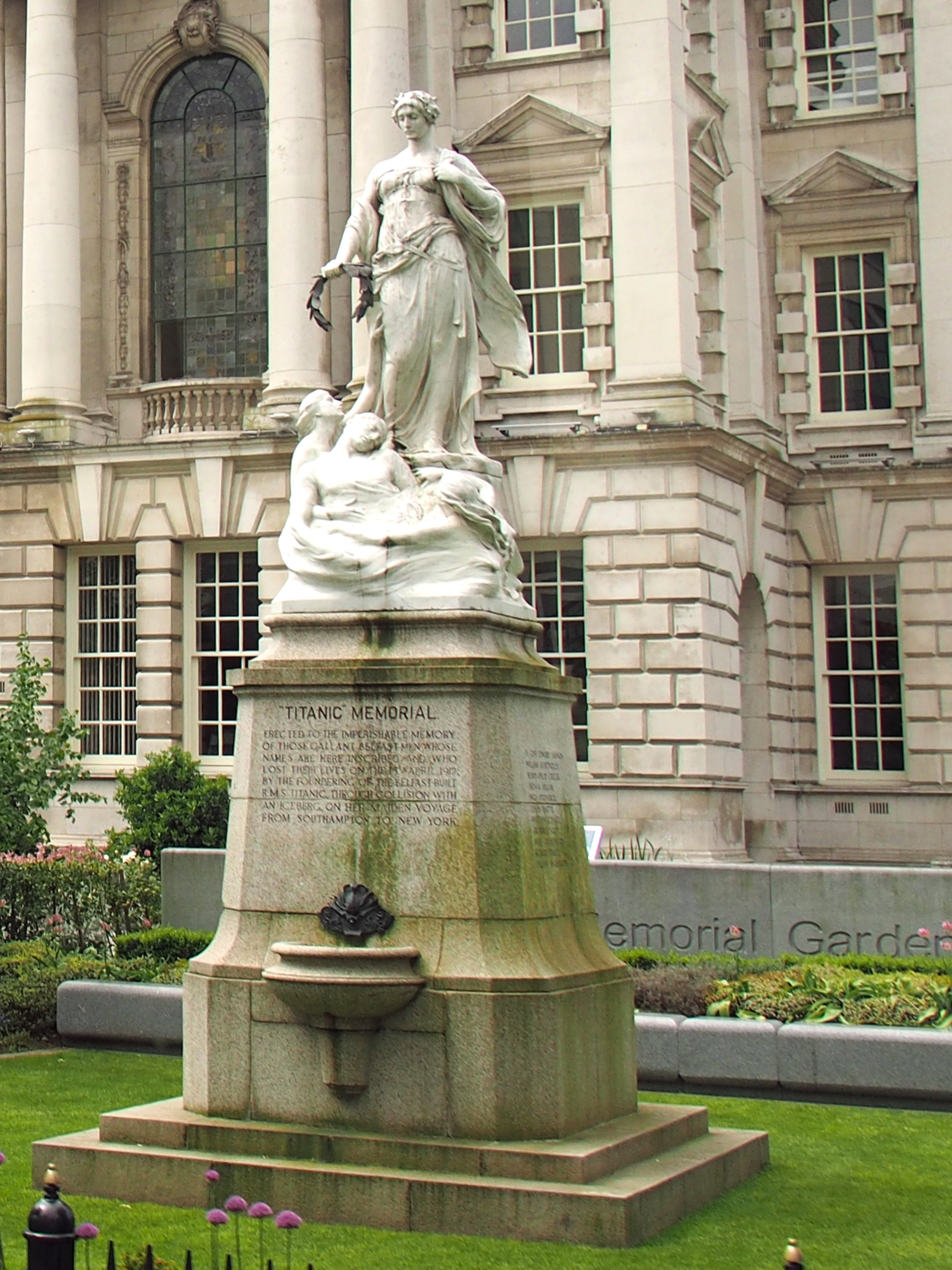
En 1920 fue erigido un monumento en Belfast para conmemorar las víctimas del naufragio.

El Titanic ha protagonizado un gran número de películas y series, siendo la más célebre la película homónima estrenada en 1997, obra del director James Cameron, que consiguió ser un gran éxito de crítica y público, ganando 11 Óscar, y convirtiéndose, en su época, en la película más taquillera de la historia (hasta 2010, cuando fue superada por Avatar, otra película del mismo director y en 2019 bajando al tercer puesto al ser superada por Avengers: Endgame), con una recaudación mundial total de 2100 millones de dólares. Otras obras que relatan la historia del Titanic son:
- Salvada del Titanic, película perdida de 1912 que contó con la participación de la superviviente Dorothy Gibson.
- In Nacht und Eis (1912).
- Atlantic (1929).
- Titanic (1943, película de propaganda nazi).
- Titanic (1953).
- La Última Noche del Titanic (1958). Pese algunas inexactitudes, es considerada por muchos historiadores como la película más fiel a la recreación histórica del hundimiento del transatlántico.
- S.O.S. Titanic, película de televisión (1979).
- Rescaten el Titanic (1980).
- Titanic, película de televisión (1996). Protagonizada por Catherine Zeta-Jones.
- La camarera del Titanic (1997). Protagonizada por Aitana Sánchez-Gijón y Olivier Martínez.
- Titanic (1997). Protagonizada por Leonardo DiCaprio y Kate Winslet. En 2012 fue reestrenada, siendo digitalizada en 3D, en 2023 fue remasterizada y trasladada al 4K.
- La leyenda del Titanic, película animada italiana. (1999).
- Titanic: La Leyenda Continúa, película animada ítalo-española. (2000).
- Tentacolino, película animada italiana. (2004).
- Titanic II (2010). Protagonizada por Shane Van Dyke y Marie Westbrook.
- The Unsinkable (2018).
- Titanic 666 (2022). Película estadounidense, que contiene el género terror y suspenso.

Series
- Titanic:sangre y acero, Miniserie de 12 capítulos, estrenada en 2012, al recordarse el centenario del naufragio del barco.

Documentales
- En 1995 se estrenó en los cines IMAX el documental de 95 minutos Titanic,[238] dirigido por Stephen Low. En él aparece el testimonio de dos supervivientes; Frank Goldsmith (1977) y Eva Hart.
- En 2001 el director de la película Titanic (1997), James Cameron, dirigió y produjo el documental Misterios del Titanic, en el que se pueden apreciar algunas imágenes de los restos del naufragio.

Música
- The Sinking of the Titanic (El hundimiento del Titanic), música compuesta por Gavin Bryars en 1969.
- Rest in Pieces (April 15, 1912), canción de Metal Church, de su disco Blessing in Disguise de 1989.
- «Sepelio en el mar», del grupo mexicano Transmetal, en su disco «Sepelio en el mar» (1990).
- My Heart Will Go On, canción representativa del Titanic interpretada por Céline Dion en 1997.[239]

Arte
El artista estadounidense Ken Marschall ha realizado numerosas pinturas de célebres transatlánticos y es experto en el Titanic. Tras el descubrimiento de los restos del barco, Marschall ha realizado numerosas ilustraciones del interior y exterior del mismo, durante su travesía, hundimiento y posterior deterioro de los restos, que han aparecido en diversos medios impresos (revistas, libros, etc.) como la revista Time o National Geographic. También fue consultor de James Cameron durante la filmación de su famosa película en 1996.
Videojuegos
Desde el descubrimiento de los restos, se han publicado varios videojuegos con el Titanic como argumento, para diversas plataformas; la mayoría de ellos se basan en que el jugador es un pasajero del malogrado barco y debe tratar de escapar, o bien lidera un equipo submarino de exploración en el pecio. El primer juego que se tiene constancia es de 1988: Titanic. El juego quizás más conocido, Titanic: Adventure Out of Time, fue publicado en 1996 por Cyberflix, un año antes de la película de James Cameron.
Desde 2012, se viene desarrollando otro videojuego llamado Titanic: Honor and Glory, desarrollado por Four Funnels Entertainment. De acuerdo a sus desarrolladores, el juego contará con la más exacta representación digital del barco hasta la fecha, incluyendo también una representación digital de la ciudad de Southampton en 1912. El juego permitirá explorar el interior del barco en su totalidad, y está pensado no solo como entretenimiento, sino también como proyecto de recreación histórica y homenaje a todos aquellos que perdieron su vida en el hundimiento del Titanic.
Exposiciones
Belfast, 2012

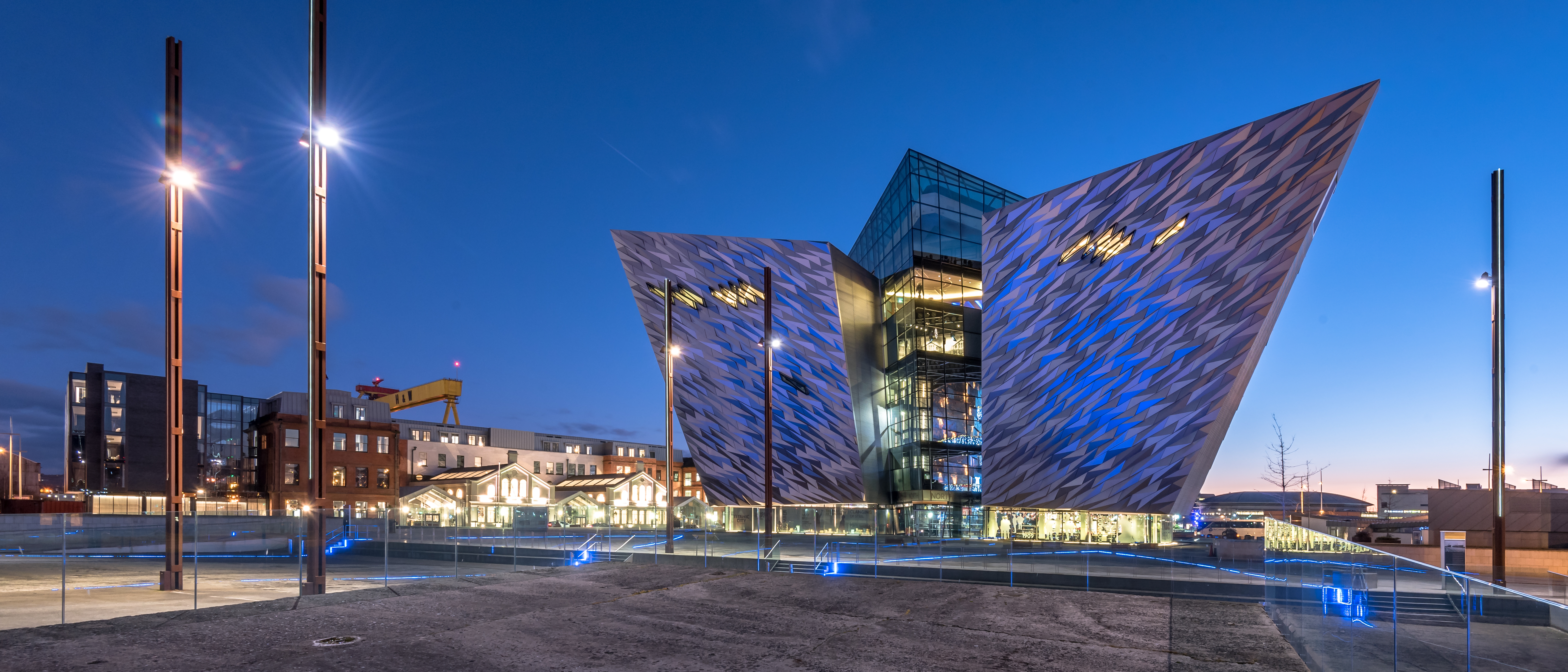
Vista del Titanic Belfast, noviembre de 2017.

El 31 de marzo de 2012 en Belfast, se inauguró el museo y monumento Titanic Belfast, dedicado al patrimonio marítimo de la ciudad. Dicho museo se levanta en la ubicación exacta del antiguo pórtico de Harland & Wolff —conocido actualmente como el «Titanic Quarter»— donde se construyó el famoso transatlántico.
Barcelona; abril de 2012
Entre el 14 y el 15 de abril de 2012, en conmemoración al 100.º aniversario del hundimiento del Titanic, el Museo Marítimo de Barcelona albergó una exposición temporal sobre el transatlántico. En ella, sus visitantes pudieron conocer más de cerca la infame historia del buque, incluso presenciar algunos de los objetos recuperados tras el desastre.
Sumado a esta exposición, la ciudad condal recreó al detalle la última cena que se llevó a cabo a bordo antes de la colisión con el iceberg.
Atlanta, 2012–13
Entre el 16 de noviembre de 2012 y el 6 de enero de 2013, la ciudad de Atlanta, Georgia fue una de las tres ciudades por las que pasó la exposición de 227 artefactos recuperados de entre los restos del naufragio, entre los que se incluían 15 piezas de joyería pertenecientes a varios de los pasajeros más ricos a bordo del Titanic. Además de esta colección de objetos, la exhibición incluía reconstrucciones históricamente precisas de varios de los interiores del transatlántico, así como actividades con recursos auditivos para escuchar las historias de sus pasajeros y tripulantes.
Fort Worth, 2012–13
El Museo de Ciencia e Historia de Fort Worth, Texas, albergó una exhibición de artefactos del Titanic entre el 13 de octubre de 2012 y el 24 de marzo de 2013. El tema principal de dicha exposición lo conformaban las historias de los propietarios de 250 artefactos recuperados del pecio —como, por ejemplo, botellas de perfume pertenecientes a un fabricante de que viaja Nueva York para vender sus productos, objetos de porcelana con el emblema de la naviera White Star Line o una pulsera de 26 piedras preciosas y con el nombre «Amy» grabado—, junto con extensas recreaciones en salas. Cada visitante recibió la réplica de una tarjeta de embarque con el nombre y una breve biografía de un pasajero real del buque, que le conduciría a la «Galería Conmemorativa» para descubrir si su pasajero sobrevivió al naufragio.
Las Vegas, 2012-15

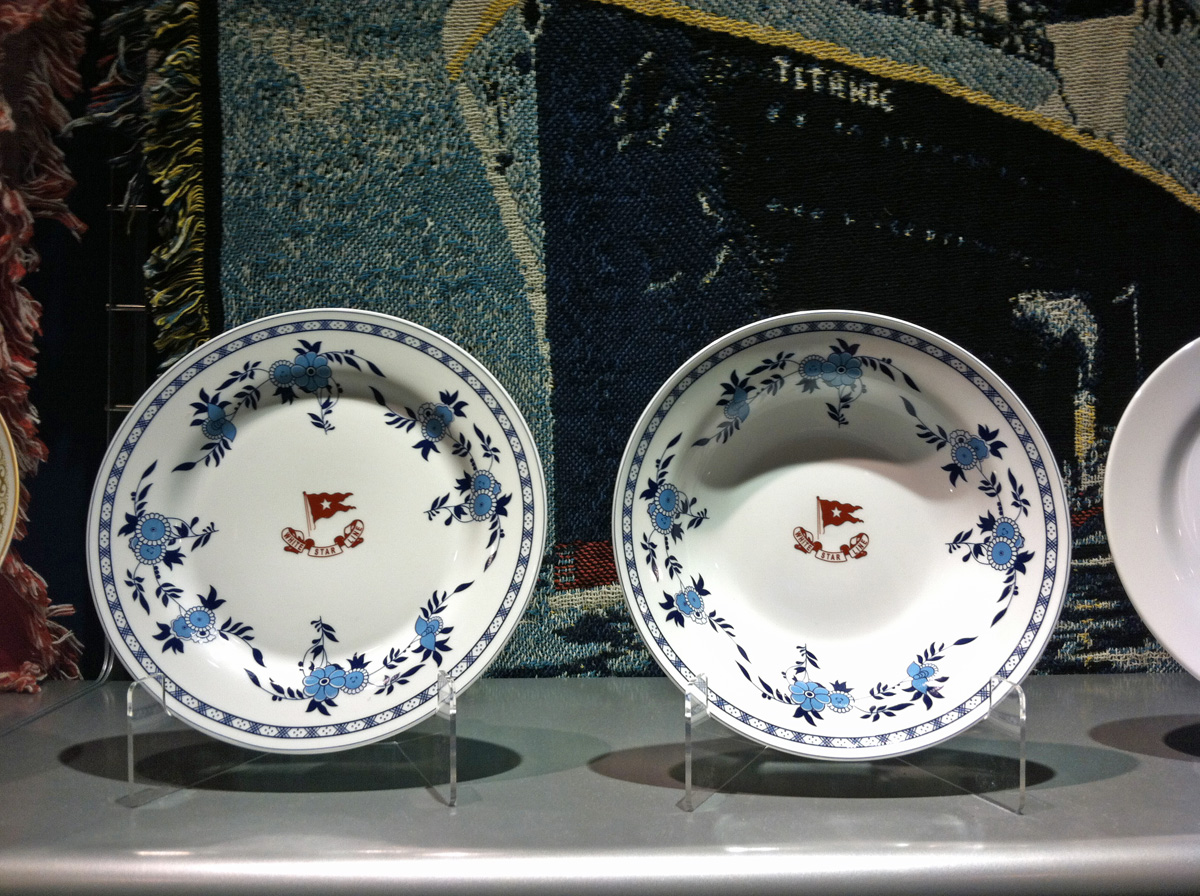
Platos recuperados del pecio del Titanic, expuestos en la exhibición de artefactos del Hotel Luxor de Las Vegas.

Abierta hasta finales de marzo de 2015, la exhibición llevada a cabo en el Luxor Hotel de Las Vegas, Nevada, incluía cerca de 300 artículos, entre los que se ebcontraban algunas joyas, un iceberg artificial, una reconstrucción de parte de la zona de paseo del Titanic y un trozo del casco del barco —de 17 toneladas de peso y que presenta un ojo de buey con su cristal intacto—.
Orlando, enero de 2012
Esta exhibición, abierta en enero de 2012 en Orlando, Florida, fue una de las exposiciones sobre el Titanic más grandes que se hayan celebrado, con un total de diecisiete galerías interactivas extendidas sobre un área de 1858,06 metros cuadrados (20 000 pies cuadrados). Las visitas guiadas fueron dirigidas por actores entrenados que interpretaban los papeles de notables personalidades del Titanic como el capitán Smith o Margaret Brown. Se mostraron más de cuatrocientos artefactos —entre ellos, las llamadas «joyas del Titanic»—, así como réplicas a escala real de la Gran Escalera, el salón de primera clase, el café Verandah y la sala de calderas, además de la «Little Big Piece» —una sección del casco de 3 toneladas de peso—. Todos los sábados, se llevaba a cabo el evento «Titanic Dinner Show».
Filadelfia, Pensilvania, 2013
Esta es la segunda vez que el Titanic estuvo en Filadelfia, la primera vez en 2004. Esta fue una versión ampliada con una historia mucho más humanista que contar. La exhibición incluyó más de 300 artefactos como un reloj de pulsera para damas, una bolsa de noche de malla metálica plateada, un espejo de mano y un cepillo, el chaleco y los pantalones del traje eduardiano de un hombre, un cepillo de afeitar y un sombrero en forma de derby. Estas pertenencias hicieron que esta historia fuera muy real y personal. Las galerías estaban ordenadas en orden cronológico. Los visitantes vieron el patio de la construcción, el viaje inaugural, el hundimiento, con efectos así como sintieron la caída de temperatura y pudieron tocar un iceberg.
Carolina del Norte, 2012-2013
Esta exposición realizada en el Museo de Ciencias Naturales de Carolina del Norte mostró más de 200 artefactos, así como recreaciones del interior de la nave, incluida una réplica de la Gran Escalera, el puente del Titanic, una puerta estanca y una sección del pasillo de primera clase. Los artefactos en exhibición incluyeron ropa, joyas, porcelana, muebles y accesorios de los cuartos de dirección. Un elemento incluido en la exposición de Raleigh fue la campana del barco. El curador explicó: «Titanic tenía tres campanas diferentes. Este es el que colgaba en la jaula del mirador. Así que cuando el mirador sonó la campana del iceberg muerto por delante, este es el que sonó».
San Petersburgo, Florida, 2012-2013
Esta fue la segunda vez que el Titanic llegaba a San Petersburgo, la primera vez en 2007. Una de las exhibiciones replico cómo se encontraron platos de porcelana en el fondo del océano. Sorprendentemente, la caja de madera en la que estaban empacados se había podrido, dejándolos seguros e intactos. El proceso de curtido utilizado en ese momento para el equipaje de cuero protegía lo que había dentro, por lo que los artefactos empaquetados en ellos también sobrevivieron bien. Muchos de estos: moneda, cartas y ropa estuvieron en exhibición.
Luisiana, 2012-2013
La exposición en el Centro de Ciencias de Luisiana también creó la experiencia de la tarjeta de embarque, galerías que mostraron réplicas de camarotes y muchos artefactos originales entrelazados en historias de sus pasajeros. También tuvieron programas con temas del Titanic, incluyendo Titanic Sky: las estrellas y constelaciones presentes durante las últimas horas y el almuerzo a bordo del Titanic.
Grand Rapids, 2013
Esta exposición, albergada entre el 9 de febrero y el 7 de julio de 2013 en el Museo Público de Grand Rapids, Míchigan, incluyó más de 150 artefactos y tuvo muchas de las réplicas y eventos descritos anteriormente. 
Actualidad en Estados Unidos
Actualmente es posible visitar las exposiciones de los artefactos del Titanic en las ciudades estadounidenses de Orlando y Las Vegas.
En Orlando, la exhibición cuenta con casi 200 objetos recuperados del pecio por la compañía RMS Titanic, Inc., la cual ha llevado a cabo ocho expediciones de investigación al sitio del naufragio y labores de recuperación de artefactos.
La exposición de Las Vegas incluye más de 350 objetos recuperados del pecio, además de recreaciones a gran escala de numerosos interiores del barco.
Visitas virtuales

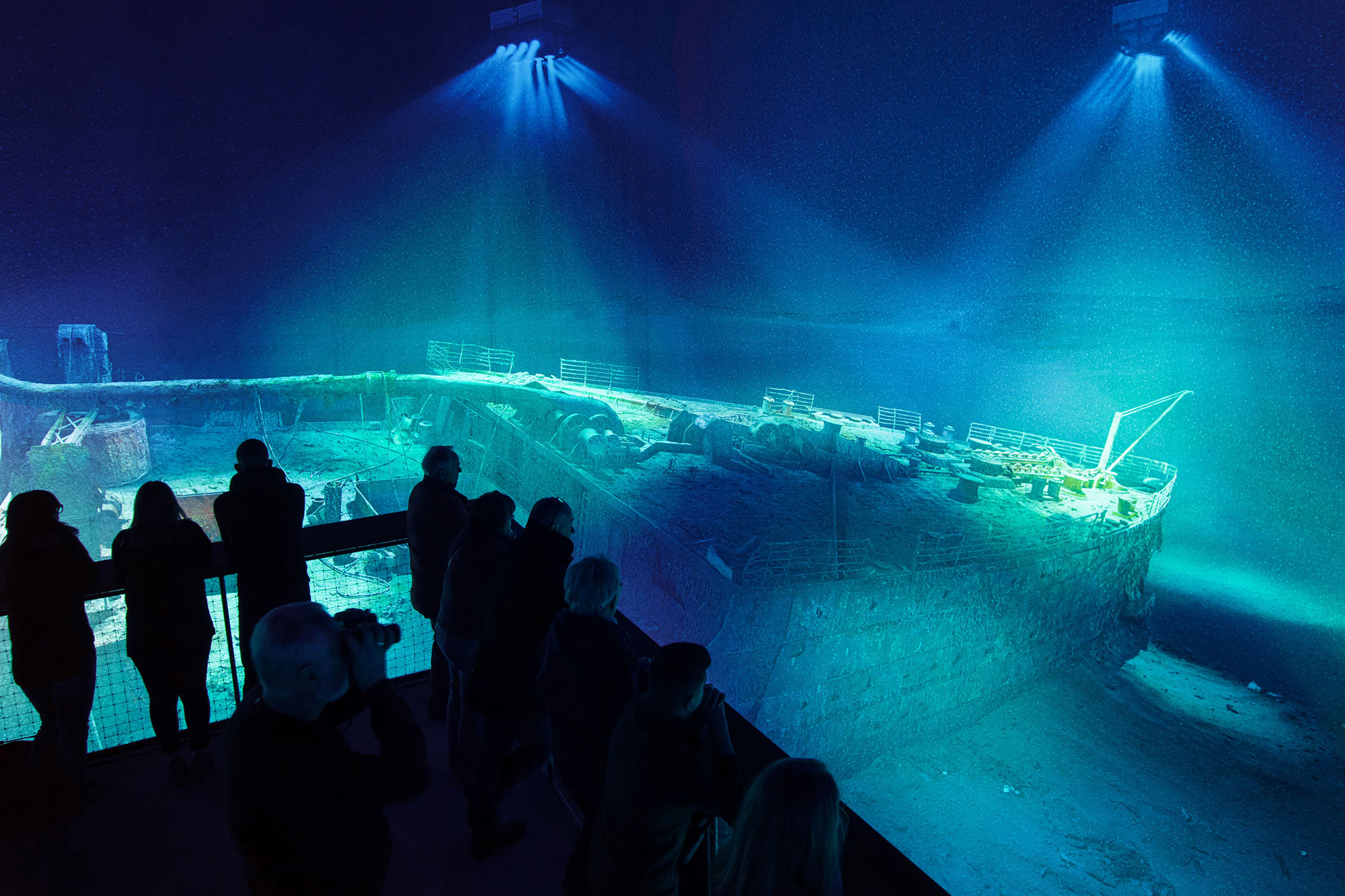
Vista virtual de la sección de proa del pecio del Titanic durante una exposición en Leipzig (Alemania).

Es posible realizar una visita virtual al pecio del Titanic mediante el sitio web «Titanic - The Virtual Experience», donde se puede encontrar una colección inigualable de casi cuatrocientos objetos recuperados directamente del sitio del naufragio.
Esta experiencia, de 2322,6 m² (25 000 pies cuadrados) permite ver recreaciones a gran escala de los interiores del transatlántico, incluida la famosa escalera de primera clase y una vista cercana y personal de los artefactos del navío, incluidas pertenencias personales, artículos de cada clase de pasajeros y una de las piezas más grande jamás recuperadas, una porción de 15 toneladas del casco del buque. 
Además, la exposición muestra un vídeo nunca antes visto del estado actual del pecio, junto con otro que documenta la recuperación de artefactos, y relata hechos únicos e historias de pasajeros, sumado a un completo recorrido auditivo disponible en diversos idiomas.
Esta es la única experiencia en la que se pueden ver artefactos del Titanic directamente desde el lugar en el que reposan los restos del barco.
Réplica
El Titanic II es un proyecto de transatlántico que planea construirse como réplica del RMS Titanic. El Titanic II Inició bajo la iniciativa del multimillonario australiano Clive Palmer. Hasta la fecha, según Palmer, la construcción del Titanic II se iniciará en 2025 y su viaje inaugural se espera para junio de 2027, cubriendo la ruta original del Titanic (de Southampton hasta Nueva York). Navegará por otras rutas alrededor del mundo según Blue Star Line.